# الدولة المملوكية
الدَّولَةُ المَملُوكِيَّةُ أوِ السَّلطَنَةُ المَملُوكِيَّةُ أو دَولَةُ المَمَالِيكِ أو سَلطَنَةُ المَمَالِيكِ هي إحدى الدُول الإسلاميَّة التي قامت في مصر خِلال أواخر العصر العبَّاسي الثالث، وامتدَّت حُدُودها لاحقًا لِتشمل الشَّام والحجاز، ودام مُلكُها مُنذُ سُقُوط الدولة الأيوبيَّة سنة 648 هـ المُوافقة لِسنة 1250 مـ، حتَّى بلغت الدولة العُثمانيَّة ذُروة قُوَّتها وضمَّ السُلطان سليم الأوَّل الديار الشَّاميَّة والمصريَّة إلى دولته بعد هزيمة المماليك في معركة الريدانيَّة سنة 923 هـ المُوافقة لِسنة 1517 مـ.
يُقسم المُؤرخون الدولة المملوكيَّة إلى فرعين أو دولتين هُما: دولة المماليك البحريَّة ودولة المماليك البُرجيَّة. حكم المماليك البحريَّة من سنة 648 هـ المُوافقة لِسنة 1250 مـ إلى سنة 784 هـ المُوافقة لِسنة 1382 مـ، وكان أكثرهُم من التُرك والمغول. وحكم المماليك البُرجيَّة من سنة 784 هـ المُوافقة لِسنة 1382 مـ إلى سنة 923 هـ المُوافقة لِسنة 1517 مـ، وكانوا من الشركس. والمماليك أُصُولهم رقيقٌ مُحاربين، استقدمهم الخُلفاء العبَّاسيين الأوائل من تركستان والقوقاز وغيرها وجعلوهم حُرَّاسًا لهم وقادةً لِجُيُوش المُسلمين، وقد ازداد نُفُوذ المماليك بِمُرور الزمن حتَّى أصبحوا يُهيمنون على الخِلافة وعلى مركز صناعة القرار، مُستفيدين من ضِعف الخُلفاء وتراجُع نُفوذهم. وحذا السلاطين والأُمراء المُسلمين حُذو الخِلافة في بغداد، فكان لِكُلٍ منهم جماعةً من المماليك الأشدَّاء والكفوئين عسكريًّا، ومن هؤلاء السلاطين الأيُّوبيين الذين حكموا مصر والشَّام تحت الرَّاية العبَّاسيَّة. ولمَّا مات آخر سلاطين بني أيُّوب، وهو الملكُ الصَّالح نجمُ الدين أيُّوب، سنة 647 هـ المُوافقة لِسنة 1249 مـ، كتمت زوجته شجر الدُّر نبأ موته إلى أن حضر ابنه توران شاه من الجزيرة الفُراتيَّة إلى القاهرة. وحاول توران شاه أن يُقدِّم مماليكه الذين اصطحبهم معه من الجزيرة، فعيَّنهم في مناصب الدولة، فما كان من المماليك القُدماء في مصر إلَّا أن ائتمروا به وقتلوه، ثُمَّ نصَّبوا شجر الدُّر سُلطانة عليهم في سنة 1250 مـ، وهي أوَّل امرأة وُلِّيت شُؤون المُسلمين.
ظهر المماليك بِمظهر مُنقذي العالم الإسلامي من الضياع والزوال بعد سُقُوط بغداد عاصمة الدولة العبَّاسيَّة والخِلافة الإسلاميَّة في يد المغول بِقيادة هولاكو خان، ومقتل آخر خُلفاء بني العبَّاس أبو أحمد عبد الله المُستعصم بِالله. فقد سار المغول لِغزو الشَام وهدَّدوا مصر بِمصيرٍ مُشابه لِمصير بغداد كي لا تقوم لِلإسلام قائمة بعد ذلك، فأرسل سُلطانُ المماليك سيفُ الدين قُطُز جيشًا عرمرميًّا إلى فلسطين لِصدِّ التقدُّم المغولي وحماية قلب الديار الإسلاميَّة، فهزم المُسلمون المغول في معركة عين جالوت بِشمال فلسطين سنة 1260 مـ، وردُّوهم على أعقابهم. أضف إلى ذلك، ورث المماليك عن الأيُّوبيين تصميمهم على مُحاربة الصليبيين وإجلائهم عن المشرق، لِذلك ما كادوا يفرغون من مُحاربة المغول حتَّى انصرفوا إلى مُحاربة الصليبيين. كان الملكُ الظَّاهر بيبرس أوَّل من تابع مسيرة الجهاد ضدَّ الصليبيين، فهاجمهم بعد انتصاره على المغول، فصارت مُدنهم وقلاعهم تسقط واحدة بعد الأُخرى في يد المُسلمين، فقد استعاد بيبرس الكرك وقيسارية وصفد ويافا وجُبيل وعرقة ما بين سنتيّ 1263 و1266 مـ، وفي سنة 1268 مـ استعاد المُسلمون أنطاكية وزالت إمارتها الإفرنجيَّة من الوُجود. وجاء السُلطان سيفُ الدين قلاوون يُكمل عمل سلفه بيبرس، فاسترجع قلعة المرقب في سنة 1281 مـ، وطرابُلس الشَّام والبترون في سنة 1289 مـ. وتُوفي السُلطان قلاوون في سنة 1290 مـ وهو يُهيِّء حملة لاسترجاع عكَّا، فقام بهذه المُهمَّة بعده ابنه الملك الأشرف صلاحُ الدين خليل واستولى على عكَّا سنة 1291 مـ. وقد أثار سُقُوطها، وهي المرفأ الرئيسي لِلصليبيين، القلق والذُعر الشديدين في نُفُوسهم، فجلوا عن المُدن الأُخرى الباقية في أيديهم، مثل صُور وصيدا وبيروت، وركبوا البحر عائدين إلى بلادهم، لِتنتهي بِذلك الحُرُوب الصليبيَّة بعد أن استمرَّت مائة وأربعًا وتسعين سنة. أعاد المماليك إحياء الخِلافة العبَّاسيَّة في مصر بعد سُقُوط بغداد، لكنها كانت خِلافة صوريَّة هدف السلاطين المماليك إلى جعلها سندًا لِسلطنتهم ودعمًا روحيًّا لها يجعلها مهيبة الجانب.
يُعدُّ عهد المماليك بداية دور الانحطاط في تاريخ الحضارة الإسلاميَّة، ولكن ليس معنى ذلك أنَّ هذا العهد كان مُجدبًا تمامًا، إذ شهد عدَّة مُنجزات علميَّة وفكريَّة، وإنما بدأت الحضارة الإسلاميَّة في تلك الفترة تتراجع شيئًا فشيئًا. ففي حقل العلم كانت القاهرة ودمشق وحماة من أهم مراكز طب العُيُون في العالم، وقد أخرجت عددًا من الأطباء الأفذاذ الذين كانوا حُجَّة ومرجعًا في هذا العلم. أمَّا في الأدب والتاريخ والدين فقد ظهر عددٌ من أعظم الباحثين وأغزر المُؤلفين المُسلمين، مثل ابن خلِّكان صاحب كتاب «وفيَّات الأعيان» في السِّير، وأبي الفداء صاحب كتاب «تقويم البُلدان» في الجُغرافيا، والسُّيوطي وابن خلدون والمقريزي، وابن كثير صاحب كتاب «البداية والنهاية»، وهم من أشهر المُؤرخين المُسلمين. وقد اشتهر بعضُ سلاطين المماليك بِتشجيع العلم وتكريم العُلماء وبِإنفاق المال بِسخاء على تأسيس المدارس وإنشاء المكتبات، ومن تلك الصُرُوح العلميَّة: المدرسة الناصريَّة ومدرسة قايتباي في القاهرة، والمدرسة والمكتبة الظاهريَّة في دمشق، والمدرسة القرطائيَّة في طرابُلس الشَّام. أيضًا أصبح الجامع الأزهر في العهد المملوكي جامعةً كُبرى تُدرِّس بها مذاهب أهل السُنَّة والجماعة الأربعة إلى جانب العُلُوم الأُخرى. ساءت الحالة الاقتصاديَّة في الدولة المملوكيَّة خِلال أواخر العهد البُرجي بِسبب حالة القلق وعدم الاستقرار الناجمة عن الفتن الداخليَّة والانقلابات، وعن الحُرُوب الكثيرة التي شنَّها المماليك ضدَّ المغول والصليبيين وغيرهم، وبسبب توقُّف حركة التجارة مع أوربَّا بِسبب مشاعر الخوف والكراهيَّة وعدم الثقة التي خلَّفتها الحُروب الصليبيَّة بين الأوروپيين والمُسلمين، وكذلك بِسبب انتشار المجاعة والأوبئة وخُصُوصًا وباء الطاعون الذي فتك في سنة 1348–1349 مـ بِأكثر من مليون شخص، وأخيرًا بِسبب روح الطمع والأنانيَّة التي سيطرت على عددٍ كبيرٍ من سلاطين المماليك وجعلتهم يُوجهون سياسة الدولة الاقتصاديَّة وفقًا لِمصالحهم الشخصيَّة. فكان ذلك من العوامل المُساعدة التي ساهمت بِتسريع سُقُوط الدولة في يد العُثمانيين، وتطلُّع الشعب في الشَّام ومصر إلى هؤلاء كمُنقذين.

## تسمية الدولة
تسمية الدَّولة المملوكيَّة أو السلطنة المملوكيَّة تسمية تأريخيَّة حديثة نسبيّاً ابتكرها المُؤرخون المُعاصرون، ولم تكن معروفةً في عصر المماليك، وإنما عُرفت هذه الدولة بِتسمياتٍ مُختلفةٍ في زمنها. سمَّت المراجع العربيَّة المُعاصرة لِعهد المماليك البحريَّة هذه الدولة باسم «دولة الأتراك» أو «دولة التُرك» أو «الدولة التُركيَّة»، وفي عهد المماليك البُرجيَّة سُميت الدولة باسم «دولة الجراكسة» أو «الدولة التُركيَّة الجركسيَّة»، على اعتبار أنَّ المماليك الشراكسة (الجراكسة) كانوا يتحدثون بِالتُركيَّة لأنهم تربّوا مُنذ استقدامهم لمصر في كنف المماليك التُرك. من التسميات الأُخرى التي اعتمدها المُؤرخون المُسلمون قديماً أيضاً، وإن يك نادراً: «الدولة البحريَّة» و«الدولة البُرجيَّة»، في كُلِّ عهدٍ على حدة، وشاعت هذه التسميات في العصر الحالي لِلتمييز بين العهدين المملوكيين. عُرفت هذه الدولة كذلك باسم «الدولة المغوليَّة»، وذلك لِفترةٍ قصيرةٍ فقط من عُمرها، خِلال سلطنة العادل كتبغا لكونه مغولياً. أيضاً، عُرفت الدولة طيلة عهد السُلالة القلاوونيَّة (678 - 784هـ \ 1279 - 1382م) باسم «دولة بني قلاوون» أو «دولة قلاوون»، كما عُرفت قبل ذلك في عهد الظاهر بيبرس وابنيه السعيد ناصر الدين مُحمَّد والعادل بدر الدين سُلامش باسم «الدولة الظاهريَّة».

## أُصول المماليك

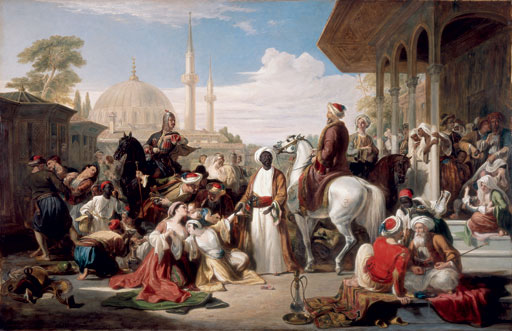
نموذج عن سوق النخاسة، حيثُ كان المماليك يُباعون ويُشترون.

المملوك، جمعه مماليك، هو العبد الذي سُبي ولم يُملك أبواه، والعبدُ القن هو الذي مُلك هو وأبواه. والمملوك عبدٌ يُباع ويُشترى. ولم تلبث التسمية أن اتخذت مدلولًا اصطلاحيًّا خاصًّا في التاريخ الإسلامي، إذ اقتصرت، مُنذُ عهد الخليفة العبَّاسي أبو العبَّاس عبدُ الله المأمون (198 - 218هـ \ 813 - 833م)، ثُمَّ أبو إسحٰق مُحمَّد المُعتصم بِالله (218 - 227هـ \ 833 - 842م) على فئة من الرقيق الأبيض، كان الخُلفاء وكبار القادة والوُلاة في دولة الخِلافة العبَّاسيَّة، يشترونهم من أسواق النخاسة البيضاء لاستخدامهم كفرقٍ عسكريَّةٍ خاصَّة، بِهدف الاعتماد عليهم في تدعيم نُفوذهم. وأضحى المملوك، مع مُرُور الوقت، الأداة العسكريَّة الوحيدة في بعض الدُول الإسلاميَّة. وكان مصدرهم، آنذاك، بلاد ما وراء النهر. واشتهرت مُدن سمرقند وفرغانة وأشروسنة، والشَّاش وخوارزم، بِأنها المصادر الرئيسيَّة لِتصدير الرقيق الأبيض ذوي الأُصُول التُركيَّة، وتمَّ ذلك بِإحدى الطُرق الثلاث: الشراء أو الأسر في الحُرُوب أو الهدايا التي كان يُؤديها وُلاة أقاليم بلاد ما وراء النهر على شكل رقيق إلى الخليفة. ويبدو أنَّ الخليفة المُعتصم هو أوَّل خليفة اعتمد، بشكلٍ أساسيٍّ، على العُنصر التُركي، نظرًا لِمقدرتهم القتاليَّة المُميزة، حتَّى أضحى الحرس التُركي يِمثِّلُ دعامةً من دعائم الخِلافة أيَّام حُكمه، فاقتناهم مُنذُ أن كان أميرًا. فكان يُرسلُ سنويًّا من يشتري له منهم، حتَّى اجتمع لهُ في أيَّام المأمون زهاء ثلاثة آلاف. ثُمَّ تولَّى الخِلافة في ظل ظُروفٍ من الصراع العنيف بين العرب من ناحية والفُرس من ناحيةٍ أُخرى بِالإضافة إلى اختلالٍ في التوازنات بين العناصر التي تكوَّنت منها دولة الخِلافة العبَّاسيَّة. فلم يثق المُعتصم بِالفُرس نظرًا لِسُوء العلاقة بينهم وبين بني العبَّاس مُنذُ انتقال المأمون من مرُّو إلى بغداد واستحالة التوفيق بين مصالح الطرفين، ولم يثق بِالعرب أيضًا نظرًا لِكثرة تقلُّبهم واضطرابهم وقيامهم ضدَّ الخُلفاء، بِالإضافة إلى أنَّ هؤلاء فقدوا كثيرًا من مُقوِّمات قُوَّتهم العسكريَّة والسياسيَّة في ذلك الوقت. حملت هذه المُعطيات، الخليفة المُعتصم على أن يُوكِّل أمر سلامته الشخصيَّة إلى فرقة من العُنصُر التُركي، فاستكثر من شراء التُرك بِهدف الحد من النُفُوذين العربي والفارسي، حتَّى بلغت عدَّتهم ثمانية آلاف مملوك، وقيل ثمانية عشر ألفًا. وخصَّهم بِالنُفُوذ، وقلَّدهم قيادة الجُيُوش، ومكَّنهم في الأرض، وجعل لهم مركزًا مُتفوقًا في مجال السياسة. وسُرعان ما نمت قُوَّتهم، فأخذوا يتدخَّلون في شُؤون الخِلافة، حتَّى أمست دولة الخِلافة العبَّاسيَّة في أيديهم، يفعلون ما يُريدون، يعزلون خليفة ويُولُّون آخر، حتَّى أنَّ بعض الخُلفاء قُتلوا نتيجة مُؤامراتهم. وأضحى العُنصر التُركي رُكنًا هامًّا في المُجتمع الإسلامي مُنذُ العصر العبَّاسي الثاني (232 - 334 هـ \ 847 - 946م)، فقامت الدُويلات المُستقلَّة ذات الأُصُول التُركيَّة والفارسيَّة في كنف دولة الخِلافة العبَّاسيَّة بعد أن دبَّ فيها الضُعف، وغدا التُرك وسيلة الخُلفاء لِلقضاء على هذه الحركات الاستقلاليَّة، خاصَّةً عُمَّال ووُلاة الأطراف الذين استقلُّوا بِولاياتهم.

### المماليك في مصر

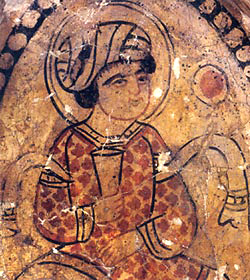
رسم جداري لِلخليفة الفاطمي الحاكم بِأمر الله، الذي مال إلى الاعتماد على المماليك الزُنُوج خِلال فترة حُكمه.

يرجعُ استخدام المماليك في جيش ولاية مصر إلى العهد الطولوني، عندما عيَّن الخليفة العبَّاسي أبو العبَّاس أحمد المُعتمد على الله أحمد بن طولون، التُركيّ الأصل، واليًا على الديار المصريَّة في سنة 263هـ المُوافقة لِسنة 877م، فطمع هذا بالاستقلال بها بعد أن أضحت جميع أعمالها الإداريَّة والقضائيَّة والعسكريَّة والماليَّة بِيده. وحتَّى يُحقق أحمد بن طولون رغبته بِالاستقلال في حُكم مصر؛ رأى أن يدعم سُلطته بِجيشٍ مملوكيٍّ من التُرك من بني جنسه بِالإضافة إلى العُنصر الديلمي، وقد بلغ تعداد هذا الجيش ما يزيد عن أربعةٍ وعشرين ألف غُلامٍ تُركيٍّ. ومُنذُ ذلك الوقت، أضحى جُندُ مصر ووُلاتها من المماليك التُرك، ولمَّا توسَّعت حُدود الدولة الطولونيَّة لِتشمل الشَّام، أضحى حالُ جُند الشَّام كحال جُند مصر. وقد نهجت الدولة الإخشيديَّة، التي خلفت الدولة الطولونيَّة في حُكم مصر، نهج هذه الدولة الأخيرة في الاعتماد على المماليك. وقد بلغ تعداد مماليك مُحمَّد بن طُغج الإخشيد، مُؤسس الدولة الإخشيديَّة، نحو ثمانية آلاف مملوكٍ من التُرك والديلم، وقيل أنَّهُ كان ينام بِحراسة ألف مملوك. ولمَّا استولى الفاطميُّون على مصر في سنة 358هـ المُوافقة لِسنة 969م، اعتمد خُلفائهم الأوائل، مُنذُ أيَّام أبي تميم معدّ المُعز لِدين الله على عدَّة عناصر تُركيَّة وزنجيَّة وبربريَّة وصقلبيَّة. واستخدم الخليفة الفاطمي أبو منصور نزار العزيز بِالله التُرك في الوظائف العامَّة والقياديَّة في الدولة، وفضَّلهم على غيرهم من العرقيَّات الأُخرى، فولَّى مملوكه «منجوتكين» التُركي قيادة الجيش، كما ولَّاه الشَّام. وكان نُفُوذُ المماليك التُرك يتزايد أو يتناقص وفق توجُّه كُل خليفةٍ فاطميٍّ على حدى، ففي عهد أبو عليّ المنصور الحاكم بِأمر الله تراجع نُفوذهم لِحساب الزُنج، ثُمَّ نشطوا مرَّة أُخرى في عهد الخليفة أبو الحسن عليّ الظاهر لِإعزاز دين الله الذي جعل قيادة الجُيُوش في يد المملوك التُركيّ الأصل منصور أنوشتكين. وقد ولَّاه الظاهر دمشق في سنة 419هـ المُوافقة لِسنة 1028م. واهتمَّ الفاطميُّون بِتربية صغار مماليكهم وفق نظامٍ خاص، وهم أوَّل من وضع نظامًا منهجيًّا في تربية المماليك في مصر. وفي سنة 567هـ المُوافقة لِسنة 1171م، سقطت الدولة الفاطميَّة في مصر وقامت الدولة الأيُّوبيَّة على أنقاضها، لِتفتح صفحة جديدة في تاريخ الشرق الأدنى والمماليك معًا. 

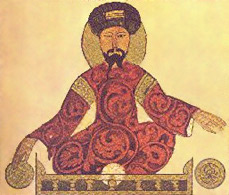
رسمٌ لِلملك الناصر صلاحُ الدين الأيُّوبي، الذي اعتمد على المماليك اعتمادًا كبيرًا في حُروبه لِتوحيد المُسلمين والقضاء على الصليبيين.

وكان الأيُّوبيين - الأكراد أصلًا - قد تربُّوا ونمت سُلالتهم في أحضان الدولة السُلجُوقيَّة التُركيَّة ومماليكها، فنقلوا عنها الكثير من عاداتها وأنظمتها التُركيَّة المشرقيَّة. وكان الأيُّوبيين يُربُّون مماليكهم على أساس النظام الإسلامي المملوكي - الساماني الذي وضعهُ الوزير السُلجُوقي نظام المُلك وفصَّلهُ في كتابه «سياسة نامه»، ثُمَّ يُدخَلون في خدمة القُصُور السُلطانيَّة والدوائر الحُكُوميَّة. ولمَّا توجَّه القائد أسدُ الدين شيركوه إلى مصر لِنُصرة آخر الخُلفاء الفاطميين أبو مُحمَّد عبدُ الله العاضد لِدين الله ولِلحيلولة دون احتلال البلاد من قِبل الصليبيين، كان غالبيَّة جيشه يتألَّف من المماليك التُرك القفجاق الذين سُمُّوا بـ«المماليك الأسديَّة» نسبةً له، أي أسدُ الدين. بعد وفاة أسد الدين، وقفت المماليك الأسديَّة إلى جانب ابن أخيه صلاحُ الدين وناصروه حتَّى تولَّى الوزارة في مصر، وأنشأ هذا الأخير لِنفسه جيشًا خاصًا عماده المماليك الأسديَّة والأحرار الأكراد، بِالإضافة إلى المماليك التُرك الذين اشتراهم لِنفسه وسمَّاهم «الصلاحيَّة» أو «الناصريَّة»، كما كان لِأخيه العادل أبي بكر طائفةٌ من المماليك سمَّاهم «العادليَّة».
اشتركت فئات المماليك الأسديَّة والصلاحيَّة والعادليَّة في مُختلف المعارك التي خاضها صلاحُ الدين ضدَّ الأُمراء المُسلمين بِهدف تحقيق الوحدة الإسلاميَّة وضدَّ الصليبيين بِهدف طردهم من ديار الإسلام. والواقع أنَّ المماليك بلغوا في هذه المرحلة مبلغًا من القُوَّة، ممَّا دفع صلاح الدين إلى استشارتهم والنُزُول عند إرادتهم في كثيرٍ من الأحيان. وازداد عددهم في مصر والشَّام بعد وفاة صلاح الدين في سنة 589هـ المُوافقة لِسنة 1193م بِشكلٍ مُلفت، وبرزوا على أثر اشتداد التنافس والصراع بين ورثته من أبنائه وإخوته وأبناء إخوته الذين اقتسموا فيما بينهم الإرث الأيُّوبي. ومع تنامي قُوَّة المماليك نتيجة كثرة اعتماد الأُمراء الأيُّوبيين عليهم، أخذوا يتدخَّلون في خلع هؤلاء الأُمراء والسلاطين وفي تنصيبهم.

## التاريخ

### انتقال الحُكم من الأيوبيين إلى المماليك

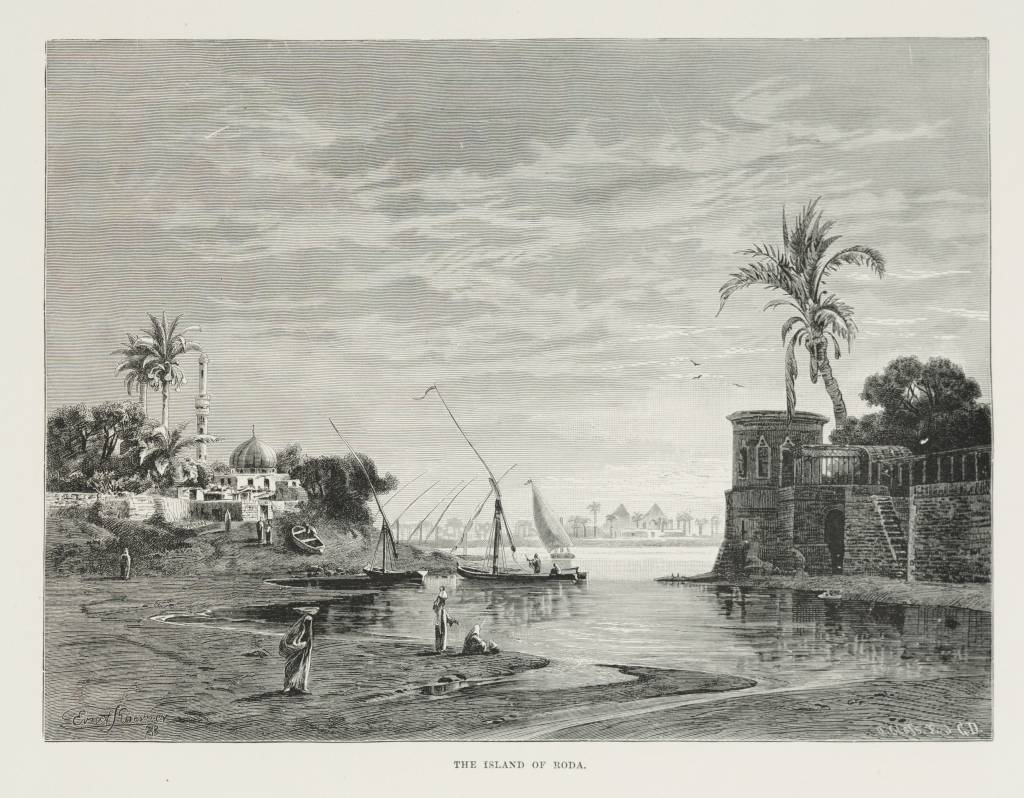
جزيرة الروضة التي نُسب إليها المماليك فُعُرفوا بِالبحريَّة، وفق بعض الآراء.

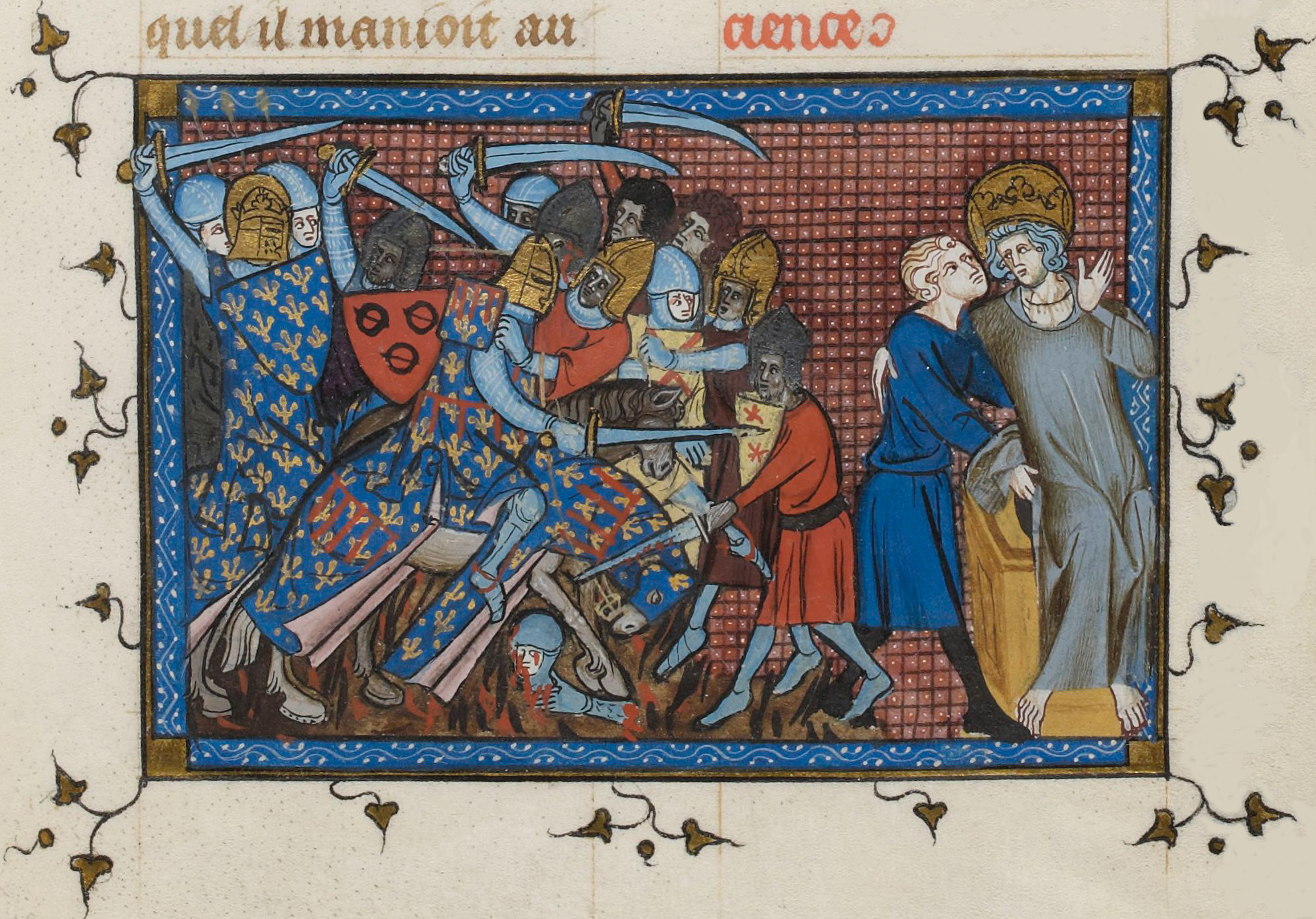
اشتباك الصليبيين والمُسلمين بِقيادة المماليك في المنصورة.

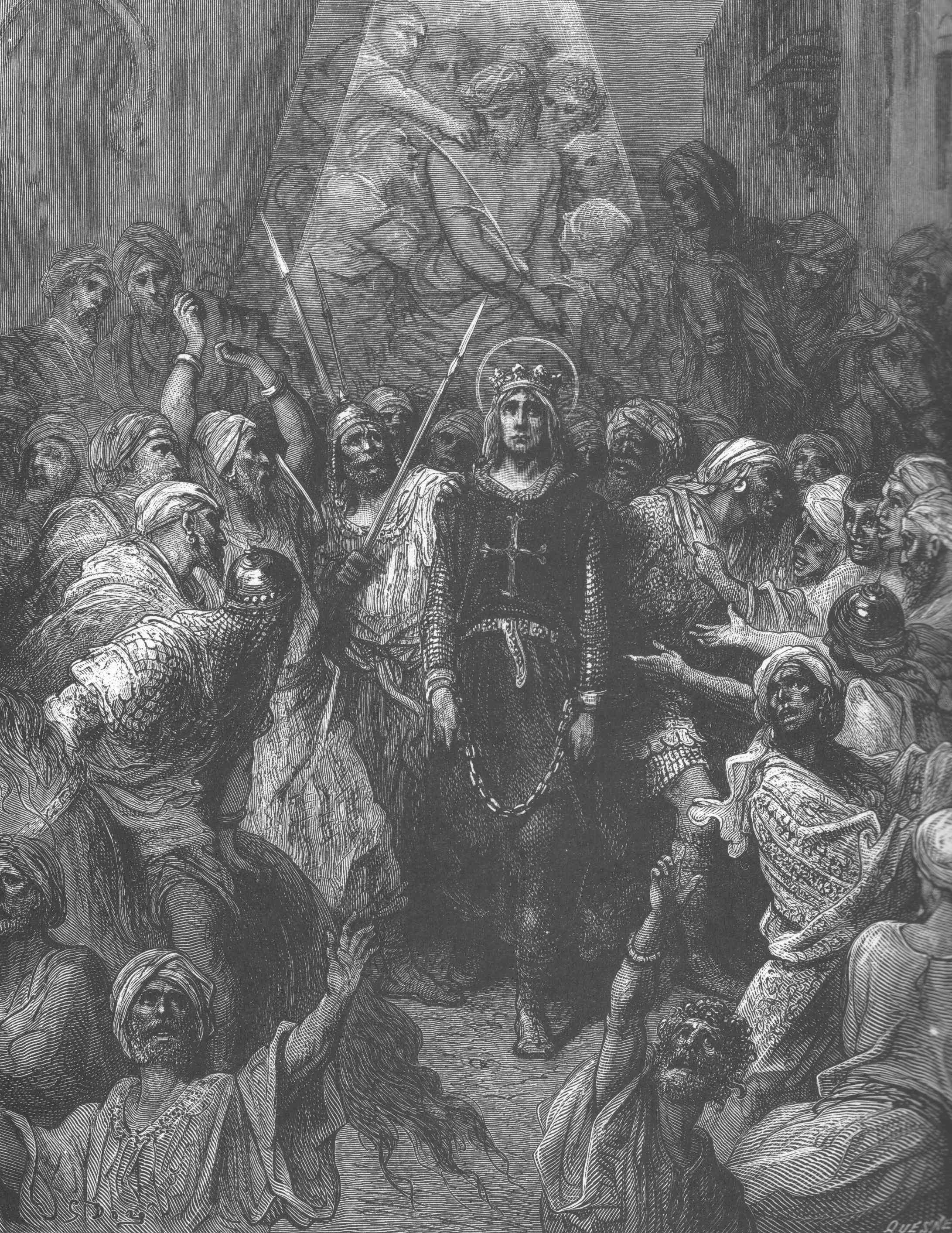
لويس التاسع أسيراً بيدِ المُسلمين بعد فناء جيشه في فارَسْكور.

بعد وفاة الملك الكامل ناصرُ الدين مُحمَّد الأيُّوبي سنة 635هـ المُوافقة لِسنة 1238م عارض مماليكه ما جرى من تنصيب ابنه الأصغر سيفُ الدين أبو بكر، فتحالفوا مع المماليك الأشرفيَّة بِزعامة عز الدين أيبك، وتآمروا على خلع أبي بكر سنة 637هـ المُوافقة لِسنة 1240م، وهزموا من ناصرهُ من الكُرد. بعد ذلك فرض المماليك الكامليَّة (مماليك الملك الكامل ناصر الدين) -وكانوا الأقوى على الساحة السياسيَّة- رغبتهم على الأشرفيَّة بِتنصيب نجم الدين أيُّوب بن مُحمَّد، فاستُدعي الأخير من حصن كيفا في الجزيرة الفُراتيَّة لِتولِّي السُلطة في مصر التي دخلها سنة 638هـ المُوافقة لِسنة 1240م، وجلس على العرش وتلقَّب بِالملك الصَّالح. كانت قضيَّة تنصيب الملك الصَّالح سابقةً في تاريخ مصر والإسلام، إذ قام المماليك لِأوَّل مرَّة بِدورٍ سياسيٍّ ضاغطٍ، فأضحوا الأداة لِلسلاطين الأيُّوبيين لِلاحتفاظ بِسُلطانهم وتفُّوقهم، ممَّا أدَّى إلى تضخُّم نُفُوذهم السياسي، وازدادوا شُعُوراً بِأهميَّتهم. أدرك الصَّالح أيُّوب أهميَّة المماليك لِلاستمرار في الحُكم ما دفعهُ إلى الإكثار من شرائهم إلى درجةٍ لم يبلغْها غيره من الأمراء الأيوبيين حتَّى أضحى مُعظم جيشه منهم، واعتنى بِتربيتهم تربيةً خاصّةً ثُمَّ جعلهم بطانته وحرسه الخاص. استغلَّ المماليك الصالحيَّة سطوتهم في مُضايقة الناس والعبث بِمُمتلكاتهم وأرزاقهم، حتَّى ضجَّ الشعب من عبثهم واعتداءاتهم، فرأى الصَّالح أيُّوب أن يُبعدهم عن العاصمة، واختار جزيرة الروضة في النيل لِتكون مقراً له، فانتقل إليها مع حاشيته ومماليكه الذين بنى لهم قلعة خاصَّة أسكنهم بها، فعُرفُوا مُنذُ ذلك الحين بِـ«المماليك البحريَّة الصالحيَّة». تعرَّضت مصر أواخرَ أيَّامِ الصَّالح أيُّوب لغزوٍ صليبيٍّ كبير بِقيادة لويس التاسع ملك فرنسا [ما اصطلح عليه بالحملة الصليبيةِ السابعة]، ففي فجر السبت 22 صفر 647هـ المُوافق فيه 5 حُزيران (يونيو) 1249م نزل الصليبيُّون برَّ مدينة دُمياط، واحتلُّوا المدينة بِسُهولة بعد انسحاب حاميتها وهروب أهلها منها. وتُوفي في تلك الفترة الحرجة الصَّالح أيُّوب بعدما اشتدَّ عليه المرض، فأخفت زوجته شجر الدُّر موته خشية تضعضع الأوضاع، وأرسلت تدعو ابنه الوحيد توران شاه من حصن كيفا لِلقُدوم إلى مصر على عجلٍ لِيتولَّى الحُكم. علم الصليبيُّون بِوفاة الصَّالح أيُّوب رُغم كُل الاحتياطات التي اتخذتها شجر الدُّر لِإخفاء الأمر، فاتخذوها فُرصةً لِتوجيه ضربةٍ قاضيةٍ لِلمُسلمين قبلما يفيقوا من هول الصدمة، فزحفوا من دُمياط نحو المنصورة. أمسك المماليك بِزمام الأُمُور بِقيادة فارس الدين أقطاي الجمدار، الذي أصبح القائد العام لِلجيش (أتابك العسكر)، ووضع أحد أبرز قادتهم بيبرس البندقداري خطَّة عسكريَّةً مُحكمةً كفلت النصر على الصليبيين، وفي تلك الأثناء وصل توران شاه إلى مصر وتسلَّم مقاليد الأُمُور، وأعدَّ خطَّةً أُخرى ضمنت النصر النهائي على الصليبيين في قرية فارَسْكور، فهُزم هؤلاء هزيمةً كُبرى وفَنيَ جيشهم على يد المماليك، ووقع لُويس التاسع نفسهُ في الأسر، وقتل أخاه في المعركة. على هذا الشكل انتهت الحملة الصليبيَّة على مصر بِفضل جُهُود المماليك. اشتهر السُلطان الجديد توران شاه بِأنَّهُ شخصيَّة عابثة، واتَّصف بِسُوء الخلق والتصرُّف والجهل بِشُؤون الحُكم والسياسة، فبعد انتصاره على الصليبيين ازداد غُروره وتناسى ما أبلاه مماليك أبيه من صد الصليبيين، فلم يُقدِّر ثمن هذا النصر، كما لم يُقدِّر جُهودهم في الحفاظ على نظام الحُكم كي يُؤمِّنوا العرش له. ويبدو أنَّ توران شاه فقد ثقته بهم بعد انتصاره على الصليبيين عندما شعر بِأنَّ لهُ من القُوَّة ما يكفي لِأن يملأ الوظائف الحُكُوميَّة بِمماليكه الذين اصطحبهم معه من الجزيرة الفُراتيَّة، ولمَّا احتجَّ عليه المماليك البحريَّة ردَّ عليهم بِالتهديد والوعيد، ثُمَّ أعرض عنهم، وأبعدهم عن المناصب الكُبرى، وجرَّدهم من مظاهر السُلطة وأخيراً أمر باعتقالهم.

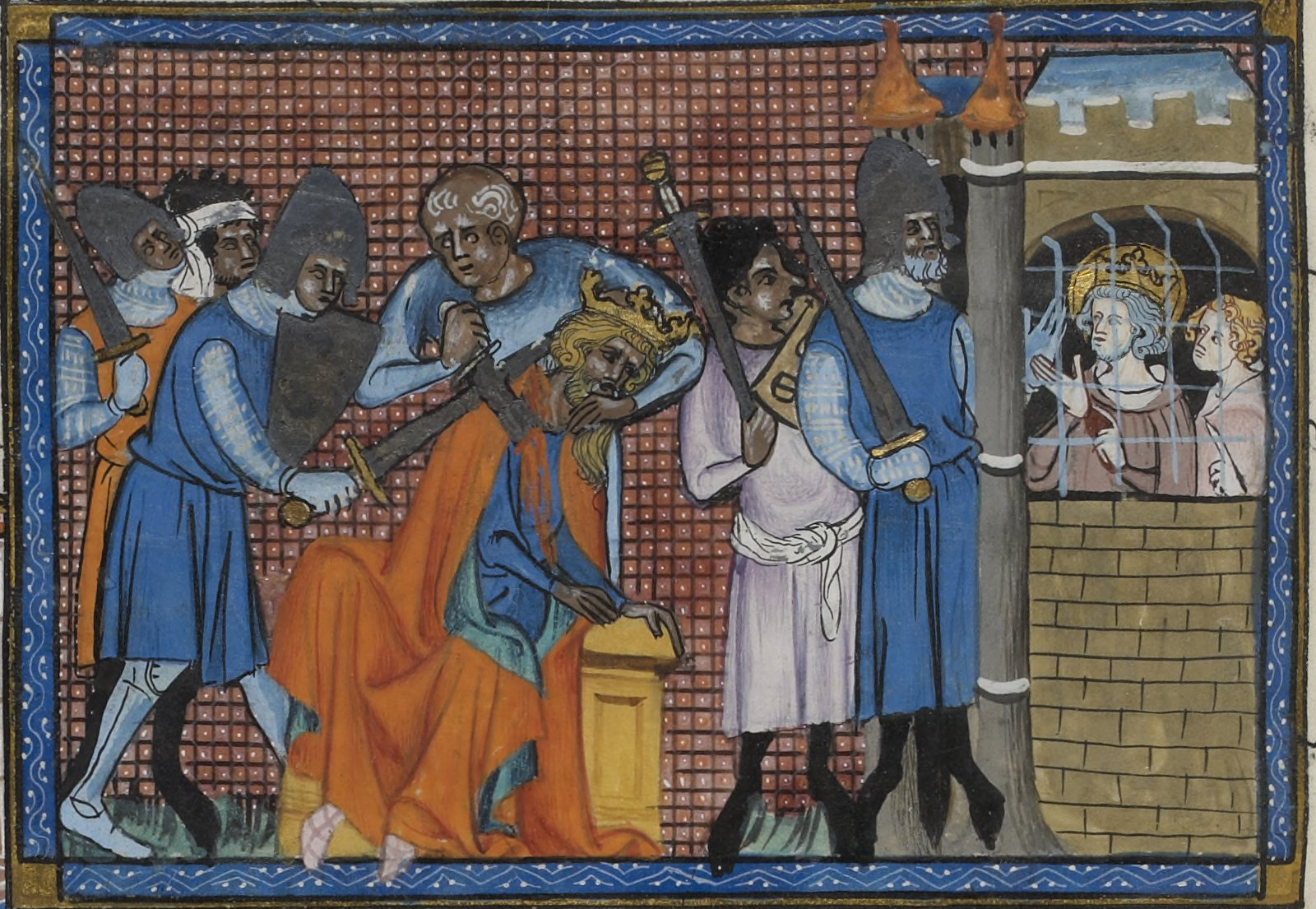
لوحة تعبيريَّة عن اغتيال توران شاه على يد مماليك أبيه بعدما أساء التصرُّف على المُستويين السياسي والأخلاقي.

كما تنكَّر توران شاه لِشجر الدُّر التي حفظت لهُ مُلكه، فاتهمها بِأنها أخفت ثروة أبيه، وطالبها بِهذا المال، وهدَّدها، حتَّى داخلها منه خوفٌ شديد ما حملها على بث شكواها إلى المماليك البحريَّة الذين يُخلصون لها باعتبارها زوجة أُستاذهم. ويبدو أنَّ توران شاه، بِالإضافة إلى ضعف شخصيَّته وسُلوكه السيّئ، تأثَّر بِآراء مماليكه الذين قدموا معه من حصن كيفا، وأثاروا ضغينته على المماليكِ البحريَّةِ وشجرِ الدُّر، وحثُّوه على التخلُّص منهم حتَّى يتفرَّد أستاذهم بِالحكم وينفردوا هم بالحظوة لدى السلطان ومعاونته في إدارة شُؤون الدولة. نتيجةً لِهذه السياسة الحمقاء حنق المماليك البحريَّة عليه، وتخوَّفوا من نواياه، واستقرَّ رأيهم على قتله قبل أن يبطش بهم وساندتهم شجر الدُّر التي باتت تخشى على نفسها من غدره. وتزعَّم المُؤمراة مجموعةٌ من قادة الجند من الأُمراء البحريَّة منهم؛ فارس الدين أقطاي الجمدار وبيبرس البندقداري وقلاوون الصالحي الألفي وأيبك التُركماني. ونُفذت المُؤامرة صباح الإثنين 28 مُحرَّم 648هـ المُوافق فيه 2 أيَّار (مايو) 1250م، وكان السُلطان آنذاك بِفارسكور يحتفل بانتصاره ويتهيَّأ لاستعادة دُمياط، فاقتحم بيبرس خيمته، وتقدَّم نحوه وضربه بِسيفه فقُطعت بعض أصابعه، فهرب إلى كشكٍ خشبيٍّ حتَّى يحتمي به، فتعقَّبه المماليك وأحرقوه عليه، فهرب منه ورمى نفسه في النيل، فضربوه بِالسِّهام من كُلِّ ناحيةٍ، فحاول أن يلتمس الرحمة لكنَّ المماليك لم يستجيبوا له، وقفز عليه بيبرس وقتله بِسيفه، فمات جريحاً غريقًا حريقاً، وبمقتله سقطت دولة الأيوبيين بِمصر وقامت دولة المماليك.

### عصر المماليك البحريَّة

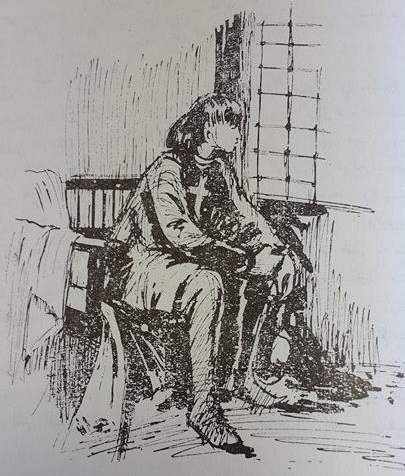
الملك الفرنسي لويس التاسع في حبسه بِدار ابن لُقمان بِالمنصورة.

أضحى المماليك، بعد مقتل توران شاه، أصحاب الحل والعقد في مصر. وكان من الطبيعي أن يطمع كُل أميرٍ منهم في تبُّوء عرش السلطنة الشَّاغر، كما وُجد على الساحة السياسيَّة المُلُوك والأُمراء الأيُّوبيُّون خارج مصر، والرَّاجح أنهم استاءوا من إقدام المماليك على قتل أحد مُلوكهم واستئثارهم بِالسُلطة، ومن الطبيعي أن يرى كُلٌ منهم في نفسه الشرعيَّة لِأن يلي السلطنة بعد توران شاه. وأخيرًا قرَّر المماليك حل المُشكلة الناجمة عن شًغُور العرش، فاختاروا شجر الدُّر لِتولِّي السلطنة. ومن أبرز العوامل التي دفعتهم إلى اختيارها كان رجاحة عقلها واطلاعها على الأُمور الهامَّة في الدولة، حيثُ كانت تُشارك زوجها الراحل الصَّالح أيُّوب في إدارة أُمور السلطنة. كانت شجر الدُّر من أصلٍ أرمنيّ أو تُركيّ، اشتراها الصَّالح أيُّوب، وحظيت عنده، فأعتقها وتزوَّجها. لِذلك هي من ناحية الأصل والنشأة أقرب إلى المماليك، واعتبرها المقريزي أولى سلاطين دولة المماليك البحريَّة. بُويعت السُلطانة الجديدة في 2 صفر 648هـ المُوافق فيه 6 أيَّار (مايو) 1250م، وحلفت لها العساكر باعتبارها سُلطانة، كما عُهد المماليك إلى عز الدين أيبك، وهو أحد الأُمراء الصالحيَّة، بِأتابكيَّة العسكر، فكان لها بِمثابة الشريك.

#### تصفية الموقف مع الصليبيين في مصر

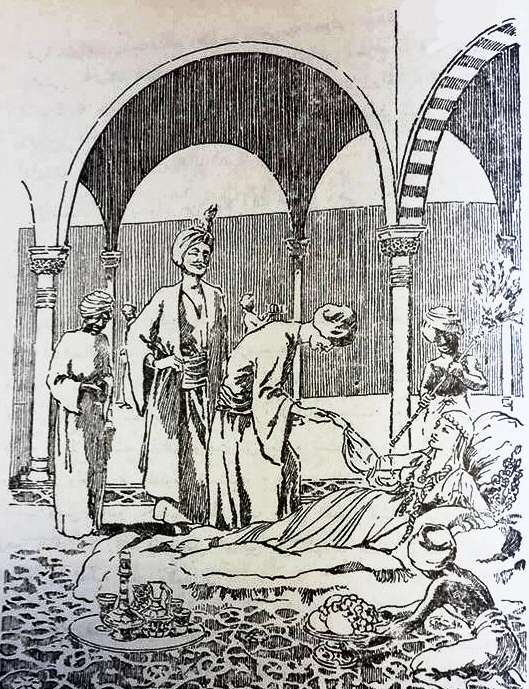
رسمٌ تخيُّليّ لِشجر الدُّر، الملكة عصمةُ الدين والدُنيا أُم خليل خاتون المُستعصميَّة، أولى سلاطين المماليك في مصر.

قبضت شجر الدُّر على زمام الأُمُور في مصر بِقُوَّة، واشتهرت بِحُسن السياسة. فلمَّا استقرَّت في الحُكم أنعمت على الأُمراء بِالوظائف السُنيَّة، وأقطعت المماليك البحريَّة الإقطاعات الكبيرة، وأغدقت الأموال على الجُند، حتَّى أرضت الكبير والصغير منهم. كانت فاتحة أعمال السُلطانة الجديدة، إنهاء المُفاوضات التي بدأت مع الصليبيين على عهد توران شاه، الذين ما زالوا يحتلُّون دُمياط، والإشراف على رحيلهم. فعلى الرُغم من أنَّ الملك الفرنسي كان أسيرًا في يد المُسلمين في المنصورة، لكنَّ دُمياط ظلَّت قاعدة بحريَّة في قبضة الصليبيين ممَّا يُشكِّل تهديدًا مُباشرًا لِمصر بِحال تحرَّك الغرب الأوروپيّ وأرسل حملة صليبيَّة أُخرى إليها. لِذلك أخذت تسعى لِحلِّ هذه المُعضلة، بعد أن استقرَّت الأُمور لها في الداخل. وهكذا استؤنفت المُفاوضات بين الجانبين، وفيها فرض المُسلمين شُروطهم على الصليبيين الذين كانوا في وضعٍ حرج لا يسمح لهم بِالمُناورة، فاشترطوا عليهم ما يلي: إعادة مدينة دُمياط إلى المُسلمين، وإطلاق سراح الأسرى، والتعهُّد بِعدم مُهاجمة السواحل الإسلاميَّة مرَّة أُخرى، وأن يدفع الملك الفرنسي مبلغ خُمسُمائة ألف دينار مُقابل إخلاء سبيله وسبيل الأسرى الصليبيين وتعويضًا عمَّا أحدثهُ الصليبيُّون في دُمياط من النهب والدمار، وأن يدفع الملك الفرنسي نصف المبلغ قبل إطلاق سراحه والنصف الثاني بعد مُغادرته مصر ووُصوله إلى عكَّا. كما تعهَّد المُسلمون، من جانبهم، بِرعاية مرضى الصليبيين في دُمياط والمُحافظة على معدَّاتهم إلى أن تحين الفُرصة لِأخذها، وحُدِّدت مُدَّة المُعاهدة بِعشر سنوات. والرَّاجح أنه حدثت خلافات داخليَّة بين المماليك بِشأن الإفراج عن الملك الفرنسي أو الاحتفاظ به. إذ بعد أن وضع المُسلمون يدهم على دُمياط، أخذوا يتداولون في مسألة الإبقاء عليه وعلى الأسرى الصليبيين، وقد انقسموا إلى فريقين: فريق رأى تنفيذ بُنُود الاتفاقيَّة المعقودة مع الصليبيين، وعدم نكث العُهُود، وعلى رأسه السُلطانة شجر الدُّر والأتابك عز الدين أيبك، وساندهُما بعض المماليك الصالحيَّة. وفريقٌ رأى أنَّ من مصلحة المُسلمين الاحتفاظ بِالملك الفرنسي وعدم إطلاق سراحه لاطلاعه على عورات المُسلمين ومشاكلهم فيما بينهم، ولِمركزه الديني الكبير في أوروپَّا. ويبدو أنَّ وجهة نظر الفريق الأوَّل انتصرت في النهاية، وهكذا أُخلي سبيل الملك الفرنسي لويس التاسع وأُمرائه وعدد كبير من بارونات الصليبيين، وكبار فُرسانهم، بعد دفع نصف الفدية. أمَّا بقيَّة الأسرى فقد ظلُّوا في الأسر حتَّى يُدفع كامل المبلغ المُتفق عليه. وفي 4 صفر 648هـ المُوافق فيه 8 أيَّار (مايو) 1250م، أبحر الملك لويس التاسع وأتباعه إلى عكَّا، وبِذلك انتهت الحملة الصليبيَّة السابعة على مصر، وضُربت البشائر وأُقيمت الأفراح في كافَّة أرجاء ديار الإسلام ابتهاجًا بِهذا النصر.

#### الصراع مع الأيوبيين

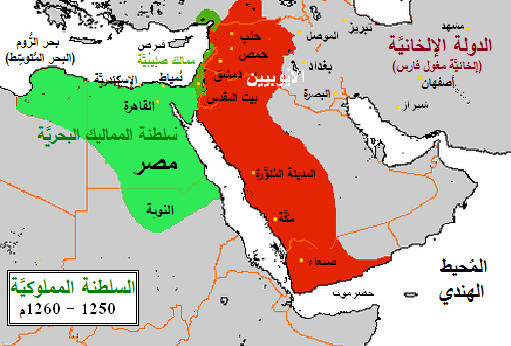
خريطة تُظهر انقسام المشرق الإسلامي بين الأيُّوبيين في الشَّام والحجاز واليمن (بِالأحمر) والمماليك البحريَّة في مصر (بِالأخضر)، بعد أن رفض الأُمراء الأيُّوبيين الشوام الاعتراف بِسلطنة شجر الدُّر.

بعد أن نجحت في تصفية الحملة الصليبيَّة السابعة، واستعادت دُمياط؛ عملت شجر الدُّر على تدعيم مركزها الداخلي، فأخذت تتقرَّب من الخاصَّة والعامَّة، وتعمل على إرضائهم بِشتَّى الوسائل، فخلعت على الأُمراء والعساكر وأرباب الدولة، وأنفقت عليهم الهبات والأموال، وأنعمت عليهم بِالرُّتب والمناصب العالية ومنحتهم الإقطاعات الواسعة، تقديرًا لِما أبدوه من ضُروب الشجاعة في طرد الصليبيين، كما خفَّفت الضرائب عن الرعيَّة لِتستميل قُلوبهم. غير أنَّ كُل ذلك لم يُساهم في تدعيم مركزها الداخلي، إذ لم يتقبَّل الناس وُجود امرأة في السلطنة، إذ لم يعتد المُسلمون في تاريخهم أن يُسلِّموا زمام أُمورهم لِامرأة. وحاولت شجر الدُّر التقرُّب من الخِلافة العبَّاسيَّة لِتدعيم مركزها وتُضيف الصفة الشرعيَّة على حُكمها، فكانت تحرص على التمسُّك بِلقب «المُستعصميَّة» إشارةً إلى صلتها بِالخليفة العبَّاسي أبو عبد المجيد عبدُ الله بن منصور المُستعصم بِالله، لكنَّ ذلك لم يُفيدها شيئًا، إذ قامت المُظاهرات في القاهرة، وحدثت اضطرابات عديدة مُناهضة لِحُكمها، بعد أن اتهمها المُعارضون بِالتساهل مع الصليبيين، وحمَّلوها مسؤوليَّة إطلاق سراح الملك الفرنسي لويس التاسع الذي ما أن أُطلق سراحه وعاد إلى عكَّا حتَّى واصل نشاطه الصليبي ضدَّ المُسلمين في الشَّام. ومال عُلماءُ الدين إلى هذه الحركة المُعارضة، حتَّى أنَّ شيخ الإسلام عزُّ الدين بن عبد السلام، وهو أكبر عُلماء المُسلمين في ذلك الوقت، كتب كتابًا حول ما قد يُصيب المُسلمين نتيجة توليتهم لِامرأة. كان الأمراء الأيُّوبيُّون الشوام في مُقدِّمة المُعارضين لِلنظام الجديد، فلم يقبلوا حُلول المماليك مكانهم في حُكم مصر والشَّام، واعتبروا أنهم أصحاب الحق الشرعي في حُكم هذه البلاد باعتبارهم من سُلالة صلاح الدين، وأنَّ ما جرى يُعتبر خُروجًا لِلسلطنة في مصر على البيت الأيُّوبي، لِذلك رفضوا حلف اليمين لِلسُلطانة الجديدة، وشاركهم بعض الأُمراء المماليك الشوام في ذلك أيضًا. فقد رفض المماليك القيمريَّة (نسبةً إلى بلدة قيمر بين الموصل وخلاط) في دمشق أن يحلفوا يمين الولاء والطاعة لِلسُلطانة الجديدة، وكتبوا إلى الملك الناصر يُوسُف الأيُّوبي صاحب حلب يستدعونه لِلقُدوم إليهم لِيُسلِّموا له دمشق. وخرج الملك السعيد حسن بن العزيز عُثمان الأيُّوبي، صاحب قلعة الصُبّية، من الديار المصريَّة احتجاجًا، فهاجم غزَّة وأخذها واستقرَّ في القلعة المذكورة. وثار الطواشي بدرُ الدين الصَّوابي الصالحي، نائب الصَّالح أيُّوب بِالكرك والشوبك، وسلَّم الحصنين إلى الملك المُغيث عُمر الأيُّوبي. وانتهز الملك الناصر يُوسُف هذه الفُرصة واستجاب لِدعوة المماليك القيمريَّة، فزحف بِجُيُوشه نحو دمشق ودخلها دون قتال يوم السبت 8 ربيع الآخر 648هـ المُوافق فيه 10 تمُّوز (يوليو) 1250م، وخضعت باقي مُدن الشَّام لِمُلوكٍ من البيت الأيُّوبي. وبِذلك خرجت الشَّام من قبضة شجر الدُّر، وانقسمت الجبهة الإسلاميَّة التي وحَّدها صلاح الدين وأخيه العادل أبو بكر مرَّة أُخرى، فأضحت مصر في يد المماليك والشَّام في يد الأيُّوبيين.

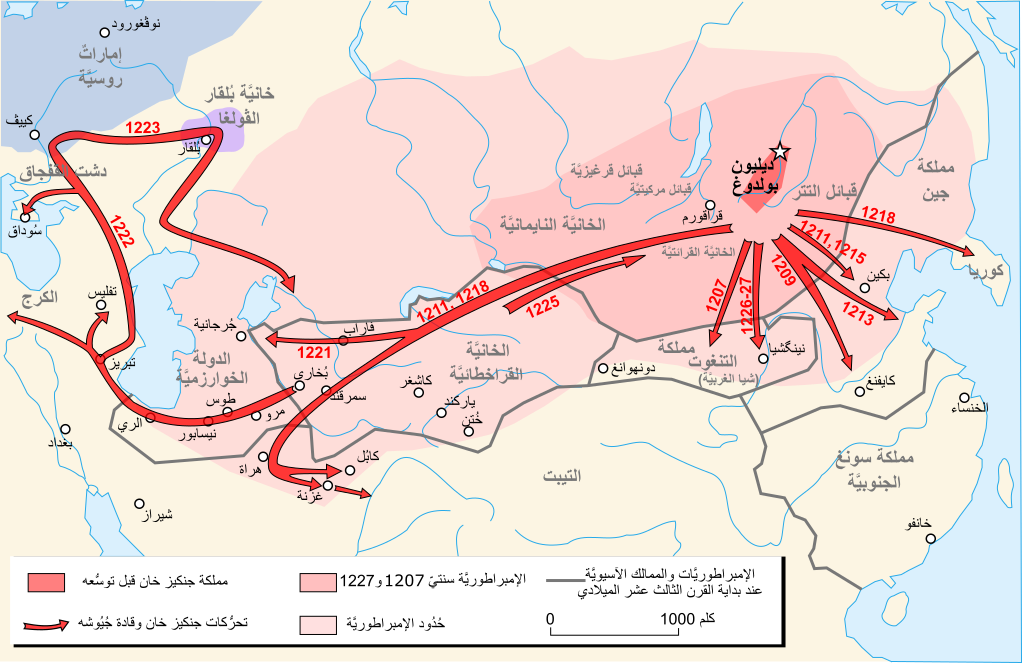
مسير الحملات المغوليَّة من منغوليا إلى خوارزم وفارس وما بعدها. كان الزحف المغولي نحو المشرق الإسلامي هو السبب الأبرز والأهم الذي جعل المماليك والأيُّوبيين يتناسون خِلافاتهم في سبيل توحيد قوَّة المُسلمين لِمُواجهة المغول.

خشي المماليك على نظامهم الجديد من مُنافسة الأيُّوبيين، واضطربت أوضاعهم، فتنادوا إلى اجتماعٍ يُعقد في قلعة الجبل، حيثُ جدَّد الأُمراء والجُنُود الولاء والطَّاعة لِلسُلطانة شجر الدُّر والأتابك عز الدين أيبك، وشهدت القاهرة إجراءات قمعيَّة بِحق المُوالين لِلأيُّوبيين، حيثُ قُبض على كُل شخص عُرف بِمُوالاته لهم. واتجه المماليك نحو بغداد لِإنقاذ حُكمهم المُهدَّد، وإضفاء الصفة الشرعيَّة على النظام الجديد. فكتبوا إلى الخليفة العبَّاسي المُستعصم يطلبون منه تأييد سلطنة شجر الدُّر، لكن خاب أملهم عندما عاب عليهم الخليفة تنصيب امرأة في الحُكم، وقال قولته المشهورة: «إِن كَانَت الرِّجَالُ قَد عدُمَت عِندَكُم فِأَخبِرُونَا حَتَّى نُسيِّرَ إِلَيكُمُ رَجُلًا». ولمَّا وصل جواب الخليفة إلى القاهرة، وجدت شجر الدُّر نفسها في موقفٍ حرج، بعد أن أحاطت بها مظاهر العداء في الدَّاخل والخارج. واقتنع المماليك، من جهتهم، بِضرورة تغيير رأس السُلطة، فطلبوا من شجر الدُّر أن تتزوَّج بِالأمير عز الدين أيبك وتتنازل له عن العرش، فاستجابت لهم وخلعت نفسها من السلطنة. بِتولِّي أيبك عرش السلطنة المملوكيَّة، تحرَّك المُلُوك والأُمراء الأيُّوبيُّون، بِزعامة الناصر يُوسُف صاحب دمشق وحلب، باتجاه مصر لاستعادتها من أيدي المماليك. وعندما علم أيبك بِأنباء هذا الزحف، قرَّر مُواجهة هذا الخطر بِالطُرق السلميَّة أولًا. وحتَّى يمتص نقمة الأيُّوبيين، اختار، بالاتفاق مع كبار أُمراء المماليك، صبيًّا صغيرًا في العاشرة من عمره من بني أيُّوب هو الأشرف موسى بن المسعود بن الكامل، وأقامه سُلطانًا لِيكون شريكًا له في الحُكم، لكنَّ المُلُوك الأيُّوبيين فطنوا لِتلك الحيلة، وأدركوا أنَّ الأشرف موسى لم يكن لهُ غير الاسم، في حين كانت الأُمُور كُلها بِيد أيبك، واستمرُّوا في زحفهم نحو مصر. التقى الجيشان، المملوكي والأيُّوبي في 10 ذي القعدة 648هـ المُوافق فيه 2 شُباط (فبراير) 1251م عند قرية العبَّاسة بين مدينتيّ بلبيس والصالحيَّة، فاشتبكا في معركةٍ انتصر فيها الأيُّوبيين بدايةً، ثُمَّ انقلبت الآية بسبب تخلِّي بعض المماليك من جيش الناصر يُوسُف عن مواقعها وانضمامها إلى الجيش المملوكي بِدافع العصبيَّة. فتراجع الأيُّوبيين إلى الشَّام في حين عاد المماليك ظافرين ومعهم الأسرى إلى القاهرة.
بعد هذه الموقعة بِشهر، أرسل أيبك جيشًا ناحية غزَّة فاستولى عليها، وقرَّر السيطرة على سائر الشَّام واستخلاصها من يد الأيُّوبيين. وتسابق الطرفان، الأيوبيين والمماليك، لِاستمالة الصليبيين في مُواجهة الطرف الآخر، لولا أن أرسل الخليفة العبَّاسي المُستعصم إلى الناصر أيُّوب يأمره بِمُصالحة أيبك فورًا، وحثَّ الأخير على قُبُول أيَّة شُروط يطلبها الأوَّل ودفن هذا الخِلاف حيثُ هو، وذلك في سبيل مُواجهة الخطر القادم إلى المشرق، ألا وهو الخطر المغولي، الذي يستوجب توحيد العالم الإسلامي. ويبدو أنَّ موجة الرُعب التي أثارها المغول أثناء زحفهم من آسيا الوُسطى باتجاه العالم الإسلامي، وأخبار وحشيَّتهم، جعلت الطرفان يستجيبان بِسُهُولةٍ لِدعوة الخليفة، فانتهى الصراع الأيُّوبي المملوكي عند هذا الحد.

#### سُقُوط بغداد

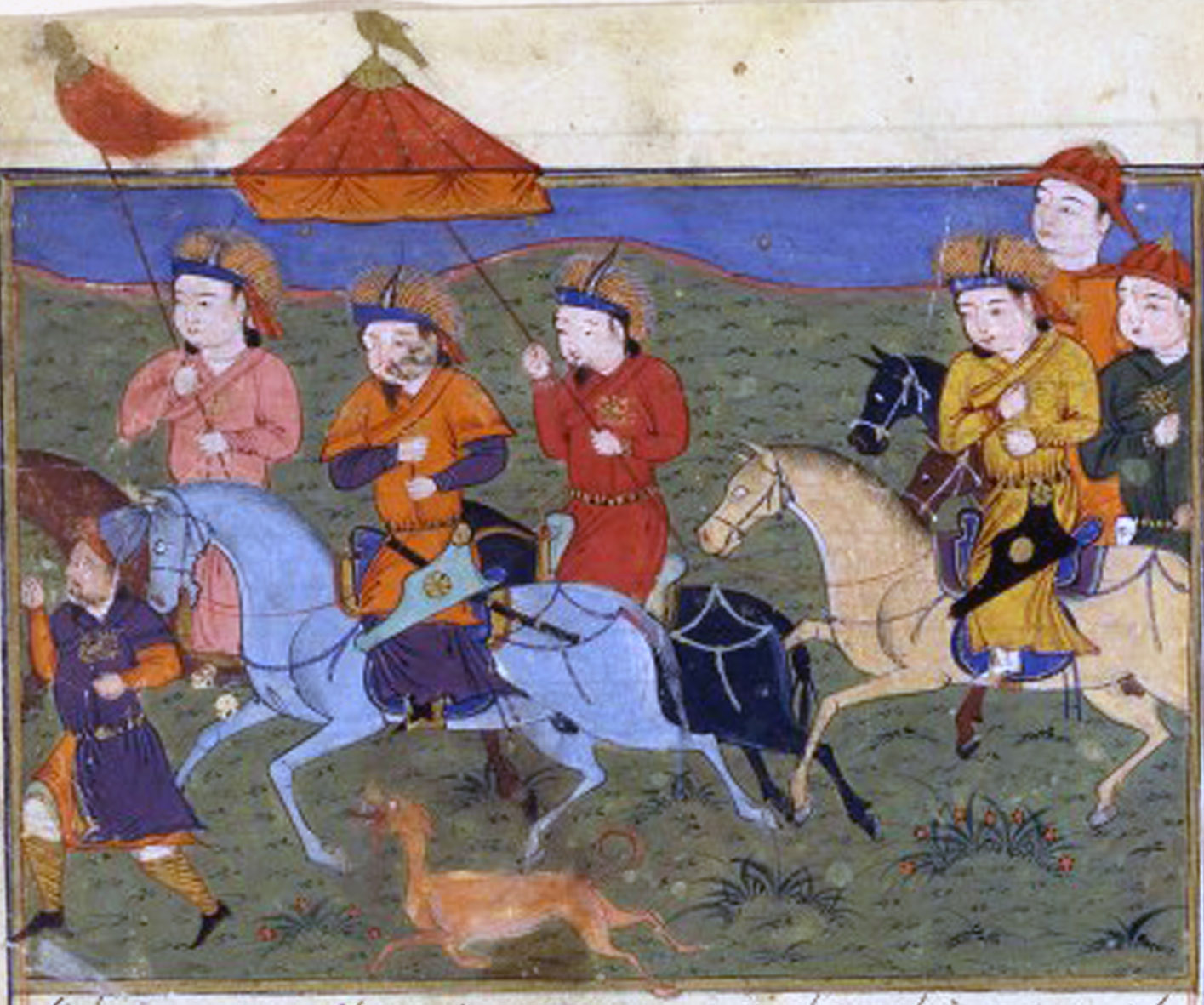
هولاكو خان يسيرُ على رأس جيشه العرمرميّ.

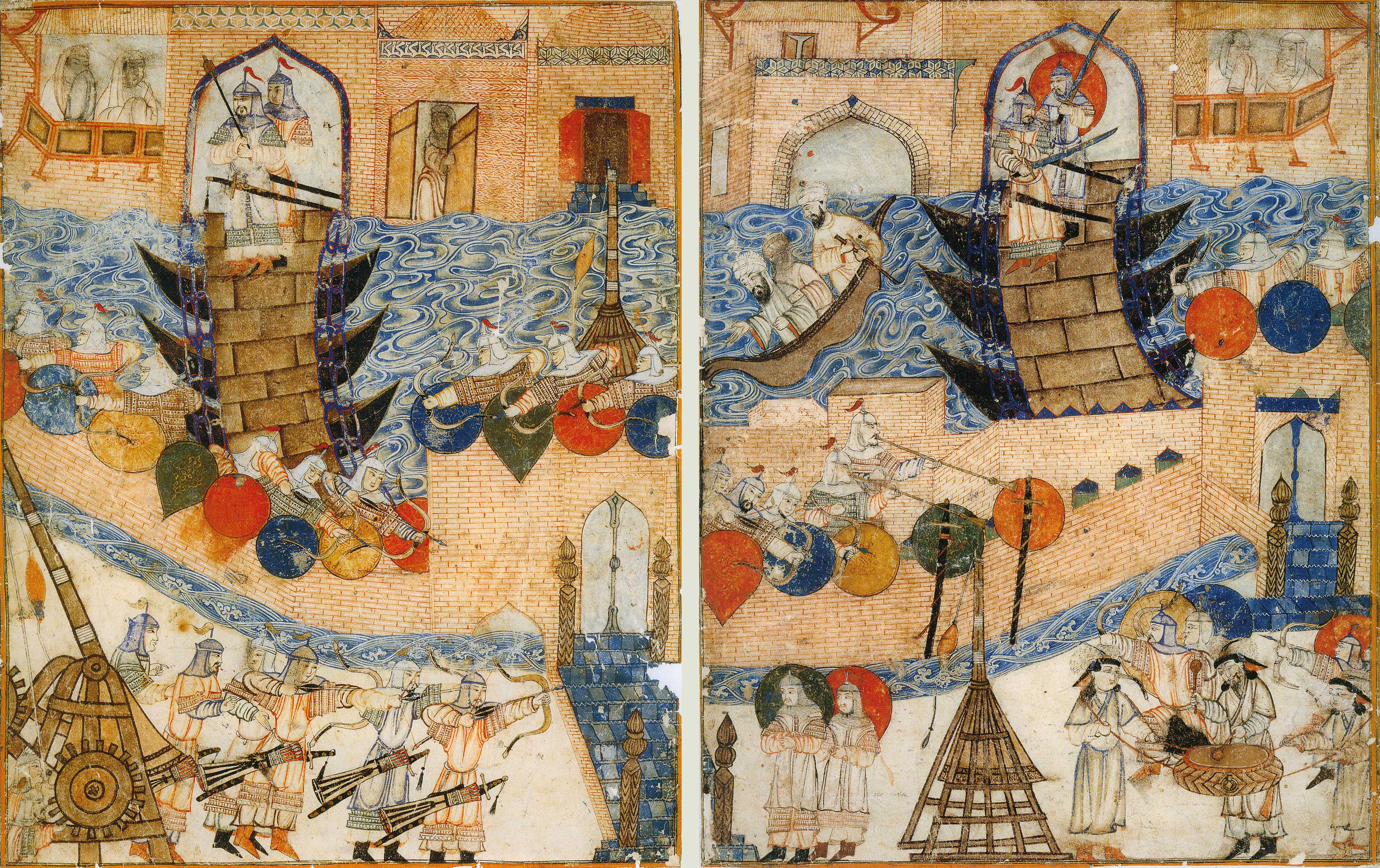
مُنمنمة تُظهر حصار المغول لِبغداد ودكِّها بِقذائف المجانيق وتبادل رمي السهام والنبال بينم وبين الجُنُود المُسلمين.

كان الاستيلاء على العراق من ضمن السياسة المغوليَّة العامَّة القاضية بِالتوسُّع في غرب آسيا والسيطرة على ما تبقَّى من العالم الإسلامي بعد سُقُوط خوارزم وفارس في عهد الخاقان الأعظم منكو خان. عهد الخاقان سالف الذِكر إلى أخيه هولاكو القيام بِتنفيذ هذه المُهمَّة وفتح ديار الإسلام حتَّى أقاصي مصر بعد أن منحهُ إقليم فارس والولايات الغربيَّة، وحدَّد لهُ إطار العلاقة مع الخليفة العبَّاسي، بحيثُ إذا قدَّم فُرُوض الولاء والطَّاعة فلا يتعرَّض له، أمَّا إذا عصى، فعليه أن يتخلَّص منه حتَّى لا يُشكِّل وُجوده عقبة في طريق الزحف المغولي. ومن جهته، وضع هولاكو خطَّة عسكريَّة تقضي، أولًا، بِالقضاء على طائفة الحشاشين الإسماعيليَّة، ثُمَّ غزو المناطق الغربيَّة وُصولًا إلى مصر، في مرحلةٍ ثانية. وبعد أن حقَّق هدفه الأوَّل سار لِتحقيق هدفه الثاني، وبدأ بِغزو العراق. ولمَّا رفض الخليفة العبَّاسي الخُضُوع لِلمغول، وردَّ على رسائل هولاكو ردًا قاسيًا تضمَّن تهديدات، سار الأخير بِجُيُوشه الجرَّارة نحو عاصمة الخِلافة وحاصرها من كُلِّ جانب بِحُلول يوم 12 مُحرَّم 656هـ المُوافق فيه 18 كانون الثاني (يناير) 1258م، ووصل هولاكو بنفسه لِيُشارك في الحصار يوم 13 مُحرَّم 656هـ المُوافق فيه 19 كانون الثاني (يناير) 1258م، لِيبلغ عدد القُوَّات المُحاصرة بغداد نحو 200,000 مُقاتل وفق تقدير ابن كثير. ضيِّق المغول الحصار على بغداد ودكُّوها دكًا بِقذائف المجانيق ثُمَّ دخلوها عنوةً في يوم الأربعاء 9 صفر 656هـ المُوافق فيه 14 شُباط (فبراير) 1258م، واستباحوها وقتلوا كُلَّ نفسٍ صادفتهم ونهبوا وحرقوا كُل ما صادفوه، وكان الخليفة قد خرج منها وسلَّم نفسه لِلزعيم المغولي دون قيدٍ أو شرط بعد أن وعده هولاكو بِالأمان. وقد انتهت هذه الأحداث بِقتل الخليفة المُستعصم وابنيه أبي العبَّاس أحمد وأبي الفضائل عبدُ الرحمٰن، وأسر ابنه الأصغر مُبارك وأخواته الثلاث فاطمة وخديجة ومريم، ثُمَّ استسلمت الحلَّة والكُوفة وواسط والموصل. وبِسُقُوط بغداد ومقتل الخليفة المُستعصم انتهت دولة الخِلافة العبَّاسيَّة التي عمَّرت ما يزيد عن خمسة قُرون. كان لِسُقوط بغداد دويٌّ هائلٌ وعميقٌ في مُختلف أنحاء العالم الإسلامي. واهتزَّ الحُكَّام المُسلمون في المناطق المُجاورة لِهذا الحدث الجلل. واعتبر المُسلمون في كُلِّ مكان، أنَّ سُقوط الخلافة العبَّاسيَّة صدمةٌ مُريعة، وتحديًا مُخيفًا، كان لهُ أسوأ الأثر في نُفوسهم. فعلى الرُغم من أنَّ الخِلافة ظلَّت مُنذُ زمنٍ طويلٍ تفقدُ قدرًا كبيرًا من سُلطتها الماديَّة، فإنَّ مكانتها الأدبيَّة والروحيَّة لا زالت قويَّة، وتوجَّس الأيُّوبيين في الشَّام والمماليك في مصر خيفةً من الآتي.

#### المغول في الشَّام ومعركة عين جالوت

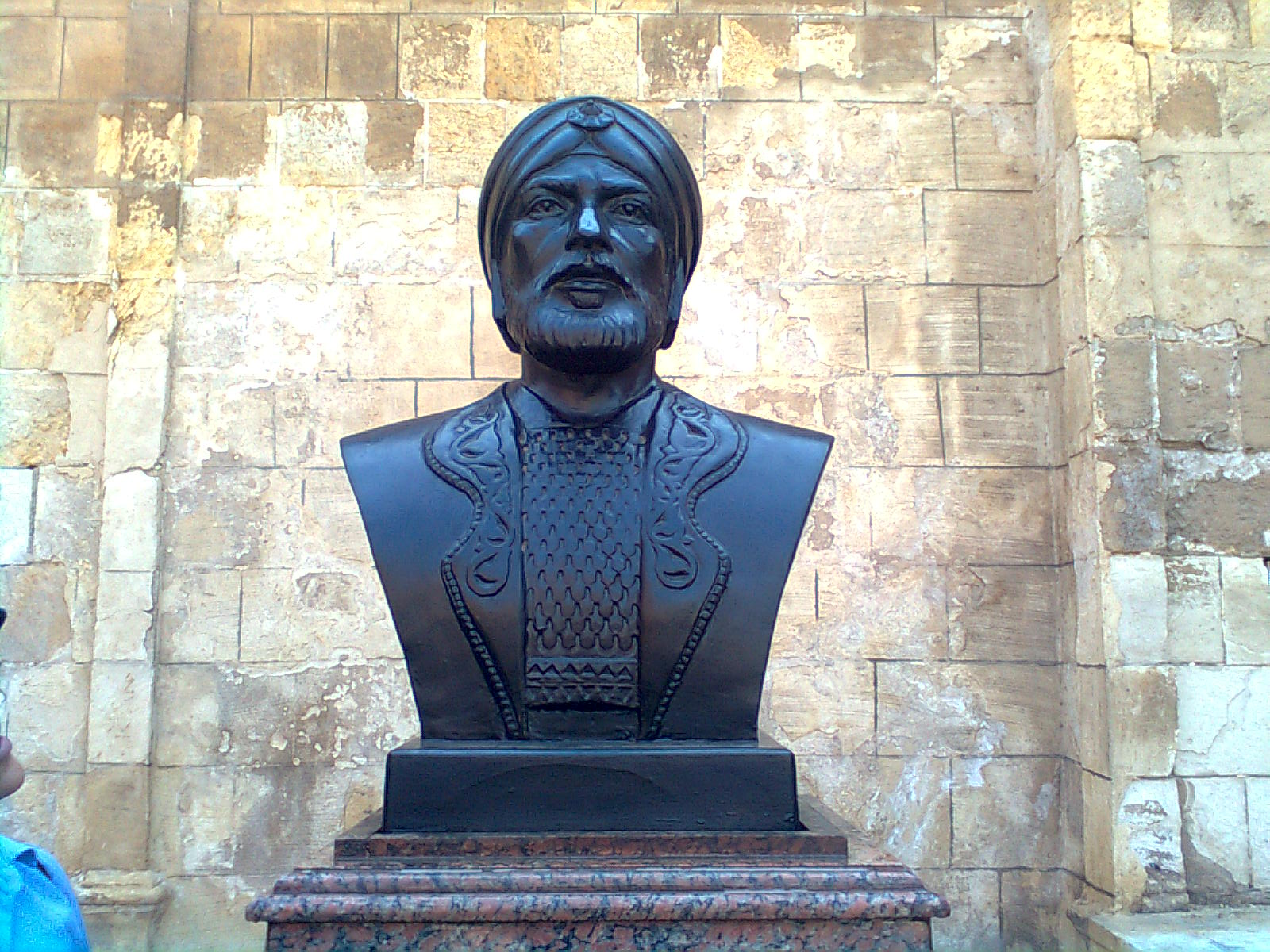
تمثالٌ نصفيّ لِلسُلطان سيف الدين قُطُز.

خريطة تُوضح غزوات المغول للشَّام وأماكنها. تُشير الأسهم إلى مسير المغول من العراق إلى حلب ثُمَّ حماة فدمشق وبعلبك، ثُمَّ بيت المقدس وغزَّة على حُدود الديار المصريَّة، حيثُ أرسل هولاكو إلى سيف الدين قُطُز يتوعَّده بِالقتل وتدمير البلاد إن لم يخضع لهُ ومن بقي من أُمراء المُسلمين، وهي الحادثة التي أشعلت نار الحرب بين المماليك والمغول.

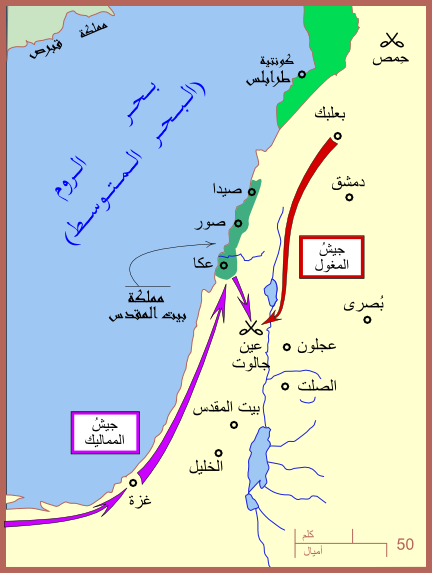
خريطة توضح مسيرة الجيشين الإسلامي والمغولي حتى التقائهما في عين جالوت.

كان السُلطان المملوكي عز الدين أيبك قد قُتل قبل سنة من سُقُوط بغداد، وتحديدًا يوم الثُلاثاء 24 ربيع الأوَّل 655هـ المُوافق فيه 10 نيسان (أبريل) 1257م، على يد بعض غلمانه نتيجة تحريض زوجته شجر الدُّر بعد ازدياد الوحشة بينهما وتدخُّلها في شُؤون الحُكم، ولم تلبث شجر الدُّر أن قُتلت هي الأخُرى أيضًا على يد جواري امرأة أيبك الأولى أُم نُور الدين عليّ. على أثر مقتل أيبك، بايع المماليك ابنه نُور الدين عليّ، وعُمره خمس عشرة سنة، ولقَّبوه بِالملك المنصور. عاشت البلاد في تلك الفترة حالة قلقٍ واضطراب وعدم استقرار بِسبب عدم إلمام المنصور بِشُؤون الحُكم ولِتنافس الأُمراء على تبُّوء العرش، بِالإضافة إلى وُصُول خبر سُقُوط بغداد واستباحتها ومقتل الخليفة، ومسير المغول نحو الشَّام، فشاع الخوف والقلق بين الناس، وأصبح الوضع حرجًا يتطلَّب وُجود رجلٍ قويٍّ على رأس السلطنة، وعلا في هذه الأوضاع المُضطربة نجم الأمير سيفُ الدين قُطُز، نائب السلطنة كأقوى أميرٍ مملوكيّ، فأخذ على عاتقه توحيد صُفُوف المماليك من مُشكلة الحُكم، وأقدم على عزل المنصور نور الدين عليّ في شهر ذي القعدة سنة 657هـ المُوافق فيه شهر تشرين الثاني (نوڤمبر) سنة 1259م بِمُساعدة الأعيان والأُمراء، وتربَّع على عرش السلطنة المملوكيَّة لِيتفرَّغ لِمُواجهة المغول. كان من الطبيعي أن يتلو غزو المغول لِلعراق، مُهاجمة الشَّام. وكان هولاكو قد أرسل، أثناء حصار بغداد، فرقة عسكريَّة استولت على إربل، ومن ثُمَّ أشرف المغول على البلاد الشَّاميَّة. وقف أمير أنطاكية الصليبي بوهيموند السادس إلى جانب المغول رُغم تردُّد باقي الإمارات الصليبيَّة وتخوُّفها من الانضمام لِهؤلاء، وحالف الأرمن في قيليقية المغول وشجَّعوهم على القضاء على المُسلمين في الشَّام واشتركوا معهم في قتالهم على أمل استخلاص الأراضي المُقدسة منهم وبيت المقدس خُصوصًا. أمَّا المُلُوك والأُمراء المُسلمون فكانوا يفتقدون الرَّابطة الاتحاديَّة، وعمل كُل أميرٍ بِاستقلالٍ عن الآخر. لِذلك، ضرب الناصر يُوسُف الأيُّوبي الصُلح مع المماليك بِعرض الحائط، وعرض على هولاكو التعاون أملًا باسترجاع مصر لِلبيت الأيُّوبي. وكان أن استجاب هولاكو لِتلك الدعوة، وقرَّر إرسال قُوَّة من عشرين ألف فارس إلى الشَّام، ولم يلبث المغول أن زحفوا من العراق على الشَّام، فانتقلوا في سُرعةٍ مُذهلةٍ من ديار بكر إلى آمُد يُريدون حلب. ولم يُوفَّق المُسلمون في الدفاع عن حلب فدخلها المغول وقتلوا ونهبوا وسلبوا وفعلوا عادة فعلهم. وهُنا أفاق النَّاصر يُوسُف لِحقيقة خطر المغول، فأرسل إلى قريبه المُغيث عُمر صاحب الكرك والمُظفَّر قُطُز صاحب مصر يطلب منهُما النجدة السريعة. على أنَّهُ يبدو أنَّ كثيرًا من الأُمراء بالشَّام خافوا عاقبة مُقاومة المغول ونادوا بِأنَّهُ لا فائدة من تلك المُقاومة، فأخذ الأمير زينُ الدين الحافظي يُعظِّم من شأن هولاكو وأيَّد مبدأ الاستسلام له، ولكنَّ الأمير رُكن الدين بيبرس البندقداري - وكان قد أصبح من أُمراء المماليك البحريَّة بالشَّام - لم يُعجبه ذلك القول، فقام وسبَّهُ وضربه وقال له: «أَنْتُمُ سَبَبُ هَلَاكُ المُسْلِمِيْن!» ولم يرضَ بيبرس ومن معهُ من البحريَّة عن مسلك الناصر يُوسُف وأُمراء الشَّام، فساروا إلى غزَّة، وأرسل بيبرس إلى السُلطان قُطُز يعرض عليه توحيد جُهود المُسلمين ضدَّ خطر المغول. وفي الحال استجاب قُطُز للدعوة.، فأرسل إلى بيبرس يطلب منهُ القُدوم، واستقبلهُ بِدار الوزارة وأقطعهُ قليوب وأعمالها.
سقطت مُدن الشَّام الواحدة تلو الأُخرى في يد المغول، فساروا من حلب إلى دمشق ثُمَّ بعلبك نُزولًا إلى فلسطين حتَّى بلغوا غزَّة. وأرسل هولاكو إلى قُطُز خطاب تهديدٍ ووعيد يطلب منهُ التسليم ويقُولُ له: «يَعلَمُ المَلِكُ المُظَفَّرُ قُطُز وَسَائِرَ أُمَرَاءَ دَوْلَتِهِ وَأَهلَ مَملَكَتِهِ بِالدِّيَارِ المِصْرِيَّةِ وَمَا حَوْلَهَا مِنَ الأَعمَالِ، أَنَّا نَحنُ جُندَ الله فِي أَرضِهِ، خَلَقَنَا مِن سَخطِهِ وَسَلطِهِ عَلَى مَن حَلَّ بِهِ غَضَبِهِ... فَاتَّعِظُوا بِغَيْرِكُمُ.. فَنَحْنُ لَا نَرْحَمُ مَن بَكَى وَلَا نَرُقُّ لِمَن شَكَى...». وختم رسالتهُ بِقصيدةٍ جاء في مطلعها:
ولكنَّ قُطُز لم يجبن أمام ذلك التهديد، فقتل رُسُل المغول وعلَّق رُؤوسهم على باب زويلة، وقرَّر الخُرُوج لِلتصدِّي لِلمغول، وشجَّعهُ على ذلك الأنباء التي أفادت بِرحيل هولاكو شرقًا بعد أن علم بِوفاة الخاقان الأعظم منكو خان، وتركه القيادة بِيد نائبه كتبغا، وأنَّ الصليبيين نفضوا يدهم من التحالف مع المغول لِعدم ثقتهم فيهم، فرأى أنَّ الفُرصة أصبحت مُؤاتية لِلوُقوف بوجه هذا الخطر ودحره والانتصار عليه. أعدَّ المُسلمون العدَّة لِمُواجهة المغول، وخرجوا بِقيادة قُطُز نحو فلسطين، فقابلوا جيش المغول في يوم 25 رمضان 658هـ المُوافق فيه 3 أيلول (سپتمبر) 1260م في سهل عين جالوت حيثُ دارت بين الطرفان معركةٌ حامية الوطيس أُفني فيها الجيش المغولي عن بُكرة أبيه، وقُتل قائده كتبغا. ثُمَّ حرَّر المُسلمون باقي مُدن الشَّام من المغول، وأمر قُطُز بِإنزال القصاص بِالذين تعاونوا معهم، وكان في مُقدمتهم عددٌ من الأهالي المسيحيين في دمشق وغيرها، والأُمراء الأيُّوبيين، فيما عفى عن قسمٍ آخر منهم. ثُمَّ رتَّب أوضاع المُدن المُستعادة، وأعلن وحدة الشَّام ومصر مُجددًا، قبل أن يقفل ويرجع إلى القاهرة، التي أصبحت مُنذ ذلك الحين قِبلة العُلماء والأُدباء النازحين من العراق والشَّام والبلاد التي دمَّرها المغول.

#### إحياء الخِلافة العبَّاسيَّة

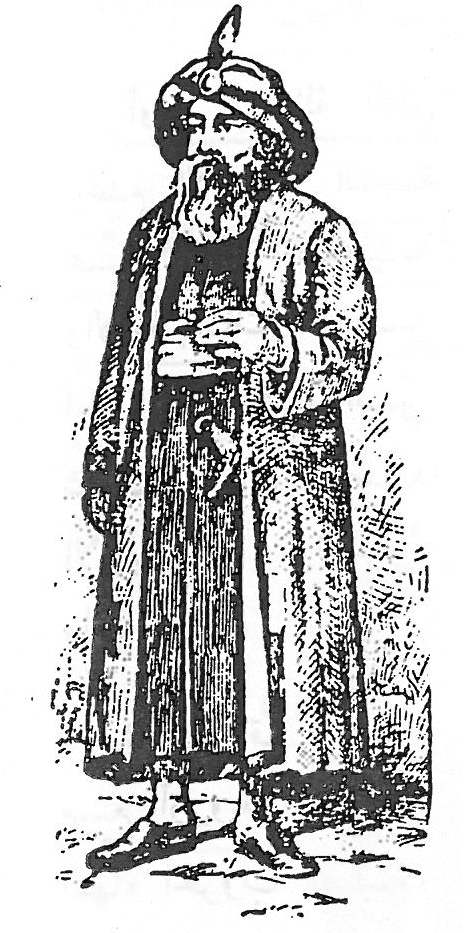
الملك الظاهر بيبرس.

بعد زوال الخطر المغولي الذي أجبر المماليك جميعًا على الاتحاد، تجدَّدت النزاعات بين قُطُز ومماليكه المعزيَّة من جهة وبين المماليك البحريَّة بِقيادة الأمير بيبرس البندقداري من جهةٍ أُخرى. وكان من نتيجة تلك النزاعات أن دفعت المماليك البحريَّة بيبرس إلى اغتيال قُطُز يوم السبت 15 ذي القعدة 658هـ المُوافق فيه 22 تشرين الأوَّل (أكتوبر) 1260م، بعد أن أظهر قُصر نظر في الحقل السياسي حين تجاهل مكانة بيبرس التي ارتفعت بعد معركة عين جالوت. بعد مقتل قُطُز، بايع الأُمراء والجُند بيبرس سُلطانًا على مصر والشَّام، وحلفوا لهُ جميعًا أن لا يخونوا ولا يثبوا عليه. ويبدو أنَّ بيبرس شعر مُنذُ أن تسلَّم الحُكم، أنَّهُ بِحاجةٍ إلى دعمٍ أدبيٍّ يُكسب حُكمه صفة شرعيَّة، بعد أن نظر إليه مُعاصروه على أنَّهُ اغتصب السلطنة من قُطُز، يُضاف إلى ذلك أنَّ كثيرًا من الناس استمرَّت تنظر إلى المماليك نظرة الريبة من زاوية أصلهم غير الحُر وانتزاعهم الحُكم من سادتهم الأيُّوبيين، ممَّا كان دافعًا لهم لِلبحث عن سندٍ شرعيٍّ يُبرِّرون بِواسطته حُكمهم. والحقيقة أنَّ العالم الإسلامي شعر بِفراغٍ كبيرٍ في منصب القيادة الروحيّ بعد سُقُوط بغداد في أيدي المغول، ولم يكن بِالإمكان أن يخلف أحد أبناء البيت العبَّاسي الخليفة المُستعصم بعد مقتله، لأنَّ عاصمة الخِلافة أضحت قاعدةً لِلحُكم المغولي. وقد حاول بعض الأُمراء المُسلمين إعادة إحياء الخِلافة العبَّاسيَّة، ومنهم النَّاصر يُوسُف الأيُّوبي وسيف الدين قُطُز، لكنهما لم ينجحا، فرأى بيبرس أن يكون هو هذا الحاكم المُسلم الطموح الذي يُعيد الحياة إلى هذه الخِلافة على أن يكون مقرَّها القاهرة، لِيجعل منها سندًا لِلسلطنة المملوكيَّة التي كانت بِحاجةٍ ماسَّة إلى دعمٍ روحيٍّ يجعلها مهيبة الجانب، بِالرُغم من الانتصارات التي حققتها ضدَّ المغول، ولِيُحيط عرشه بِسياجٍ من الحماية الروحيَّة يقيه خطر الطامعين في مُلك مصر والشَّام، ويُبعد عنه كيد مُنافسيه من أُمراء المماليك في مصر الذين اعتادوا الوُصُول إلى الحُكم عن طريق تدبير المُؤامرات، وكي يظهر بِمظهر حامي الخِلافة الإسلاميَّة. تذكر بعض الروايات أنَّ قُطُز كان قد بايع أمير عبَّاسي يُدعى أبا العبَّاس أحمد، كان قد هرب إلى دمشق هربًا من المغول، فأمر بِإرساله إلى مصر تمهيدًا لِإعادته إلى بغداد. وتذكر بعض الروايات أنَّ المُظفَّر بايع فعلًا هذا الخليفة وهو في دمشق، غير أنَّ حادثة اغتياله حالت دون تنفيذ هذا المشروع. استدعى بيبرس الأمير المذكور لِيحضر إلى القاهرة لكنَّهُ لم يفعل، ووصل في ذلك الوقت أميرٌ عبَّاسيٌّ آخر هو أبو القاسم أحمد، فارًا من وجه المغول، فاستدعاه بيبرس فورًا إلى القاهرة، واستقبلهُ استقبالًا حافلًا وبُويع بِالخلافة صباح يوم الإثنين 13 رجب 659هـ المُوافق فيه 15 حُزيران (يونيو) 1261م، وكتب بيبرس إلى سائر السلاطين والأُمراء والنُوَّاب المُسلمين خارج مصر لكي يأخذوا البيعة لِلخليفة الجديد، وأمرهم بِالدُعاء له على المنابر قبله وأن تُنقش السكَّة باسميهما. وقام الخليفة العبَّاسي بِدوره، فقلَّد بيبرس البلاد الإسلاميَّة وما ينضاف إليها، وما سيفتحهُ من بلادٍ في دار الحرب، وألبسهُ خُلعة السلطنة. وبِذلك أضحى بيبرس سُلطانًا شرعيًّا، فأمن بذلك مُنافسة الأُمراء له.

#### ضم الحجاز

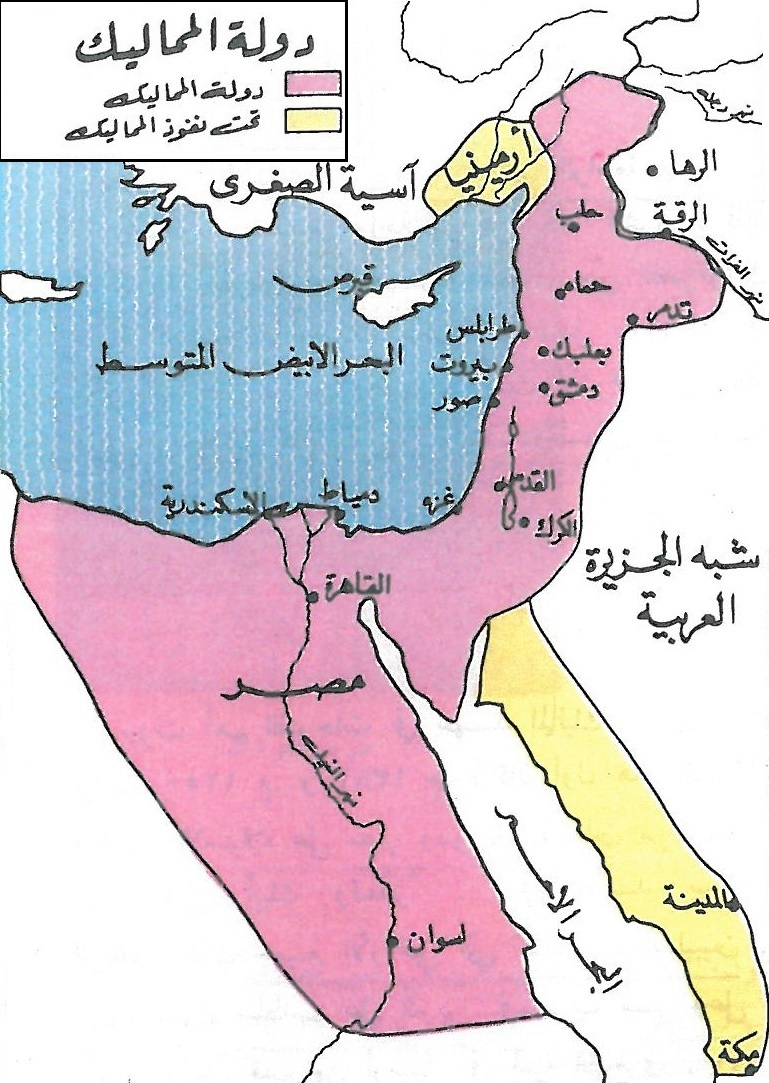
الدولة المملوكيَّة (بِالوردي) بعد أن دخلت الحجاز (بالأصفر) تحت سيطرتها زمن الظاهر بيبرس. لاحظ أنَّ قيليقية (القسم الأصفر في أعلى الخريطة) دخلت لاحقًا في حوزة الدولة.

كان طبيعيًّا أن يكون الحجاز محط أنظار الظاهر بيبرس، مُدركًا في الوقت نفسه، أنَّ ضمُّه لِلبلاد المذكورة سيُقوِّي مكانته في العالم الإسلامي، ويُضفي على حُكمه مهابة بين المُسلمين، خاصَّةً بعد أن ضُمَّت الشَّام تحت جناح المماليك. ورأى بيبرس ضرورة ضم بلاد الحجاز لِأسبابٍ سياسيَّةٍ واقتصاديَّةٍ ودينيَّةٍ. فمن الناحية السياسيَّة، فقد اعتادت مصر، مُنذُ عهد الخِلافة الراشدة، أن تُرسل الغِلال والميرة إلى الحجاز كضريبةٍ يجب أن تُؤديها إلى تلك البلاد التي تضم الحرمين الشريفين، بِالإضافة إلى إرسال الكِسوة إلى الكعبة التي كانت تُصنع من أجمل وأنفس منسوجات الشرق، وقد اشتهرت بها مصر مُنذُ زمنٍ بعيد. ومن الناحية الاقتصاديَّة، فإنَّ ضم المماليك لِبلاد الحجاز تسمح لهم بِالتحكُّم بِتجارة بحر القلزم (البحر الأحمر)، ومن ثُمَّ بِالتجارة العالميَّة. إذ شاءت الظُرُوف أن يترافق قيام سلطنة المماليك البحريَّة، في مُنتصف القرن الثالث عشر الميلاديّ، مع ازدهار طريق البحر الأحمر وموانئ مصر، واضمحلال ما عداها من طُرق التجارة الرئيسيَّة الأُخرى بين الشرق والغرب. ذلك أنَّ سيطرة المغول على البُلدان الشرقيَّة واتخاذ هولاكو بلاد فارس مركزًا لِدولته، قد عطَّل، بِفعل انعدام الأمن، مُرور القوافل التجاريَّة على طريق التجارة الشماليَّة بين الصين والأناضول، وموانئ بحر البنطس (البحر الأسود) والشَّام. وكان ذلك في الوقت الذي تراجع فيه مجيء السُفُن القادمة من الشرق الأقصى إلى الخليج العربي، بِسبب ازدياد نشاط القراصنة من سُكَّان جُزُر البحرين، ومن ثُمَّ تحوَّلت السُفن التجاريَّة إلى ميناء عدن في اليمن. غير أنَّ حُكَّام اليمن لم يُحافظوا على سلامة التُجَّار النازلين في عدن ولا على بضائعهم ممَّا دفع السُفن التجاريَّة إلى عدم التوقُّف في عدن والاستمرار في الإبحار عبر بحر القلزم (البحر الأحمر). وهكذا ترتَّب على اضمحلال طُرق التجارة الشرقيَّة في ذلك الوقت انتعاش طريق البحر الأحمر - مصر، الأمر الذي أتاح لِلسلاطين المماليك بِشكلٍ عام، فُرصة ذهبيَّة لِلإفادة من القيام بِدور الوسيط بين تُجَّار الشرق وتُجَّار الغرب. أمَّا من الناحية الدينيَّة، فإنَّ ضم الحجاز إلى السلطنة المملوكيَّة سيُضفي على حُكم بيبرس هالة من المهابة باعتباره مسؤولًا عن الحرمين الشريفين، كما سيدعم ذلك ركائز دولته، ويضعهُ في مصاف الخُلفاء العبَّاسيين، في الوقت الذي كان فيه بِأمس الحاجة إلى هذا الدعم. ومهما يكن من أمر، فقد أخذ بيبرس على عاتقه تنفيذ سياسته الحجازيَّة. فقام بِعدَّة إصلاحات بِالحرم النبوي، وأرسل الكِسوة إلى الكعبة. كما أرسل الصدقات والزيت والشُمُوع والطيب والبُخُور مع كسوة لِقبر الرسول مُحمَّد. وأخيرًا أدَّى فريضة الحج في سنة 667هـ المُوافقة لِسنة 1269م، وأمر بِجعل الخِطبة لِلخليفة العبَّاسي المُقيم بِالقاهرة، ثُمَّ لِلسُلطان المملوكي من بعده، كما ضُربت السكَّة باسمه. وهكذا ضُمَّت الحجاز إلى الدولة المملوكيَّة، واستتبع ذلك ضم بلاد اليمن، التي كانت تحت حكم بني رسول، وأضحت هذه البلاد بِمُقتضى التقليد الذي منحهُ الخليفة العبَّاسي المُستنصر لِلظاهر بيبرس داخلة في نطاق الحُكم المملوكي. وقد جاء في هذا التقليد: «..وَقَد قَلَّدَكَ الدِّيَار المِصرِيَّة والبِلَاد الشَّامِيَّة والدِيَار بِكرِيَّة والحِجَازِيَّة واليَمَنِيَّة والفُرَاتِيَّة وَمَا يَتَجَدَّد مِنَ الفُتُوحَاتِ غَورًا وَنَجدًا».

#### بداية المُناوشات مع الصليبيين

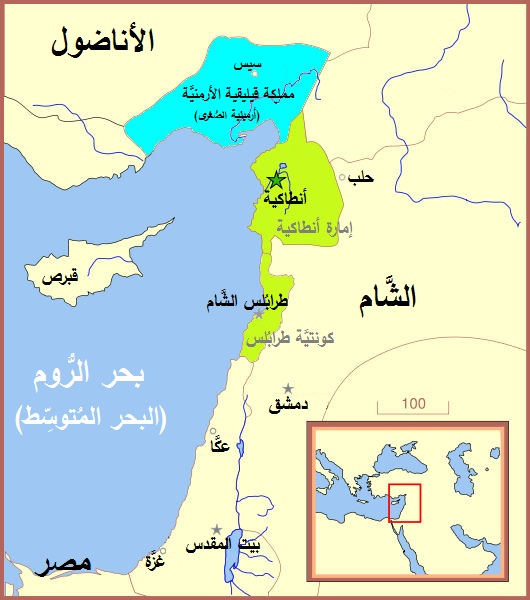
خريطة تُظهر موقع إمارتيّ طرابُلس وأنطاكية ومملكة قبرص التي كانت عرضة لِهجمات المُسلمين بِقيادة بيبرس.

بعد إحياء الخِلافة العبَّاسيَّة، وتوطيد أركان الدولة المملوكيَّة، وإنزال الهزيمة القاسية بِالمغول، اعتبر بيبرس أنَّ الوقت قد حان لاستعادة بلاد المُسلمين التي احتلَّها الصليبيين مُنذُ نحو القرن من الزمن، ورأى أن يبدأ بِمُعاقبة القوى المسيحيَّة التي ساعدت المغول ووقفت بِجانبهم ضدَّ المُسلمين، وخصَّ منهم حيطوم ملك قيليقية الأرمنيَّة وبوهيموند السادس أمير أنطاكية. فأرسل في سنة 659هـ المُوافقة لِسنة 1261م، جيشًا إلى حلب لِشن غارات واسعة النطاق على أملاك أنطاكية. وتجدَّدت الغارات في السنة التالية، وهدَّد المُسلمون أنطاكية نفسها بِالسُقُوط لولا أنجدها جيشٌ مغولي أرمني مُشترك يقوده الملك حيطوم بِنفسه، فاضطرَّ الجيش الإسلامي إلى فك الحصار. لم يسع بيبرس، نتيجة فشله في استعادة أنطاكية، وتهديده المُستمر من جانب مغول فارس، في الأوقات التي يُهاجم فيها الإمارات الصليبيَّة، إلَّا اللُجوء إلى الدبلوماسيَّة لِتحصين موقفه. لِذلك، تحالف مع بركة خان بن جوشي، خان القبيلة الذهبيَّة، والإمبراطور البيزنطي ميخائيل الثامن پاليولوگ، والسُلطان السُلجوقي عز الدين كيكاوس بن كيخسرو، وأضحى باستطاعته القيام بِمشاريعه الكُبرى ضدَّ الصليبيين وهو آمن. بدأت الحرب بين المُسلمين بِقيادة بيبرس، والصليبيين سنة 661هـ المُوافقة لِسنة 1263م، عندما هاجمت جُيُوش المُسلمين الناصرة، كما هاجم بيبرس بنفسه مدينة عكَّا ولكنَّهُ لم يُفلح في استردادها، على أنَّ الحرب الشاملة التي شنَّها بيبرس على الصليبيين لم تبدأ إلَّا في سنة 663هـ المُوافقة لِسنة 1265م، عندما استردَّ المُسلمون قيسارية ويافا وعثليث وأرسوف. وفي نفس السنة تُوفي هولاكو وخلفه آباقا خان، ولم يكن باستطاعته التدخُّل في شؤون الشَّام لانشغاله بِمُحاربة أبناء عُمومته في القبيلة الذهبيَّة الذين أغاروا على بلاده الربيع التالي، فأضحى باستطاعة بيبرس أن يستأنف حملاته ضدَّ الصليبيين دون أن يخشى تدخلًا مغوليًّا. وهكذا استرجع المُسلمين في السنة التالية مُدن وبلدات صفد وهونين وتبنين والرَّملة. ولم يغفر بيبرس لِمملكة أرمينية الصُغرى في قيليقية أو لِإمارتيّ أنطاكية وطرابُلس تحالُفها مع المغول ضدَّ المُسلمين، فأخذ يُمهِّد سنة 665هـ المُوافقة لِسنة 1266م لِلقيام بِعملٍ حربيٍّ ضدَّ هذه القوى الصليبيَّة، وأرسل جيشًا تحت قيادة الأمير قلاوون استولى على بعض القلاع الواقعة شماليّ طرابُلس الشَّام لِتحقيق ذلك الغرض.

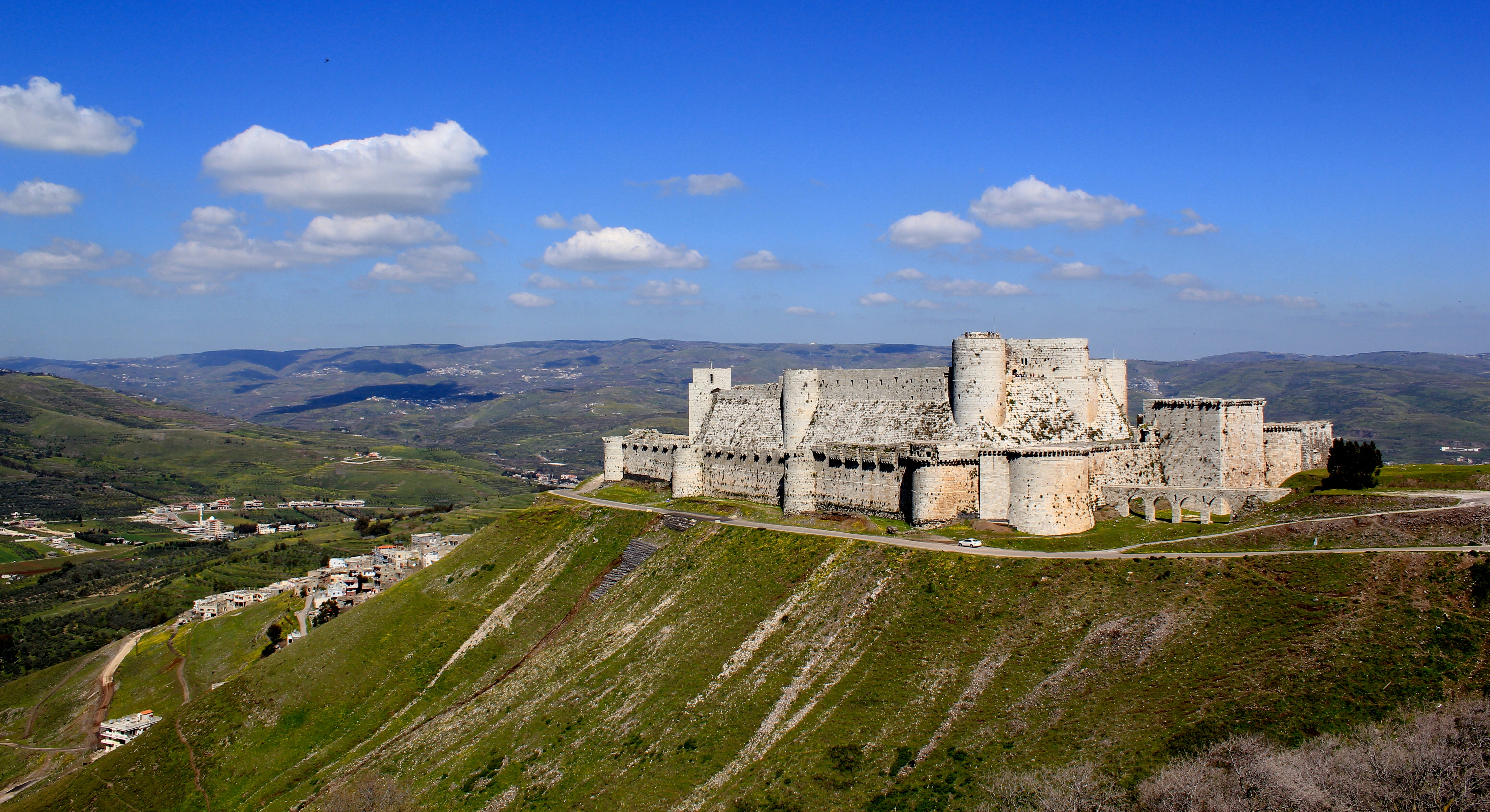
حصن الأكراد في حِمص. مكَّنت استعادة هذا الحصن المُسلمين من التحكُّم بِالطُرق المُؤدية إلى طرابُلس.

وفي صيف سنة 665هـ المُوفقة لِسنة 1266م، وجَّه بيبرس حملةً كُبرى ضدَّ أرمينية الصُغرى أثناء غياب ملكها حيطوم الأوَّل في زيارةٍ لِمغول فارس، ونجح المُسلمين في إنزال هزيمة كُبرى بِالأرمن قُرب دربساك، وانتقموا منهم شرَّ انتقام، فدمَّروا مُدن قيليقية وبِخاصَّة أضنة وطرسوس والمصيصة، كما أشعلوا النار في العاصمة سيس، وقُتل أحد أبناء الملك حيطوم في الحرب في حين أُسر الابن الثاني، وبعد ذلك عاد المماليك إلى الشَّام مُحمَّلين بِالغنائم ومعهم آلاف الأسرى من الأرمن. وأخيرًا توَّج بيبرس جهوده ضدَّ الصليبيين باسترجاع أنطاكية في شهر أيَّار (مايو) سنة 1268م. وكانت خسارة الصليبيين بِسُقُوط أنطاكية ضخمة، لأنها كانت كُبرى إماراتهم بِالشَّام، وثاني إمارة أسسوها بعد الرُّها، لِذلك جاء سُقُوطها إيذانًا بانهيار البناء الصليبي بِالشَّام، بحيثُ لم يبقَ لِلصليبيين بعد ذلك من المُدن سوى عكَّا وطرابُلس. ولم تقتصر حركة الجهاد التي قام بها بيبرس ضدَّ القوى الصليبيَّة في الشرق الأدنى على أرمينية الصُغرى والشَّام، وإنما امتدَّت إلى جزيرة قبرص، المحكومة من قِبل آل لوزنيان الإفرنج. ولم يستطع الظاهر بيبرس أن يغفر لِملك قبرص هيوج الثالث تهديده لِسُفن المُسلمين في شرق حوض البحر المُتوسِّط، أو مُساعدته لِلصليبيين ضدَّ المُسلمين بِالشَّام، فأرسل حملةً بحريَّةً سنة 668هـ المُوافقة لِسنة 1270م لِغزو قبرص. ولكنَّ هذه الحملة أُصيبت بِالفشل بِسبب ريحٍ عاصفة هبَّت على السُفن الإسلاميَّة قرب شاطئ قبرص فتحطَّم بعضها، وعاد البعض الآخر دون نتيجة. وهكذا استمرَّ بيبرس يشُنَّ الحُروب العنيفة على الصليبيين دون هوادة ولا رحمة، فاسترجع في سنة 669هـ المُوافقة لِسنة 1271م بلدة صافيتا وحصن الأكراد وحصن عكَّا والقرين، وأخذ يستعد لِمُهاجمة طرابُلس ذاتها، لولا وُصُول الأمير إدوارد الإنكتاري إلى الشَّام ومعهُ بضع مئاتٍ من المُحاربين، مما جعل بيبرس يخشى أن يكون ذلك مُقدِّمة لِحملةٍ صليبيَّةٍ كبيرة. وجديرٌ بِالذكر أنَّ حرص بيبرس على تقليم أظافر الصليبيين بِالشَام دفعه إلى القضاء على نُفُوذ الباطنيَّة الحشيشيَّة. وكانت هذه الطائفة قد قامت بِدورٍ خطيرٍ في تاريخ الحُرُوب الصليبيَّة، وأسهمت بِقسطٍ وافرٍ في انحلال الشَّام في ذلك العصر. ثُمَّ أنهم لم يكتفوا باغتيال كثير من زُعماء حركة الجهاد من المُسلمين، وإنما حالفوا الصليبيين ودفعوا لهم الأموال رمزًا لِلتبعيَّة، وانقلبوا عليهم في بعض الأحيان وفق ما قضته مصلحتهم. لِذلك سعى بيبرس إلى القضاء على نُفُوذ الباطنيَّة في الشَّام قضاءً تامًّا، فعزل مُقدمهم نجم الدين الشعراني، واستولى على حُصونهم حصنًا بعد آخر حتَّى استولى عليها جميعًا وأراح البلاد من شرِّهم.

#### غزو الأناضول ومعركة البستان

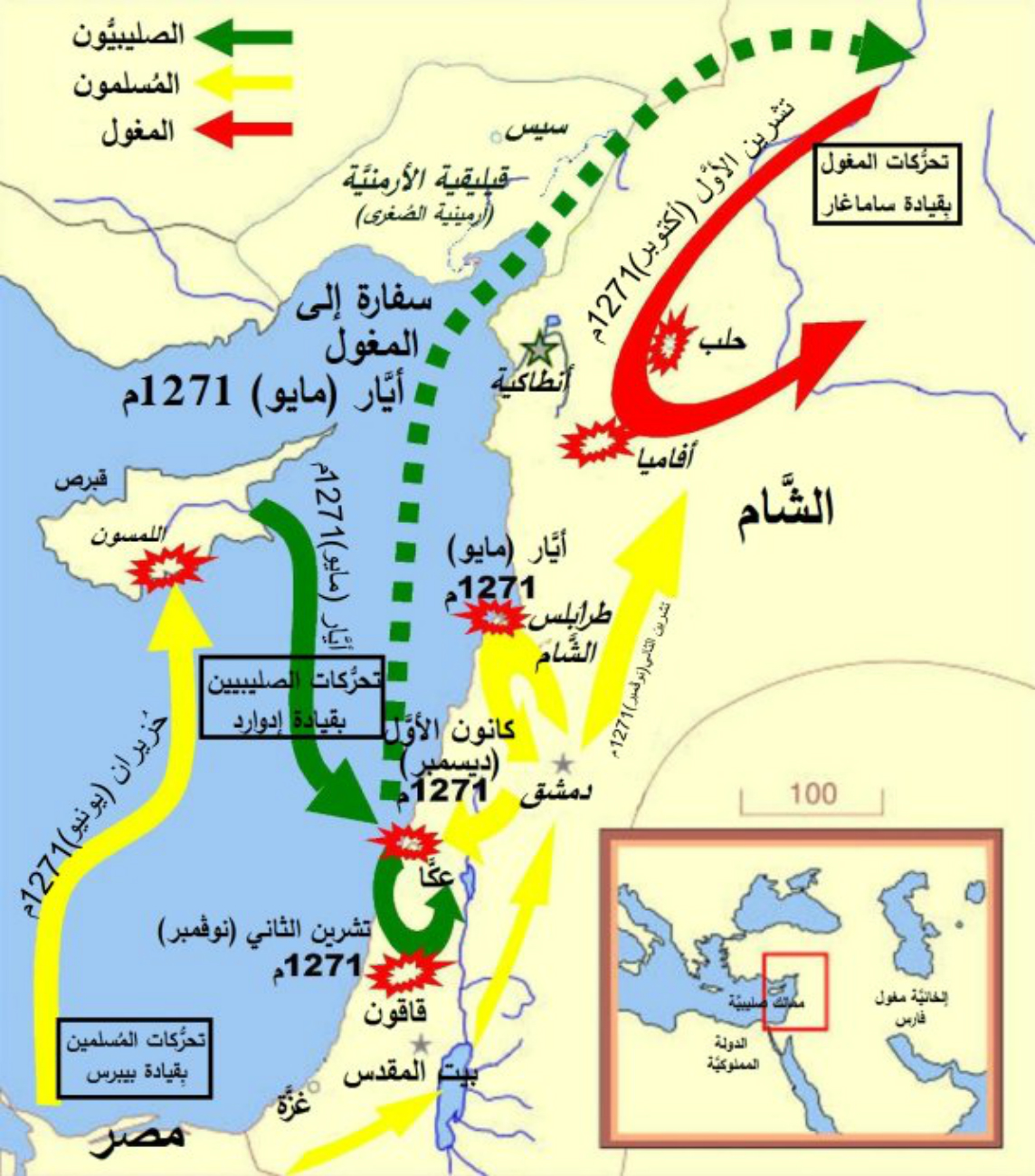
التحرُّكات العسكريَّة بين المُسلمين والصليبيين والمغول، قُبيل الغزوة المملوكيَّة على الأناضول، وعند وُصول حملة الأمير إدوارد الإنكتاري إلى الشَّام.

لم ينقطع العداء بين المماليك والمغول مُنذُ موقعة عين جالوت، إذ ظلَّ مغول فارس يتحيَّنون الفُرصة لِلثأر، ويُغيرون بين حينٍ وآخر على أطراف الدولة المملوكيَّة الشماليَّة بِالعراق والشَّام. ولكنَّ موجة المغول الكاسحة كانت قد انكسرت حدَّتها بعد هزيمتهم الفادحة في عين جالوت، وبعد وفاة هولاكو، وأصبحوا في حالةٍ من الإجهاد والمشاكل الداخليَّة لا تُمكنهم من القيام بِمُحاولةٍ كُبرى لِغزو الشَّام. لِذلك، سعى خليفة هولاكو آباقا خان إلى طلب الصُلح من بيبرس، على الرُغم من احتفاظه بِمشاعر العدائيَّة والكراهيَّة تجاه المُسلمين، وسياسته الوديَّة تجاه الصليبيين في الشَّام وقيليقية. ولجأ آباقا في طلبه الصُلح إلى مزيجٍ من الترغيب والتهديد، إذ قال مُخاطبًا بيبرس: «فَأَنتَ لَو صَعَدّتَ إِلَى السَّماءِ أو هَبَطَّتَ إِلَى الأَرضِ مَا تَخَلَّصتَ مِنَّا، فَالمَصلَحَة أن تَجعَل بَينَنَا صُلحًا». ولكنَّ بيبرس كان يعلم جيِّدًا أنَّ الصُلح مع المغول أمرٌ لا يرضى عنه أي مُسلم عندئذٍ، بعد أن دمَّروا بغداد وقتلوا الخليفة المُستعصم بِالله، وفعلوا بِالمُسلمين في العراق ما يتنافى مع قواعد الإنسانيَّة والرحمة. لِذلك رفض بيبرس طلب آباقا لِلصُلح وأعلن أنَّهُ لن يكُفَّ عن المغول حتَّى يسترد جميع البلاد التي اغتصبوها من المُسلمين. ولمَّا يئس آباقا من الصُلح أرسل رجاله لِلإغارة على الشَّام سنة 668هـ المُوافقة لِسنة 1269م، فهاجموا الساجور، ولكنَّهم ارتدوا خائبين عندما رأوا الجُيُوش التي أرسلها السُلطان لِمُنازلتهم. ثُمَّ عاد المغول مرَّة أُخرى لِمُهاجمة عينتاب وعُمق الحارم سنة 669هـ المُوافقة لِسنة 1271م، ولكن إغارتهم كانت محدودة الأثر والأهميَّة. وفي ذلك الوقت حاول الأمير إدوارد الإنكتاري أن يستغل المغول في مُهاجمة المُسلمين بِالشَّام، وأرسل فعلًا سفارةً إلى آباقا لِذلك الغرض ولكنَّ آباقا لم يُقدِّم لِلصليبيين أكثر من بضعة وُعُود، بل إنه أرسل بعض الرُّسل لِلسُلطان بيربس لِتجديد الكلام في الصُلح. ومع أنَّ بيبرس أحسن استقبال رُسل المغول في هذه المرَّة وأرسل معهم بعض الهدايا لِآباقا، فإنهُ لم يُوافق على مبدأ الصُلح معهم ممَّا جعلهم يُجددون هجماتهم على البيرة.

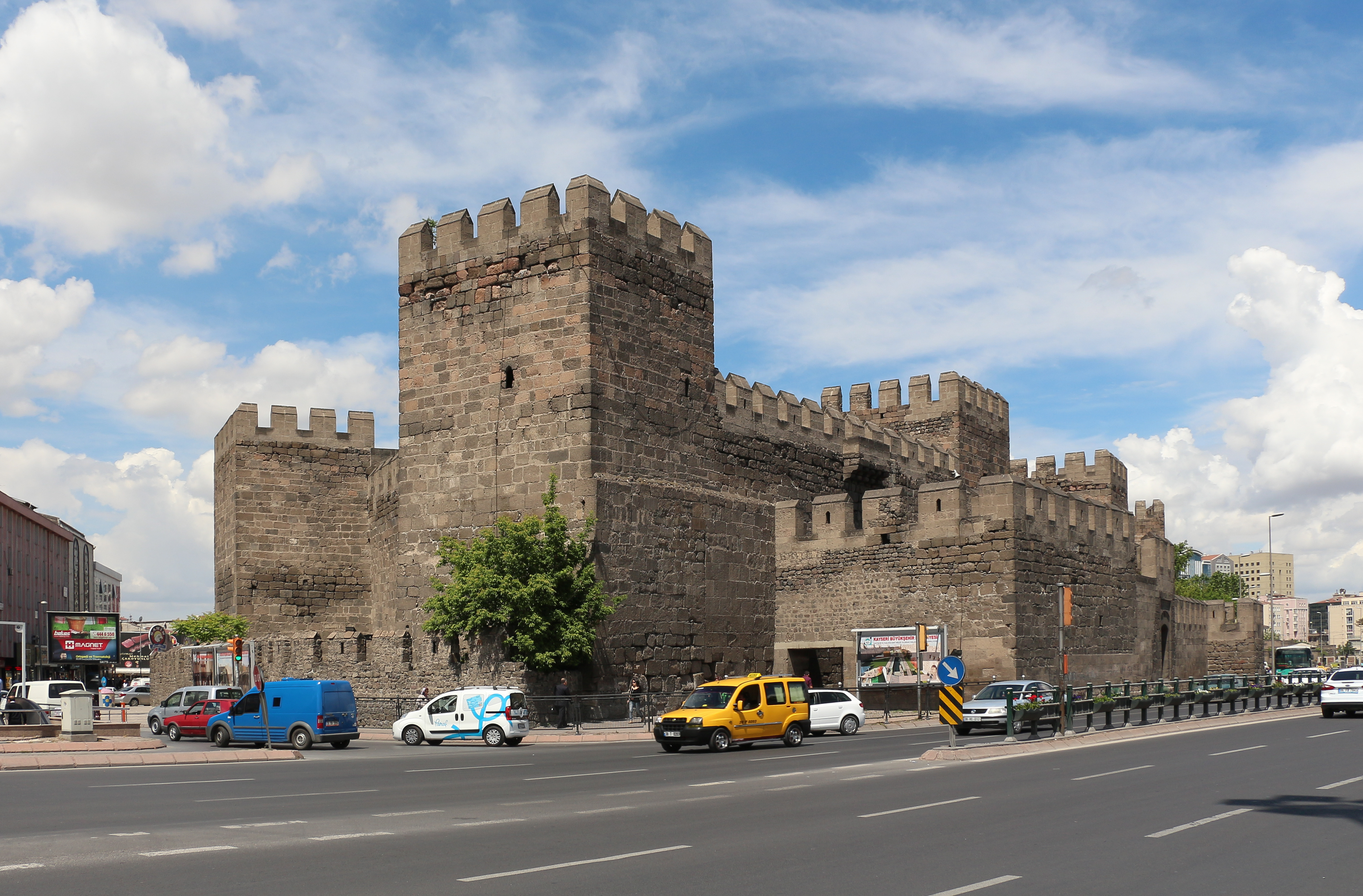
قلعة قيصريَّة القديمة: دخلها بيبرس وضمَّها إلى دولته.

في تلك الفترة، دخل سلاجقة الروم في الأناضول، بِحُكم موقع بلادهم الاستراتيجي، في دوَّأمة الصراع بين المغول والمماليك، وتقلَّبت سياستهم وفقًا لِتغيير ميزان القوى، فهُم تارةً مع المغول يستمدون العون منهم، ويُحاربون في صُفوفهم، وتحت رايتهم، وتارةً أُخرى يستنجدون بِالمماليك لِيُحرروهم من سيطرتهم. إلَّا أنه وُجدت فئة من الأُمراء حملت لواء المُعارضة لِلوُجود المغولي في البلاد، فتعرَّضت لِلضغط الشديد ممَّا اضطرَّها إلى الهجرة إلى الشَّام ومصر حيثُ رحَّب بهم بيبرس ووعدهم بالسير إلى الأناضول واستخلاصها من يد أُمراء السلاجقة المُؤيدين لِلمغول، وضم البلاد المملوكيَّة والسُلجوقيَّة في سبيل الاتصال بِمغول القبيلة الذهبيَّة لِلوُقوف في وجه مغول فارس. وفي سنة 674هـ المُوافقة لِسنة 1276م، أعدَّ بيبرس حملةً كبيرةً لِغزو الأناضول، وسار على رأس جُيُوشه شمالًا. وفي موقعة البستان حلَّت الهزيمة ساحقةً بِالمغول ومن حالفهم من السلاجقة، فقُتل عددٌ ضخمٌ من رجالهم. وبعد ذلك دخل بيبرس قيصريَّة ودُعي له على منابرها، وقدَّم لهُ أُمراء السلاجقة فُرُوض الولاء والطَّاعة ثُمَّ قفل راجعًا إلى الشَّام.

#### قيام السُلالة القلاوونيَّة

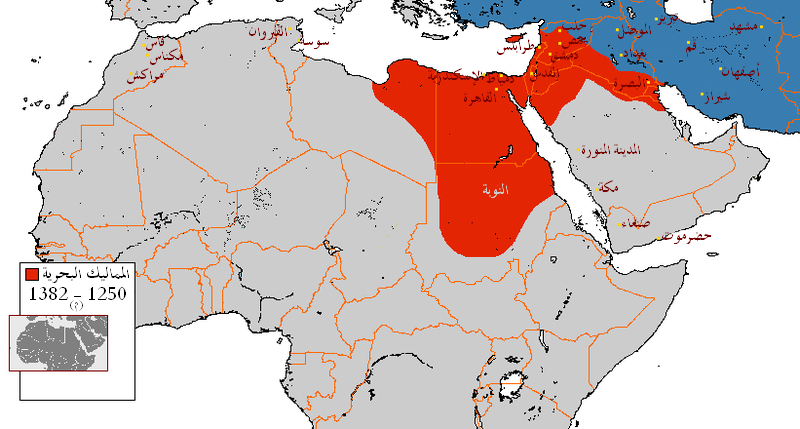
السلطنة المملوكيَّة عند انتقال الأمر إلى السُلالة القلاوونيَّة مع تربُّع الأمير قلاوون الألفي على عرش الدولة.

لم يعش بيبرس طويلًا بعد حملته على بلاد الأناضول، إذ تُوفي في دمشق يوم الخميس 27 مُحرَّم 676هـ المُوافق فيه 29 حُزيران (يونيو) 1277م. وكان قد أوصى بِولاية العهد إلى ابنه البكر السعيد بركة، مُتحديًا بِذلك طبيعة المماليك ونظامهم، وجعل الأُمراء يُقسمون يمين الطاعة لِذلك الأمير ظنًا منه أنَّ هذا كفيل بأن يجعل الأُمور تستتب على الوجه الذي يُريده بعد وفاته. لكن بعد وفاة بيبرس بِفترةٍ قصيرة، أخذ أُمراء المماليك يُسببون المتاعب لِلسُلطان الجديد في مصر والشَّام جميعًا، لِعدم إيمانهم بِمبدأ الوراثة في الحُكم، فضيَّقوا عليه الخناق وأزعجوه حتَّى اضطرَّ إلى التنازل عن السلطنة سنة 678هـ المُوافقة لِسنة 1279م، ولم يكن قد مضى على قيامه في منصب السلطنة عامان. عُرضت السلطنة عندئذٍ على أقوى الأُمراء - وهو الأمير قلاوون الألفي - ولكنَّهُ كان يُدرك أنَّ الأُمور لم تنضج بعد نُضجًا كافيًا، فتظاهر بِالزُهد ورفض المنصب قائلًا أنهُ لا يشتهيه وأنَّ خلعه السعيد بركة كان حرصًا على نظام الدولة وحفظًا لها، والأولى أن لا يخرج الأمر من ذُريَّة بيبرس. وهكذا اختير الابن الثاني لِبيبرس - وهو الأمير بدرُ الدين سُلامش - سُلطانًا سنة 678هـ المُوافقة لِسنة 1279م، في حين أصبح الأمير قلاوون أتابكًا لِلسُلطان الجديد - أي وصيًّا عليه. وبِهذه الطريقة حقَّق قلاوون غرضه لِأنَّ السُلطان الجديد كان في السابعة من عُمره، فاستغلَّ قلاوون وصايته لِلاستئثار بِالسُلطة والتخلُّص من المماليك الظاهريَّة (مماليك الظاهر بيبرس). وعندما اطمأنَّ قلاوون تمامًا إلى أنَّ الأُمور غدت مُهيأة لاعتلائه منصب السلطنة أعلن أنَّهُ لا فائدة من بقاء ذلك الصبيّ الصغير على العرش، فعزله قبل أن يمضي عليه في السلطنة ثلاثة أشهر، وحلَّ محلُّه. وبِتولِّي الأمير قلاوون العرش المملوكي، قامت السُلالة القلاوونيَّة التي استطاعت أن تحتفظ بِمنصب السلطنة في ذُريَّة هذا الرجُل مُدَّة أربت عن قرن، فكانت بِلك مثلًا فريدًا في دولة المماليك، إذ شذَّت عن قاعدة عدم توريث المُلك التي آمن بها المماليك. هذا إلى أنَّ العصر الذي حكمت فيه أُسرة قلاوون يُمثِّلُ عصر الازدهار في الدولة المملوكيَّة، إذ ظهرت في ذلك العصر جميع مُميزات تلك الدولة، واكتملت فيه معالمها مثلما ازدهرت حضارتها، وذلك بعد أن انتهى الدور التأسيسي الذي نهض به السُلطان الظاهر بيبرس. ومن أسباب ثبات مُلك هذه السُلالة أنَّ قلاوون أرسى هيبة بيته في النُفُوس، وأحاط اسمه واسم أُسرته بِهالةٍ من المجد والعظمة، جعلت المُعاصرين يتمسَّكون بِأبناءه وأحفاده من بعده، ويرون في بيت قلاوون رمزًا لِلقُوَّة والعظمة والاستقرار في الداخل والأمن في الخارج. وكان قلاوون نفسه على قدرٍ من الذكاء وبُعد النظر في شُؤون الحرب والسلم والسياسة والدبلوماسيَّة، ووصفه المُؤرخون الذين عاصروه بِأنَّهُ كان إنسانًا حليمًا عفيفًا في سفك الدماء مُقتصدًا في العقاب، كارهًا لِلأذى، وأنَّهُ كان رجُلًا مهيبًا شُجاعًا.

#### إنشاء طائفة المماليك الشراكسة

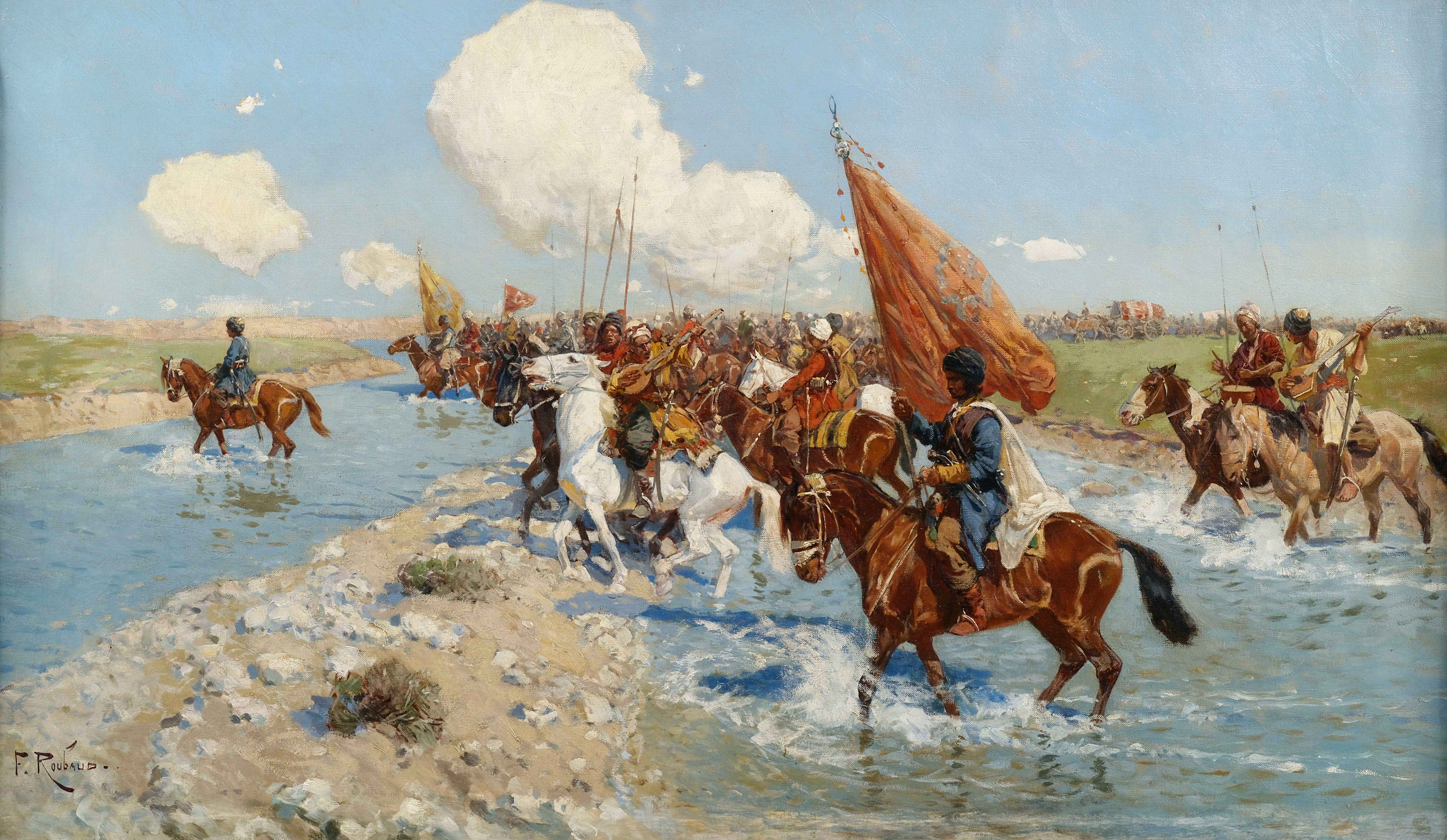
فُرسانٌ شراكسة.

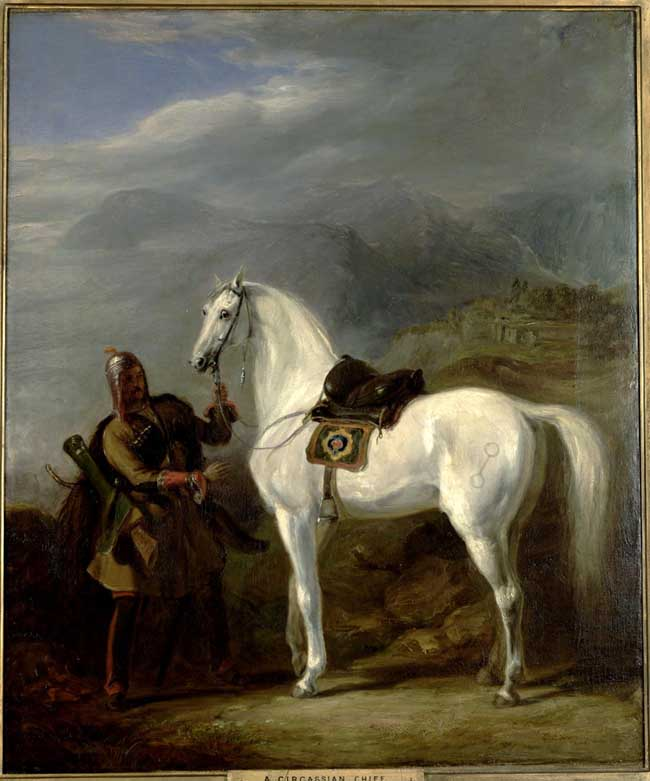
أميرٌ مملوكي شركسي، أو جركسي، وبجانبه حصانه.

تعرَّض قلاوون، في أوائل عهده، إلى ثورتين: الأولى قام بها نائب السلطنة في دمشق الأمير سُنقُر الأشقر الذي امتنع عن مُبايعة قلاوون ودعا أهل دمشق إلى الخُروج عن طاعة الأخير، وأعلن نفسه سُلطانًا وتلقَّب بِلقب «الملك الكامل»، وطلب من نُوَّاب الولايات في الشَّام الاعتراف به. لم يقف السُلطان قلاوون موقف المُتفرِّج من هذه الحركة، فقاتل الأمير سُنقُر حتَّى هزمه وأجبره على الاستسلام، فطلب الأمان والعفو، فمُنح ذلك، وعُفي عنه، وعاد إلى القاهرة مُعززًا. أمَّا الثورة الثانية التي تعرَّض لها قلاوون فكانت مُؤامرةٍ حاكها بعض الأُمراء الظاهريَّة، إذ اتفقوا مع المغول على اغتياله، وأسرُّوا لِلصليبيين في عكَّا بما دبَّروا، ونصحوهم بِعدم عقد أيَّة مُعاهدة مع السُلطان لأنَّهُ سيُقتل في القريب العاجل. لكنَّ هؤلاء رفضوا التعاون معهم وحذَّروا قلاوون منهم. ولمَّا علم السُلطان بِتفاصيل المُؤامرة استدرج الأُمراء المُتآمرين وكشف لهم علمه بِالأمر، وأمر بِإعدامهم، ثُمَّ قبض على الأُمراء الذين كان يشك في إخلاصهم له وسجنهم. رُغم إخضاع الثورتين سالِفتا الذِكر، إلَّا أنَّ السُلطان قلاوون فقد بِسببهما ثقته بِالمماليك الظاهريَّة، واتجه إلى تأسيس طائفةٍ مملوكيَّةٍ خاصَّةٍ به تُساعده في توطيد حُكمه في الدَّاخل وتُسانده في سياسته الخارجيَّة، ويكون اعتماده عليها دون الطوائف المملوكيَّة الأُخرى. فأنشأ في سنة 681هـ المُوافقة لِسنة 1282م طائفة المماليك الشراكسة، وهو عُنصرٌ جديد من أصلٍ قوقازي، يعيش في القسم الشمالي الغربي لِبلاد القوقاز وفي قسمٍ من الشاطئ الشرقي لِلبحر الأسود إلى أطراف بلاد الأبخاز جنوبًا. تميَّز هذا العُنصُر بِميزتين: انخفاض ثمنه بِالمُقارنة مع غيره من فئات المماليك التُرك، ووفرة أعداده في الأسواق. وظلَّ قلاوون يعمل على الإكثار من شراء هذا العُنصر حتَّى أضحى عددهم ثلاثة آلاف وسبعُمائة في أواخر أيَّامه، وأنزلهم في أبراج قلعة القاهرة، لِذلك عُرفوا بِالمماليك البُرجيَّة. غير أنَّ لفظ «الشركس» أو «الجركس» لم يُطلق عليهم إلَّا بعد عدَّة سنوات، وقُدِّر لِهؤلاء أن يكون لهم شأنٌ كبير في تاريخ مصر وسائر بلاد الشرق الأدنى في القُرون اللاحقة.

#### استرداد سواحل الشَّام

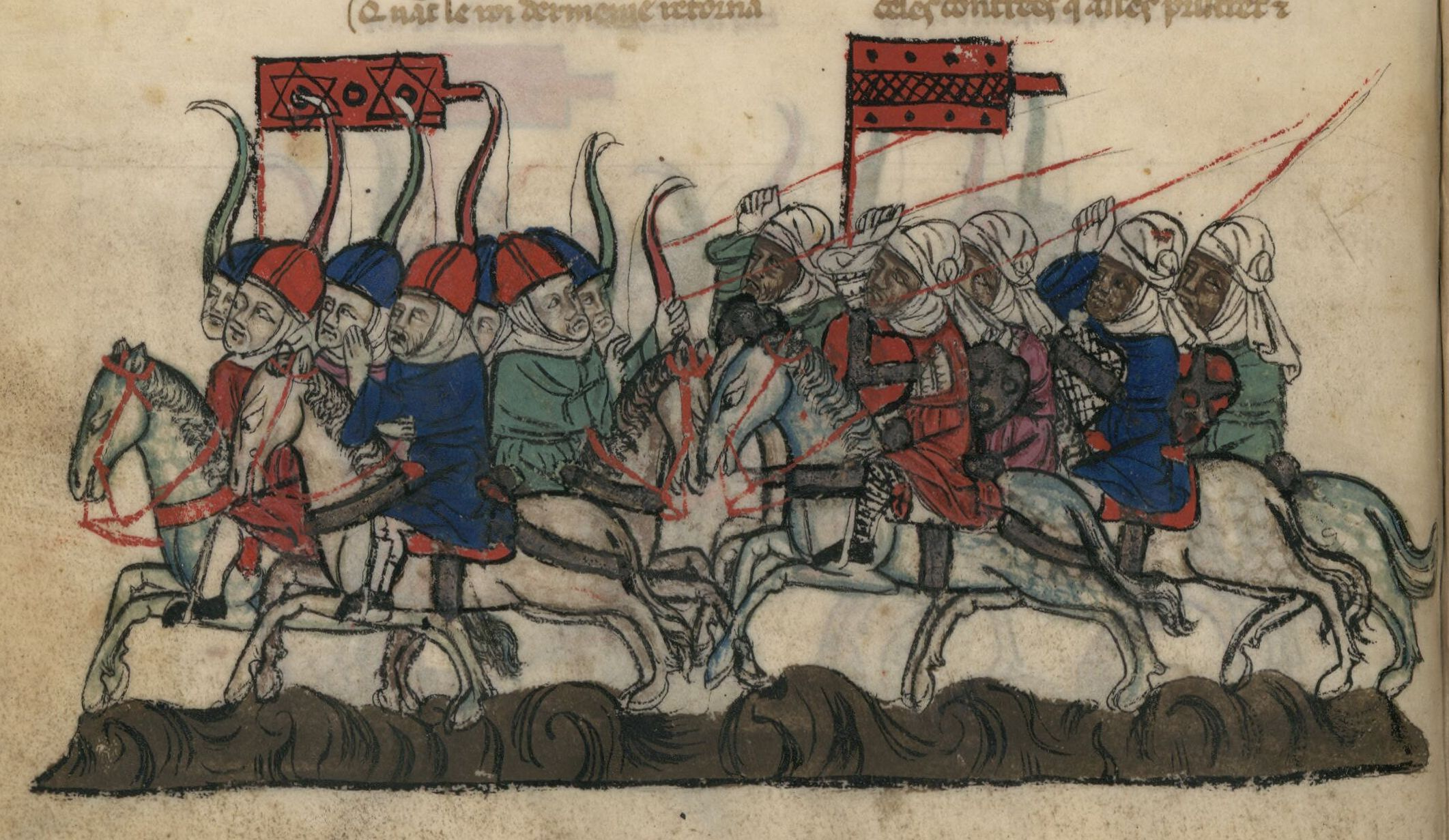
هزيمة المغول (يسارًا) على يد المُسلمين (يمينًا) في موقعة حِمص.

بعد أن تخلَّص السُلطان قلاوون من الأخطار الداخليَّة التي واجهته، بدأ ينصرف نحو المغول والصليبيين الذين ما فتئوا يُهددون الشَّام بين فينةٍ وأُخرى. وكان آباقا خان قد أرسل في سنة 679هـ المُوافقة لِسنة 1280م قُوَّةً احتلَّت بعض القلاع في شمال الشَّام، ثُمَّ رحلت إلى حلب فدخلتها وأحرقت جوامعها ومدارسها وقتلت الكثير من أهلها، قبل أن تُسرع بِالعودة إلى قواعدها بِالعراق ما أن وصلها أنَّ قلاوون خرج إلى غزَّة في طريقه إليهم لِمُنازلتهم. استغلَّ الصليبيُّون فُرصة إغارة المغول على شمال الشَّام وحاولوا استرداد حصن الأكراد من المُسلمين، لكنَّ مُحاولتهم باءت بِالفشل، غير أنَّ تلك المُحاولة نبَّهت قلاوون إلى الخطر الذي يُحيق به نتيجة تحالف أعدائه المغول والصليبيين، لِذلك أخذ يتَّبع سياسةً جديدةً تستهدف التفرقة بين خُصُومه وعدم تمكينهم من الاتحاد ضدَّ المُسلمين لِيتمكن من مُنازلة كُلٌ منهم على حدة. فعقد صُلحًا مع القوى الصليبيَّة الرئيسيَّة في الشَّام لِمُدَّة عشر سنوات، ثُمَّ حوَّل أنظاره ناحية المغول لِضربهم ضربةً موجعة. وكان أن خرج آباقا بنفسه إلى الشَّام على رأس جيشٍ كبيرٍ من المغول في سنة 680هـ المُوافقة لِسنة 1281م، وسار معه ليون الثالث ملك أرمينية الصُغرى. وفي موقعة حِمص التي دارت بين المُسلمين والمغول يوم 14 رجب 680هـ المُوافق فيه 29 تشرين الأوَّل (أكتوبر) 1281م، حلَّت الهزيمة ساحقةً بِالمغول وولُّوا الأدبار إلى العراق بعد أن هلك منهم خلقٌ كثير. وما دام السُلطان قلاوون قد أحرز هذا النصر على المغول، فإنهُ رأى أن ينتهز الفُرصة لِيُنزل ضربته الثانية بِالصليبيين على الرُغم من أنَّهُ كان قد عقد معهم صُلحًا لِمُدَّة عشر سنوات كما أُسلف، ولم تنقضِ منها سوى أربع سنواتٍ فقط. ففي سنة 684هـ المُوافقة لِسنة 1285م، هاجم قلاوون الإسبتاريَّة في حصن المرقب - وهو من أخطر الحُصُون الصليبيَّة بِالشَّام - واستولى عليه فعلًا، ممَّا سبب خسارة كُبرى لِلصليبيين. وفي الوقت الذي كان المُسلمين يتأهبون لِلإجهاز نهائيًّا على الصليبيين بِالشَّام، لم ينتبه الصليبيُّون إلى حقيقة الخطر الذي يتهددهم، واستمرُّوا غارقين في مُنازعاتهم الداخليَّة، وهي المُنازعات التي ميَّزت تاريخ الصليبيين بِالشَّام في النصف الأخير من القرن الثالث عشر الميلادي، وقد انتهز السُلطان قلاوون فُرصة انشغال الصليبيين بِتلك المُنازعات وأرسل حملةً استرجعت اللاذقيَّة سنة 686هـ المُوافقة لِسنة 1288م، وهي آخر بلد كان قد تبقَّى لِلصليبيين من إمارة أنطاكية. وشاء سوء حظ الصليبيين في تلك الظُروف أن يموت بوهيموند السَّابع أمير طرابُلس دون وريث، فقام في إمارته نزاعٌ داخليّ حول وراثة الحُكم، واستنجد فريقٌ من المُتنازعين بِالسُلطان قلاوون.

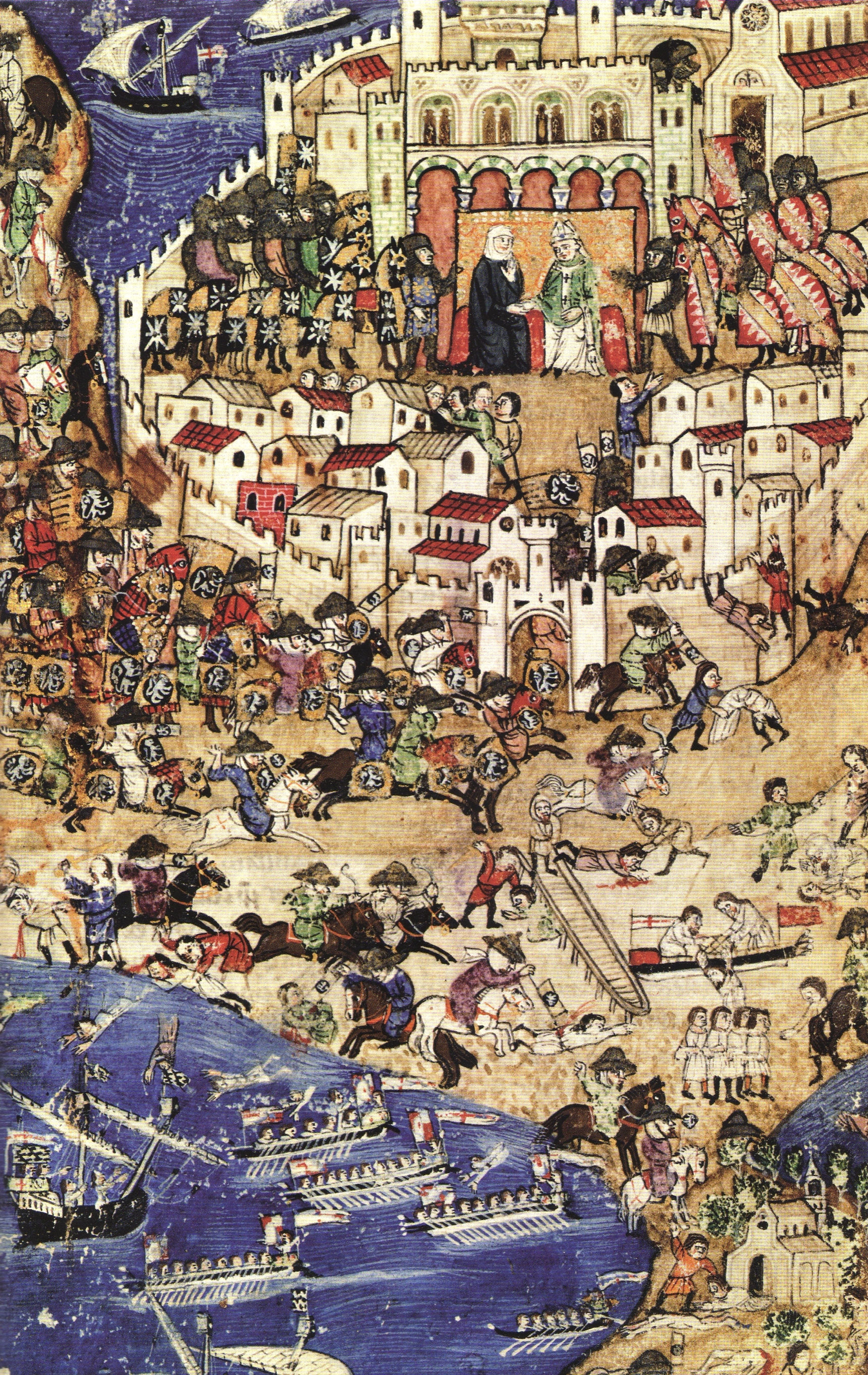
المُسلمون يُحاصرون ويفتتحون طرابُلس بعد أن ظلَّت في حوزة الصليبيين 180 سنة.

وهُنا أسرع قلاوون إلى افتراس الفُرصة، فتجهَّز لِأخذ طرابُلس، وخرج من مصر على رأس جيشه دون أن يُعلن هدفه، وذلك في شهر مُحرَّم سنة 688هـ المُوافق فيه شهر شُباط (فبراير) سنة 1289م. وكان جيش المُسلمين كبيرًا - يزيدُ عن أربعين ألف فارس ومائة ألف راجل - فلم تستطع طرابُلس مُقاومة الحصار الذي فرضه عليها السُلطان وسقطت في قبضته بعد أن احتلَّها الصليبيُّون طيلة 180 سنة. ولم يلبث المُسلمون أن استرجعوا المراكز التي أخلاها الصليبيُّون قُرب طرابُلس - مثل أنفة والبترون وبيروت وجبلة - وبذلك لم يبقَ لِلصليبيين من مُلكهم العريض في الشَّام سوى عكَّا وصيدا وصُور وعثليث. ومن الواضح أنَّ عكَّا كانت أعظم هذه المُدن الصليبيَّة وأمنعها، وأنها صارت المركز الجديد لِمملكة بيت المقدس اللاتينيَّة بعد أن استرجع صلاح الدين بيت المقدس لِلمُسلمين، ومع ذلك فإنَّهُ لم يكن في نيَّة السُلطان قلاوون مُهاجمة عكَّا عقب استيلائه على طرابُلس مُباشرةً. ذلك أنَّ قلاوون اتجه إلى دمشق، حيثُ وافق على تجديد الهدنة مع الصليبيين لِمُدَّة عشر سنوات. شكَّل سُقُوط طرابُلس صدمة عنيفة لِسُكَّان عكَّا، كما أثار النقمة في الغرب الأوروپي، وجعل المُدن الصليبيَّة في الشَّام تحت رحمة السُلطان قلاوون. وكتب البابا نُقُولا الرابع إلى مُلُوك الغرب يلتمس منهم تقديم المُساعدة، لكنَّ أحدًا لم يُجبه نظرًا لانشغال كُل ملك بِمشاكله الداخليَّة، ولم يُلبِّ نداء البابا سوى جماعات فقيرة من شمالي إيطاليا الذين تطلَّعوا إلى مُغامرةٍ تعود عليهم بِالمنفعة، ولم يكن البابا راضيًا عنهم، غير أنَّهُ قبل مُساعدتهم مُضطرًّا، وجعلهم تحت رئاسة أُسقف طرابُلس. وقدَّمت البُندُقيَّة عشرين سفينة وألف وستُمائة مُرتزق، كما قدَّم ملك أراغون خمس سُفنٍ حربيَّة. وبينما الصليبيُّون بِالشَّام يخطبون ودّ السُلطان قلاوون، وصلت تلك الجُمُوع الصليبيَّة من إيطاليا وهي تفيضُ حماسةً، وفي الوقت نفسه ينقصها النظام والخبرة وضبط النفس، فاعتدوا على المُسلمين خارج أسوار عكَّا مما أنذر بِتجدُّد الحرب بين المُسلمين والصليبيين، وأخذ قلاوون يعد العدَّة لِلقيام بِعملٍ حربيٍّ كبيرٍ ضدَّ عكَّا.

#### استرداد عكَّا وإجلاء الصليبيين

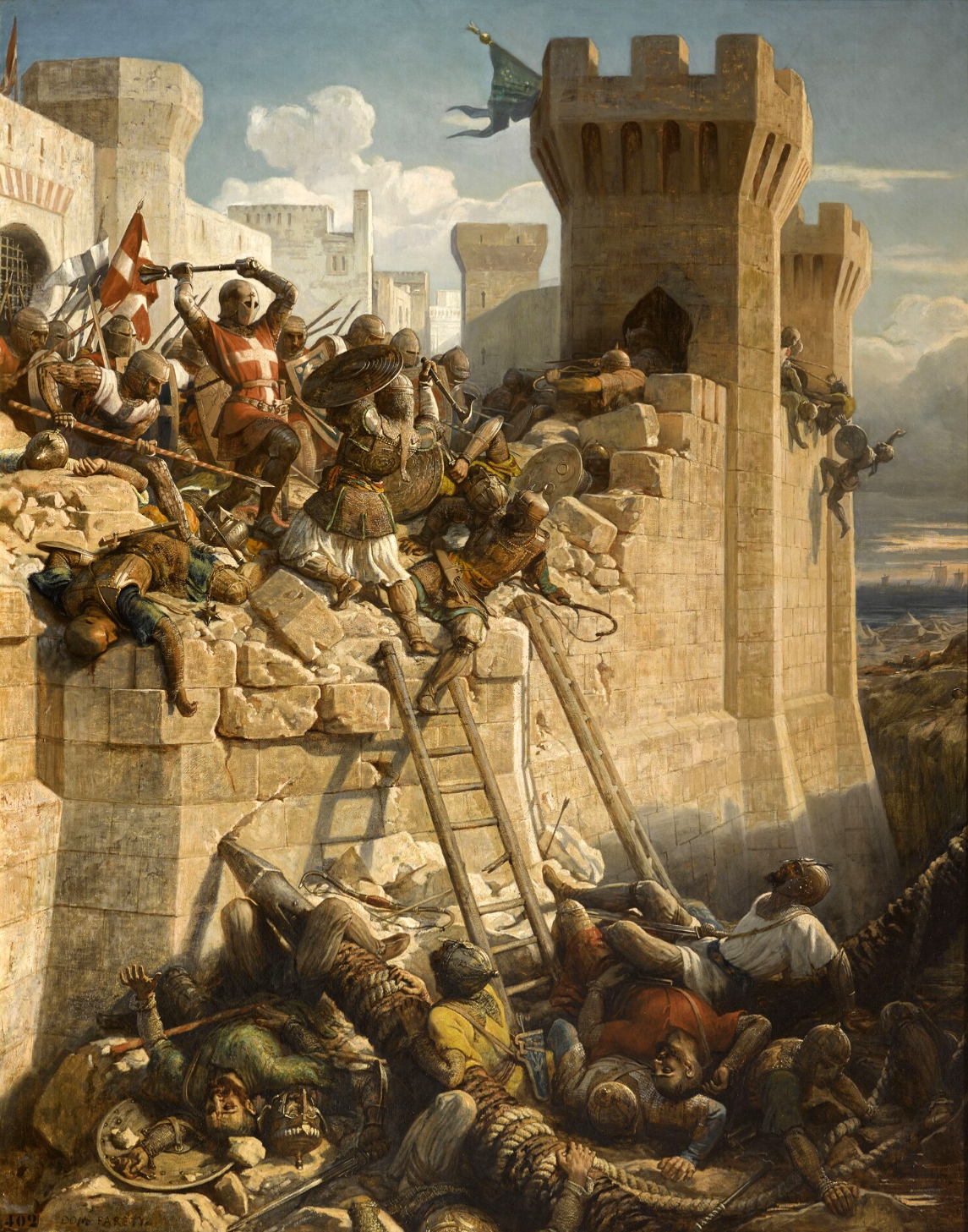
المُسلمون والصليبيُّون يتقاتلون على أسوار عكَّا، في المعركة المصيريَّة الفاصلة التي أنهت التواجد الصليبي في المشرق الإسلامي، وتساقطت بعدها آخر مُمتلكات الصليبييين في الشَّام بِيد المُسلمين، لِينجلي الإفرنج بعد ذلك ويرجعون إلى بلادهم بعد أن مكثوا في الشَّام نحو قرنين من الزمن. بِريشة الفرنسي دومينيك پاپيتي.

لم يكد السُلطان قلاوون يفرغ من استعداداته الحربيَّة، ويُغادر القاهرة لِحرب الصليبيين في الشَّام واسترجاع عكَّا، حتَّى تُوفي فجأة في 7 ذي القعدة 689هـ المُوافق فيه 10 تشرين الثاني (نوڤمبر) 1290م. وكان قلاوون قد جعل ولاية العهد لابنه علاءُ الدين عليّ، لكنَّ هذا الأخير تُوفي في حياة أبيه سنة 687هـ المُوافقة لِسنة 1288م، ولم يبقَ سوى ابنه الآخر صلاحُ الدين خليل - الذي كان مكروهًا من الأُمراء لِما عُرف عنهُ من قسوة وعدم تمسُّك بِقواعد الدين - فكان تولِّيه العرش صعب بِوُجود تلك المُعارضة، كما قيل أنَّ والده لم يكن راضيًا عن تصرُّفاته ولم يثق به، واعتقد أنَّهُ غير كُفء لِتولِّي السلطنة، ورفض أن يُوقِّع التقليد له بِولاية العهد، وتُوفي ولم يعهد لِولده بِالمُلك، إنما لم يكن ذلك مانعًا من أن يؤول إليه، خاصَّةً وأنَّ الموقف السياسي كان يتطلَّب قيام سُلطانٍ جديد على وجه السُرعة لِيقود الحملة التي كان قلاوون قد أعدَّها لِلقضاء على الصليبيين في عكَّا. وهكذا أقسم الأُمراء الأيمان لِلسُلطان خليل ولقَّبوه بِالأشرف، فخلع عليهم ثُمَّ تأهَّب لِلخُروج إلى الشَّام. وعندما علم الصليبيُّون في عكَّا أنَّ السُلطان الأشرف خليل تغلَّب على الصعاب التي واجهته، وأنَّهُ بِصدد الخُرُوج إليهم، حاولوا ثنيه عن عزمه، فأرسلوا إليه سفارة بِرئاسة أحد أعيان عكَّا الإفرنج وعُضويَّة فارسين أحدهما من الداويَّة والآخر من الإسبتاريَّة وكاتب، يسألون العفو، ولكنَّ السُلطان لم يقبل منهم ما اعتذروا به، وبذلك لم يعد هُناك مفر من القتال. خرج الأشرف خليل من القاهرة في شهر صفر سنة 690هـ المُوافق فيه شهر شُباط (فبراير) سنة 1291م، في طريقه إلى دمشق حيثُ وضع عياله وحريمه، ثُمَّ غادرها إلى عكَّا. وأرسل في الوقت نفسه إلى كُل وُلاة الشَّام بِإمداده بِكُل وسائل النقل، لِنقل الذخائر والجُنود، ثُمَّ مُوافاته إلى أسوار عكَّا. وهكذا اجتمعت الجُيُوش الإسلاميَّة من مصر والشَّام أمام آخر المعاقل الصليبيَّة الرئيسيَّة، وقُدِّر عدد أفراد تلك القُوَّات بِستين ألف فارس ومائة وستين ألفًا من المُشاة، فضلًا عن عددٍ ضخمٍ من آلات الحصار والضرب منها اثنين وتسعين منجنيقًا. فبدأ حصار المدينة ورميها بِالمجانيق رميًا مُتواصلًا. وقد بذل الصليبيُّون جُهدًا مُستميتًا لِلدفاع عن عكَّا، فاستغاثوا بِأوروپَّا الغربيَّة، لكنَّ استغاثاتهم لم تُؤدِّ إلَّا إلى نتيجةٍ ضئيلةٍ، فحصلوا على بعض المُساعدات من إدوارد ملك إنگلترا وهنري الثاني ملك قبرص، الذي أتى بِنفسه لِلمُشاركة في الدفاع عن المدينة، وتناست الطوائف الدينيَّة العسكريَّة حزازاتها القديمة وتكاتفت لِلدفاع عن عكَّا، ولكنَّ كُل تلك الجُهُود ذهبت مع الريح، فاقتحم المُسلمون المدينة في 17 جُمادى الأولى 690هـ المُوافق فيه 18 أيَّار (مايو) 1291م، وفرَّ الصليبيين في السُفن الراسية إلى عرض البحر، حيثُ غرقت بعض السُفن بِسبب كثرة من تحمله من الفارِّين، ووقع من بقي منهم في الأسر. ولم تكد عكَّا تُصبح في قبضة المُسلمين حتَّى أمر السُلطان بِتدميرها وفق خطَّةٍ موضوعة، حتَّى لا تبقى رأس حربة لِما قد يقوم به الصليبيُّون من اعتداءات على الشَّام. كانت استعادة المُسلمين لِعكَّا بِمثابة الضربة الكُبرى الختاميَّة التي نزلت بِالصليبيين في الشَّام. ولم يُصبح لِلصليبيين بعد ذلك مقام في تلك البلاد، فاسترجع المُسلمون في سُهولةٍ المراكز القليلة الباقية بِأيديهم مثل صُور وصيدا وطرطوس وعثليث، وأجلوهم عن تلك البلاد، فركبوا البحر عائدين إلى بلادهم الأوروپيَّة، لِتُختتم بِذلك صفحة الحُرُوب الصليبيَّة في المشرق الإسلامي بعد أن مضى عليها قرنان من الزمن.

#### سلطنات الناصر مُحمَّد

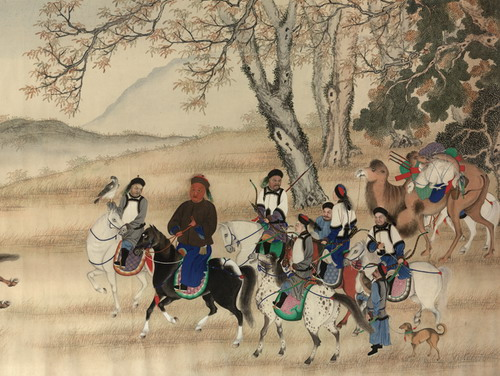
وفدت على مصر خِلال سلطنة العادل كتبغا جماعاتٌ من المغول الوثنيين.

قُتل الأشرف صلاحُ الدين خليل يوم السبت 12 مُحرَّم 693هـ المُوافق فيه 31 كانون الأوَّل (ديسمبر) 1293م، بعد أن تآمر عليه بعض أُمراء المماليك، وترك اثنتين من البنات ولم يعقب ذُكُورًا. وفي الأعوام الخمسة التي تلت مقتل هذا السُلطان، انحصر التاريخ المملوكي بشكلٍ تامٍ تقريبًا في حوادث القتل والمُؤامرات بِشكلٍ مُتواصل. ذلك أنَّ المُتآمرون اجتمعوا واتفقوا على تعيين زعيم المُؤامرة الأمير بدرُ الدين بيدرا سُلطانًا، لكنَّ هذا الأخير قُتل بِدوره على يد مماليك السُلطان المغدور بِزعامة الأمير زين الدين كتبغا المنصوري، الذي سار بعد ذلك عائدًا إلى القاهرة لِيتربَّع على دست السلطنة، لكنَّ الأمير علم الدين سنجر الشُجاعي - الذي كان السُلطان الأشرف خليل قد أنابه عنه في قلعة الجبل - حال بين كتبغا وبين دُخُول القاهرة، فجرت مُفاوضات بين الطرفين انتهت إلى اختيار مُحمَّد بن قلاوون أخي الأشرف خليل سُلطانًا. كان السُلطانُ الجديد ما يزال طفلًا صغيرًا لم يتجاوز عُمره تسع سنوات، وقضى سنة في الحُكم كان شبه محجوز عليه بِالقلعة، في حين استبدَّ بِأُمور الدولة الأمير علم الدين سنجر الشُجاعي، ثُمَّ الأمير كتبغا المنصوري بعد أن تخلَّص من الأوَّل، وما لبث كتبغا أن عزل مُحمَّد بن قلاوون مُتحججًا بِفساد الحال نتيجة تولِّي صبيّ شُؤون الحُكم، وحلَّ مكانه سنة 694هـ المُوافقة لِسنة 1294م. تشائمت الناسُ من كتبغا وحُكمه كونه جاء مصحوبًا بانخفاض النيل واشتداد المجاعة وارتفاع الأسعار وانتشار الوباء، ولِأنَّهُ استقبل في مصر نحو عشرة آلاف مغوليّ وثنيّ - عُرفوا باسم «العويراتيَّة» أو «الأويراتيَّة» - فارِّين من الدولة الإلخانيَّة، فاستثار هذا الفعل شُعُور الأهالي وزادت نقمتهم على السُلطان. استغلَّ أحد الأُمراء الأقوياء، وهو الأمير حُسامُ الدين لاجين، عوامل الكراهيَّة التي أخذت تتجمَّع ضدَّ كتبغا، فخلعهُ من السُلطة وتربَّع على العرش بدلًا منه، لكنَّهُ أساء التصرُّف مع سائر أُمراء المماليك وضيَّق عليهم وأقصاهم عن مناصب الدولة وأحلَّ غيرهم من مماليكه الخاصَّة، فحنقوا عليه وقتلوه وهو في القلعة سنة 698هـ المُوافقة لِسنة 1298م. لم يوجد بين أُمراء المماليك - عقب مقتل لاجين - شخصيَّة كُبرى تستطيع أن تُسيطر على الموقف وتستأثر بِالسلطنة، فاضطرَّ الأُمراء وسط ذلك الفراغ إلى التفكير في مُحمَّد بن قلاوون الذي ظلَّ دائمًا يبدو في صُورة صاحب الحق الشرعي في السلطنة مُنذُ أن عزله كتبغا. وكان أن استُحضر مُحمَّد بن قلاوون إلى مصر لِيتولَّى منصب السلطنة لِلمرَّة الثانية، فاستُقبل استقبالًا حماسيًّا رائعًا من المماليك وعامَّة الناس على حدٍ سواء، وصعد إلى القلعة حيثُ جُدِّدت لهُ البيعة وأخذ يُباشر سُلطانه، بعد أن تلقَّب بِلقب الملك الناصر.

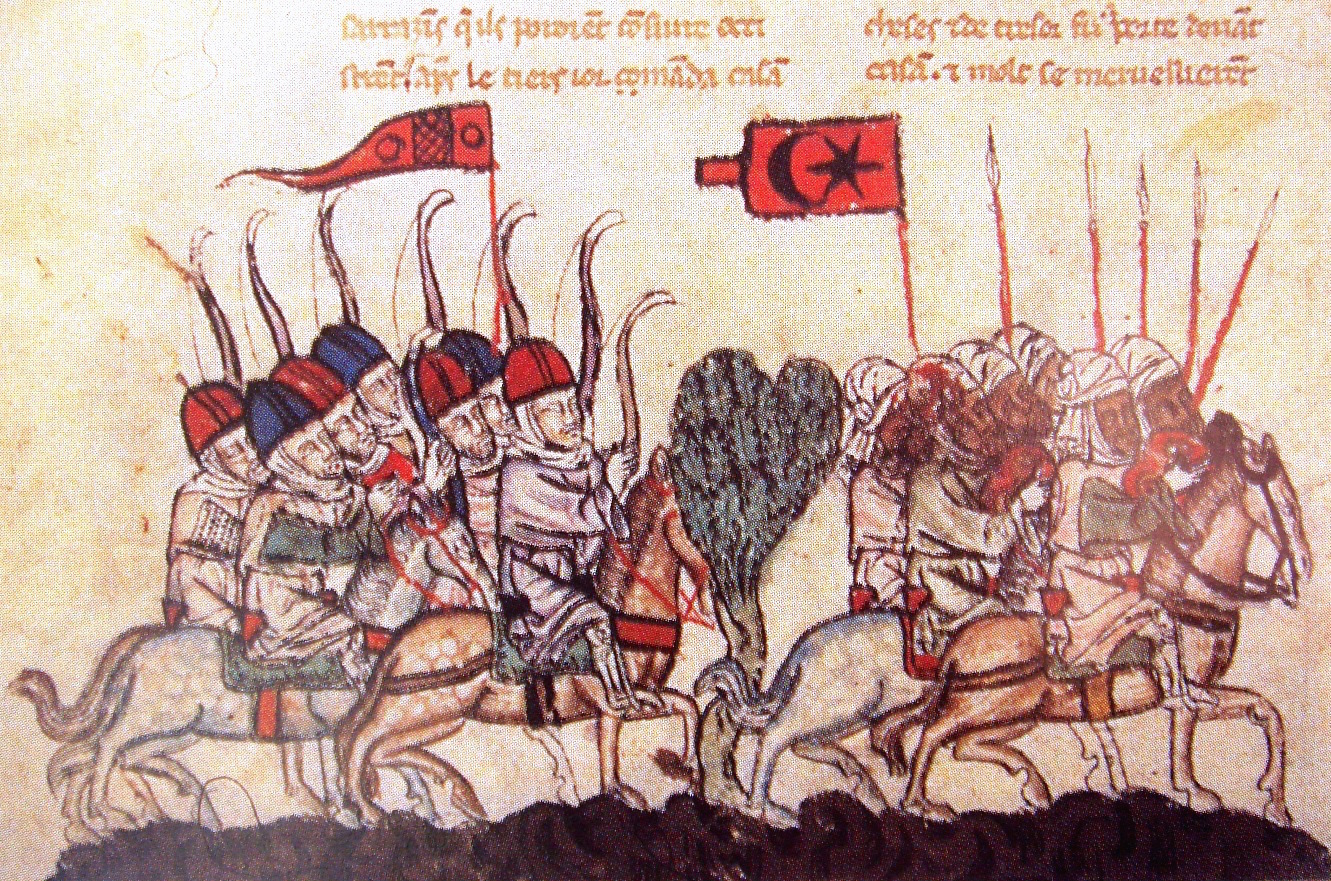
انتصار المغول (يسارًا) على المماليك (يمينًا) سنة 1299م في معركة وادي الخزندار قُرب حِمص في الشَّام.

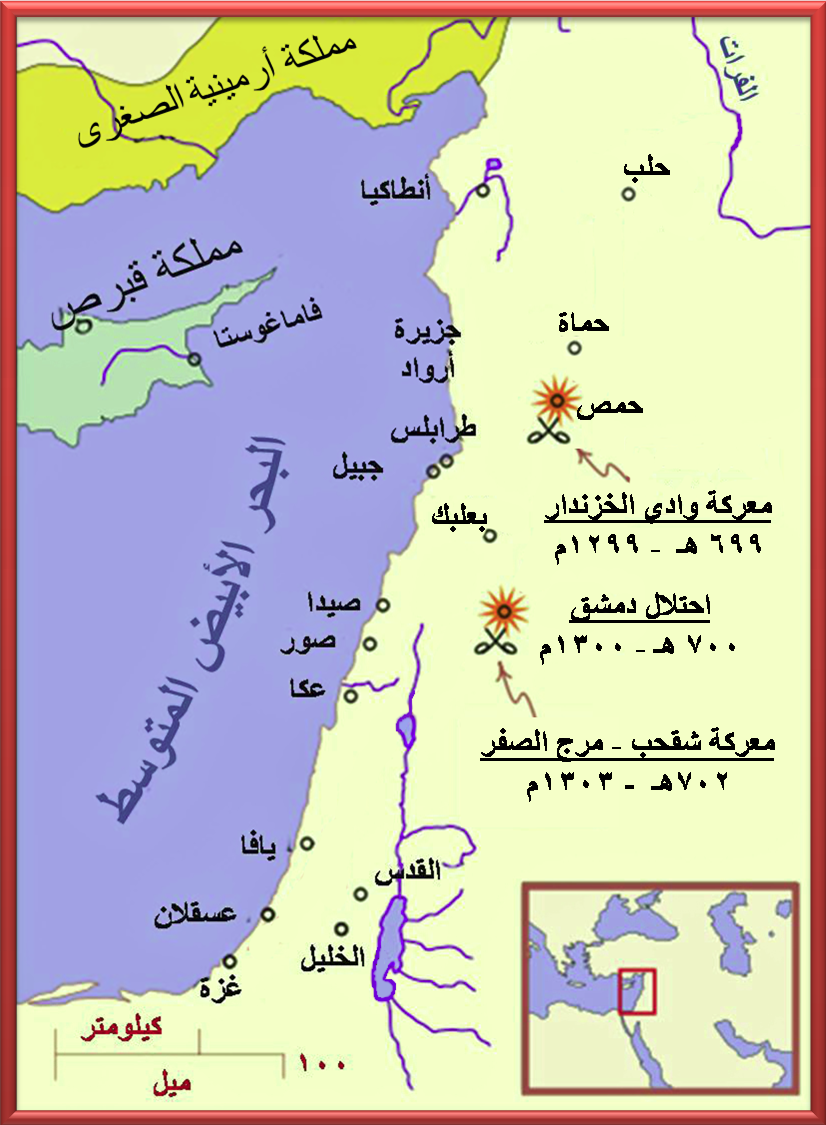
خريطة موقع معركتيّ وادي الخزندار وشقحب بين المماليك والمغول في عهد الناصر مُحمَّد بن قلاوون ومحمود غازان.

وكان أهم ما تعرَّضت له دولة المماليك في ذلك الدور هو تجدُّد هجمات المغول على الشَّام، إذ أوغلت جُيُوش الإلخان محمود غازان في الشَّام سنة 697هـ المُوافقة لِسنة 1298م حتَّى أنزلت الهزيمة بِالمماليك عند مجمع المُرُوج بين حِمص وحماة. ويبدو أنَّ مُقاومة المماليك في الشَّام انهارت بعد هذه الهزيمة، فدخل غازان دمشق وعاث جُنُوده فيها فسادًا. على أنَّ غازان اكتفى بذلك وعاد إلى بلاده بعد أن عيَّن نائبًا عنه في دمشق. وكان ذلك في الوقت الذي خرج جيشٌ كبير من المماليك على رأس السُلطان الناصر مُحمَّد قاصدًا الشَّام سنة 698هـ المُوافقة لِسنة 1299م، وقد استطاع المماليك دُخُول دمشق وطرد المغول منها، ولم يعبئوا بِطلب غازان مُهادنتهم، الأمر الذي استثار غازان فخرج من بلاده سنة 702هـ المُوافقة لِسنة 1302م قاصدًا غزو الشَّام من جديد. وفي موقعة مرج الصفر التي دارت قُرب دمشق في تلك السنة حلَّت الهزيمة قاسيةً بِالمغول، الأمر الذي جعل الناس يفرحون بِالناصر مُحمَّد رُغم صغر سنِّه ويستقبلونه استقبالًا حارًّا في دمشق والقاهرة. رُغم ذلك بقيت سلطنة الناصر مُحمَّد الثانية اسميَّة، إذ كان ما يزال فتىً في الرابعة عشرة من عُمره، وتحكَّم به الأميران سلار وبيبرس الجاشنكير وضيَّقا الخناق عليه، فحاول بدوره أن يتخلَّص منهما لكنَّهما أدركا مُخططه وحاولا القضاء عليه لولا أن وقف الشعب في صفِّه وناصره وتعاطف معه تعاطُفًا غريبًا. ولمَّا ضاق السُلطان بِحياته، وأدرك أنهُ لا فائدة من التغلُّب على سلار وبيبرس، تظاهر بِرغبته بالذهاب إلى مكَّة لِأداء فريضة الحج، ولمَّا وصل إلى الكرك اعتكف فيها وأعلن تخلِّيه عن السلطنة، فانتخب الأُمراء بيبرس الجاشنكير بدلًا منه. شاءت الظُروف أن يأتي قيام بيبرس الجاشنكير مقرونًا بانخفاض النيل وارتفاع الأسعار، ممَّا جعل الناس يُفسرون ذلك بِسُوء طالع السُلطان الجديد، فصاروا يطوفون في شوارع القاهرة مُطالبين إرجاع الناصر مُحمَّد، كما رفض الكثير من أُمراء الشَّام الاعتراف بسلطنة بيبرس، وأعلنوا ولائهم لِبيت قلاوون، واستعدادهم نُصرته كي يسترجع مُلكه. وكان النَّاصر مُحمَّد قد بلغ أشُدَّه وصُقلت خبراته السياسيَّة، فوافق على استرجاع العرش، وسار إلى القاهرة على رأس جيشٍ كبير، بينما وجد بيبرس نفسه وحيدًا بعد أن تخلَّى عنه أغلب الأُمراء، ورفض الشعب الالتفاف حوله، فنزل عن العرش وهرب إلى أطفيح، لِيدخل النَّاصر مُحمَّد القاهرة ويجلس على تخت المُلك لِلمرَّة الثالثة.

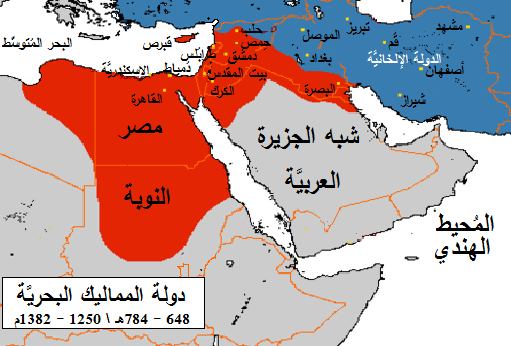
الدولة المملوكيَّة في أكبر توسُّع لها زمن الناصر مُحمَّد.

استمرَّ حُكم الناصر مُحمَّد في تلك المرَّة الثالثة إحدى وثلاثين سنة، هي مُدَّة طويلة لم يُدانيه فيها سُلطانٌ آخر من سلاطين المماليك. ويُمثِّلُ عصره بالذَّات أعظم عُصُور التاريخ المملوكي، وأكثرها ازدهارًا ورُقيًّا واستقرارًا. ذلك أنَّ نُفُوذ الناصر مُحمَّد امتدَّ من برقة غربًا حتَّى الشَّام والحجاز وجنوب العراق شرقًا، ومن النوبة جنوبًا حتَّى الأناضول شمالًا، وخطب ودَّهُ سلاطين المغرب ودعوا له، حتَّى قيل أنَّهُ «لم يل من أبناء المُلُوك قاطبةً مُلك مصر أعظم من الملك الناصر مُحمَّد». وقد أرسل السُلطان الناصر مُحمَّد حملتين إلى النوبة في سلطنته الثالثة، وذلك ما بين سنتيّ 715 و716هـ المُوافقة لِما بين سنتيّ 1315 و1316م، ففتحها وأقام عليها أوَّل ملكٍ مُسلمٍ من أهلها هو عبدُ الله برشنبو، فأخذت تلك البلاد تفقد صفتها المسيحيَّة تدريجيًّا مُنذُ ذلك الوقت لِتتخذ طابعًا عربيًّا إسلاميًّا. أمَّا في الداخل، فقد كان عهد الناصر مُحمَّد عهد رخاءٍ واستقرار، فأقام الناصر كثيرًا من المُنشآت مثل المساجد والقناطر والجُسُور والمُستشفيات والمدارس، حتَّى بلغ مصروف العمارة في كُل يومٍ من أيَّامه سبعة آلاف درهم فضَّة. وفي تلك الفترة زار الرحَّالة والجُغرافي المغربي ابن بطُّوطة مصر، فأُعجب إعجابًا شديدًا بِمظاهر الحضارة والعُمران في القاهرة، وأشاد بِسيرة الناصر مُحمَّد وفضله وازدهار حُكمه، ووصف مصر قائلًا: «أُمُّ البِلاد وقَرَارَة فِرعَونَ ذِي الأَوتَاد، ذَات الأَقَالِيم العَرِيضَة، وَالبَلَد الأَرِيضَة المُتَنَاهِيَه في كَثرَةِ العَمَارَة، المُتَنَاهِيَةُ بِالحُسنِ وَالنَّضَارَة.. تَمُوجُ مَوجَ البَحرَ بِسُكَّانِهَا.. شَبَابِهَا يَجِدُّ عَلَى طُولِ العَهد، وَكَوكَبُ تَعدِيلِهَا لَا يَبرَحُ عن مَنزِلِ السَّعد. قَهَرَت قَاهِرَتُهَا الأُمَم، وَتَمَكَّنَت مُلُوكُهَا نَوَاصِيَ العَرَبِ وَالعَجَم. وَلَهَا خُصُوصِيَّةُ النِّيلِ الذي أجلَّ خَطَرَهَا، وَأغنَاهَا عن أن يَستَمِدُّ القِطرَ قِطرَهَا. وَأَرضَهَا مُسيَّرةُ شَهر لِمَجدِ السَّيَرِ، كَرِيمَةُ التُّربَةِ مُؤنِسَةٌ لِذِي الغُربَةِ».

#### تدهور دولة المماليك البحريَّة وسُقُوطها

مُنمنمة أوروپيَّة تُصوِّرُ بعض الناس وهم يدفنون موتاهم الذين قضوا نحبهم جرَّاء الوباء الأسود الذي تفشَّى في العالم الإسلامي وفي الغرب الأوروپي.

تُوفي الناصر مُحمَّد بن قلاوون سنة 741هـ المُوافق فيه سنة 1340م، والواقع أنَّ وفاته جاءت إيذانًا بانتهاء فترة الاستقرار والرخاء اللذين تمتعت بهما الدولة المملوكيَّة في عهده. وإذا كان أبناء الناصر مُحمَّد وأحفاده قد تمكنوا من البقاء في الحُكم أربعين سنة بعد وفاة الناصر نفسه، فإنَّ ذلك لا يرجع إلى موهبةٍ خاصَّةٍ ظهرت في أحد أولئك السلاطين، وإنما كان مرجع ذلك هيبة بيت قلاوون نفسه في قُلُوب المُعاصرين، وهي الهيبة التي وضع أُسُسها المنصور قلاوون، وازدادت نُموًّا في عهد ولده السُلطان الناصر مُحمَّد. وبِعبارةٍ أُخرى فإنَّ أبناء الناصر مُحمَّد وأحفاده عاشوا على السُمعة الطيِّبة والمكانة الراسخة والشُهرة الواسعة التي تركها الناصر مُحمَّد بِالذَّات في قُلُوب مُعاصريه، رُغم أنَّهُ كان من هؤلاء الأبناء والأحفاد من لا يستحق المُلك لِضُعفه أو سوء خُلُقه أو صغر سنِّه. خِلال العشرين سنة الأولى التي أعقبت وفاة الناصر مُحمَّد (741 - 762هـ \ 1341 - 1361م) تولَّى منصب السلطنة ثمانيةٌ من أولاده، وفي العشرين سنة التالية (762 - 784هـ \ 1361 - 1382م) تولَّى المنصب أربعة من أحفاده. وبعضُ هؤلاء الأبناء والأحفاد تولَّى منصب السلطنة وعُمره عامٌ واحد - مثل الكامل سيف الدين شعبان - كما أنَّ بعضهم لم يبقَ في الحُكم إلَّا شهرين وبضعة أيَّام، مثل الناصر شهاب الدين أحمد. وشهدت هذه الفترة من حياة الدولة المملوكيَّة اضطرابات وعدم استقرار وفوضى، تركت أثرها واضحًا في جميع نواحي الحياة السياسيَّة والاقتصاديَّة والاجتماعيَّة. وزاد من أحوال البلاد سوءًا في ذلك الدور انتشار وباءٍ خطيرٍ عُرف باسم «الوباء الأسود» سنة 749هـ المُوافق فيه سنة 1349م - أي في عهد السُلطان الناصر حسن بن مُحمَّد - فمات كثيرٌ من الناس، وتأثَّرت الحياة الاقتصاديَّة أسوأ أثر حتَّى كادت تتوقَّف تمامًا، وتوقفت الأحوال بِالقاهرة وسائر مصر.

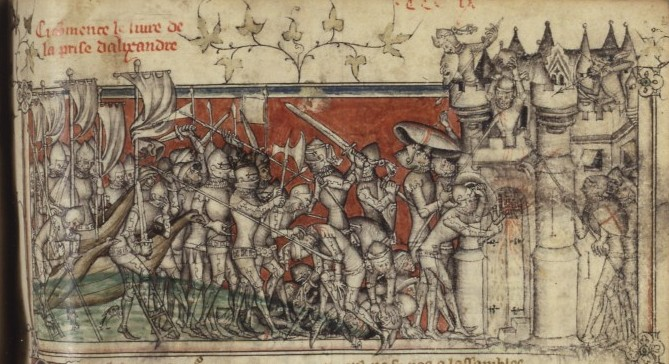
الصليبيُّون يُهاجمون مدينة الإسكندريَّة بِقيادة بُطرس الأوَّل ملك قبرص، ويُمعنون فيها سلبًا ونهبًا، ويقتلون الكثير من أهلها ويأسرون جماعةً منهم.

ووقف خلف كُل سُلطان من أبناء الناصر مُحمَّد وأتباعه أميرٌ أو أكثر من كُبراء أُمراء المماليك، بحيثُ طغت شخصيَّة أولئك الأُمراء على السلاطين، واستغلُّوهم لِتحقيق مصالحهم الخاصَّة، فنجم عن ذلك ازدياد المُنازعات فيما بينهم، وتحكُّمهم واستبدادهم بِشُؤون الدولة والعِباد.  يُلاحظ أنَّ بعض الأُمراء سالفي الذكر كان من المماليك البُرجيَّة الشراكسة، ومن أبرزهم سيفُ الدين برقوق، الأمر الذي يدُل على ازدياد نُفُوذ تلك الطائفة، ممَّا أدَّى إلى تمكُّنهم من انتزاع الحُكم لاحقًا. هذا عن الأحوال الداخليَّة لِدولة المماليك في عصر أبناء الناصر مُحمَّد وأحفاده. أمَّا في الخارج فإنَّ اضطراب أحوال البلاد وعدم وُجود رجُلٍ قويٍّ مهيب الجانب على رأس دولة المماليك، أفقد تلك الدولة مكانتها وهيبتها التي كانت قد بلغت أوجها على عهد السُلطان الناصر مُحمَّد. ولم يلبث أن استخفَّ الأعداء بِدولة المماليك وطمع الطامعون في أراضيها، بل تجرَّأ الصليبيُّون على غزو مصر ذاتها سنة 767هـ المُوافقة لِسنة 1365م. والمعروف أنَّ الحُروب الصليبيَّة لم تنتهِ باسترجاع المُسلمين عكَّا سنة 690هـ المُوافقة لِسنة 1291م وبِطرد آخر البقايا الصليبيَّة من الشَّام، وإنما استمرَّت تلك الحُرُوب في صُورةٍ أو أُخرى حتَّى نهاية القرن الخامس عشر للميلاد تقريبًا، واتخذت لها أكثر من ميدان في المشرق والمغرب جميعًا. وفي ذلك الدور من أدوار الحُروب الصليبيَّة، اتخذ مُلُوك قبرص الإفرنج من آل لوزنيان جزيرتهم قاعدةً كُبرى لِتهديد السُفن والمتاجر الإسلاميَّة في شرق حوض البحر المُتوسِّط، فضلًا عن القيام بِغاراتٍ جريئةٍ على بعض الموانئ الإسلاميَّة وموانئ دولة المماليك بِوجهٍ خاص. وكان ملك قبرص آنذاك بُطرُس الأوَّل قد سمع بِأخبار الفوضى التي غرقت فيها مصر في عصر أحفاد الناصر مُحمَّد، وكيف كانت الموانئ والمُدن المصريَّة خالية تمامًا من وسائل الدفاع. فقرَّر وقادته غزو الإسكندريَّة لِلقضاء على دولة المماليك التي تسبَّبت بِطرد الصليبيين من الشَّام من ناحية، ولِلاستفادة من مركز تلك المدينة الحربي وموقها التجاري من ناحيةٍ أُخرى. وعلى الرُغم من أنَّ أخبار الحملة الصليبيَّة ووُجهتها طارت إلى مصر عن طريق التُجَّار قبل وُقُوع الهُجوم بِمُدَّةٍ طويلة إلَّا أنَّهُ لم يكن من الدولة اهتمام. نزل الصليبيُّون على شاطئ الإسكندريَّة صباح الجُمُعة 23 مُحرَّم 767هـ المُوافق فيه 9 تشرين الأوَّل (أكتوبر) 1365م، وارتكبوا فيها مذبحةً رهيبة راح ضحيَّتها آلاف السَّكندريين من مُسلمين ومسيحيين ويهود، ونهب الصليبيُّون البُيُوت والمتاجر والكنائس والجوامع، ولم تسلم منهم حتَّى متاجر التُجَّار الأوروپيين، وهرب الكثير من الأهالي ناجين بِحياتهم. وبعد مضيّ 4 أيَّام انسحب الصليبيُّون عائدين إلى قبرص، حاملين في سُفُنهم آلاف الأسرى والمنهوبات. خِلال هذه الفترة من عصر السلاطين البحريَّة الصغار، برز اسم أحد المماليك البُرجيَّة أو الشراكسة - وهو الأمير برقوق بن أنس العُثماني اليلبغاوي - الذي استطاع بِفضل طُمُوحه وقُوَّته أن يصل إلى منصب أتابك العسكر سنة 780هـ المُوافقة لِسنة 1378م، وبِذلك أصبح برقوق على جانبٍ كبيرٍ من القُوَّة في عهد السُلطان علاءُ الدين عليّ الذي لم يتجاوز سنُّه ست سنوات.
ظلَّ السُلطان علاءُ الدين عليّ في الحُكم حتَّى وفاته سنة 783هـ المُوافقة لِسنة 1381م، وهو في الثانية عشرة من عُمره. وكان في استطاعة برقوق أن يلي عرش السلطنة عقب وفاة السُلطان عليّ مُباشرةً، لكنَّهُ أدرك أنَّ الأُمُور لم تنضج بعد لا سيَّما وأنَّ لهُ الكثير من المُعارضين. لِذلك تظاهر برقوق بِالزُهد في السلطنة مُعلنًا أنَّ المصلحة تتطلَّب إبقاء وظيفة السلطنة في بيت قلاوون. وهكذا استُدعي الأمير حاجي حفيد الناصر مُحمَّد وسنُّه وقتئذٍ إحدى عشرة سنة، وأُعلن سُلطانًا سنة 783هـ المُوافقة لِسنة 1381م. وفي خلال عهد السُلطان الطفل الجديد، أخذ برقوق يُمكِّنُ لِنفسه، فاختصَّ زُملائه وأنصاره من أُمراء المماليك بِالوظائف الرئيسيَّة في الدولة، في الوقت الذي أخذ يعمل على اكتساب محبَّة عامَّة الناس، فخفَّف عنهم الضرائب، ولمَّا وجد أنَّ الأُمور باتت مُهيئة لِإعلان نفسه سُلطانًا، انتحل نفس العُذر الذي سبق أن تحجج به الطامعون في الحُكم من أُمراء المماليك، وهو صغر سن السُلطان القائم، فاجتمع بالأعيان الذين أعلنوا خلع السُلطان حاجي وإقامة برقوق مكانه. وبِعزل حاجي من السلطنة انتهى بيت قلاوون، كما انتهى حُكم المماليك البحريَّة، وقامت دولة المماليك البُرجيَّة.

### عصر المماليك البُرجيَّة

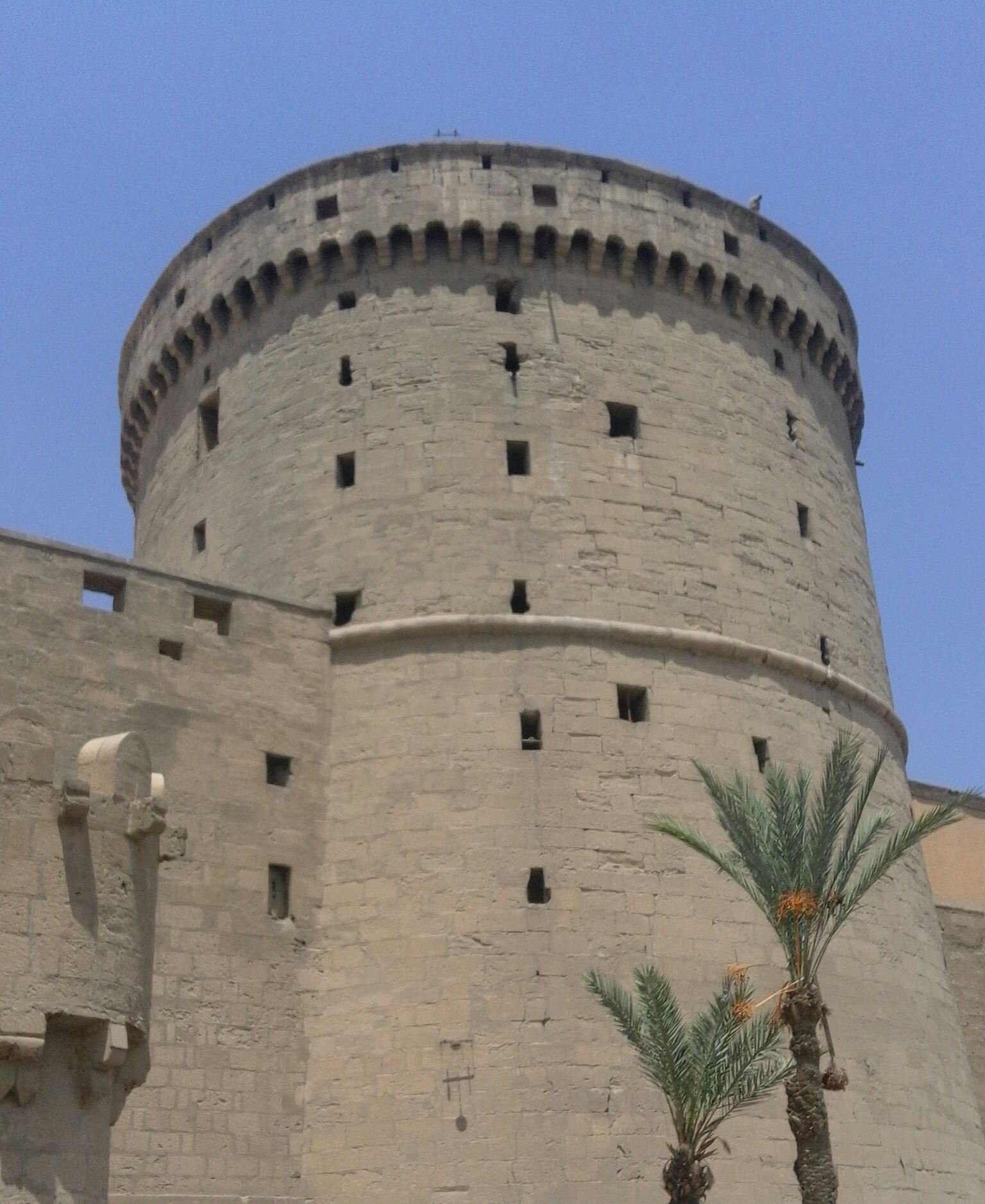
أحد أبراج قلعة صلاح الدين الأيُّوبي، والتي نُسبت المماليك البُرجيَّة إليها.

تختلف دولة المماليك البُرجيَّة - أو الشراكسة (الجراكسة) - عن الأولى، أو البحريَّة، في عدَّة نواحي، أوَّلها أنَّ سلاطين الدولة البُرجيَّة كانوا جميعًا شراكسة العِرق، ما عدا اثنين يرجعان إلى أصلٍ روميٍّ هُما خُشقُدم وتمربُغا. هذا إلى أنَّ مبدأ الحُكم الوراثي الذي حاول بعض سلاطين المماليك البحريَّة تطبيقه في عنادٍ وإصرارٍ والذي نجح بِوُضوحٍ في عصر بيت قلاوون، هذا المبدأ لا يُوجد له أثر في عصر دولة المماليك الشراكسة. والواقع أنَّ سلاطين دولة المماليك الثانية كانوا زُعماء أو أُمراء كبار أكثر منهم سلاطين. وكان نجاح السُلطان في مُهمَّته يتوقَّف على مدى توفيقه في توجيه كبار الأُمراء وضرب طوائف المماليك ببعضها البعض. فإذا استطاع السُلطان الاحتفاظ بِمنصبه حتَّى وفاته، فإنَّ ابنه كان يخلفه عادةً. ولكن لِعدَّة أشهرٍ فقط حتَّى ينجلي الموقف بين كبار الأُمراء ويستطيع أحدهم أن ينفرد بِالغنيمة. والمعروف أنَّ دولة المماليك البُرجيَّة عمَّرت أكثر من مائة وأربعة وثلاثين سنة، تعاقب على عرش السلطنة خلالها ثلاث وعُشرون سُلطانًا، ومن هؤلاء السلاطين تسعة حكموا مائة وثلاث سنوات، في حين حكم الأربعة عشر سُلطانًا الباقون تسع سنوات فقط. أمَّا هؤلاء السلاطين التسعة الذين ارتبط بهم تاريخ دولة المماليك الشراكسة فهم: برقوق وفرج وشيخ وبرسباي وجقمق وإينال وخشقدم وقايتباي وقانصوه الغوري. وكثيرٌ من أولئك السلاطين عُرفوا بِحُبهم الأدب ومجالس العلم، كما عُرف بعضُهم بِالتقوى والورع. ولا شكَّ في أنَّ البلاد قاست كثيرًا في عهد المماليك الشراكسة من جرَّاء المُنازعات المُستمرَّة بين طوائف المماليك، وما كان ينجم عن تلك المُنازعات من حوادث وقتال في الشوارع، ممَّا أوجد جوًا من القلق وعدم الاستقرار في القاهرة بِوجهٍ خاص. وزاد من شدَّة البلاء أنَّ السلاطين عجزوا في ذلك العصر عن كبح جماح مماليكهم ممَّا جعلهم لا يجدون وسيلةً لِلاحتفاظ بِمراكزهم سوى ضرب طوائف بعضها ببعض، وبِذلك يخلوا الجو لِلسُلطان ومماليكه فيُعيثون في الأرض فسادًا. على أنَّهُ يُلاحظ أنَّ سلاطين الدولة الشركسيَّة عملوا دائمًا على حصر تلك المُنازعات داخل دائرة داخليَّة بحتة، بحيث لم يُمكنوا قُوَّة خارجيَّة من التدخُّل في شؤون البلاد أو الانتقاص من سيادتها، على أنَّ ذلك لم يحل دون تطلُّع عامَّة المُسلمين - في أواخر هذا العهد - إلى العُثمانيين كمُنقذين ومُخلِّصين.

#### عهد السُلالة البرقوقيَّة

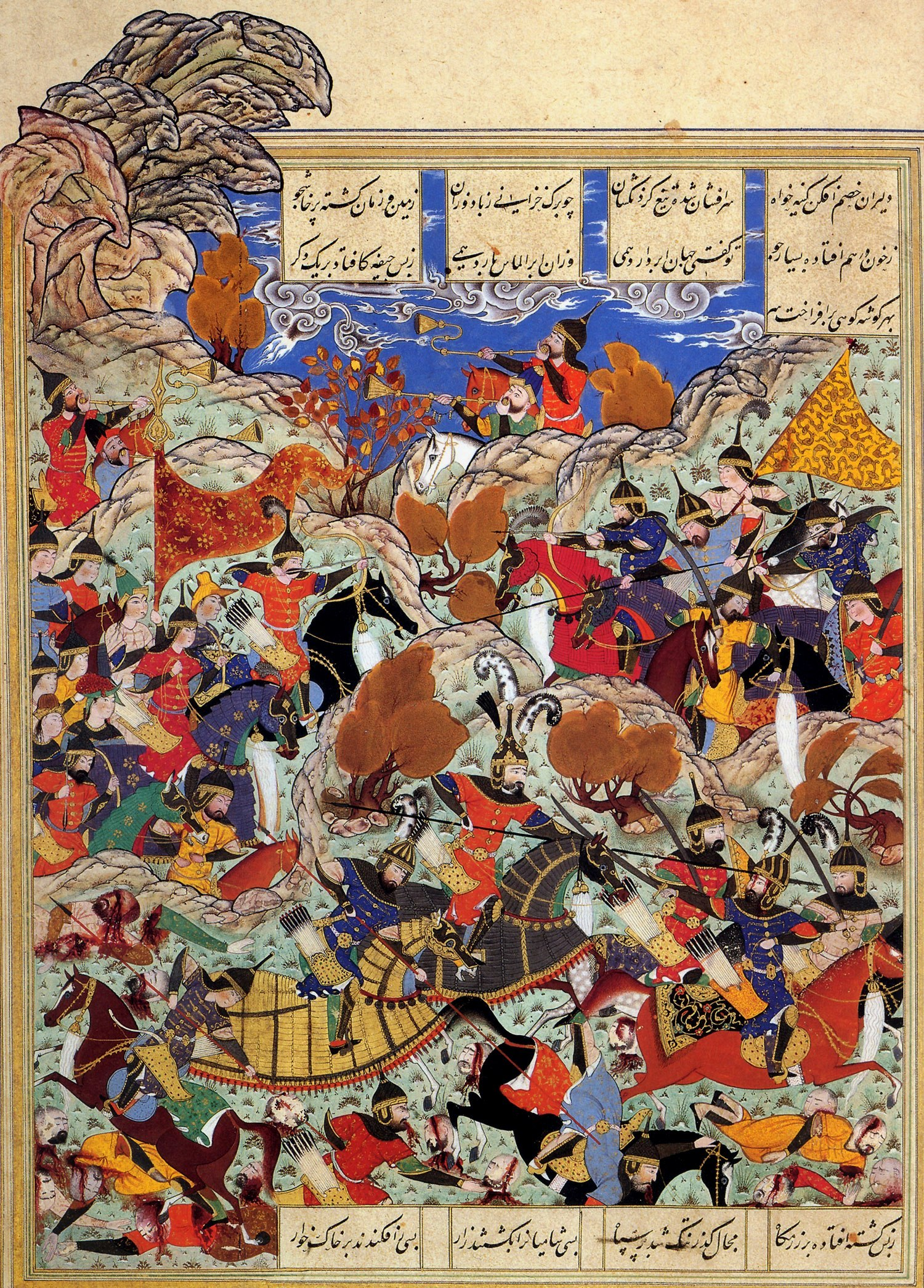
اشتباك الجيشين المملوكي والمغولي التيموري في معركةٍ على أطراف دمشق.

لم يمضِ على قيام برقوق في السلطنة عامٌ واحد حتَّى حُبكت مُؤامرة لِعزله وإحلال الخليفة العبَّاسي أبو عبد الله مُحمَّد المُتوكِّل على الله بدله. ولكنَّ برقوق اكتشف المُؤامرة بفضل ما بثَّهُ من العُيون والجواسيس، فكُشِف أمرُ المتآمرين وكان أغلبهم من المماليك البحريَّة التُرك، فتخلَّص من بعضهم بالنَّفي وطرد آخرين من وظائفهم، ثُمَّ عزل الخليفة المُتوكِّل وأحلَّ محله خليفة آخر هو أبو حفص عُمر بن إبراهيم الذي لُقِّب بِـ«الواثق بِالله». على أنَّ هذه الإجراءات التي قام بها برقوق لم تنفع في حمايته من المُؤامرات المُتصلة التي دبَّرها خُصومه ضدَّه، حتَّى انتهى الأمر سنة 791هـ المُوافقة لِسنة 1389م بِقيام ثورة في شمال الشَّام كان من نتيجتها زحف الثُوَّار على القاهرة والقبض على برقوق ونفيه إلى الكرك. ولكنَّ النزاع لم يلبث أن اشتدَّ بين قائدا الثورة، وهُما الأميران «منطاش» نائب ملطية و«يلبغا الناصري» نائب حلب، ممَّا أعطى برقوق فُرصة لاسترداد مكانته، فهرب من الكرك وجمع جيشًا بِالشَّام، وأنزل هزيمة بِأعدائه عند صرخد سنة 792هـ المُوافقة لِسنة 1390م، ثُمَّ دخل القاهرة ظافرًا حيثُ رحَّب به الأهالي واستقبلوه استقبالًا حافلًا، والتفَّ الناسُ حوله لما رأوا من سوء تدبير منطاش وتعسُّفه. وقد قضى برقوق العامين التاليين في إخضاع بقايا الثُوَّار في الشَّام، ولم يكد يفرغ من ذلك حتَّى داهم الدولة المملوكيَّة خطر المغول مُجددًا، هذه المرَّة بزعامة قائد جبَّار هو تيمورلنك. وكان تيمورلنك قد استولى على بغداد سنة 795هـ المُوافقة لِسنة 1393م، واستولت جُيُوشهُ على بعض المناطق الداخلة ضمن نطاق السلطنة المملوكيَّة - مثل ماردين - ممَّا جعل السُلطان برقوق يحس بِذلك الخطر ويعمل بِسُرعة على تلافيه. وكان أن استطاع برقوق أن يعمل حلفًا سريعًا بين القوى الإسلاميَّة التي أحسَّت بِخطر تيمورلنك في الشرق الأدنى، مثل الإمارة الآرتينيَّة والقبيلة الذهبيَّة والسلطنة العُثمانيَّة. ولم يلبث تيمورلنك أن أرسل رسالة إلى مصر يطلب فيها من برقوق تسليمه البلاد، وأرفقها بِخطابٍ من التهديد والوعيد، فامتنع برقوق عن الاستجابة لِمطالب تيمور، وردَّ عليه بنفس أُسلوبه وطرد رُسله من القاهرة، وأخذ يستعد لِحرب المغول، ولكنَّ المنية عاجلته فمات سنة 801هـ المُوافقة لِسنة 1399م قبل الشُروع في الحرب، فترك ذلك لابنه الناصر فرج. وقد خرج السُلطان فرج إلى الشَّام سنة 803هـ المُوافقة لِسنة 1400م؛ لِمُحاربة تيمورلنك الذي كان قد عاد وخرَّب حلب وزحف على دمشق، فوقع بين الجيشين بعض مُناوشات بِالقُرب من دمشق كان الغلب فيها للمماليك، فطلب تيمورلنك من السُلطان الصُلح فأجابه إليه. وبينما هُم يتفاوضون أثار مماليك السُلطان فتنة في المُعسكر، وتسللوا منهُ راجعين إلى مصر بِغرض عزل السُلطان وإقامة غيره كما قيل، فخشي السُلطان على منصبه وعلى حياته، واضطرَّ أن يعود مع بقيَّة مماليكه مُسرعًا إلى القاهرة، وترك دمشق يُدافع عنها أهلها، فدخلها تيمورلنك وفعل الفظائع بِالنَّاس كما فعل بِحلب من قبل. وبعد ذلك بِفترةٍ قصيرة هُزم السُلطان العُثماني بايزيد بن مُراد أمام جحافل المغول في أنقرة، وعندما سمع السُلطان فرج بِأخبار هذه الهزيمة رضخ لِلشُروط التي تقدَّم بها تيمورلنك، فأطلق سراح من كان لديه من أسرى، ورضي أن يسك العملة باسم تيمور، لكنَّ الأخير لم يلبث أن مات سنة 808هـ المُوافقة لِسنة 1405م دون أن يتحقق حلمه في ضم مصر إلى ممالكه. أمَّا السُلطان فرج فقد خسر مكانته في نُفُوس المُعاصرين نتيجة رُضوحه لِطلبات المغول وتقاعسه عن نجدة دمشق، فخلعه المماليك سنة 808هـ المُوافقة لِسنة 1405م، وولُّوا أخاه، ثُمَّ استطاع أن يعود إلى المُلك فخرج في عدَّة غزوات إلى الشَّام؛ لِتوطيد سُلطته، وإخضاع الثائرين من الأُمراء، لكنَّ سُوء خُلقه وقلِّة تديُّنه وتنكيله بِمماليك أبيه واستغلاله منصبه جعلت الخليفة والعُلماء يُفتون بِضرورة قتله، فاغتيل بِدمشق سنة 815هـ المُوافقة لِسنة 1412م.

#### ما بعد السُلالة البرقوقيَّة

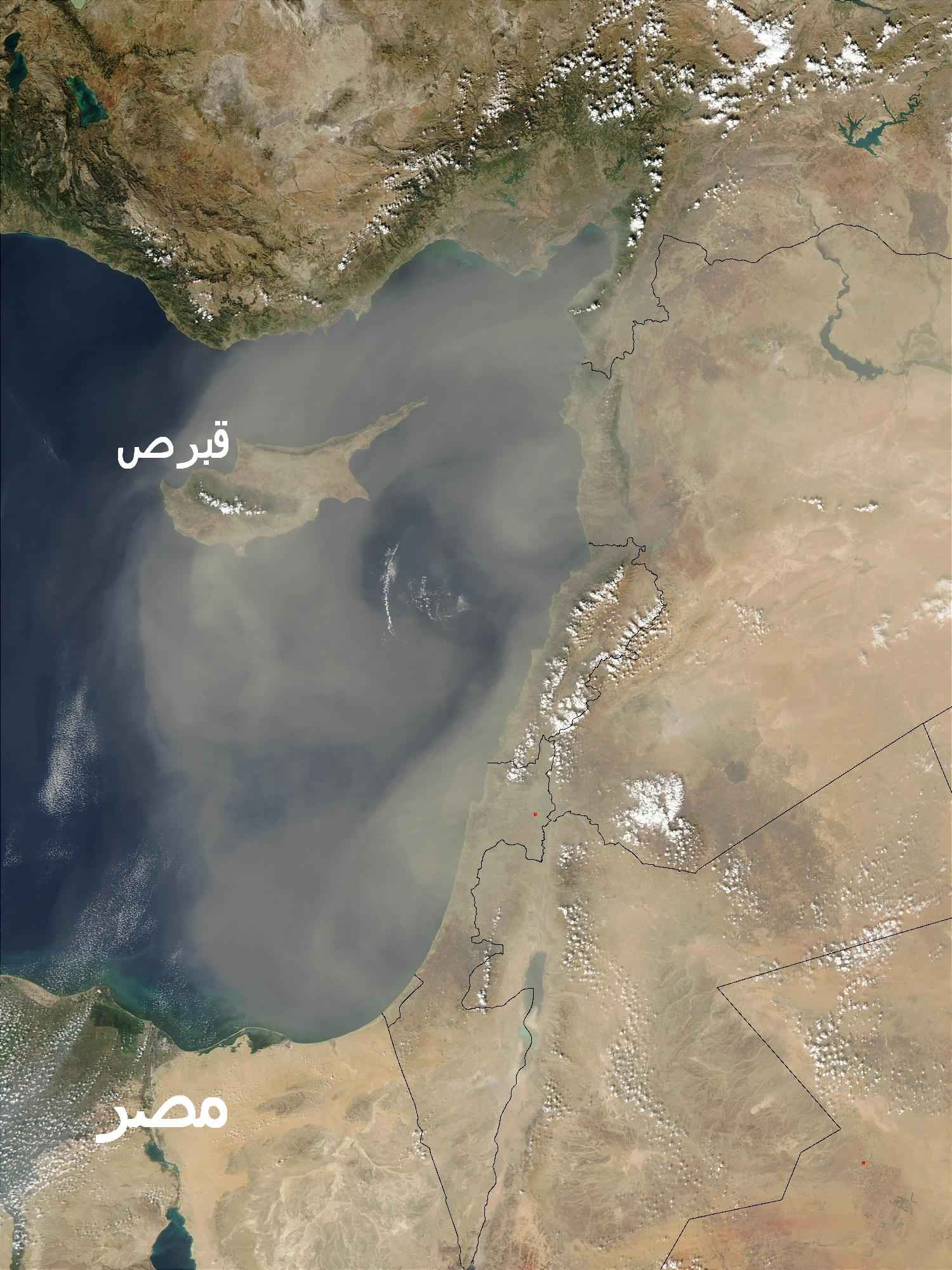
خريطة ساتليَّة تُظهر موقع قبرص ومصر. اعتُبرت قبرص مفتاح مصر، ولذلك مصدر التهديد الأوَّل لِبلاد المُسلمين نظرًا لاحتضانها بقايا الصليبيين الذين كانوا يرغبون بالانتقام من المماليك الذين قضوا على مُلكهم بِالشَّام.

بعد مقتل الناصر فرج بن برقوق، عُهد بِالسلطنة إلى الخليفة العبَّاسي أبو الفضل العبَّاس المُستعين بِالله، ريثما تنجلي الأُمور وينتخب المماليك أحد أُمرائهم سُلطانًا. وبعد مضيّ خمسة شُهور فاز الأمير شيخ المحمودي في حلبة المُنافسة بينه وبين أميرٍ آخر يُدعى «نوروز»، فتولَّى منصب السلطنة بعد أن تلقَّب بِلقب المُؤيَّد. ساءت حالة الناس في عهد المُؤيَّد شيخ نتيجة عدم قُدرته السيطرة على مماليكه، ممَّا سبَّب أضرارًا جسيمةً لِلأهالي الآمنين. وقد خلف المُؤيَّد شخ ابنه أحمد سنة 825هـ المُوافقة لِسنة 1421م تحت وصاية الأمير طُطُر، ولم يلبث بعد أشهر أن تولَّى طُطُر نفسه السلطنة لِفترةٍ قصيرة، فخلفه ابنه مُحمَّد الذي لبث في الحُكم عدَّة أشهُر تحت وصاية الأمير برسباي. وفي سنة 825هـ المُوافقة لِسنة 1422م انتزع برسباي السلطنة لِنفسه وتلقَّب بِالسُلطان الأشرف. قاسى الناس كثيرًا خِلال سلطنة برسباي التي امتدَّت نحو ستة عشر عامًا بعد أن أُثقل كاهلهم بِالضرائب الباهظة، وشاعت أنواع الاحتكار في التجارة، إلَّا أنَّهُ لِشدَّة بأس هذا السُلطان لم تحدُث في البلاد فتن في عهده. وقد كان في عهده فتح قبرص، حيثُ صمَّم السُلطان على القضاء على شوكة الصليبيين في قبرص فأرسل حملةً للاستكشاف أغرقت عددًا من سُفن الفرنجة، وعادت بعددٍ من الأسرى، ثُم أرسل حملةً أُخرى دارت بينها وبين الفرنجة معركةً طاحنة قُتل فيها خلقٌ من الصليبيين، ورُفعت راية الإسلام بِقبرص، وعادت الحملة إلى مصر مُحمَّلة بِالغنائم والأسرى، ثُمَّ أرسل حملةً أُخرى، وكانت الحملة القاضية، واستطاعت جُيُوش برسباي أن تُلحق هزيمة ساحقة بالصليبيين، ودخل المسلمون مدينة الأُفقسيَّة (نيقوسية) فصلُّوا الجُمُعة في كنيستها، وأصبحت قبرص جُملةً من بلاد المُسلمين. وقد بالغ برسباي في فرض الضرائب على سُفن الأجانب، حتى ضجَّ هؤلاء، وهمَّت فرنسا باستدعاء جميع تُجَّارها من مصر، فخاف على تجارة البلاد من الكساد فنظر في مطالبهم، وفي سنة 841هـ المُوافقة لِسنة 1438م مات برسباي ووُلِّي من بعده ابنه الفتى، الذي لم يستطع أن يحتفظ بِالعرش أمام نُفُوذ أقوى الأُمراء عندئذٍ وهو جقمق، الذي تولَّى السلطنة بعد قليل. وكان حُكم جقمق مُعتدلًا إذا قيس بِحُكم برسباي، كما عُرف عن جقمق تديُّنه وورعه، فحرَّم المعاصي وشُرب الخُمُور. وفي عهد جقمق تحسَّنت العلاقات بين دولة المغول التيموريَّة والدولة المملوكيَّة، وتبادل الطرفان السُفراء، كما غزا المُسلمون جزيرة رودس دون أن يتمكنوا من فتحها. وبعد وفاة جقمق تولَّى عدَّة سلاطين لم يكن لهم ذكرٌ مُهم في التاريخ، حتى وُلِّي الأشرف قايتباي من سنة 872هـ المُوافقة لِسنة 1468م إلى سنة 902هـ المُوافقة لِسنة 1496م، وهو أطول سلاطين هذه الدولة حُكمًا، وكان شُجاعًا قويًّا يُحبه قادة الجيش، كما كان مُحبًا لِلعمارة، ولم يُضارع عصره في المباني المملوكيَّة جمالًا سوى عصر الناصر مُحمَّد بن قلاوون.

#### تردِّي العلاقة مع العُثمانيين وبُرُوز الخطر الصفوي

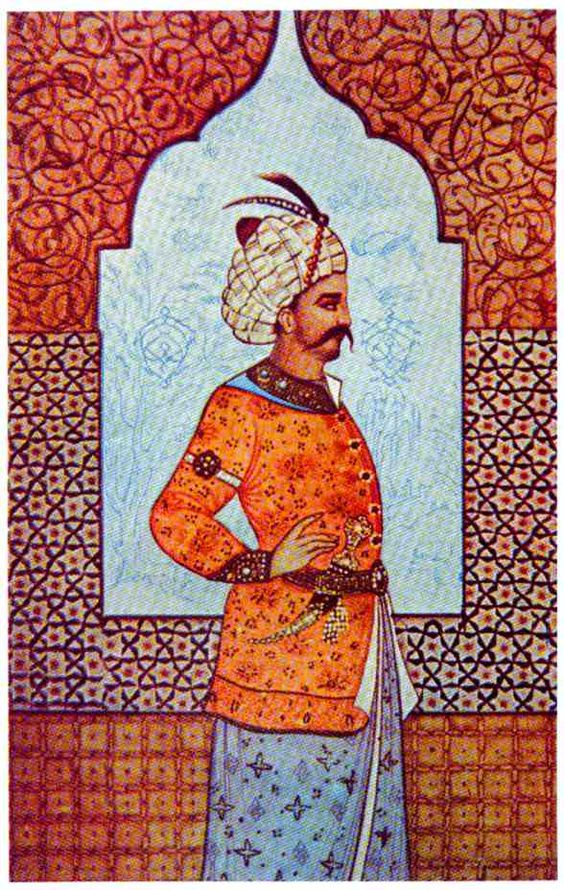
الشاه إسماعيل بن حيدر الصفوي، ظهر على الساحة السياسيَّة والعسكريَّة في أواخر العصر المملوكي وشكَّلت دعوته خطرًا كبيرًا على الدولة.

امتازت العلاقات العُثمانيَّة المملوكيَّة بِالود والتقارب الشديدين، مُنذُ أن قامت الدولة العُثمانيَّة وأخذت على عاتقها فتح بلاد البلقان ونشر الإسلام في رُبُوعها، وخطب السلاطين العُثمانيين ودَّ السلاطين المماليك باعتبارهم زُعماء العالم الإسلامي والقائمين على حماية الخِلافة الإسلاميَّة، واعترفوا لهم بِالأولويَّة السياسيَّة والدينيَّة، بينما خطَّطوا لِأنفُسهم دورًا مُتواضعًا هو دور البكوات حُماة حُدود ديار الإسلام. هذا وقد ظلَّ المماليك ينظرون إلى تحرُّكات العُثمانيين الجهاديَّة كجُزءٍ من المسألة الإسلاميَّة العامَّة. ولمَّا فتح العُثمانيُّون القُسطنطينيَّة سنة 857هـ المُوافقة لِسنة 1453م، اعتبر المماليك ذلك نصرًا عظيمًا لِعامَّة المُسلمين، واحتُفل في القاهرة بِهذا الحدث الجلل احتفالًا رائعًا، فزُينت الأسواق والحارات، وأوقدت الشُمُوع في الشوارع والمآذن، ودُقَّت البشائر السُلطانيَّة في قلعة الجبل عدَّة أيَّام، وعمَّ السُكَّان الفرح. شكَّل فتحُ القُسطنطينيَّة الحد النهائي لِلعلاقات الوديَّة بين المماليك والعُثمانيين، فعند ذلك طُويت صفحة العلاقات الجيِّدة بين الدولتين وفُتحت صفحة جديدة سادها العداء بِفعل تصادم المصالح، لا سيَّما بعد أن أوقف العُثمانيُّون فُتُوحاتهم في شبه جزيرة البلقان، وتحوَّلوا إلى آسيا الصُغرى لاستكمال ضمِّها إلى مُمتلكاتهم في سبيل تسهيل تمويل حملاتهم الذاهبة إلى إيران لِمُحاربة الصفويين الذين كانوا قد فرضوا التشيُّع على الإيرانيين وأخذوا يُحاولون التمدد نحو الأناضول والعراق لِنشر مذهبهم. ونتيجةً لِضم العُثمانيين لِلجزيرة الفُراتيَّة، فُتح الباب أمامهم لِلتمدُّد باتجاه الأراضي العربيَّة لِتأمين خُطُوط استراتيجيَّة جديدة في الشَّام والعراق تصل إلى المُحيط الهندي. ويرتبط بِهذه القاعدة ضم الأراضي المملوكيَّة، وموانئ قيليقية، لِأنَّ من شأن ذلك أن يُوفِّر لهم طريقًا بحريًّا يُسهِّل عليهم تمويل حملاتهم سالِفة الذِكر. جرت بين العُثمانيين والمماليك بضعة وقعات ما بين سنتيّ 888 و896هـ المُوافقة لِما بين سنتيّ 1483 و1491م نتيجة الخِلافات الحُدوديَّة، وانتهت بِعقد اتفاقيَّة سلام بين الدولتين بِوساطة السُلطان الحفصي أبي يحيى زكريَّاء بن يحيى، إلَّا أنَّ بُرُوز القُوَّة الصفويَّة الشيعيَّة على المسرح السياسي في أوائل القرن السادس عشر الميلادي، جعل العلاقة بين العُثمانيين والمماليك تدخل في طورٍ جديد. ففي سنة 913هـ المُوافقة لِسنة 1507م هاجم الشاه إسماعيل بن حيدر الصفوي مناطق الحُدود الشماليَّة الشرقيَّة الفاصلة بين دولته وبين دولة المماليك، مُستغلًا الظُروف الاقتصاديَّة الصعبة التي كانت مصر والشَّام تمُرُّ بها آنذاك، فهاجم ملطية لكنه فشل في احتلالها، وفي سنة 918هـ المُوافقة لِسنة 1512م عاود الصفويُّون الكرَّة على المماليك، فدخلوا حُدود دولتهم حتَّى وصلوا إلى البيرة. ورفض الشاه إسماعيل الدُخُول في مُفاوضات مع السُلطان المملوكي من أجل تبريد الجبهة، وحصل في تلك الفترة أن تُوفي السُلطان العُثماني بايزيد الثاني - الذي لم يُقدِّر خُطورة أطماع الصفويين - واعتلى ابنه سليم العرش، الذي كان واعيًا ومُدركًا لِلخطر الصفوي، وقد عقد العزم على استئصال هذا الخطر قبل أن يستفحل. كان السُلطان المملوكي آنذاك هو قانصوه الغوري، فلمَّا بلغه خبر وفاة بايزيد الثاني حزن حُزنًا شديدًا وبكى عليه، ثُمَّ صلَّى عليه صلاة الغائب في القلعة، كما صلَّى الناس عليه بعد صلاة الجُمُعة في الجامع الأزهر وجامع الحكم بن طولون.

#### نهاية السلطنة المملوكيَّة

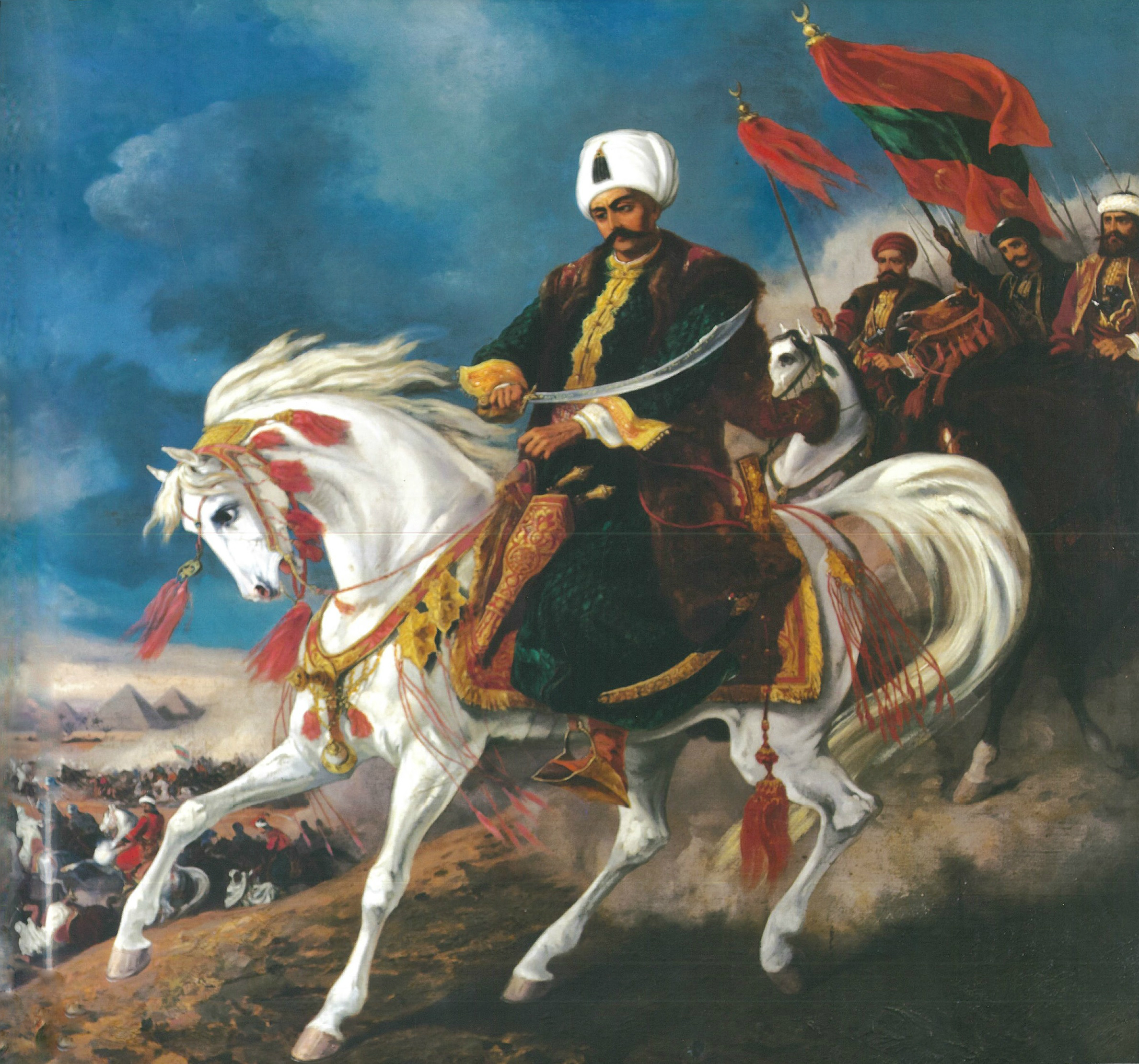
«»، لوحة تُمثِّلُ مسير السُلطان سليم العُثماني إلى مصر في سبيل ضمِّها إلى الممالك العُثمانيَّة بعد أن شاخت الدولة المملوكيَّة.

كان كُل انتصار يُحققه العُثمانيُّون على الصفويين، يعني هزيمةً قاسيةً لِلمماليك، ويُؤدي إلى الانتقاص من هيبتهم بِصفتهم سلاطين المُسلمين وحُماة الخِلافة، كما أنَّ تهديد الصفويين لِكليهما لم يُخفف مُطلقًا من التناقُضات بينهما، فتصرَّفت كُل دولة بِمعزلٍ عن الأُخرى. وفي 2 رجب 920هـ المُوافق فيه 23 آب (أغسطس) 1514م انتصر العُثمانيُّون على الصفويُّون في معركة چالديران وردُّوهم على أعقابهم إلى إيران، فكانت تلك مُفاجأة غير مُتوقعة لِلمماليك، فلم يبتهجوا لِهذا الانتصار، وخاب أمل السُلطان قانصوه الغوري الذي كان يود أن يقوم بِدور الوسيط بين العُثمانيين والصفويين لِيُوجِّه السياسات العامَّة في المنطقة لِصالح الحُكم المملوكي. وكان السُلطان الغوري يُدرك تمامًا أنَّ المُنتصر من الجانبين سيعمل على تصفية الموقف في المشرق العربي بِالاصطدام بِالمماليك، ومن ثُمَّ كان عليه أن يتخذ موقفًا من التطوُّرات السياسيَّة والعسكريَّة السريعة، فرأى أن يلتزم الحياد تاركًا الدولة العُثمانيَّة وحيدة في مُواجهة الصفويين دون تبصُّرٍ بنتائج ما قد يقوم به الشاه إسماعيل في حال انتصاره من أعمالٍ عُدوانيَّةٍ مُتزايدةٍ ضدَّ المماليك. وحاول السُلطان سليم استقطاب الغوري إلى جانبه، فأرسل بعثةً عُثمانيَّةً إلى القاهرة وصلتها في شهر ربيع الآخر سنة 920هـ المُوافق فيه شهر أيَّار (مايو) سنة 1514م، حاملةً اقتراحًا بِعقد تحالف بين العُثمانيين والمماليك لِمُحاربة الصفويين، لكنَّ المماليك رفضوا الاقتراح وتمسَّكوا بِسياستهم، مع تفضيل اتخاذ موقف الانتظار. اعتبر العُثمانيُّون سياسة المماليك هذه مظهرًا من مظاهر العداوة، وأخذوا يعتبرونهم العدو الرئيسي، وسعى السُلطان سليم لِإيجاد سببٍ لِفتح باب الحرب مع الدولة المملوكيَّة والقضاء عليها في سبيل توحيد الجبهة الإسلاميَّة السُنيَّة في مُواجهة الصفويين في إيران، ومُواجهة الخطر الپُرتُغالي المُتزايد في البحار الإسلاميَّة كذلك، فبادر السُلطان سليم إلى الاستيلاء على إمارة ذي القدر التُركمانيَّة الأناضوليَّة المشمولة بِحماية المماليك، والتي تقع على الحدود بين الدولتين المملوكيَّة، والعُثمانيَّة، كما استغلَّ تطلُّع شُعُوب المشرق العربي إلى العُثمانيين كمُنقذين من الحُكم المملوكي الذي أصبح مُتعسفًا، لِيتقرَّب من عامَّة الناس. بِالمُقابل، أزعج ضم سليم الأوَّل إمارة ذي القدر، قانصوه الغوري، فاعتبر تصرُّفهُ هذا بِمثابة إعلانٍ لِلحرب، وقرَّر أن يستعيد هيبته في المنطقة، فنادى بالتعبئة العامَّة، لكنَّهُ قوبل بِعرقلة الناس في مصر لِتدابير التعبئة هذه، وبِميل الناس إلى العُثمانيين، حتَّى أنَّ صُنَّاع الأسلحة أقفلوا دور صناعتهم، وتعالت في الشوارع التهديدات والشتائم المُوجَّهة ضدَّ السُلطان، وانخفضت درجة الانضباط في الجيش بِشكلٍ كبير، ورفض الجُنود المسير لِقتال العُثمانيين قبل حُصولهم على المال والمُكافآت واللُحوم، وأخذوا في التمرُّد وعاثوا فسادًا في الشوارع. أمَّا في الشَّام فقد أخذت المناطق الشماليَّة تخرج عن طاعة المماليك وتنضم طوعًا إلى العُثمانيين، وبدأ كثيرٌ من الأمراء يتعاطفون مع العُثمانيين ويُقيمون العلاقات السريَّة معهم. نتيجةً لِهذه العوامل أيقن السُلطان الغوري أنَّهُ غير مُستعد لِخوض غمار حربٍ كبيرة ضدَّ العُثمانيين الأقوياء، لكنَّ إصرار السُلطان سليم على الحرب جعل الغوري يُحاول التحالف مع الصفويين ضدَّ العدو المُشترك. وما أن بلغت أخبار هذه المُحاولة مسامع السُلطان سليم حتَّى اعتبر أنَّ الغوري طعن الدولة العُثمانيَّة وأهل السُنَّة والجماعة من الخلف، فأعلنهُ بِالحرب مُتهمًا إيَّاه بِخيانة العالم الإسلامي.

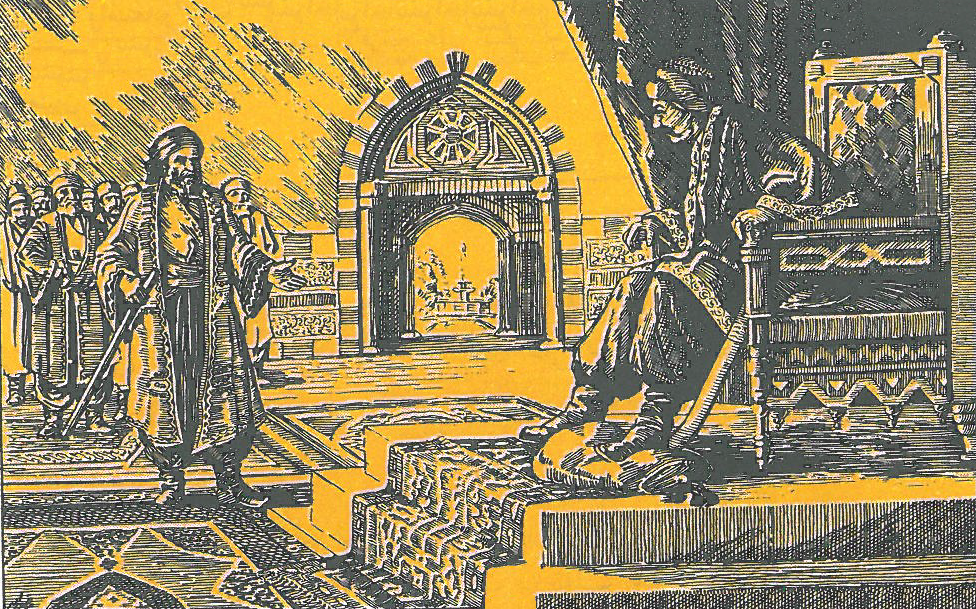
وفدٌ من أُمراء جبل لُبنان يتقدُّمهم أمير الشوف فخر الدين المعني الأوَّل يُهنؤون السُلطان سليم بانتصاره على المماليك، في دمشق.

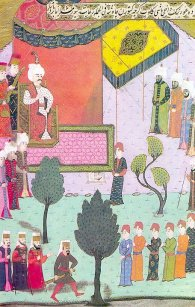
السُلطان سليم يجلس في سرادقه ببولاق أثناء حملته على مصر، وقد أحاط به الجُند والقادة والوُزراء.

خرج السُلطان قانصوه الغوري من مصر إلى الشَّام لِلقاء العُثمانيين والحيلولة دون سيطرتهم على البلاد، فالتقى الجمعان عند مرج دابق شماليّ حلب، حيثُ دارت بينهما معركةٌ هائلة في 25 رجب 922هـ المُوافق فيه 8 آب (أغسطس) 1516م، أفضت إلى هزيمة المماليك، وانتصار العُثمانيين، ومقتل السُلطان الغوري نفسه. وعمَّت الفوضى في صُفوف الجيش المملوكي، فالتحق قسمٌ من المماليك بِالعُثمانيين في حين لاذ الباقون بِالفرار إلى مصر. استثمر السُلطان سليم انتصاره هذا وضمَّ عينتاب وحلب وحماة وحِمص ودمشق وبيت المقدس وغيرها، وكان السُكَّان يحتفلون بِمقدمه بِصُورةٍ لم يألفها أيُّ سُلطانٍ عُثمانيٍّ من قبل. انتخب المماليك - بعد مقتل قانصوه الغوري - طومان باي خلفًا له، فعرض عليه السُلطان سليم مُجددًا أن يعترف المماليك بِسيادة العُثمانيين، ودفع خراج سنوي لهم، فأبى طومان باي، فبرز إليه سليم، فانهزم طومان باي على حُدُود الشَّام الجنوبيَّة وانسحب بسُرعةٍ إلى مصر، فتتبعه السُلطان سليم حتَّى مدينة القاهرة. اتخذ المماليك رباطهم الأخير في قرية الريدانيَّة، وهي قريةٌ صغيرة تقع على الطريق المُؤدية إلى القاهرة، وفي 29 ذي الحجة 922هـ المُوافق فيه 22 كانون الثاني (يناير) 1517م، دارت بين الجيشان معركة هائلة انتصر فيها العُثمانيون بِرُغم الدفاع المُستميت لِلمماليك، ووقع طومان باي أسيرًا في يد العُثمانيين؛ بسبب خيانة أحد أتباعه له، فعامله السُلطان سليم بدايةً مُعاملةً كريمة، لكنَّهُ أذعن في النهاية لِإلحاح بعض القادة والأُمراء، فأمر بِإعدامه، فشُنق على باب زويلة وبِمقتل طومان باي سقطت الدولة المملوكيَّة، وأصبحت الديار المصريَّة والشَّاميَّة جُزءًا من الدولة العُثمانيَّة. وفيما كان السُلطان سليم في القاهرة، قدَّم إليه شريف مكَّة مفاتيح الحرمين الشريفين كرمزٍ لِدُخول الحجاز تحت جناح الدولة العُثمانيَّة، وبعد عودته إلى عاصمة مُلكه إسلامبول، بُويع بِالخلافة الإسلاميَّة بعد أن تنازل له عنها آخر خُلفاء بني العبَّاس مُحمَّد بن يعقوب المُتوكِّل على الله. وقد قام المُؤرِّخ والشَّاعر ابن إيَّاس بِرثي الدولة المملوكيَّة في قصيدةٍ طويلةٍ جاء في مطلعها:

## السياسة والإدارة

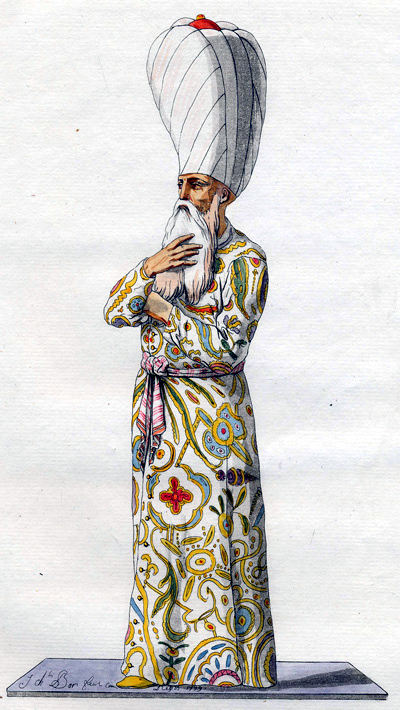
رسمٌ مُعنون:.

### السلطنة
تزعَّم دولة المماليك سُلطانٌ لم يتولَّ الحُكم نتيجةً لِحقٍ شرعيٍّ موروث، وإنما رشَّحتهُ قُوَّته ومواهبه وكثرة مماليكه لِتولِّي ذلك المنصب. فإذا تُوفي السُلطانُ القائم أُتيحت الفُرصة لِأقوى الأُمراء أن يخلفه في الحُكم. ورُبما رأى ذلك الأمير أنَّ الظُرُوف غير مُواتية وأنَّ هُناك من زُملائه الأُمراء من يُنافسه، فيلجأ في تلك الحالة إلى تعيين ابن السُلطان المُتوفى مكان أبيه، لا اعتقادًا من المماليك في أحقيَّة ذلك الابن، ولكن كحلٍّ مُؤقت حتَّى يتجلَّى الموقف، وعندئذٍ يسهل على أقوى الأُمراء عزله واعتلاء عرش السلطنة بدله. ومع أنَّ سُلطان المماليك تمتَّع بِنُفُوذٍ واسعٍ في الدولة، وبخاصَّةً فيما يتعلَّق بِبعض الأُمراء وملأ المناصب الكُبرى في الدولة، وتوزيع الإقطاعات، إلَّا أنَّهُ لم يستغنِ في أحوالٍ كثيرةٍ عن استشارة كِبار رجال الدولة في مهام الأُمُور، وبِخاصَّةً في المسائل المُتعلِّقة بِشن الحرب أو عقد السِّلم. ولِذلك وُجد في عصر المماليك مجلس المشورة الذي كان يُعقد بِرآسة السُلطان أو من يقوم بِالوصاية عليه، وعُضويَّة أتابك العسكر والخليفة العبَّاسي والوزير وقُضاة المذاهب الأربعة وأُمراء المئين وعددهم أربعة وعشرين أميرًا. هذا مع مُلاحظة أنَّ السُلطان لم يكن مُلزمًا بِدعوة مجلس المشورة أو الأخذ بِرأيه، وإنما تُرك ذلك لِرغبة السُلطان ومشيئته. وقد وُجد إلى جانب سُلطان المماليك عددٌ من كِبار المُوظفين، مُهمتهم مُساعدته في شُؤون الحُكم والإدارة. وعلى رأس هؤلاء المُوظفين الكِبار: نُوَّابُ السلطنة؛ والأتابك، وهو القائد العام لِلجيش المملوكي، وقد أتاحت لهُ وظيفته التمتُّع بِنُفُوذٍ كبيرٍ في الدولة؛ والوزير الذي تضاءلت وظيفته في عصر المماليك نتيجةً لِوُجُود نائب السلطنة، بِحيثُ لم تتعدَّ اختصاصاته تنفيذ تعليمات السُلطان ونائب السلطنة والإشراف على شُؤون الدولة الماليَّة. أمَّا الإدارة المحليَّة في المُدن والأقاليم فقد تولَّى الإشراف عليها عددٌ كبيرٌ من الوُلاة اختيروا دائمًا من بين الأُمراء. بِالإضافة إلى الشؤون السياسيَّة والإداريَّة، كانت إحدى مهام السُلطان المملوكي تتمثل في كسوة الكعبة وتعيين أمير الحج لِلإشراف على راحة وسلامة الحُجَّاج. وأوَّل من كسى الكعبة من سلاطين المماليك كان شجر الدُّر، التي أخذت معها كسوة الكعبة أثناء سفرها لِلحج، وسار على نهجها من تلاها من السلاطين.

### الخِلافة الإسلاميَّة
رُغم أنَّ المماليك أعادوا إحياء الخِلافة الإسلاميَّة بعد سُقُوط خِلافة بغداد، ونقلوا مقر الخليفة إلى القاهرة، إلَّا أنَّ نظام الخلافة كان في هذا العصر مُصطنعًا إلى حدٍ كبيرٍ، إذ كان الخليفة العبَّاسي يُفوِّضُ السُلطان المملوكي في كافَّة أُمُور الحُكم كالولاية والعزل، وتجهيز الجيش، وإعلان الحرب، وإقطاع الإقطاعيَّات وغيرها من الأُمور التي تتصل بِالسُلطة التنفيذيَّة بحيث كان الخليفة العبَّاسي نفسُه يقع في دائرة هذه السُلطة، فلا أمرٌ له ولا نهي ولا نُفُوذ. ومن الأحداث الشهيرة التي تدُلُّ على ذلك، أنَّ أحد الأُمراء المماليك عندما قرأ العهد الذي منحهُ الخليفة أبو الربيع سُليمان المُستكفي بِالله لِلسُلطان بيبرس الجاشنكير ووجد أوَّلهُ: «إِنَّهُ مِن سُلَيمَان وَإِنَّهُ » ردَّ على الفور قائلًا: «وَلِسُلَيمَانَ الرِّيح!!». فلم يكن لِلخليفة العبَّاسي في العصر المملوكي إلَّا سُلطة دينيَّة إسميَّة، ولم يكن له نصيبٌ سوى الدُعاء له على المنابر، وأن يحمل لقب أمير المُؤمنين. ومن مظاهر ضعف الخِلافة العبَّاسيَّة في القاهرة أنَّ الخليفة الذي كان يتحصَّن تجاه السُلطان المملوكي بِسلاح التفويض، لم تكن لهُ سُلطة تعيين نفسه، ولكي يُعيَّن كان عليه أن يحظى بِمُبايعة السُلطان وقُضاة المذاهب الأربعة. من هُنا كان باستطاعة السُلطان أن يعزل الخليفة، بعد استشارةٍ شكليَّةٍ لِلقُضاة الأربعة، وفي هذه الحالة قد يُسجن الخليفة في القلعة، أو يُنفى إلى مدينة قوص بِأقصى الصعيد، كما حصل مع الكثير من خُلفاء بني العبَّاس في القاهرة، وأبرزهم الخليفة المُستكفي بِالله سالِف الذِكر. وكان الخليفة يُختار عادةً في مجلسٍ يضُمُّ السُلطان والقُضاة والأُمراء، ويصحب اعتلاء كُل خليفة منصبه عدَّة مظاهر غايةً في الأُبَّهة والعظمة: من فحص نسبه، وتقليد السُلطان لهُ أمر الخِلافة بِالديار المصريَّة، وأخذ البيعة لهُ من القُضاة والأُمراء وسائر النَّاس. ويُلاحظ أيضًا أنَّ الخِلافة في مصر أصبحت في ذلك العصر منحة يمنحها السُلطان لمن شاء ويصرفها عمَّن يشاء، وذلك لِعدم وُجود ثوابت لِتولية الخُلفاء العبَّاسيين في مصر. فكان أغلبهم يعهد بِالخِلافة لابنه من بعده، ثُمَّ لا يقوم السُلطان بتنفيذ ذلك في أغلب الأحيان، بل يُعيِّن ابن عم الخليفة أو أخًا له بدلًا من الابن. كما كان الأُمراء أنفُسهم يتدخلون في تعيين الخليفة بحال كان السُلطان ضعيفًا.

### نيابة السلطنة

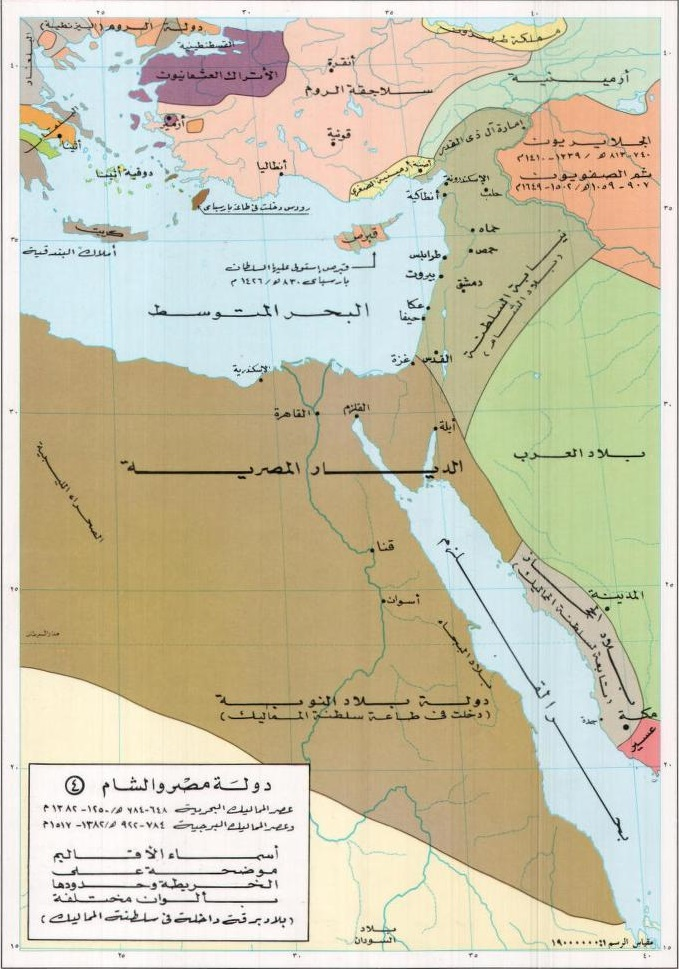
خريطة الدولة المملوكيَّة تظهر فيها نيابات السلطنة في الشَّام.

وصف القلقشندي نائب السلطنة في العصر المملوكي بِأنَّهُ كان «سُلطانًا مُختصرًا، بل هُو السُلطانُ الثاني»، أمَّا مُهمَّة نائب السلطنة فكانت مُساعدة السُلطان أثناء حُضوره، والقيام بِمهامه ومسؤوليَّاته أثناء غيابه. بل كان يُمكن لِنائب السلطنة أن يكون سُلطانًا آخر ـ بِالفعل دون الاسم ـ في حُضور السُلطان إذا فوضَّهُ الأخير بِتصريف شُؤون الدولة دون الرُّجوع إليه، أو إذا كان السُلطان صغير السن لا قُدرة له على القيام بِأعباء السلطنة، فتُلقى تبعتها على نائب السلطنة بِتفويضٍ منه. وكان أبرز نُوَّابُ السلطنة هو نائبُ الحضرة أو النائبُ الكافل وهو مُساعد السُلطان الأيمن في تصريف شُؤون الدولة، ويشترك معهُ في توزيع الإقطاعات ومنح ألقاب الإمارة، ويُقيمُ إلى جانبه في القاهرة. وإذا كان هذا النائب ينوب عن السُلطان في حُضُوره صار لقبه «نائب الحضرة»، أمَّا إذا كان لا يجوز لهُ أن ينوب عن السُلطان إلَّا في غيبته، فيكون لقبه «نائبُ الغيبة» وهو أقل درجة من الأوَّل. وقد وُجد لِلسُلطان نُوَّابٌ في أقاليم الدولة المُختلفة، ففي البلاد الشاميَّة كان هُناك نُوَّابٌ لِلسلطنة في كُلٍ من دمشق وحلب وطرابُلس وحماة وصفد والكرك. وأعلى هؤلاء درجةً هو نائب دمشق الذي أُطلق عليه «نائبُ الشَّام». وهُناك مدينةٌ واحدةٌ في مصر - وهي مدينة الإسكندريَّة - عُيِّن لها نائبُ سلطنة سنة 767هـ المُوافقة لِسنة 1365م. ويبدو أنَّ الخطر الصليبي الذي تمثَّل في حملة بُطرس الأوَّل ملك قبرص على الإسكندريَّة في تلك السنة كان لهُ أثرٌ في ذلك الإجراء الإداري. وفي عصر دولة المماليك الشراكسة وُجد نائبٌ لِكُلٍ من الوجهين البحري والقِبلي مُهمَّته الإشراف على جميع الوُلاة والعُمَّال الذين يقومون بِإدارة شؤون الوجه التابع له.

### القضاء

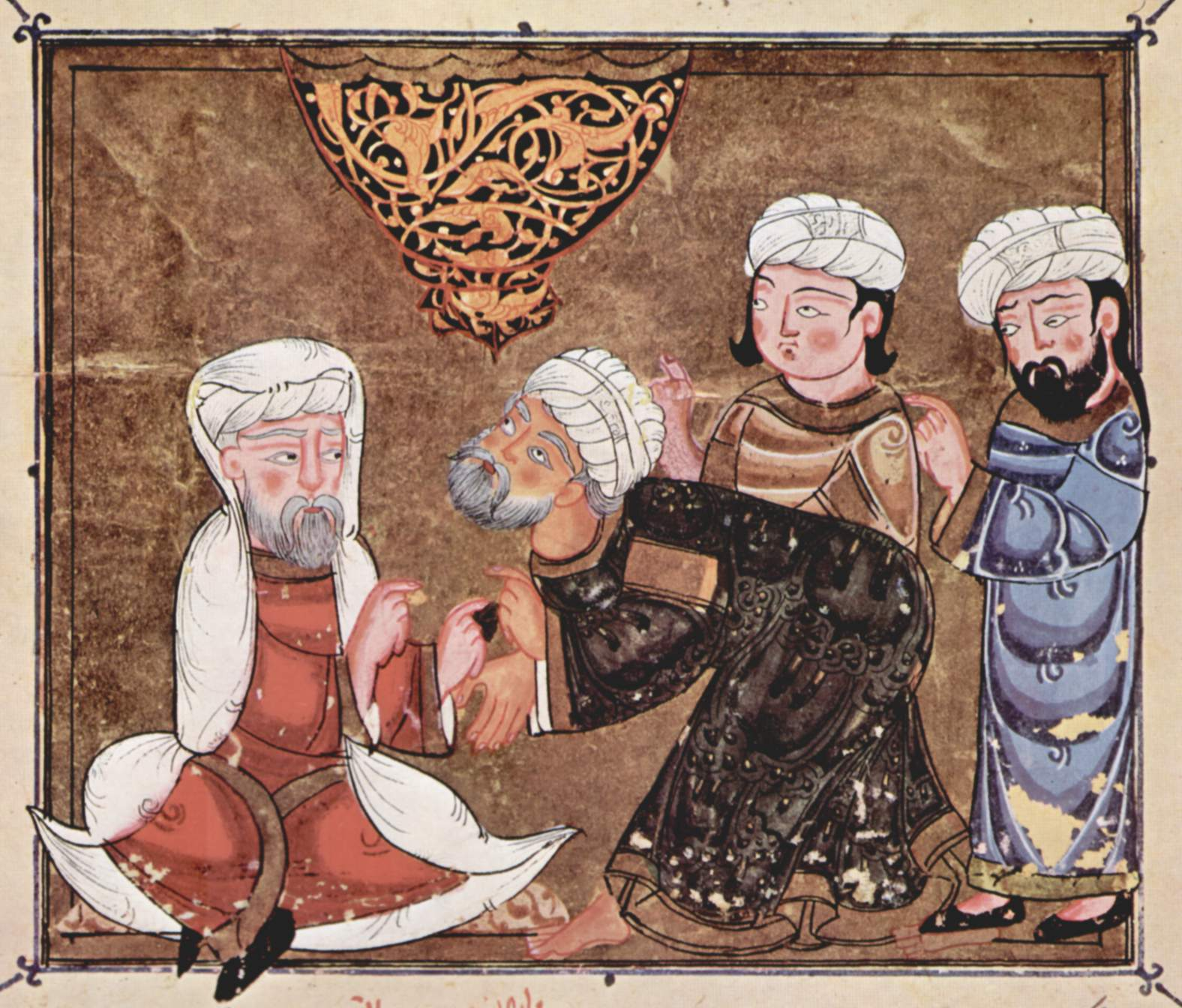
رسم من سنة 1334م يُظهر رجلاً في حضرة قاضي مَعَرَّة النُّعْمَان.

بقيام السلطنة المملوكيَّة استمر المذهب الشافعي كمذهبٍ لِقاضي القُضاة كما هو أيام الأيوبيين، إلى أن جرى أهم تطوُّرٍ في النظام القضائي على يد السُلطان الظاهر بيبرس سنة 663هـ المُوافقة لِسنة 1265م الذي قام بِتحريم أي مذهبٍ عدا المذاهب الأربعة لأهل السنَّة والجماعة (الحنفيَّة، والمالكيَّة، والشافعيَّة، والحنبليَّة)، ذلك أنهُ بعدما تقلَّد ابن بنت الأعز الشافعي منصب قاضي قضُاة مصر سنة 1261م، تأخر البت في القضايا بسبب اختلاف المذاهب مما اضطرَّ قاضي القضاة للتوقف كثيراً في الأحكام التي تُخالفُ المذهب الشافعي، وتُوافق سواه من المذاهب حتى يستفتي فقهاءَها وعلماءَها، فأشار الأمير جمال الدين أيد غدي العزيزي على الظاهر بيبرس بِأن يُولِّي من كُل مذهبٍ قاضياً مُستقلاً يحكم بمُقتضى مذهبه، فأجابه إلى ذلك في اجتماعٍ بدار العدل يوم الاثنين 22 ذي الحجة سنة 663هـ حيثُ قضى رأي السُلطان بتعيين قاضي قُضاةٍ لكل مذهبٍ من المذاهب الأربعة، مع بقاء الرئاسة لقاضي الشافعيَّة، وأضحى لا تُقبل شهادة أحدٍ ولا يُرشَّح لوظائف القضاء أو الخَطابة أو الإمارة أو التدريس إلّا إذا كان من أتباع أحد هذه المذاهب. وسنة 664هـ المُوافقة لِسنة 1266م حذت دمشق حذو القاهرة وأصبح لِكُل مذهبٍ قاضي قُضاةٍ، ثم غدا في كل نيابةٍ من نيابات الشام أربعةُ قُضاةٍ يُمثلون المذاهب الأربعة. واضطرَّ المماليك لِلتهديد باستعمال القوَّة العسكريَّة للقضاء على المذاهب الأخرى، وخاصَّةً رواسب المذهب الإسماعيلي الفاطمي. ولاريب أن لموقف الحشاشين المعادي للنظام والمتعاون مع الصليبيين والمغول دوراً في هذا (وكانت فرقةً سريةً على المذهب الإسماعيلي قامت على اغتيال الساسة والكبراء أواخر العصر العباسي والعصرين الأيوبي والمملوكي، وقضى عليها الظاهر بيبرس).
قام القُضاة في العصر المملوكي بِدورٍ هامٍ في المُجتمع إذ امتدت اختصاصاتهم إلى مُختلف أنواع القضايا المدنيَّة والجنائيَّة، وكانت جلسات المحاكم تُعقد في دُور القضاء، فإن لم تُوجد فإنها تُعقد عادةً في المساجد. كما وُجدت محكمةٌ عُليا تُعقد في دار العدل بِرئاسة السُلطان عُرفت باسم «محكمة المظالم» مُهمتها النظر في القضايا التي اختصَّ السُلطان بِالنظر فيها مُباشرةً أو التي يستأنفها أصحابها أمام السُلطان بعدما يحكم فيها القضاء العادي، أو تلك التي تنشأ بين الحُكَّام والمحكومين. أمَّا رجال الجيش فكان لهم «قُضاةُ العسكر»؛ وهُم مُختصُّون بِشُؤون الجُند وليس لهم ولايةٌ على غيرهم، كما كانوا يفصلون في القضايا الناشبة بين العسكر والمدنيين، وقد جرت العادة أن يصحب قُضاةُ العسكر السُلطانَ في أسفاره. «إن النظر في القضاء كان دوماً موضع رعايةٍ خاصةٍ في الإسلام، وكان يغلب على أصحابه ابتعادهم عن الأهواء التي تَعْتَوِرُ الإدارة المحلية»، 
ومضى الإجراء المتبع في الدولة الإسلامية أن الحاكم العام (الخليفة أو السلطان أو الملك) هو من يعين كبار رجال القضاء ولم يخالفِ المماليكُ هذه السنّة، وكان في هذا حصانةٌ للقضاء ورجاله من الخضوع للتأثيرات المختلفة.

### البريد

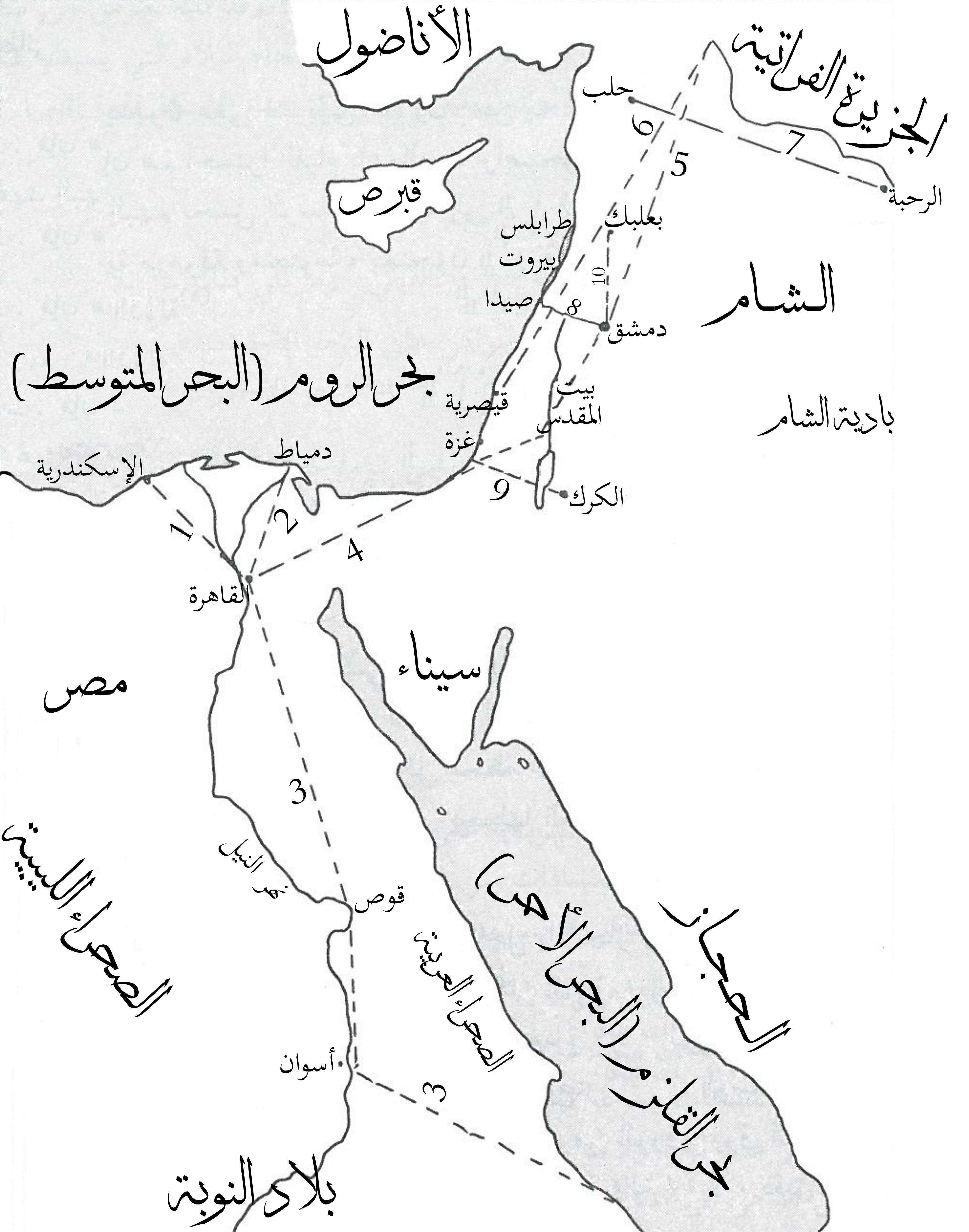
خُطُوط الحمام الزاجل في عصر المماليك انطلاقًا من المركز في قلعة الجبل بِالقاهرة:
- القاهرة - الإسكندريَّة
- القاهرة - دُمياط
- القاهرة - الوجه البحري
- القاهرة - دمشق عن طريق بُلبيس - غزَّة - بيت المقدس
- دمشق - برثة
- دمشق - بعلبك
- دمشق - صيدا
- دمشق - صيدا - بيروت - طرابُلس
- برثة - بيروت - طرابُلس - قيصريَّة
- حلب - الرحبة
- غزَّة - الكرك

تطلَّب تحصين الأطراف والثُغُور إيجاد وسيلة نقل سريعة لِربط قلعة القاهرة بِسائر أنحاء البلاد بِهدف تلقِّي الأخبار وإصدار الأوامر. وكان أوَّل من تنبَّه إلى ذلك هو الظاهر بيبرس، فوضع نظامًا خاصًا لِلبريد لِما لهُ من منفعة، وربط بِواسطته جميع أنحاء البلاد التي يحكُمها بِشبكةٍ من خُطُوط البريد البريَّة والجويَّة، وكان مركز هذه الشبكة هو قلعة الجبل في القاهرة. وتتفرَّع من المركز أربعة فُرُوع هي: فرعٌ يتجه جنوبًا إلى قوص بِالوجه القبلي وما يلي ذلك من النوبة، وفرعٌ يتجه شرقًا إلى عيذاب وسواكن على بحر القلزم (البحر الأحمر)، وفرعٌ يتجه غربًا إلى الإسكندريَّة وبرقة، وفرعٌ يتجه شمالًا إلى دُمياط ومنها إلى غزَّة ثُمَّ يتفرَّع منها إلى سائر الشَّام. واقتصر عمل البريد على إيصال الأوامر السُلطانيَّة إلى كافة النيابات في مصر والشَّام، واستقبال الرسائل من حُكَّام النيابات، واستقبال التقارير من وُلاة الأعمال. وأُقيمت المحطَّات البريديَّة على مسافاتٍ تبعُدُ إحداها عن الأُخرى اثني عشر ميلًا ورُبما تفاوتت المسافات بين بعضها البعض بِفعل وُجُود ماءٍ أو قرية. وزُوِّدت بما يحتاج إليه ناقلُ الخبر من زادٍ وخيلٍ وعلفٍ، كما روعي في اختيار أماكنها توفُّر المياه أو وُجود قريةٍ قريبةٍ كي يستأنس البريديُّون بِسُكَّانها. كان لِقُرب هذه المحطَّات بعضها من بعض أثرٌ كبيرٌ في تسهيل مُهمَّة الرُسل على اجتياز المسافات بِسُرعةٍ فائقةٍ. فإذا وصل ناقلُ الخبر إلى محطَّة، بدَّل فرسه المُتعب بِآخر مُستريح، وتزوَّد بما يحتاج إليه. وأضحى البريدي يقطع المسافة من دمشق إلى القاهرة في مُدَّة ثلاثة أيَّام والعكس صحيح. وكان يُشرف على البريد صاحب ديوان الإنشاء أو كاتب السر، كما أضحى يُسمَّى مُنذُ أيَّام قلاوون. لم يقتصر إرسال البريد بِالطُرُق البريَّة، بل استُخدم البريد الجوِّي، في الحلات المُستعجلة بِواسطة الحمام الزاجل، وخُصِّص لهُ برَّاجون يعتنون به ويُدرِّبونه. كانت قلعة الجبل بِالقاهرة المركز الرئيسي لِأبراج الحمام الزاجل، كما أُقيمت محطَّات أُخرى في جهاتٍ مُختلفةٍ من أنحاء السلطنة تمامًا مثل محطَّات البريد البرِّي، لكن تزيد عليها في المسافة، وخُصِّص لِكُلِّ محطةٍ عدد من الحمام. فإذا نزل الحمام في محطَّةٍ منها، نقل البرَّاج الرسالة التي يحملها الطائر إلى طائرٍ آخر لِيُوصلها إلى المحطَّة التي تليها. وكان الحمام يقطع المسافة بين المحطَّة والتي تليها، وهي سبعة أميال تقريبًا، في ثُلث الوقت الذي تقطعها فيه الخيل.

### الدواوين
اعتمد الجهاز الإداري الضخم لِلدولة المملوكيَّة على مجموعةٍ من الدواوين الكبيرة التي ضمَّت عددًا ضخمًا من المُوظفين لِإدارة مرافق الدولة المُتنوعة. وأهم هذه الدواوين هي:
- ديوانُ الجيش: ومُهمَّته الإشراف على طوائف الجُند، وتوزيع الإقطاعات عليهم.
- ديوانُ الإنشاء: ومُهمَّته تلقِّي الرسائل المُختلفة التي ترد إلى السُلطان وإبلاغها إليه وإعداد الرُدُود عليها، وكانت تتبع هذا الديوان إدارة البريد، وهي إدارةٌ ضخمةٌ في عصر المماليك توَّلت شُؤون البريد البرِّي والجوِّي.[200]
- ديوان الأحباس: أي الأوقاف؛ ويقوم صاحبه بِرعاية شُؤون المُؤسسات الدينيَّة والخيريَّة من مساجد ومدارس وزوايا. كما يُشرف على الأراضي والعقارات المحبوس عليها.
- ديوان النظر: وقد اختصَّ بِمُراقبة حسابات الدولة، والإشراف على إيراداتها ومصروفاتها وما يتبع ذلك من القيام بِصرف مُرتَّبات المُوظفين. وكان جانبٌ من هذه المُرتَّبات يُصرف نقدًا في حين صُرف الجانب الآخر عينًا من غلَّاتٍ ولُحُومٍ وتوابل وسُكَّر وشمع وغيرها من الحاجيَّات والأرزاق.[202]

## السُكَّان والفرق الدينيَّة

### أهل السُنَّة والجماعة

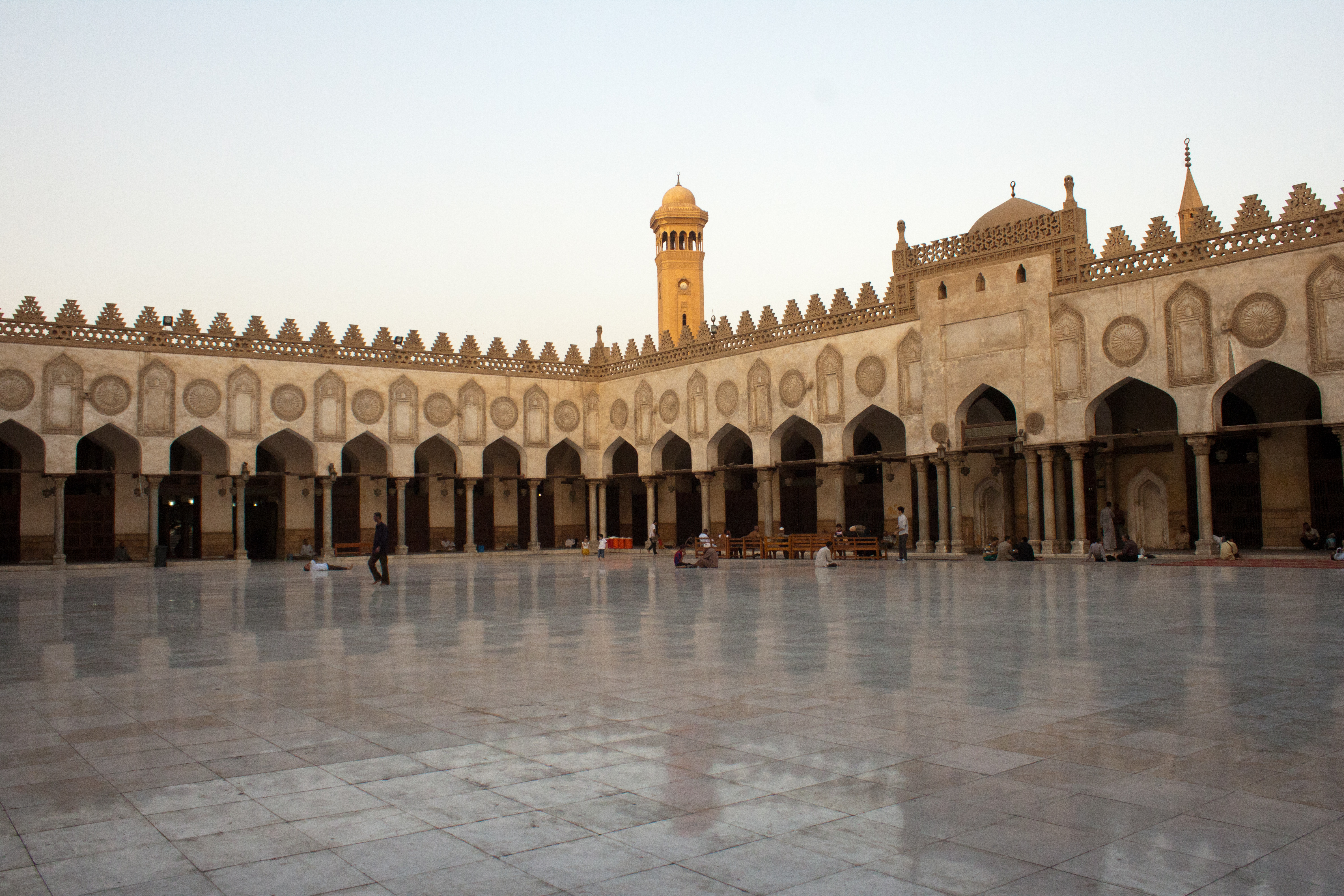
صحن الجامع الأزهر، أصبح في العصر المملوكي جامعةً كُبرى ساهمت في تثبيت مذاهب أهل السُنَّة والجماعة في مصر والشَّام.

شكَّل أهلُ السُنَّة والجماعة الأغلبيَّة الساحقة من أهالي الدولة المملوكيَّة. ومن المعروف أنَّ سلاطين الأيُّوبيين كانوا قد مكَّنوا أهل السُنَّة في مصر والشَّام بعد زوال الدولة الفاطميَّة التي كانت تتخذ من المذهب الشيعي الاسماعيلي مذهبًا رسميًّا لها، فأنشأوا المدارس في طول البلاد وعرضها التي كانت تُدرِّس العُلُوم الشرعيَّة الإسلاميَّة المُختلفة على مذهب الشافعي. ولمَّا سقطت الدولة الأيُّوبيَّة وحلَّت الدولة المملوكيَّة بدلًا منها، تابع المماليك سياسة الأيوبيين في تثبيت مذاهب أهل السُنَّة والجماعة في مصر والشَّام، لكنهم جعلوا المذاهب الأربعة كُلُها: الحنفيَّة والمالكيَّة والشافعيَّة والحنبليَّة، مذاهبًا رسميَّةً لِلدولة، كما أُسلف. ويذهب بعض الباحثين إلى القول بِأنَّ من أسباب إصرار المماليك، وبِالأخص البحريَّة منهم، على تثبيت مذاهب أهل السُنَّة والجماعة وتمكينهم في البلاد، هو أنَّ المذهب السُنيّ كان الشيء الوحيد الذي يربط بين هؤلاء وعامَّة الشعب، لا سيَّما وأنَّ الشعب بقي ينظر - خِلال الفترة الأولى لِلعصر المملوكي خُصوصًا - إلى المماليك من زاوية أصلهم غير الحُر، فكانوا بِرأي العامَّة مُجرَّد مُقاتلين أشدَّاء انقلبوا على أسيادهم الأيوبيين واستولوا على مُلكهم، وهم لا يُحسنون لِغة الشعب العربيَّة، ولا يعيشون عيشته، بل عاشوا مُنعزلين في الأماكن التي خصصها السلاطينُ لسكنهم دون أن يكونوا على دراية بِمُجريات الحياة اليوميَّة. لِذلك، انصبَّ تركيز سلاطين المماليك البحريَّة الأوائل على إبراز ما يجمع عامَّة الشعب والجيش والأُمراء والسلاطين، وهو المذهب السُني. من أبرز ما قام به المماليك لِتثبيت مذاهب أهل السُنَّة والجماعة في الدولة كان إعادة افتتاح الجامع الأزهر وترميمه وتجديده، بعد أن ظلَّ مُقفلًا لِنحو مائة سنة زمن الأيُّوبيين باعتباره مُؤسسة بناها الفاطميين لِنشر المذهب الإسماعيلي. ففي سنة 1266م أمر الظاهر بيبرس بِإعادة تأسيس الصلاة في الأزهر، وبِعودة رواتب الطُلَّاب والمُعلِّمين، فضلًا عن إصلاح البناء ذاته. وقام السلاطين المماليك اللاحقين بِعدَّة توسيعات وتجديدات على البُنية التحتيَّة لِلمسجد، وقُدِّمت على نطاقٍ واسعٍ مُستويات مُتفاوتة من المُساعدة الماليَّة، على حدٍ سواء إلى المدرسة وإلى صيانة المسجد. فاعتُبر عصر السلطنة المملوكيَّة، هو العصر الذهبي لِلأزهر. كذلك بذل المماليك جُهُودًا مُماثلة في الشَّام، فقد أمر الظاهر بيبرس بِتجديد الجامع الأُموي الكبير فأُصلحت صفائح الرُّخام وطُليت تيجانها بِالذهب وبُلِّط الجدار الشمالي لِلحرم وأُصلحت لوحات الفُسيفساء في الرواق الغربي، كذلك اعتنى «تنكيز» نائب السلطنة بِدمشق بِالمسجد، فاستبدل كُل البلاط في قاعة الصلاة بِالرُّخام وأُعيد تجميع لوحات الفُسيفساء على جدار القِبلة، وفي عهد السُلطان الناصر مُحمَّد بن قلاوون هُدمت قِبلة الجدار غير المُستقرَّة وأُعيد بناءها، ونُقلت بوَّابة باب زيادة إلى جهة الجامع الشرقيَّة.

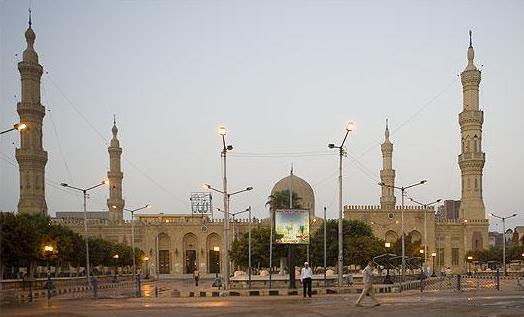
مسجد سيدي إبراهيم الدسوقي، الذي بُني كزاوية صغيرة بدايةً بأمرٍ من السُلطان الأشرف خليل - إكرامًا لِلشيخ المُتصوِّف إبراهيم الدسوقي - وأصبحت مساحته الآن 7000م².

شاع التصوُّف والطُرق الصوفيَّة السُنيَّة في مُختلف أنحاء البلاد خِلال العصر المملوكي، ومن أشهر الطُرق التي شاعت في مصر والشَّام آنذاك الطريقة الشاذليَّة، بِالإضافة إلى الطريقتين الرفاعيَّة والبدويَّة (الأحمديَّة)، واقتصرت بعض الطُرُق على مصر فقط مثل الطريقة الدُسُوقيَّة. لكن يُلاحظ أنَّهُ في هذا العصر تحوَّل التصوُّف إلى مُجرَّد ترديد لِعقائد السابقين ووضع الشُرُوح عليها وتطبيق تعاليمهم، فلم تقع ابتكارات جديدة في هذا المجال كما في العُصُور العبَّاسيَّة الأولى، فانصرف هم المُتصوفة المملوكيين إلى إنشاء الطُرُق الصُوفيَّة وتفرُّعها بِحسب شهرة الشيخ وكثرة أتباعه، فتفرَّعت الطريقة الشاذليَّة والبدويَّة والسطوحيَّة وغيرها إلى عدَّة طُرق تفرَّعت بِدورها، وهكذا. ويُلاحظ أنَّ التصوُّف سيطر على العصر المملوكي سيطرةً كبيرة بحيثُ أنَّ بعض السلاطين كانوا يعتقدون بِكرامات بعض مشايخ الصوفيَّة ويُقرِّبونهم إليهم، فالظاهر بيبرس تقرَّب من الشيخ خضر بن أبي بكر المهراني العدوي، وسمح بِنُموِّ وازدياد نُفُوذه بِالدولة لاعتقاده بِولايته وفي معرفته لِلغيب، رُغم ما نُسب إليه من انحلالٍ أخلاقيّ، وكان برقوق - رُغم حنكته السياسيَّة - يخضع لِلمجاذيب، حتَّى أنَّ أحدهم وهو الشيخ مُحمَّد بن عبد الله الزهوري العجمي كان يبصق في وجهه، وعندما افتتح مدرسته الجامعة أعطاه مجذوب طوبة وأمره أن يضعها في المدرسة، فوضعها برقوق في قنديل وعلَّقهُ في المحراب، وظلَّت فيه باقية. ومن القصص الشبيهة أيضًا أنَّ الشيخ إبراهيم الدسوقي طلب من السُلطان الأشرف صلاح الدين خليل أن يترك نصف جزيرة الرحمانيَّة المُواجهة لِمدينة دسوق لِلفُقراء يُنفقون منها على مصالحهم، فوافق. فبشَّرهُ الشيخ بِالنصر على الصليبيين في عكَّا. وقال المُتصوِّفة إن بعد رُجُوع السُلطان من عكَّا مُنتصرًا، أصبح يُكاتب الدسوقي، ويبدأ رسالاته بعبارة «مملُوكك خليل».

### المسيحيُّون واليهود

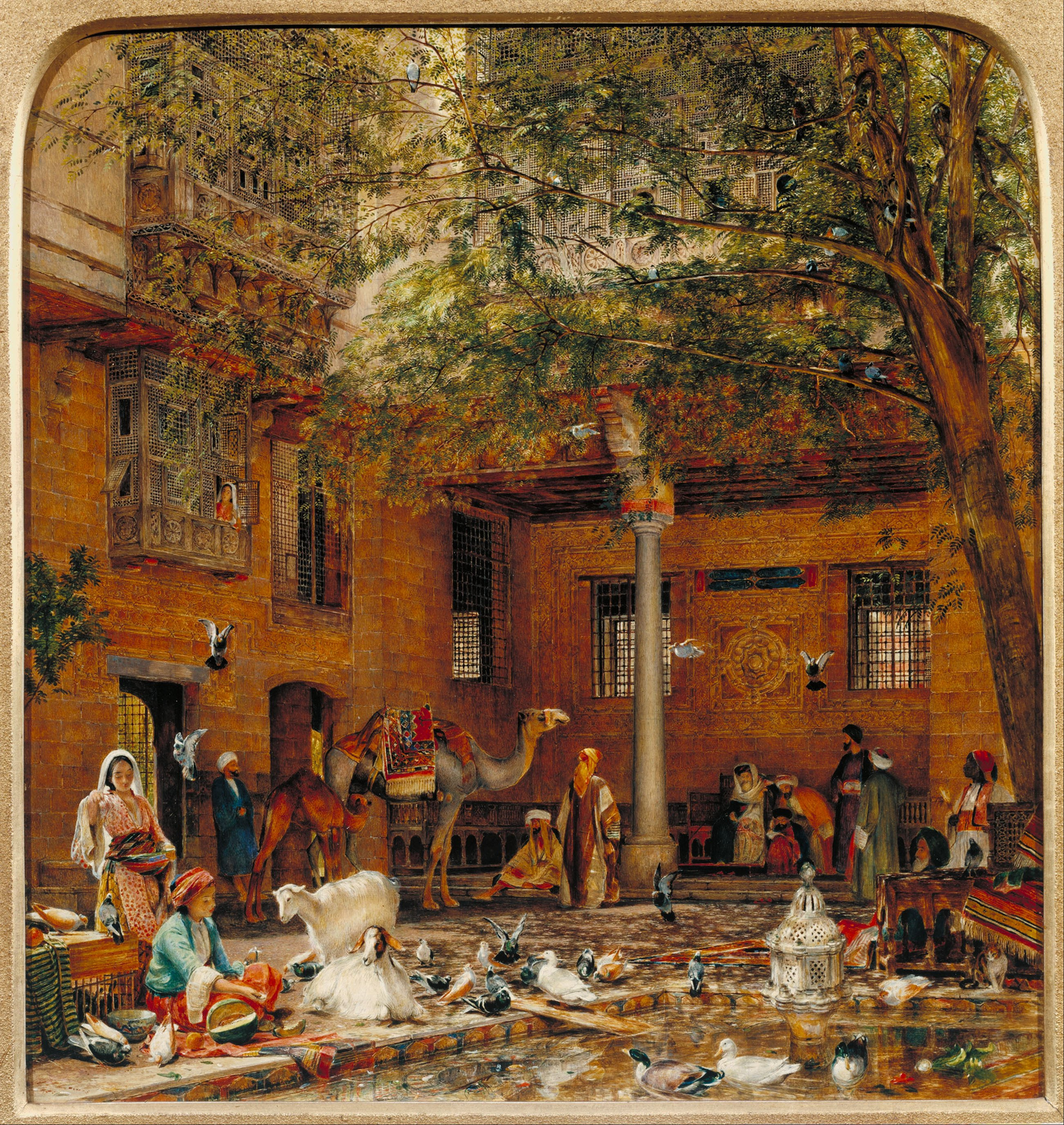
حوش بطريركيَّة الأقباط في القاهرة. تظهر في الرسم جماعة من القِبط وهم يُمارسون حياتهم اليوميَّة.

رُغم أنَّ المماليك التزموا بِما تقضيه الشريعة الإسلاميَّة، وما أقرَّتهُ العهدة العُمريَّة من ترك أهل الكتاب أحراراً في دينهم، إلَّا أنَّ العهد المملوكي يُعتبر -إجمالاً- عهداً بائساً عند النصارى المشرقيين فيما يخص علاقتهم بِالحُكُومة، وخُصوصاً خِلال عهد المماليك البحريَّة، ومردُّ ذلك للحُرُوب الصليبيَّة التي كان من آثارها تردِّي العلاقة بين الدولة والمسيحيين، وخُصوصاً مع الطوائف التي مالت إلى الصليبيين وتعاونت معهم فأدت بالتالي لتردي الثقة بينها وبين الحكم. ويظهر أنَّ سلاطين المماليك رغبوا في الظُهور بِمظهر حُماة الدين لِدعم مركزهم في نظر المُسلمين. ولكن لايُفهم من ذلك أنَّ دور المسيحيين انكفأ ذلك العصر، بل شارك النصارى في الحياة العامَّة بِالدولة، وكان منهم العُلماءُ والإداريون وكِبارُ المُوظفين، واستمرَّت المودَّة قائمةً بين عوامهم وعوام المُسلمين، لكنَّ الدولة كانت تنظر إليهم أحياناً بِعين الريبة، على أن اضطهاداتِهم لم تكُ سمةً بارزةً في عصر المماليك بل كانت بشكل زوابعَ تظهر بين حينٍ وآخر. شكَّلت الدولة المملوكيَّة موطن الكثير من الطوائف المسيحيَّة كان في مُقدمتها؛ الأقباط والروم والسُريان والموارنة والنساطرة إضافةً إلى طوائفَ مسيحيَّةٍ مهاجرةٍ من الخارج مثل الكرجيُّين والأحباش والأرمن واللاتين واختارت هذه الأقليَّات المهاجرة الإقامة في المُدن التجاريَّة والثُغُور، ولِكُلِّ جاليةٍ منها قُنصلٌ يُشرفُ على شُؤونها ومصالحها. بدأ المماليك يستعملون الأقباط في دواوينهم بِكثرةٍ خِلال سلطنة قُطُز [ما يدل على أن اضطهاد النصارى لم يك سياسةً ملنزَمةً لدى السلطة]، يذكر بهذا الشأن الوزير القبطي «شرفُ الدين أبو سعيد هبةُ الله»، الذي عيَّنهُ السُلطان أيبك، والذي كان أظهر براعةً في التشريع الضريبي لِجمع أكبر كمٍّ من الأموال باسم "قانون الحُقُوق السُلطانيَّة" الذي حصلت الدولة به على مالٍ كثير. وفي عهد الظاهر بيبرس أُقيل جميع الأقباط ممن كانوا يعملون في ديوان الحرب [الأرجح احترازاً من تسريب معلوماتٍ عن عدد الفرق العسكرية وأماكنها وتحركاتها] وأُحِلَّ مُسلمُون محلَّهم، وفي يوم تنفيذ هذا القرار هُدم دير الخندق الكائن خارج القاهرة بِالقُرب من باب الفُتُوح ولم يُترك فيه حجر على حجر، كما زيدت عليهم الضرائب. أمَّا في عهد قلاوون فقد عُدل عن التزيُّد في الضرائب على الأقباط وعادت المُساواة بينهم وبين المُسلمين في ذلك وأُعيدوا إلى وظائفهم، لكن بعد فترةٍ عاد هذا السُلطان إلى التشديد عليهم، فأمر بِرُكُوبهم الحمير وشد الزنانير وألَّا يُحدِّث نصراني مُسلماً وهو راكبٌ دابته، ولا يلبسون ثياباً مصقولة.

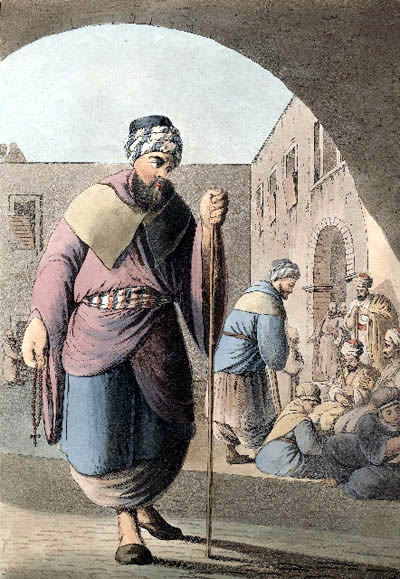
راهبٌ مارونيٌّ من جبل لُبنان.

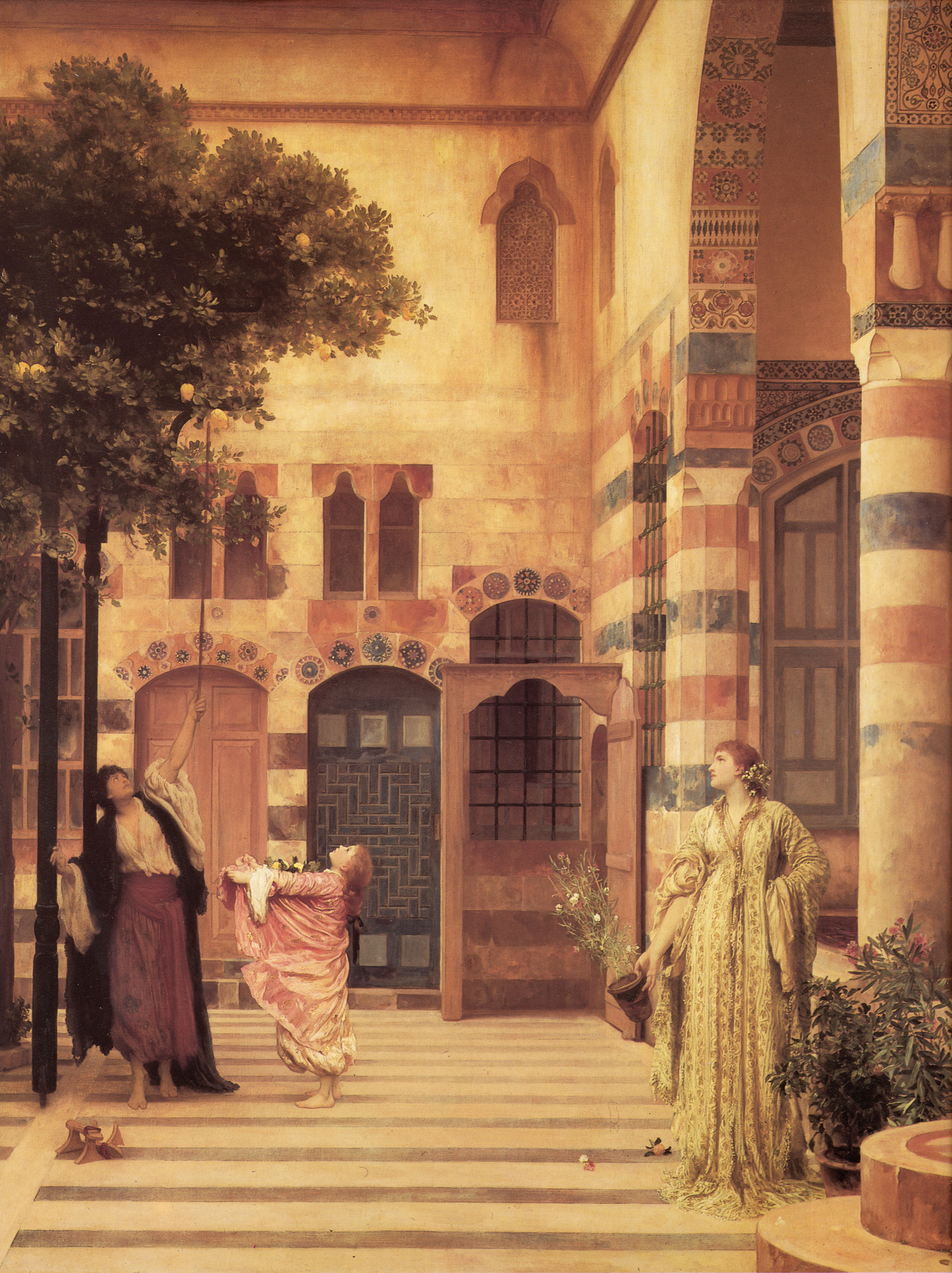
عائلة دمشقيَّة يهوديَّة في منزلها على الطراز الشَّامي التقليدي.

وفي الشَّام شدَّد المماليك الخناق على الموارنة بِالذات من بين سائر الطوائف المسيحيَّة، وذلك لعلاقة أُمرائهم ومُقدَّميهم الوثيقة بِالقوى الصليبيَّة في أوروپَّا وقبرص، وبِسبب اتّباع الكنيسة المارونيَّة لِلبابويَّة الكاثوليكيَّة مُحرِّكةِ الحملات الصليبيَّة ضدَّ ديار الإسلام. وعندما حاصر المماليك طرابُلس لاسترجاعها من الصليبيين، أيام المنصور قلاوون، تصدَّى لهم موارنة شمال لُبنان، فهاجم الجيش المملوكي جبَّة بشرِّي، وحاصر قرية إهدن مقر الكُرسي البطريركي وأسقطها، ثمّ اعتقل وقتل البطريرك دانيال الثاني الحدشيتي (حبريته 78-1282). وبعد جلاء الصليبيين عن المشرق بقي البابوات الكاثوليك على اتصالٍ دائمٍ بِبطاركة الموارنة لِأسبابٍ دينيَّةٍ وأُخرى سياسيَّةٍ وعسكريَّةٍ ممَّا أثار خشية سلاطين المماليك في القاهرة وعُمَّالهم في طرابُلس الشَّام، وأغضب السُلطة المركزيَّة على زعامات الطائفة المارونيَّة الدينيَّة والسياسيَّة، وأفضى إلى عاصفة اضطهادٍ ضدَّهم. يذكر الأب فرانسيسكو سوريانو -رئيس دير الفرنسيسكان في بيروت ومُعتمَد البابا لدى الموارنة- أنَّهُ في أيَّامه (النصف الثاني من القرن الخامس عشر الميلاديّ) حاولت البُندُقيَّة شراء مدينة صور من السُلطان المملوكي لكن مسعاها فشل. وكان البابا خطط لإقامة قاعدةٍ صليبيَّةٍ شرعيَّةٍ في المشرق تقوم على غير الاحتلال بعد فشل الأساليب العسكريَّة في تحقيق الأهداف الصليبيَّة، ومنها تنطلق حملةٌ جديدةٌ ضدَّ المُسلمين لِلسيطرة على الأراضي المُقدَّسة، فأرسل سنة 1438م رسالةً إلى البطريرك الماروني يُوحنَّا الثامن الجاجي (حبريته 04-1445) يُعلمه فيها أنه قرَّر عقد مجمعٍ لاتحاد الكنائس، فسارع البطريرك لِتقديم الطاعة والإعراب عن القبول بِكُل ما يُحدده ويُقرِّره المجمع وطلبَ درعَ التثبيتِ البطريركي، فثبَّتهُ البابا بطريركاً على كُرسي أنطاكية وأنعم عليه بِدرع الرئاسة. وحضر ممثلون عن البطريرك مجمع فلورنسا الرابع عام 1439، ومن الطبيعي أنَّ المماليك كانوا يَرْقبون علاقات البطاركة الموارنة الخارجية واتصالاتهم بِالبابويَّة إذ لم يلبثِ السُلطانُ سيفُ الدين جقمق أن أرسل -بعد هذه الحادثة- كتاب براءةٍ إلى بطريرك الطوائف الملكانيَّة يُنبّهه ألَّا يُقابلَ الأجانبَ وألَّا يستضيفهم لاسيَّما إذا كانوا من الأجانب المُشتبه بهم أو المُنتمين لِرعايا مملكةٍ أوروپيَّةٍ مُعادية، وألَّا يُراسل حاكماً أو ملكاً في أوروپَّا. ويبدو أنَّ بعض مُقدَّمي الموارنة في بشرِّي كانوا على غير وفاقٍ مع البطاركة في تصرُّفاتهم وعلاقاتهم غير العاديَّة مع روميَّة (روما) ممَّا أزعج البطاركة وسبَّب انقساماً في الرأي بين الموارنة حول العلاقات السياسيَّة مع كلٍّ من المماليك وأوروپَّا فقد كانت الصُعُوبات والمُضايقات تكتنفهم بسبب السياسة العدائية للحُكَّام الإفرنج في قبرص حيال دولة المماليك، وكان فريق معارضي البطاركة يرى أنَّ مصالح الموارنة واستقرارهم آمنين مُطمئنين هي في اتباع نهج أجدادهم مع دُول الخِلافة السابقة القائم على الاعتراف بِسيادة الدولة عليهم وعلى أراضيهم طالما أنَّ الدولة ضمنت لهم حُريَّة العبادة والعقيدة وكافَّة المصالح الاقتصاديَّة والحياتيَّة الأُخرى.
كان لمحاولات استرداد بيت المقدس التي لم تتوقف بخروج الصليبيين من الشام بالغ الأثر على سياسة دولة المماليك وانعكس ذلك بالطبع على الموارنة والمسيحيين عموماً. كان الملك اللاتيني من آل لوزينيان يعدّ نفسه وريثاً لعرش بيت المقدس (احتلَّ ريتشارد قلب الأسد قبرص في طريقه إلى عكا في الحملة الصليبيَّة الثالثة، وباعها لفرسان الداويَّة فعجزوا عن إيفاء ثمنها، فباعها سنة 1192م لغي دي لوزينيان -ملكِ بيتِ المقدسِ المطرودِ منها على يد صلاح الدين- وبذا تأسست الأسرة المالكة في قبرص) وهو يُتوّج في الأفقسيَّة أولاً كملكٍ لقبرص، وثانيةً في اللمسون أقربِ مدينةٍ قبرصيةٍ إلى فلسطين بصفته ملكاً على بيت المقدس في احتفاليةٍ ترمز لعدم التخلي عن ضم الأراضي المقدسة. وقام بطرس الأول اللوزينياني بجولةٍ أوروپيَّةٍ لِحشد الدعم والمتطوعة وجمع التبرعات لحملةٍ صليبيةٍ على مصر، تلك التي انتهت بغزو الإسكندريَّة من 6 إلى 10 تشرين الأول (أكتوبر) 1365م (وكانت المرة الوحيدة في التاريخ التي يُغير فيها حاكمٌ قبرصي على مصر) محدثةً دماراً لم تشهدْه المدينة طيلة تاريخها، وتركتها في خمسة أيامٍ خراباً يباباً مادياً وبشرياً، وبلغ من دويّها أن ثار مسلمو غرناطة وهاجموا المدن القشتالية حميّةً. خلّفت هذه السياسة أسوأ الأثر على علاقات دولة المماليك الخارجية تجاه أوروپَّا، والداخليَّة حيال المسيحيين، وعندما تولى الأشرف برسباي الظاهري (حكم825-842هـ/22-1438م) بادر لثلاثِ سنينَ متواليةٍ لإرسال ثلاث حملاتٍ لاحتلال قبرص انتهت بالاستيلاء عليها (829هـ/1426م) وفرض الجزية عليها، ولم يك ذلك لقوة نظامها الحاكم وخطورة شأنه في حينه بقدر ما كان لمنع سقوطها بيد البنادقة اللاتين الذين مافتؤوا يتدخلون في الصراع على العرش والذين أفلحت محاولاتهم أخيراً في شراء المملكة من آخر ملكةٍ في أسرة لوزينيان (فترة الاحتلال البندقي 1489-1571). لقد كان الأمر قضية توازناتٍ دوليةٍ، واحترازاً من أن يعود للأوروپيين موطئ قدمٍ ثانيةً في المشرق، وبالمثل كانت العلاقات مع أوروپَّا السبب الرئيس لأن يشوب علاقة السلطنة مع مملكة قيليقية الأرمنيَّة دوماً التوجس والريبة وعدم الثقة.
أمَّا اليهود فكانوا أقليَّةً يشتغلون في مُختلف الأعمال لاسيَّما التجارة، واتساع ثروة مصر وتجارتها ذلك العصر جذبت كثيراً من يهود القُسطنطينيَّة وبغداد ودمشق وغيرها حتَّى صار لِليهود نفوذٌ كبيرٌ على النشاط المصرفي والأعمال الماليَّة، وقد احتفظ اليهود في مصر بِمعابدهم وعوائدهم ونُظُمهم الموروثة. انقسم اليهود في مصر والشَّام خِلال العصر المملوكي إلى ثلاث فرقٍ: الربَّانيُّون والقرَّاؤون والسَّامرة، وسكنوا في المُدن داخل أحياءٍ خاصَّةٍ بهم مثل حارة اليهود التي اشتهرت بهم في بيت المقدس، وكذلك في حلب وخاصةً في الشمال منها، وكان لِليهود مناطقُ خاصَّةٌ بهم في طرابُلس وحماة، واحتوت دمشق على طائفةٍ يهوديَّةٍ كان لها حيُّها ورئيسُها الخاص. ويُلحظ أنَّ أعداد اليهود في مصر والشَّام ازدادت خِلال القرن العاشر الهجري بِسبب سُقُوط الأندلُس وتعرُّض أهلها من المُسلمين واليهود إلى اضطهاد محاكم التفتيش الكاثوليكيَّة، فهرب الكثير منهم ناجياً بِحياته والتجأ إلى مصر والشَّام طلباً لِلأمان، كما يُلاحظ أنَّ اليهود زاد نفوذهم في الدولة المملوكيَّة ووصل بعض رجالاتهم إلى مراكزَ متقدمةٍ في مصر، فقد ذكر الرحَّالة اليهودي «ميشولام» أنَّ مُترجم السُلطان المملوكي كان يهوديّاً من أصلٍ أندلُسيٍّ، وكان يُجيد سبع لُغاتٍ هي العربيَّة والإيطاليَّة والتُركيَّة والألمانيَّة والإفرنسيَّة إلى جانب العبرانيَّة. [ويدل هذا أن الأمر عائدٌ بالدرجة الأولى إلى سياسة البابوية والدول الأوروبية المعادية لليهود، في حين أن علاقات هذه بالموارنة قد أساءت إليهم من حيث التوجسُ منهم وعدمُ الميلِ لاستخدامهم في الوظائف العامة].

### الدُروز والشيعة والنُصيريُّون

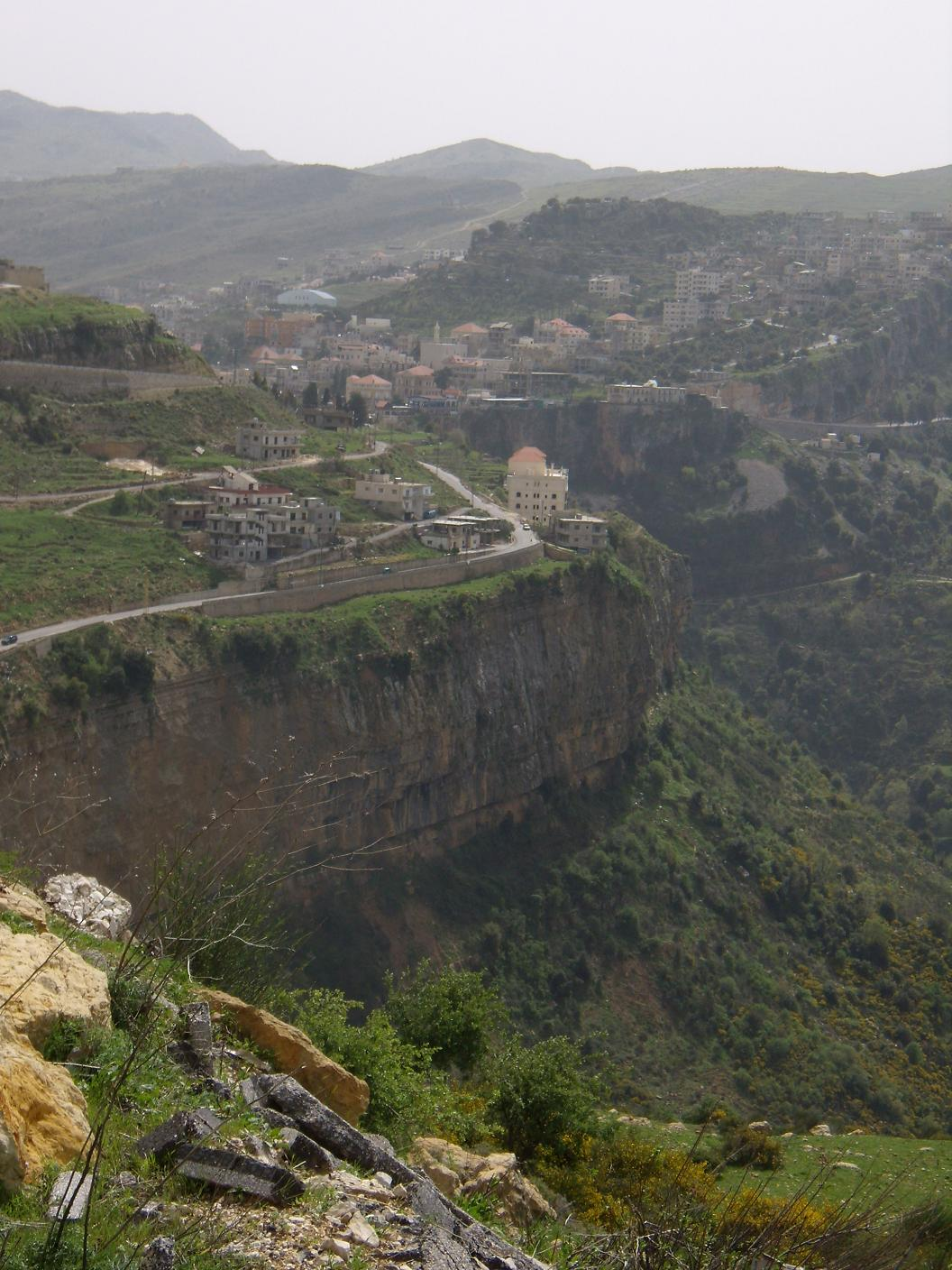
بلاد جزِّين، نزح إليها الشيعة من كسروان بعد أن جرَّد عليهم المماليك حملات عسكريَّة مُتعددة، وتظاهروا فيها باعتناق المذهب الشافعي.

كانت سلسلة جبال لُبنان الغربيَّة تُشكِّلُ ملجأً لِمُختلف الفرق الإسلاميَّة والطوائف المسيحيَّة في العصر المملوكي، كما استوطن هؤلاء بعض المناطق المُجاورة لِجبال لُبنان في سهل البقاع وجبل عامل وسهل عكَّار وجبال اللاذقيَّة وريف حِمص. فقد انتشر الدُرُوز من وادي التَّيم إلى جبل لُبنان، والشُّوف خاصةً، واختلف النُصيريُّون مع الدُرُوز، فتركوا وادي التَّيم وسكنوا في عكَّار ثُمَّ امتدوا شمالًا حتَّى اللاذقيَّة، حيثُ استوطنوا الجبال المُشرفة عليها التي عُرفت مُنذ ذلك الحين بِـ«جِبال النُصيريَّة». وأقامت بقايا الشيعة الإسماعيليَّة في بعض القلاع الكائنة على أطراف جبل لُبنان الشمالي ثُمَّ انتقلوا منها واتجهوا شرقًا والتحقوا بِإخوانهم في بلدة سلميَّة قُرب حِمص، وهي الموطن الرئيسي لِلإسماعيليَّة في الشَّام مُنذ أيَّام السلاجقة. وأقام الشيعة الاثنا عشريَّة في كسروان وفي السُفُوح والمُدن العامليَّة. اتخذ المماليك موقفًا سلبيًّا من الفرق الإسلاميَّة غير السُنيَّة، وقال بعض المُؤرخين أنَّ السبب وراء ذلك كان الموقف الذي اتخذته هذه الفرق من الصليبيين والمغول، ولأنها حالفتهم ووالتهم ضدَّ الدولة المملوكيَّة وعُموم أهل السُنَّة، فيما قال آخرون أنَّ اضطهاد المماليك لِتلك الفرق نابع فقط من تعصُّبهم لِمذاهب أهل السُنَّة ولِسيطرة وُعَّاظ السلاطين على عُقول الأُمراء، ويتفق الطرفان على أنَّ هُجُوم المماليك على هذه الفرق كان بِفتوى شيخ الإسلام آنذاك ابن تيمية، كما يتفقان على أنَّ بعض الجماعات من تلك الفرق والت المماليك وتعاونت معهم ضدَّ المغول والصليبيين، فأقرَّهم السلاطين في أراضيهم وخلعوا عليهم ألقاب الإمارة والمُقدَّميَّة. فمن جهة، يُشيرُ برنارد لويس إلى أنَّ الحشيشيَّة الإسماعيليَّة كانوا على صلةٍ وثيقةٍ بِالصليبيين يتآمرون على أهل السُنَّة، ولا يتركون فُرصةً تلوح لِلانتقام منهم إلا اهتبلوها، فوجَّهوُا كُل عمليَّاتهم ومُؤامراتهم ضدَّ قادة الجبهة الإسلاميَّة ضد الصليبيين والمُؤسسات السُنيَّة في الشَّام، وأنهم لم يُقاتلوا الاثنا عشريَّة أو الشيعة الآخرين، ولم يُديروا سكاكينهم ضد النصارى أو اليهود المحليين، بل كان جُل هُجومهم على قادة أهل السُنَّة. وعندما هاجم الصليبيُّون مصر بِقيادة لويس التاسع، سعى الأخير إلى عقد اتفاقيَّات مع الباطنيَّة الإسماعيليَّة من ناحية ومع المغول من ناحيةٍ أُخرى حتى يتحقق لهُ بِهذا التحالف نوع من التوازن بين الصليبيين من جهة والمماليك والأيُّوبيين من جهة ثانية. وقد جامل شيخ الجبل – زعيم الحشاشين في الشَّام - لويس التاسع وأرسل لهُ الهدايا.

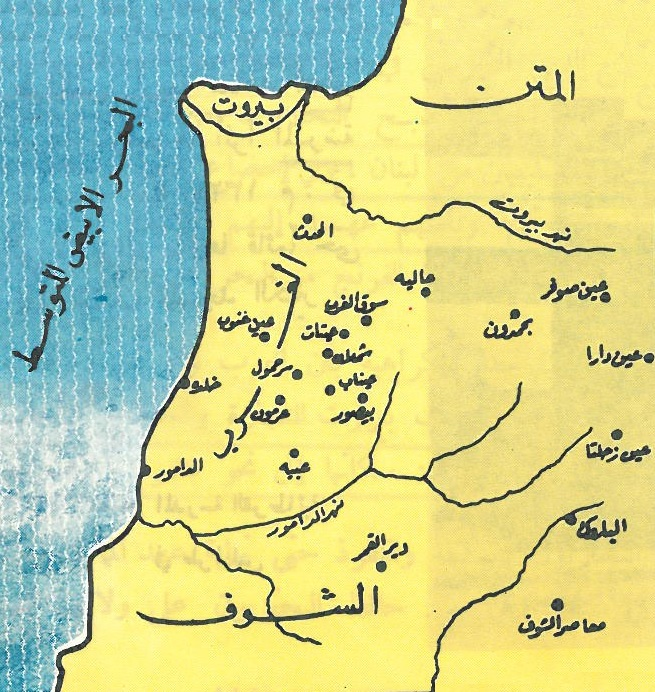
المُقاطعات الدُرزيَّة الرئيسيَّة في العصر المملوكي: المتن والغرب وبيروت والشوف. يُشيرُ بعض المُؤرخين إلى أنَّ المماليك ثبَّتُوا أُمراء الدُرُوز في إقطاعاتهم هذه لِوُقوفهم إلى جانب السلطنة ونُصرتها.

وأشار المُؤرخون أنَّهُ في أثناء تقهقر فُلُول عساكر المماليك إلى مصر على أثر هزيمتهم في وقعة وادي الخزندار أمام المغول، واحتلال المغول دمشق، تعرَّضوا لِسُوء المُعاملة والسَّلب والنهب على أيدي الكسروانيين وسُكَّان منطقة جزِّين من الشيعة، وأنَّ الكسروانيين أمسكوا ببعض العساكر الهاربين وباعوهم لِلإفرنج. وبعد أن رحل المغول عن الشَّام، واستتب الأمر للمماليك، جرَّدوا حملة كبيرة على بلاد كسروان سنة 699هـ المُوافقة لِسنة 1300م واستولوا عليها، وأُرغم سُكَّانُها على دفع ضرائب باهظة، وأُخذت منهم أراضيهم ومُمتلكاتهم وأُقطعت لِلتنوخيين الدُرُوز جزاءً لهم على حُسن استضافتهم لِلقُوَّات المملوكيَّة المهزومة أمام جحافل المغول. وفي سنة 705هـ المُوافقة لِسنة 1305م، نهضت حملة مملوكيَّة جديدة إلى كسروان لِقتال الشيعة بعد أن عادوا إلى مُناوأة المماليك والتمرُّد عليهم، فسار إليهم نائب السلطنة في دمشق الأمير جمال الدين آقوش الأفرم على رأس جيشٍ عظيم، فقاتلهم وأخرجهم من كسروان، بناءً على فتوى شيخ الإسلام ابن تيمية، الذي اعتبر أنَّ قتال الشيعة والنُصيريَّة أولى من قتال الصليبيين والمغول لأنَّهم «عدُّوٌ في ديار الإسلام، وشرُّ بقائهم أضر». نتيجة تلك الحملات، نزح الشيعة إلى جزِّين في جبل عامل، وفي تلك البلاد اتبعوا مبدأ التقيَّة وتظاهروا باعتناق المذهب الشافعي. وقد أصبحت جزِّين مركزًا هامًّا لِلتجمُّع الشيعي المُتستِّر بِالشافعيَّة خِلال القرن الرابع عشر الميلاديّ، وفيها حاول الشيعة مُقاومة المماليك مُجددًا لكنَّ حركتهم فشلت مرَّة أُخرى، ولم يلبث أن اعتنق شيعة بيروت والسَّاحل اللُبناني المذهب السُني، وذابوا في النسيج الإسلامي السُني القائم في تلك البلاد، وانصرف شيعة جبل عامل إلى الاهتمام بِبلادهم الجديدة لا سيَّما بعد أن ظهر فيها النظام الإقطاعي. أمَّا الدُرُوز فتذكر بعض المصادر أنهم حالفوا المماليك وخضعوا لهم بِطيب خاطر، فثبَّت السلاطين أُمرائهم في إقطاعاتهم وخلعوا عليهم، وأنهم شاركوا المماليك في حرب الصليبيين وحملوا معهم على كسروان ضدَّ أهلها من الشيعة، وأنهم استضافوا العساكر المملوكيَّة المُنسحبة من أمام المغول بعد معركة وادي الخزندار وأحسنوا إليهم، فقابلهم هؤلاء بأن اعترفوا بسُلطتهم على منطقة الغرب في جبل لُبنان المُشرفة على بيروت، وعلى بيروت ذاتها، وعلى ما بين أيديهم من مُقاطعات في المتن والشوف. بينما تنص مصادر أُخرى على أنَّ حملة كسروان كانت موجهة كذلك ضدَّ الدُرُوز «سُكَّان جبال كسروان»، على أنَّهُ لا يرد أي ذكر لِسُكَّانٍ دُرُوزٍ في كسروان في تاريخ صالح بن يحيى التنُّوخي، وهو المُؤلِّف الموثوق الذي كتب بِإسهابٍ عن حملات المماليك على كسروان.

## الاقتصاد

### الإقطاع

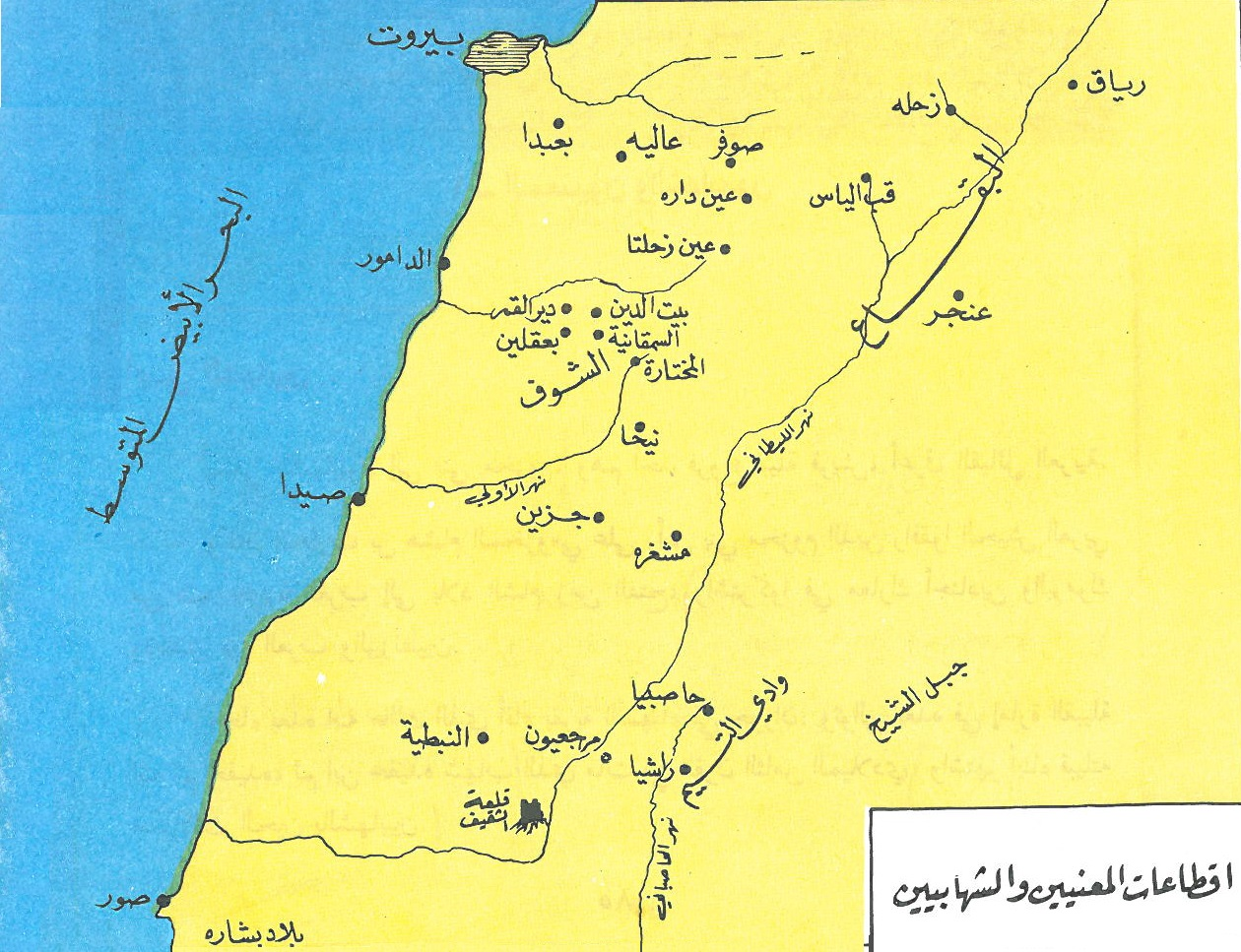
إقطاعات المعنيين والشهابيين في جبل لُبنان وسهل البقاع.

نشأ النظام الإقطاعي في الشَّام خِلال العهد الصليبي نتيجةً لِعاملين: أولًا، كان الصليبيُّون يألفون نظام الحُكم السائد في بُلدانهم الأوروپيَّة في ذلك الوقت، فطبقوه في المناطق التي استولوا عليها في المشرق الإسلامي. وثانيًا، لقد شعر الذين كانوا يُقاومون الصليبيين بِالحاجة إلى السيطرة على سُفُوح جبال لُبنان لِمُراقبة خُطُوط مُواصلات الجُيُوش الصليبيَّة البحريَّة والبريَّة وقطعها أو تهديدها بِالقطع عند اللُزُوم. وكانت جبال لُبنان الوُسطى والجنوبيَّة آنذاك شبه خالية من السُكَّان تقريبًا. لِذلك استقدم الحُكَّام المُسلمون بعض القبائل الشديدة الشكيمة من أتباعهم وأقطعوهم تلك المناطق الجبليَّة لِيجعلوهم يستقرُّون فيها ويتشبثون في الدفاع عنها. وكما في الشَّام، اعتُمد نظام الإقطاع في مصر حيثُ كان أُمراء المماليك يُقطعون أراضٍ زراعيَّةٍ واسعة يدفعون بِموجبها خراجًا سنويًّا إلى السُلطة المركزيَّة ويُزودونها بِحاجتها من الجُنُود عندما يتطلَّب الأمر. أمَّا في الشَّام فقد قُسِّمت الأراضي على عددٍ كبيرٍ من الزُعماء الإقطاعيين - الذين اشتهروا باسم «المُقاطعجيَّة» - المُنتمين إلى عائلاتٍ قويَّةٍ عريقةٍ. وكان من أشهر تلك العائلات على سبيل المِثال:
- البُحتريُّون (التنُّوخيُّون): وهُم زُعماء مُقاطعة الغرب، أي السُفُوح المُطلَّة على بيروت وصيدا وما بينهما.
- المعنيُّون: وهُم زُعماء مُقاطعة الشوف في جبل لُبنان. وقد وفدوا إليها من دمشق نحو سنة 1120م لِرد هجمات الصليبيين، وأعمروه بعد أن كان قفرًا.
- الشهابيُّون: وهُم زُعماء وادي التَّيم في سهل البقاع. وفدوا إليه من حوران نحو سنة 1173م، فانتزعوه من الصليبيين، وأقرَّهم عليه السُلطان صلاح الدين الأيُّوبي.
- بنو بشارة: وهُم زُعماء جبل عامل، أي لُبنان الجنوبي، وقد أعطوا اسمهم لِتلك البلاد مُنذ ذلك الحين فأصبحت تُعرف باسم «بلاد بشارة».
- بنو الجيش: وهُم أجداد أُمراء بني أرسلان وقد قطنوا ضواحي بيروت الجنوبيَّة.

وكذلك كان لِلموارنة في القسم الشمالي من جبل لُبنان عائلاتهم الإقطاعيَّة الكبيرة. وكان الإقطاعيُّون فئات، فكان منهم الأُمراء والمُقدَّمون والمشايخ. وكانت الإقطاعة الصغيرة تتكوَّن عادةً من قرية إلى عشر قُرى. عامل المماليك الزُعماء الإقطاعيين في الشَّام بِحسب الموقف الذي كانوا قد اتخذوه منهم. فقد كافأوا بِالخير أولئك الذين أيَّدُوهم في حُروبهم ضدَّ الصليبيين والمغول - كما أُسلف - كالبُحتريين والمعنيين والشهابيين وثبَّتوهم في إقطاعاتهم. أمَّا الموارنة والشيعة الذين كانوا يقطنون في النصف الشمالي من جبل لُبنان، والذين ساعدوا الصليبيين والمغول فقد انتقم المماليك منهم بعد تدمير معاقلهم بِأن انتزعوا إقطاعتهم ووزعوها على ثلاثمائة فارس تُركماني من جُنُودهم، وهُم الذين عُرفوا فيما بعد بِآل عسَّاف، وعهدوا إليهم بِحماية الشواطئ اللُبنانيَّة من شمالي بيروت إلى جنوبي طرابُلس. وفي عهد المماليك البُرجيَّة تحسَّنت العلاقات بين الموارنة والشيعة والدولة المملوكيَّة، فعاد الكثير من الموارنة إلى المناطق التي كان قد هرب منها أجدادهم. تولَّى السُلطان المملوكي بِنفسه توزيع الإقطاعات في مُعظم الحالات، وخُصوصًا في مصر. فإذا تقدَّم إليه المملوك؛ سأله عن اسمه وأصله وتاريخ قُدُومه إلى الديار المصريَّة وأُستاذه الذي اشتراه من تاجره، وصفاته حتَّى أصبح فارسًا. فإذا وقع اختيار السُلطان عليه لِيمنحه إقطاعًا، أمر ناظر الجيش بِأن يكتب له ورقة تُسمَّى «المِثال» تُحدد حُدود إقطاعه، ثُمَّ تُخرج الوثيقة النهائيَّة لِلإقطاع من ديوان الإنشاء. وعلى هذا فقد كان الإقطاع في عصر المماليك يرتبط ارتباطًا قويًّا متينًا بِديوان الجيش، حتَّى لقد أُطلق على هذا الديوان اسم ديوان الإقطاع.

### الزراعة

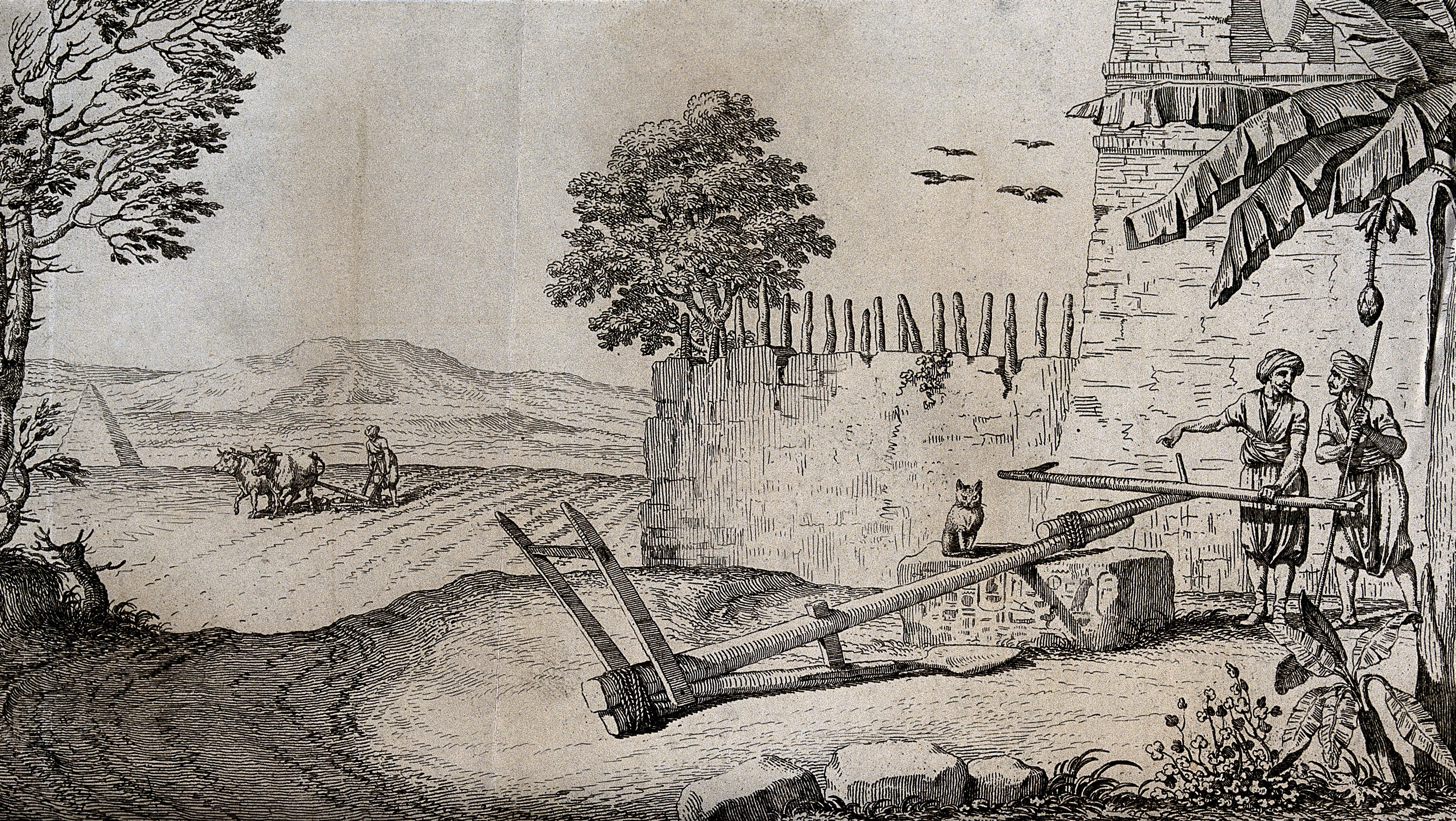
فلَّاحون مصريُّون يحرثون أرضهم بِالأساليب العتيقة التي كانت معروفة مُنذُ ما قبل الإسلام واستمرَّت حتَّى العصر المملوكي.

أدرك سلاطين المماليك أهميَّة الزراعة لِلبلاد، بِوصفها عماد الثروة القوميَّة، لِذلك عنوا بها عنايةً فائقة، فأنشأوا الجُسُور وشقُّوا الترع لِتوفير مياه الري لِلأراضي التي يتعذَّر وُصُول الماء إليها. ومن أهم السلاطين الذين عنوا بِهذه الناحية السُلطان مُحمَّد بن قلاوون الذي عهد إلى بعض الأُمراء بِعمارة كافَّة جُسُور مصر في الوجهين البحري والقبلي والكشف عليها، بل إنَّ هذا السُلطان أشرف بِنفسه على إنشاء بعض الجُسُور، فكان يخرج أحيانًا مع المُهندسين لِيُوجههم حتَّى يتم بناء الجسر. وقد قُسِّمت أراضي مصر الزراعيَّة إلى أربعة وعشرين قيراطًا اختصَّ السُلطان منها بِأربعة قراريط، والأُمراء بِعشرة، وما تبقَّى خُصص لِلأجناد. ورُوعي في ذلك التقسيم أن تُوزَّع الأرض على هيئة إقطاعات تتفاوت في مساحتها، وفي خُصُوبتها ومقدار ريعها. على أنَّ زمام الأرض فُكَّ وعُدِّل أكثر من مرَّة في عصر المماليك بعد مسح الأراضي الزراعيَّة في البلاد، وهي العمليَّة التي تُعرف باسم «الروك». وقد اشتهر في تاريخ دولة المماليك الروك الذي تمَّ في عهد السُلطان لاجين سنة 697هـ المُوافقة لِسنة 1298م، والروك الذي تمَّ في عهد السُلطان الناصر مُحمَّد بن قلاوون سنة 715هـ المُوافقة لِسنة 1315م. وقام بِفلاحة الأرض جُمهرة الفلَّاحين الذين عاشوا في حالٍ من الفقر والحرمان الواضح؛ فالفلَّاح ظلَّ في ذلك العصر مربوطًا إلى الأرض التي يفني حياته في خدمتها دون أن يتمتَّع بِنصيبٍ يُذكر من خيراتها. وقد تعرَّض الفلَّاحون لِكثيرٍ من العسف من جانب أُمراء المماليك من ناحية ومن جانب الأعراب الذين طغوا عليهم من ناحيةٍ أُخرى، حتَّى خرب مُعظم القُرى لِموت أكثر الفلَّاحين وتشرُّدهم في البلاد. وكانت الأرض تُزرع مرَّة واحدة في السنة عقب فيضان النيل، لِأنَّ البلاد لم تعرف في ذلك العصر غير ري الحياض، كما أنَّ الفلَّاح لم يعرف من وسائل الزراعة وأدواتها غير الوسائل والأدوات العتيقة التي عُرفت مُنذُ أيَّام الفراعنة. وعلى ذلك فإنَّهُ يبدو أنَّ محصول الأرض الزراعيَّة في مصر ازداد على عصر سلاطين المماليك نتيجةً لِلعناية بِمرافق الزراعة من جُسُورٍ وترع ومقاييس النيل وغيرها.

### الصناعة

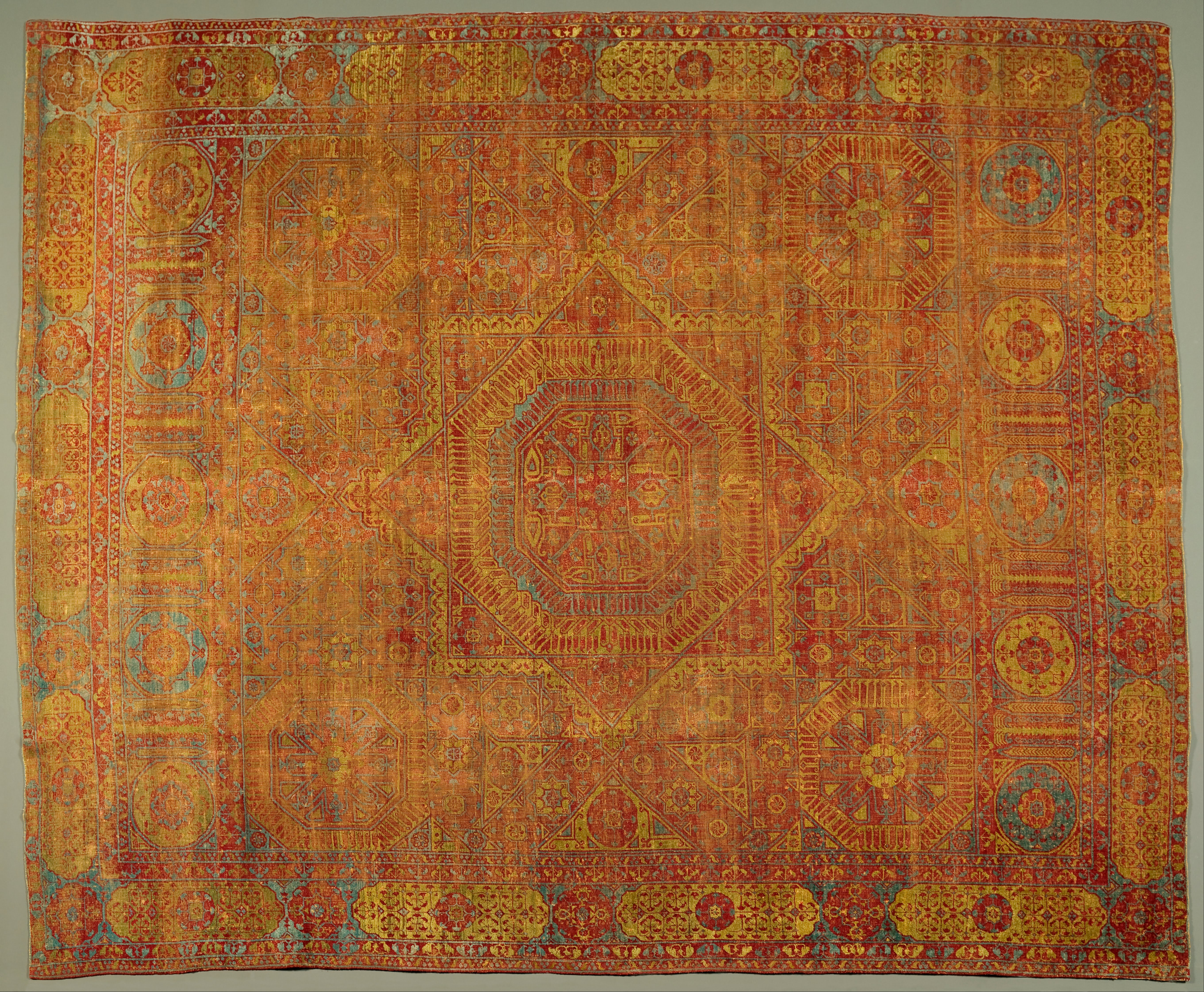
سجَّادة مملوكيَّة صوفيَّة، صُنعت ما بين سنتيّ 1500 و1550م تقريبًا.

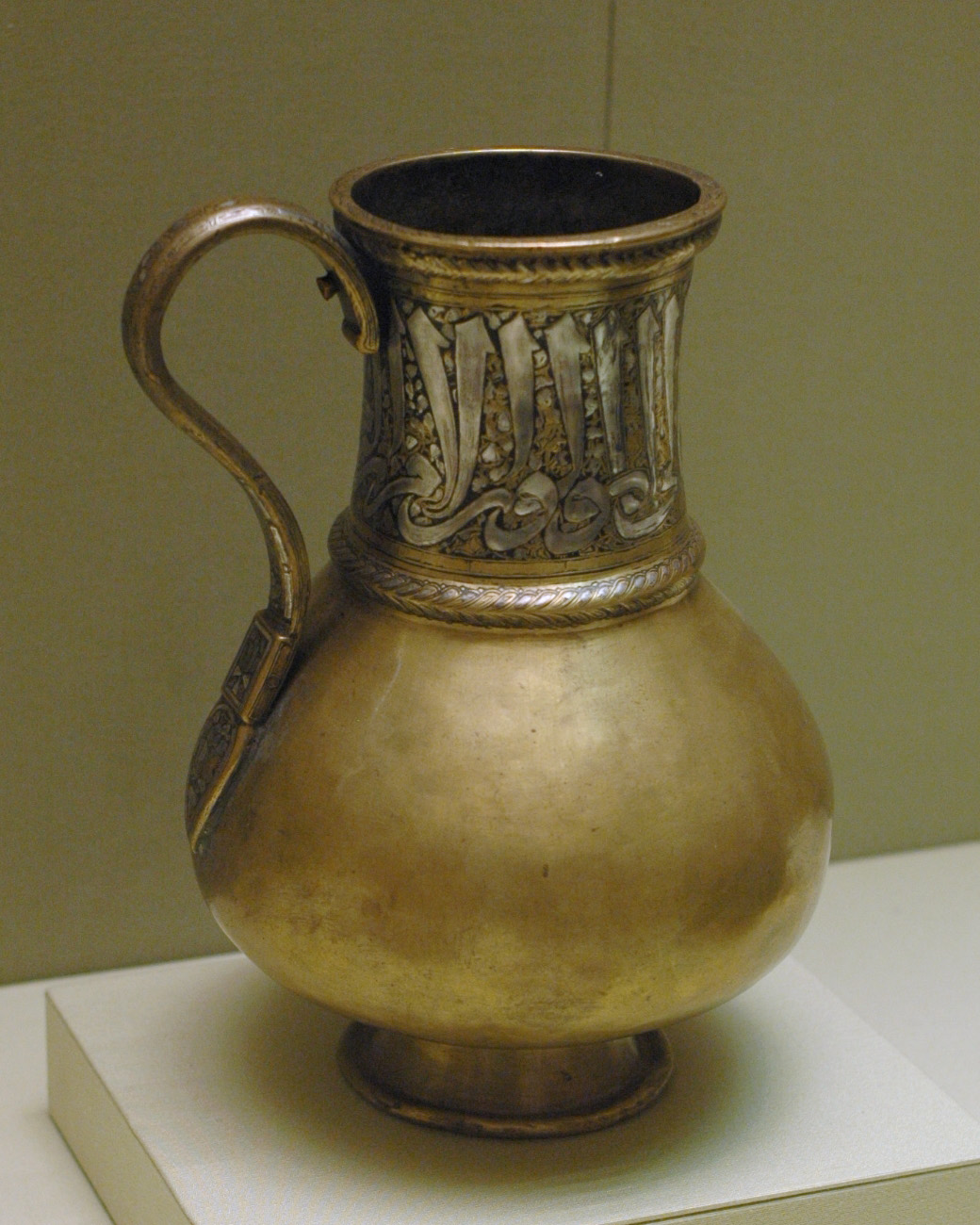
إبريق مُزيَّن بِخط الثُلُث يرجع لِعصر الناصر مُحمَّد بن قلاوون.

ارتقت الصناعة في عصر المماليك رُقيًّا كبيرًا حتَّى أصبحت مصنوعات ذلك العصر تُكوِّنُ في مجموعها إنتاجًا فنيًّا رائعًا ازدانت به متاحف العالم في القُرُون اللاحقة. شاع في ذلك العصر صناعة الأقمشة الفاخرة من الحرير والصُّوف والكتَّان والقُطن التي صُنعت منها الخُلع السُلطانيَّة والفرش والسُتُور والخيام. هذا عدا المصنوعات المعدنيَّة التي تمثَّلت في عددٍ كبيرٍ من الأواني النُحاسيَّة والطاسات دقيقة الصُنع ذات النُقُوش والكتابات العربيَّة الجميلة. وانتشرت في ذلك العصر صناعة تكفيت البرونز والنُحاس بِالذهب والفضَّة، وشغُف المُعاصرون بِالنُحاس المُكفَّت بحيثُ لم تكد دار تخلو بِالقاهرة ومصر من عدَّة قطع نُحاس مُكفَّت. أمَّا الزُجاج فقد صُنعت منهُ أنواعٌ جميلة بعضُها من البلُّور الصخري المُحبب، والبعض الآخر من الزُجاج المُلوَّن المُستخدم في النوافذ. وكذلك الخزف الذي صُنعت منهُ أواني مُتقنة جميلة، وكان بعضها يُصنع بناءً على توصيةٍ خاصَّةٍ من السلاطين والأُمراء، ولِذلك زُيِّنت بِرنوكهم. ولم تكن الصناعات الخشبيَّة أقل تقدُمًا في عصر المماليك، إذ ما زالت الأبواب والدكك والمشربيَّات وغيرها من المصنوعات الخشبيَّة الباقية من ذلك العصر تشهد على دقَّة الصناعة وتقدُّم وسائلها. وكانت طرابُلس وصيدا وبيروت وبعلبك من أشهر مراكز صناعة السُكَّر والزيت والصابون والزُجاج والفخَّار والنسيج الحريري والصوفي والقُطني. وكان التُجَّار الأوروپيُّون يُقبلون على شراء هذه المُنتجات إقبالًا شديدًا.

### التجارة

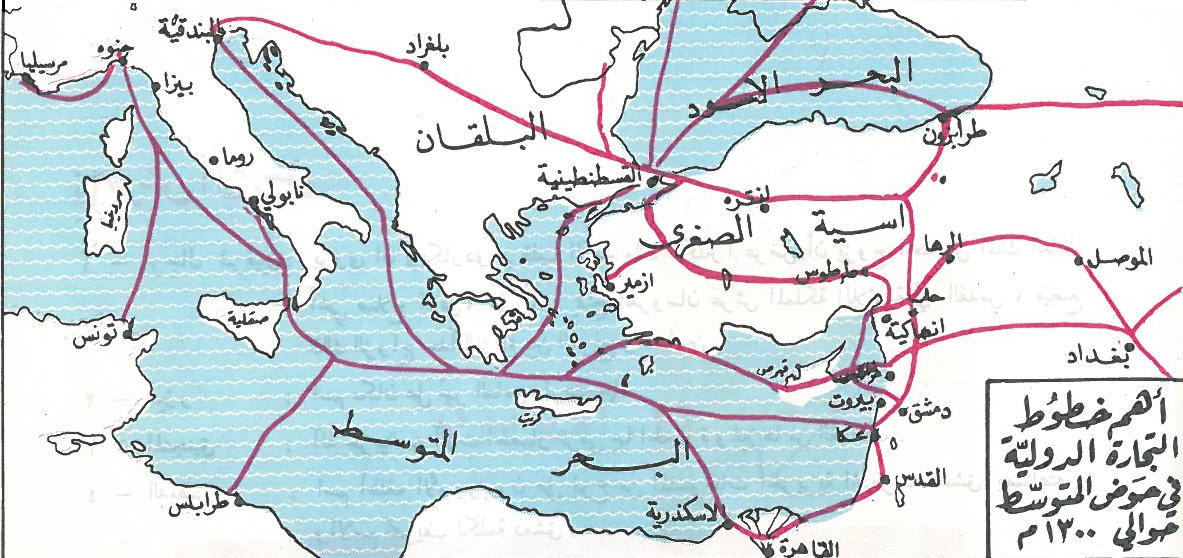
أهم الخُطُوط التجاريَّة في حوض البحر المُتوسِّط نحو سنة 1300م.

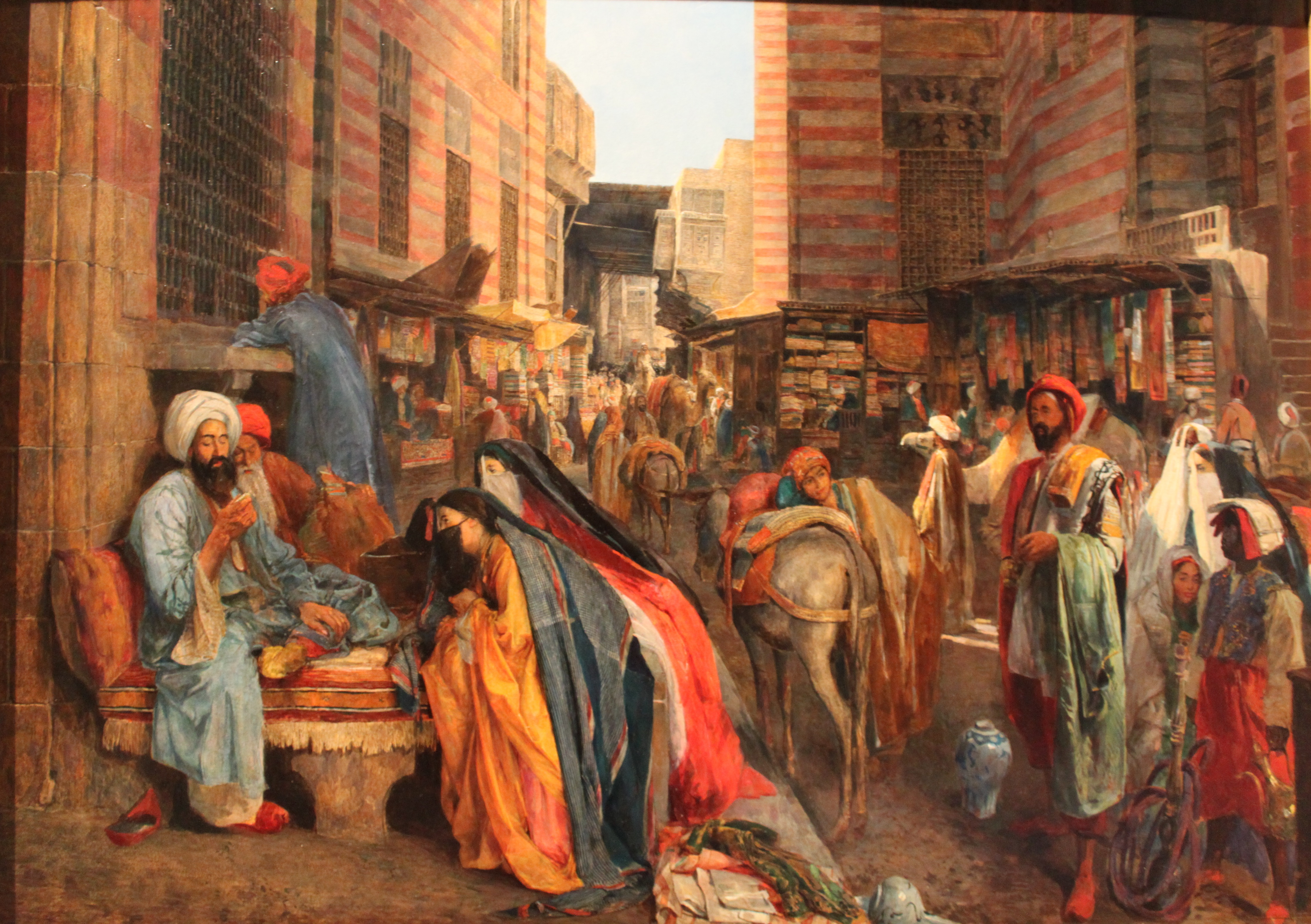
سوق شارع الغوريَّة بِالقاهرة الذي بناه السُلطان قانصوه الغوري في سبيل تنشيط الحركة التجاريَّة.

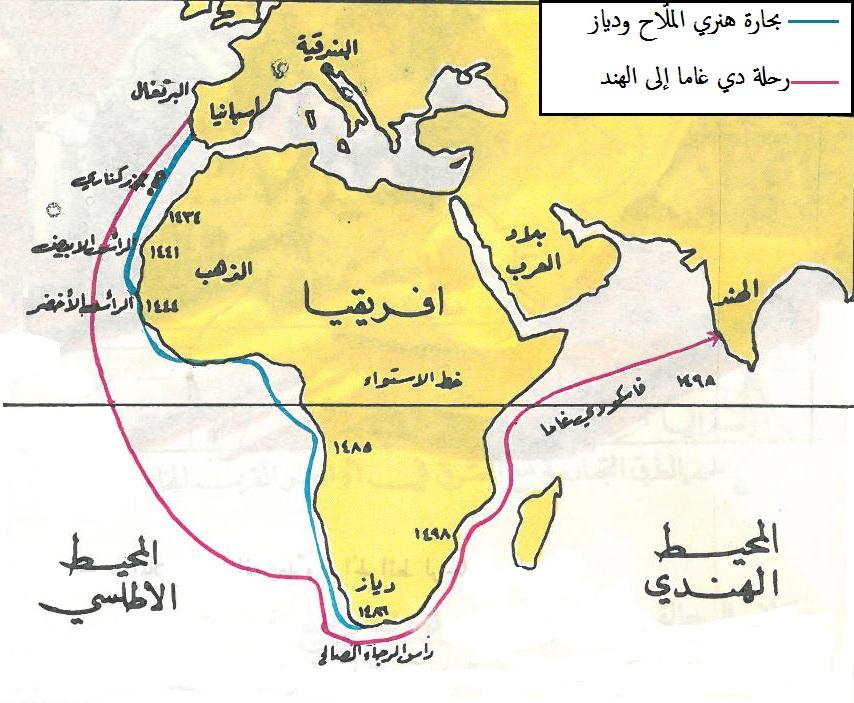
خريطة تُبيِّن تحوُّل التجارة مع الهند والشرق الأقصى من مرافئ وموانئ الدولة المملوكيَّة إلى حول القارَّة الأفريقيَّة، ممَّا أدَّى إلى التدهور التجاري لِمكانة الدولة المملوكيَّة ومن ثُمَّ تدهور اقتصادها. كان لِلسياسة الاحتكاريَّة عند بعض سلاطين المماليك البُرجيَّة الأثر الأكبر في جعل الأوروپيين يبحثون طُرقٍ وأسواقٍ تجاريَّةٍ جديدة، وكان الپُرتُغاليُّون هُم الرُّوَّاد في ذلك، فطوَّقت أساطيلهم العالم الإسلامي.

تدلُّ جميع الشواهد على أنَّ التجارة كان لها المقام الأوَّل في النشاط الاقتصادي في العصر المملوكي، وأنها كانت المصدر الأوَّل لِلثروة الهائلة التي عبَّرت عن نفسها في أعمال المماليك وحياتهم وما تركوه من آثارٍ ومُنشآتٍ فخمة. ويرجع السبب في النشاط التجاري الذي تميَّزت به مصر في عصر المماليك إلى انسداد مُعظم طُرق التجارة العالميَّة بين الشرق والغرب مُنذُ القرن الثالث عشر الميلاديّ، بِسبب حركة المغول التوسُّعيَّة؛ وبذلك لم يبقَ آمنًا إلَّا طريق البحر الأحمر ومصر، ممَّا جعل الدولة المملوكيَّة تقومُ في ذلك العصر بِدور الوسيط بين الشرق والغرب. وفي البداية كانت الحركة التجاريَّة ضعيفة بِسبب انتشار روح العداء والكراهيَّة بين المُسلمين والأوروپيين نتيجة الحُرُوب الصليبيَّة، لكن ما أن خفَّت حدَّة الكراهيَّة هذه، وتوقفت الغزوات والغارات، فتح المماليك أبواب ثُغُور الساحل لِلتجارة والحُجَّاج النصارى، فانتعشت الحالة الاقتصاديَّة، حتَّى أنَّ بعض المُدن كبيروت ارتفع عدد سُكَّانها نتيجة هذه السياسة من بضع مئات إلى نحو عشرة آلاف نسمة. وقد أدرك سلاطين المماليك ما يُمكن أن تعود به عليهم التجارة الخارجيَّة من ثروة، فاهتموا بتنشيطها وتأمين مسالكها وإنشاء المُؤسسات اللازمة لِلتُجَّار كالفنادق والخانات والوكالات والقياسر والأسواق وغيرها. كذلك حرصوا على التودد إلى قوى البحر الأحمر من ناحية، وإلى التُجَّار الأوروپيين المُترددين على الإسكندريَّة ودُمياط من ناحيةٍ أُخرى. وقد أمر السُلطان قلاوون نُوَّابه أن يُحسنوا مُعاملة التُجَّار ويُلاطفونهم ويتوددون إليهم ولا يجبون منهم سوى الحُقُوق السُلطانيَّة. كذلك، كتب السُلطان قلاوون منشورًا إلى التُجَّار الذين يفدون إلى مصر والشَّام من الشرق والغرب يصفُ لهم محاسن البلاد ويُغريهم على القُدُوم إليها بِمتاجرهم ويعدهم بِحُسن المُعاملة والإحسان إليهم. ويُفهم من المراجع المُعاصرة أنه خُصِّصت لِكُل جالية من التُجَّار الأوروپيين فنادق خاصَّة بهم في الثُغُور والمراكز التجاريَّة الكُبرى في مصر والشَّام، ورُتِّبت أُمُور هذه الفنادق بحيث يتمتَّع التُجَّار الأوروپيُّون النازلين فيها بِأكبر قسط من الحُريَّة والتسهيلات.

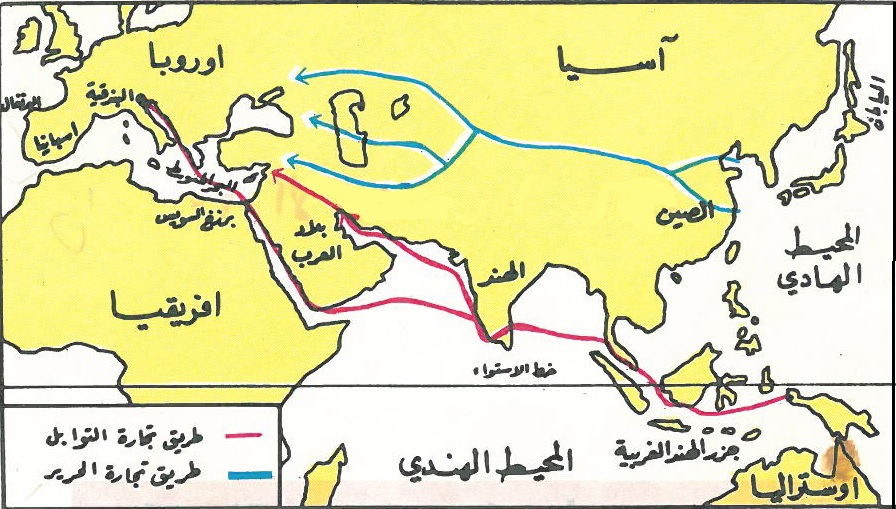
خريطة تُظهر طريق تجارة التوابل العبارة لِلأراضي المملوكيَّة، إلى جانب طريق الحرير.

ومما يدل على النشاط التجاري في عصر سلاطين المماليك انتعاش ثُغُور الدولة وموانيها، مثل أسوان بِالنسبة لِتجارة النوبة، وعيذاب بِالنسبة لِتجارة الصين والهند واليمن، ودُمياط والإسكندريَّة وطرابُلس وبيروت وصيدا بِالنسبة لِلتجارة مع القوى الأوروپيَّة، وخاصَّةً المُدن الإيطاليَّة. وما يُقال عن التجارة الخارجيَّة يُمكن تطبيقه على التجارة الداخليَّة، إذ اشتهرت مُدن الشَّام ومصر الكُبرى بِأسواقها الحافلة بِالبضائع، وإحكام الرقابة عليها من جانب المُحتسبين لِمنع التلاعب في الأسعار أو الأوزان أو أصناف البضاعة. على أنَّ الجشع سُرعان ما دفع سلاطين دولة المماليك الشراكسة إلى اتباع سياسةٍ احتكاريَّةٍ عنيفة، فاحتكروا تجارة التوابل والبُخُور، وبالغوا في تحديد أثمانها حتَّى بلغ ثمن الفلفل مثلًا في الإسكندريَّة أضعاف ثمنه في الشرق الأقصى عشرين مرَّة. ولقد بلغت سياسة الاحتكار هذه أشدَّها على عهد السُلطان الأشرف برسباي الذي أبطل التعامل بِالنقد البُندُقي والفلورنسي وسكَّ الدينار الأشرفي لِيكون أساسًا لِلتعامل مع التُجَّار الأوروپيين. وأخيرًا ضاق الأوروپيُّون ذرعًا بِسياسة سلاطين المماليك واحتكاراتهم، فجدُّوا في البحث عن طريقٍ آخر يُمكِّنهم من الحُصُول على حاصلات الشرق بِثمنٍ معقول؛ وما زالوا يجدُّون حتَّى اكتشفوا طريق رأس الرجاء الصالح في نهاية القرن التاسع الهجري المُوافق لِلقرن الخامس عشر لِلميلاد، فكان ذلك إيذانًا بِتدهور مركز الدولة المملوكيَّة التجاري في التجارة العالميَّة. وأخيرًا، يُلاحظ عدم استقرار الحياة الاقتصاديَّة في عصر المماليك بِسبب تلاعب السلاطين بِالعملة، أو حُدُوث الفتن والمُنازعات بين طوائف المماليك. هذا فضلًا عن أنَّ أهل مصر كانوا يعيشون تحت رحمة فيضان النيل، فإذا انخفض الفيضان حدثت أزمة اقتصاديَّة في البلاد وارتفعت الأسعار واشتدَّ الجُوع ورُبما انتشر الطاعون في البلاد وسقط الموتى في الطُرُقات دون أن يجدوا من يدفنهم.

## الحياة العلميَّة والفكريَّة

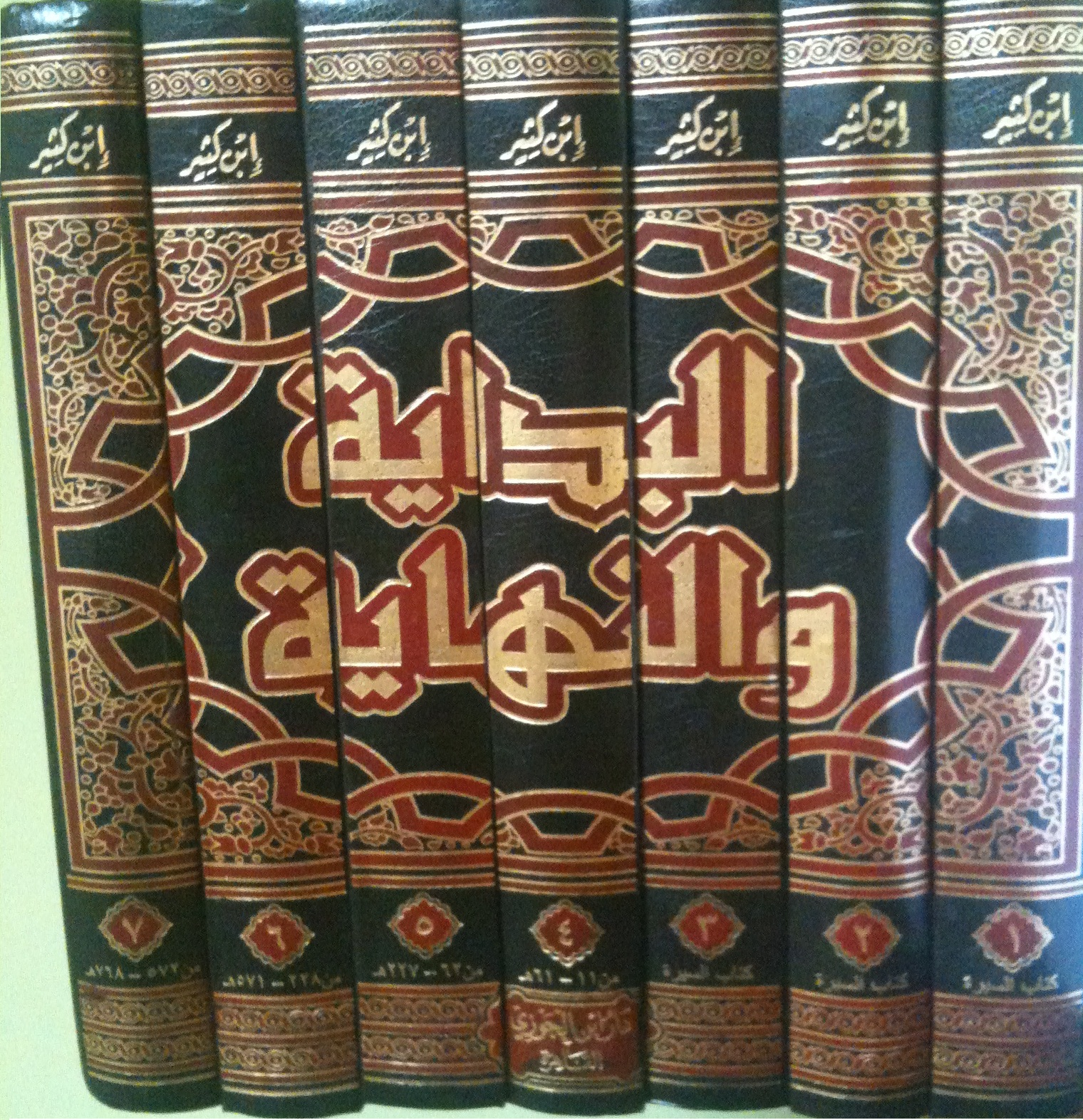
طبعة حديثة لِمُؤلَّف البداية والنهاية لِابن كثير.

خُصّ عهد الناصر محمد بن قلاوون (حكم1292-1340م) بلقب «عصر الموسوعات» لظهور موسوعة «مسالك الأبصار في ممالك الأمصار» (كتاب في الجغرافية والتاريخ والأدب وعلم الاجتماع والطبيعيات) لرئيس ديوان الإنشاء شهاب الدين أحمد بن فضل الله العمري (700-749هـ/01-1349م)، وموسوعة «نهاية الأرب في فنون الأدب» (كتاب فلك وجغرافية وطبيعيات وتاريخ واجتماع وأدب وسياسة في 32 جزءاً) لشهاب الدين النويري (1279-1333)، وبعدهما بقليلٍ موسوعة «صبح الأعشى في صناعة الإنشا» للقلقشندي (756-821هـ/1355-1418م)، ولكن يصلح إطلاق لقب العصر الموسوعي على مجمل العصر المملوكي  لشيوع التأليف الموسوعي بحفْزٍ من حيوية المجتمع المسلم لجمع التراث العربي الإسلامي وحفظه من الاندثار بعد الضياع الكبير الذي لحقه بسبب الغزو المغولي، فشاع نمط الكتابة الموسوعية؛ كما عند جمال الدين ابن منظور (630-711هـ/1232-1310م) في معجمه اللغوي الجامع «لسان العرب» الذي قال عنه الزركلي: «جمع فيه أمهات كتب اللغة، فكاد يغني عنها جميعاً»، وعند ابن النفيس (10-1288م) في موسوعته الطبية الصيدلانية «الشامل في الطب»، التي أمضى بتأليفها أكثر من ثلاثين سنةً، وترك منها ثمانين جزءاً. ذكر أنه خطط لها أن تكون في ثلاثمئة جزءٍ، ومازالت بعض أجزائها بخطه محفوظةً في البيمارستان المنصوري بالقاهرة تعود لسنة 641هـ، وعند الدميري (1341-1405م) في «حياة الحيوان الكبرى»، وفي العلوم الشرعية ثمة الكمال بن الهمام (790-861هـ/1456) الفقيه الأصولي المجتهد (مجتهد مذهب) الذي بلغ في المذهب الحنفي درجة الترجيح (من رجال الطبقة الثانية في المذهب)، فسادت كتبه حتى النصف الأول من القرن 19م (مع تأليف «حاشية ابن عابدين») وكان لأقواله الفصل في المذهب، والإمام جلال الدين السيوطي (850-911هـ/1445-1505م) بغزارة تآليفه واستيعابها وإحاطتها، وابن هشام الأنصاري (708-761هـ/09-1360م) الذي يُعدّ إحدى قمم علماء العربية على مدى العصور. على أن القرن التاسع الهجري المُوافق للقرن الخامس عشر الميلادي شهد عموماً بعد جائحة تيمور الأعرج تواضعاً في السوية العلمية قياساً بالقرنين السابقين عليه، فشاعت المختصرات والتعليقات، وحتى ظهرت الانتحالات وهو ما كان غريباً دوماً على الحضارة الإسلامية.

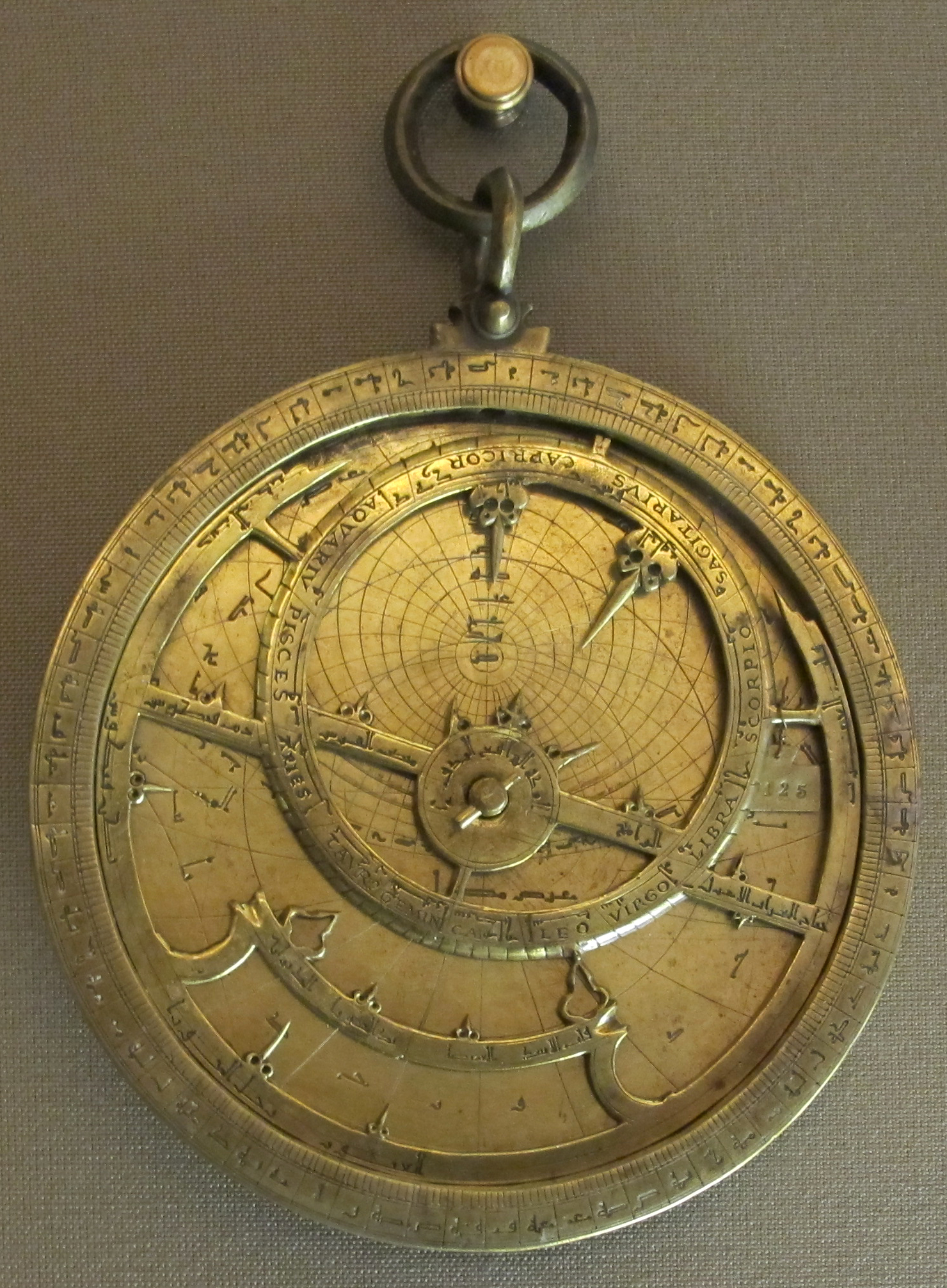
أسطرلاب يرجع لِلعصر المملوكي، مُخصص لِدراسة الفلك. يُحتفظ به في متحف «سان مارتينو» بِمدينة ناپولي.

اهْتَمَّ المَماليكُ بِالعِلْمِ، فَكان لِلْعُلَماءِ في عَهْدِهِمْ مَكانَةٌ كَبيرَةٌ، فأَكثَرَ سلاطينُ المماليك من بناء المدارس والجوامع والرُّبَط، فأَنْشَأْ الْظاهِرُ بيبَرْس المَدْرَسَةَ الظاهِرِيَة الواقعة شرقي قلعة دمشق، وَأَنْشَأْ الناصِر مُحَمَّد المَدْرَسَةَ الناصِرِيَةَ، وابنه السلطان حسن مسجد ومدرسة السلطان الناصر حسن أكبر بناءٍ مدرسيٍّ في العالم (7900م²) في القاهرة، وزخر العصر المملوكي بعددٍ كبيرٍ من مشاهير العلماء الذين أثروا الحركة العلمية، مثل الحافظ محي الدين أبي زكريا يحيى بن شرف النووي صاحب كتاب رياض الصالحين في الحديث، والذي شرح صحيح مسلم (شرح صحيح مسلم للنووي)، وجمع وحرر أحكام المذهب الشافعي، والعز بن عبد السلام العالم الفقيه المعروف الملقب بـ«سلطان العلماء»، وشيخ الإسلام تقي الدين أبو العباس أحمد بن عبد الحليم بن تيمية الفقيه المعروف صاحب الفتوى الحموية، وابن قيم الجوزية صاحب زاد المعاد في هدي خير العباد، والقاضي والفقيه ابن دقيق العيد، والحافظ المزي صاحب تهذيب الكمال، وابن حجر العسقلاني أمير المؤمنين في الحديث صاحب فتح الباري في شرح صحيح البخاري، وشمس الدين الذهبي الحافظ والمؤرخ صاحب سير أعلام النبلاء، وشيخ الإسلام بدر الدين أبو عبد الله محمد بن جماعة الذي سمع الحديث وله مؤلفات فيه وكان بارزاً في علومٍٍ متنوعة، والحافظ أبي الفداء إسماعيل بن كثير صاحب كتاب البداية والنهاية في التاريخ، وتفسير القرآن العظيم في التفسير، والمقريزي (1364-1442م) المؤرخ صاحب مدرسةٍ في التأريخ، وأشهر كتبه السلوك لمعرفة دول الملوك أو «الخطط المقريزية»، وابن تغري بردي صاحب النجوم الزاهرة في ملوك مصر والقاهرة، والقلقشندي المؤرخ صاحب كتاب صبح الأعشى، وابن قدامة المقدسي أحد أعلام المذهب الحنبلي، ومؤلف كتاب المغني من أهم الكتب وأفضلها في الفقه المقارن، وابن خلدون مؤسس علم الاجتماع، أما بالنسبة للمجال الطبي فكانت القاهرة ودمشق وحماة من أهم مراكز طب العُيُون في العالم، خرّجت عدداً من الأطباء الأفذاذ ممن كانوا حُجَّة ومرجعاً في هذا العلم مثل خليفة بن أبي المحاسن الحلبي الذي ألَّف كتاب «الكافي في طب العيون» وفيه شرح إجراء عملية الكتاراكت، وأيضاً صلاح الدين بن يوسف من حماة الذي ألف كتاباً في طب العيون أسماه «نور العيون»، وفي الملاحة البحرية شاعت مؤلفات وابتكارات أحمد بن ماجد الذي ألف أرجوزةً في الملاحة يحفظها الربابنة والبحارة لاستذكار تعليمات الإبحار والأنواء، وترك موجزاً في الملاحة النظرية والعملية، وكان لابن ماجد دورٌ هامٌّ في تطوير البوصلة، فكان أول من ثبّت إبرةً مغناطيسيةً على سنّ، وكانت قبلئذٍ تُحكّ إبرة البوصلة بالمغناطيس ثم وضعها فوق إناءٍ فيه ماء بحيث تطفو على عودين صغيرين من الخشب فتشير إلى الشمال، ولكن بعد اختراع ابن ماجد أصبحت تتحرك حرةً دونما حاجةٍ إلى وعاء الماء.

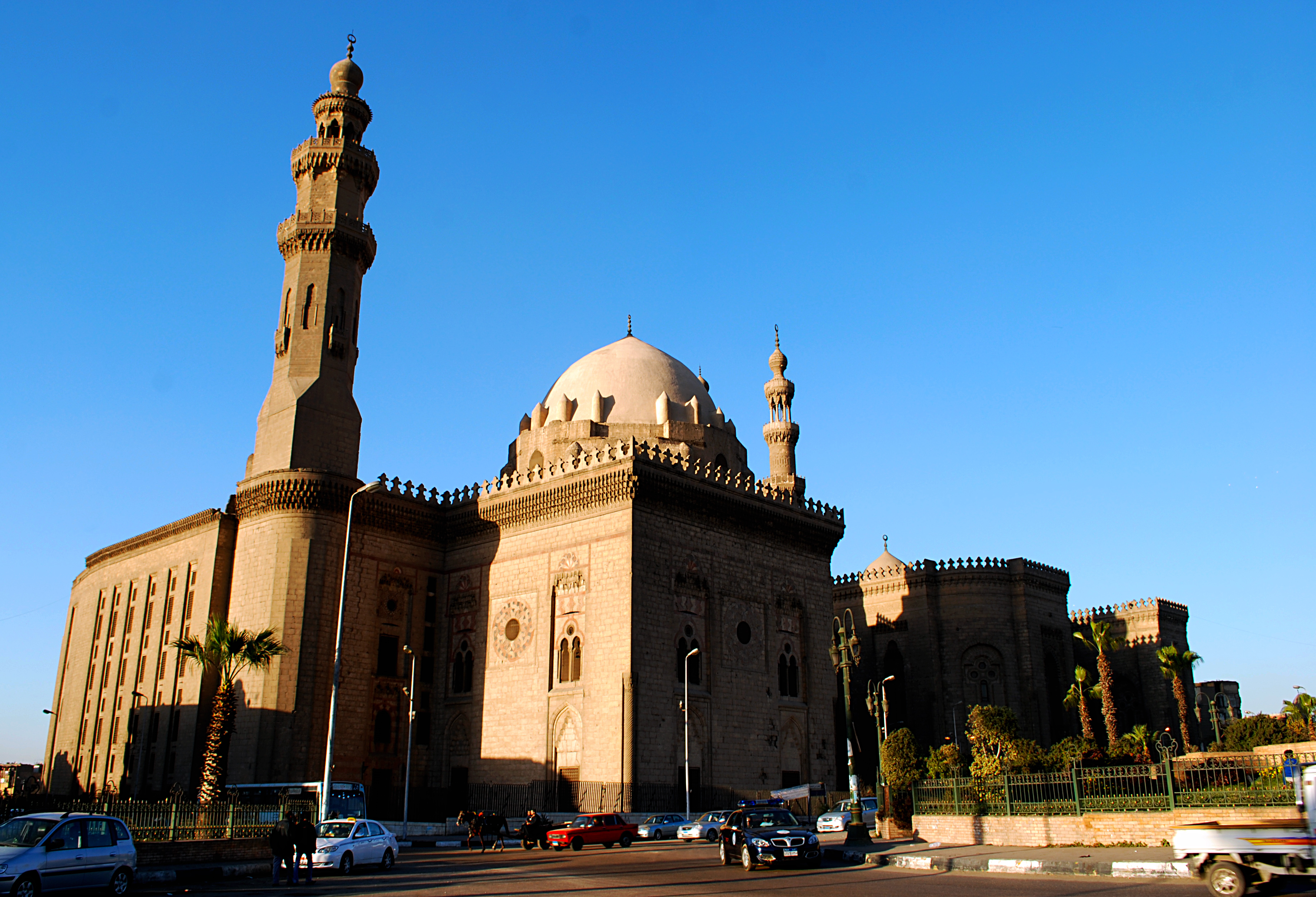
صورة لمسجد ومدرسة السلطان حسن أحد أهم المساجد المملوكية، وكان يحتوي على مدرسة؛ للتدريس فيها.

يعود التطور العلمي في الدولة المملوكية لاهتمام سلاطين المماليك بالعلم، وتشجيعهم للعلماء، وهذا لعدة عوامل منها التقوى والزلفى واستخدامها في كبح الدعوة للمذهب الشيعي، ومنها اتخاذ المدرسة لدعم مركزهم في أعين الشعب، وقد ألحقت بكل مدرسةٍ خزانة كتبٍ يرجِع إليها المدرسون والطلاب في البحث والاستقصاء، فإذا أتم الطالب دراسته وتأهل للفُتيا والتدريس أجاز له شيخه ذلك وكتب له إجازةً يذكر فيها اسم الطالب وشيخه ومذهبه وتاريخ الإجازة وغير ذلك، كما أن الحياة العلمية في مدارس العصر المملوكي لم تخلُ من ضروب الترويح عن النفس فأقيمت في المدارس بين الحين والآخر حفلات لمختلف المناسبات العلمية كختم البخاري أو الفراغ من تصنيف كتابٍ أو غير ذلك، وكانت الأوقاف والأحباس هي التي ثبتت أركان المدرسة ودعمت نظامها ومكنتها من القيام برسالتها في عصر المماليك. كان تعليم الطلبة مجانيّاً حسبةً لوجه الله إضافةً لضمان المسكن والكساء وبعض المقررات النقدية والعينية الأسبوعية أو الشهرية، إلا أنها كانت في أحيانٍ قليلةٍ تختلف من طالبٍ لآخر وفق ما يراه ناظر الوقف ما يؤدي إلى التحاسد بين الطلبة بسبب نقص مقرر أحدهم عن زميله.
لم تك المدرسة ذلك العصر في كثيرٍ من الأحيان بناءً مستقلاً قائماً بذاته، وإنما كان يُلحَق بها عادةً مسجدٌ والقبة التي يبنيها السلطان أو الأمير ليدفن فيها وربما خانقاه أو زاويةٍ للصوفية، وأحياناً مشفىً خدمياً لحاجات الطلبة (كما في مدرسة الناصر حسن)، وبعضها كان يدرس العلوم الدنيوية كالطب والفلك (مدرسة الناصر حسن أيضاً). على العموم بلغت العناية بالمدارس في العصر المملوكي أوجها حتى المدارس الصغيرة غدت عمارتها وزخرفتها أحياناً مثالاً باهراً كالمدرسة الجقمقمية شمال غربي المسجد الأموي بدمشق، وكان الأمراء يتنافسون في اجتذاب الأسماء الكبيرة من العلماء للتدريس في مدارسهم التي أوقفوها كما جرى مع ابن خلدون.

## الحياة الاجتماعيَّة

### الأعياد

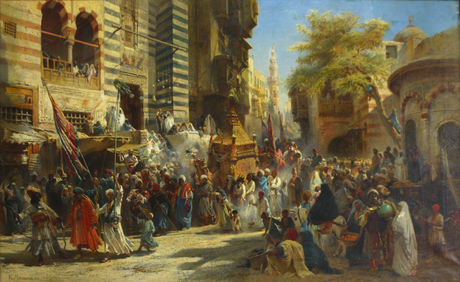
الاحتفال بِخُرُوج المحمل المصري (كسوة الكعبة) من القاهرة إلى الحجاز.

امتازت الحياة الاجتماعيَّة في مصر والشَّام على عصر سلاطين المماليك بِكثرة الأعياد الدينيَّة والقوميَّة، والمُبالغة في إحياء تلك الأعياد. ففي الأعياد ذات الصبغة الدينيَّة كان الناس يتبادلون التهنئة ويُقيمون الولائم ويتصدَّقون على الفُقراء، ويُبالغون في إظهار السُرُور. ورُبَّما جاءت هذه الأعياد مصحوبة بِبعض المواكب - مثل الاحتفال بِدوران المحمل - وعندئذٍ يخرج الناس من كُل مكانٍ لِلفرجة، ويُزيِّن أصحاب الحوانيت والأسواق حوانيتهم بِالحرير والحُليّ. أمَّا في الاحتفالات القوميَّة مثل الاحتفال بِوفاء النيل أو تولية سُلطان جديد، فكان السُلطان عادةً يشق القاهرة في موكبٍ حافلٍ وقد فُرشت الشوارع بِشقق الحرير، وأقام الأُمراء القلاع - وهي أقواسُ النصر - في طريق السُلطان. وتتضاعف مظاهر الفرح والبهجة إذا كان السُلطان عائدًا مُنتصرًا من ميدان الحرب، إذ يُبالغ الأُمراء والناس في الزينة؛ ويقوم نائب السلطنة بِإحضار سائر مغاني العرب من أعمال مصر كُلِّها.

### طبقات الناس

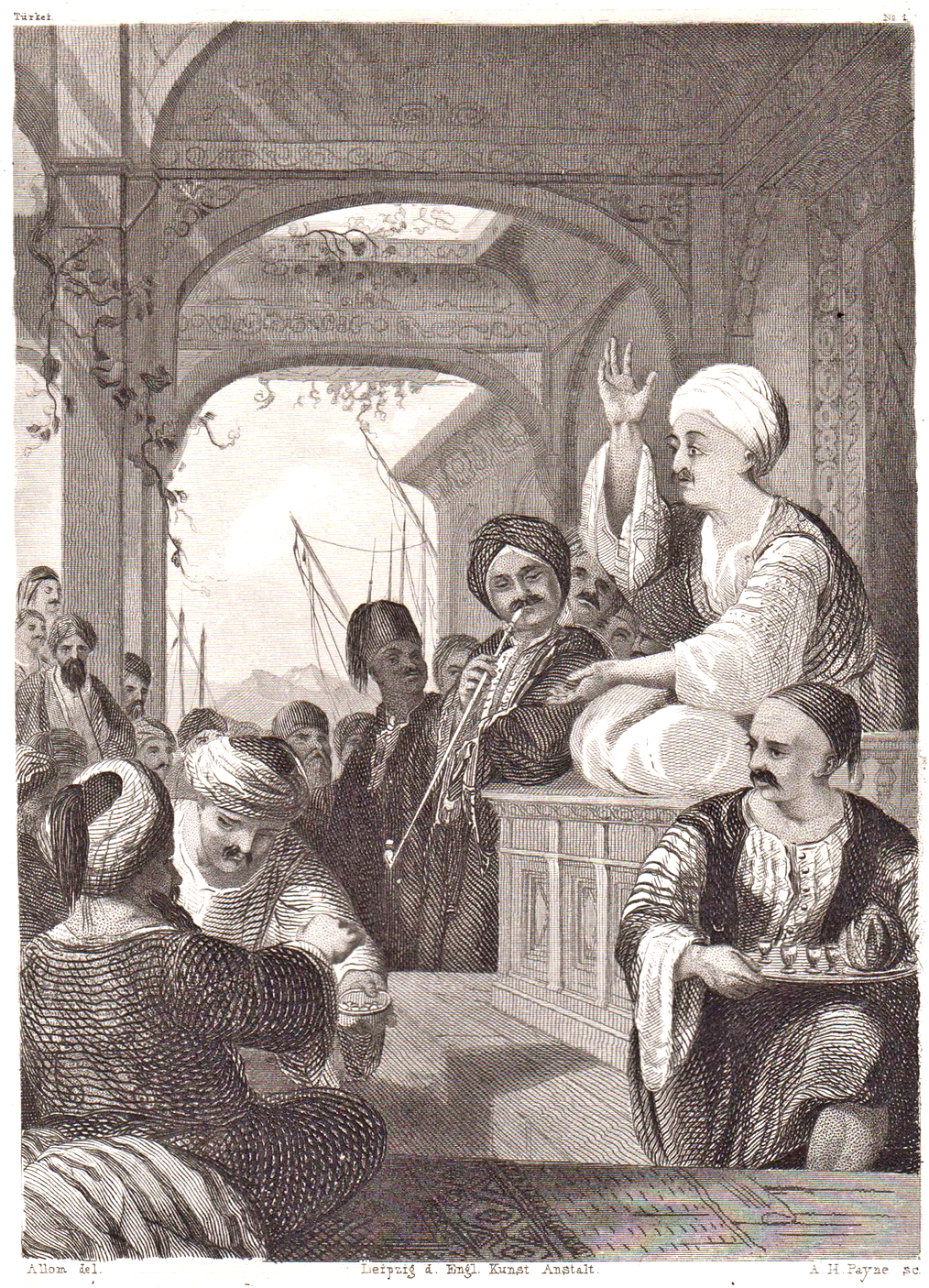
كان الاستماع إلى الحكواتيَّة في المقاهي أحد أبرز وسائل الترفيه في العصر المملوكي.

كان المُجتمع المملوكي مُجتمعًا طبقياً تَميَّز بِكثرة طبقاته، إذ إنَّ طبيعةَ حُكم المماليك الأغراب عن البلاد، وانعزالهم عن أهل البلاد وعن انخراطهم في سلوكهم، أدَّى إلى ظُهُور طبقةٍ مُتميِّزةٍ في المُجتمع تمتلكُ زمام الحُكم فيه هي طبقة المماليك أصحاب السيادة والنُفوذ، كما ظهرت أيضاً الطبقات الأخرى، ويُمكن تقسيم سُكَّان مصر والشَّام في العصر المملوكي إلى ثماني طبقاتٍ: طبقة المماليك، وطبقة المُعمَّمين، وطبقة التُجَّار، وطبقة طوائف السُكَّان أرباب المهن في المُدن، وطبقة أهل الذمَّة، وطبقة الفلَّاحين، وطبقة الأعراب، وطبقة الأقليَّات الأجنبيَّة. عاش الممالك أنفُسهم طبقة أرستقراطيَّة يحكمون البلاد ويتمتعون بِالجُزء الأكبر من خيراتها دون أن يُحاولوا الامتزاج بِأهلها إلَّا قليلاً، وقد شهد الرحَّالة الأجانب الذين زاروا مصر في ذلك العصر بِعظم ثروة المماليك وحياة الترف والنعيم التي عاشوا في ظلِّها. أمَّا عامَّة الشعب فقد استطاع بعض فئاتهم -مثل المُعممين والتُجَّار- أن يحتفظوا لِأنفُسهم بِمكانةٍ مرموقةٍ في المُجتمع ومُستوىً لائقٍ من المعيشة، في حين عاش غالب أهل البلاد من العوام والفلَّاحين حياةً أقرب إلى البُؤس والحرمان.

### الترفيهات
على الرغم مما كان يتعرَّض له أهالي القاهرة أحياناً جرَّاء عدم الاستقرار السياسي والاقتصادي إلَّا أنهم عاشوا عيشةً مرحة، فحرصوا على الإقبال على وسائل التسلية، والخُرُوج إلى الحدائق العامَّة، والرغبة في سماع الموسيقى، والغناء، والتلهِّي بِمُشاهدة خيال الظل أو مُشاهدة نطاح الكباش ومُناقرة الدُيُوك. وقد وصف ابن بطوطة أهالي مصر حينما زارها بِأنهم «ذوو طرب وسُرور ولهو». ومن أبرز وسائل الترفيه والتسلية آنذاك كان الجُلُوس إلى المقاهي والاستماع إلى الحكواتيَّة الذين كانوا يروون القصص العربيَّة الخُرافيَّة مثل ألف ليلة وليلة وسير أبطال الإسلام السابقين كالظاهر بيبرس وصلاح الدين الأيُّوبي، وقد تخصصت بعض المقاهي بِقص سيرة الظاهر بيبرس وعُرفت باسم «المقاهي الظاهريَّة»، وأُخرى بِقصص أبي زيدٍ الهلاليّ وعُرفت باسم «المقاهي الهلاليَّة»، وغيرها.

### اللُغة والمُصطلحات
كانت العربيَّة هي اللُغة الأولى السائدة بين جميع أطياف الشعب في العصر المملوكي، أمَّا سلاطين المماليك فقد تحدثوا التُركيَّة كلُغةٍ أُم، والتُركيَّة المقصودة هُنا هي التُركيَّة القفجاقيَّة المُنقرضة اليوم. وعلى الرُغم من أنَّ المماليك البُرجيَّة كانوا شراكسة، فإنهم تحدثوا التُركيَّة كذلك كونها كانت لُغة أسيادهم المماليك البحريَّة، فلقَّنوهم إيَّاها بِمُجرَّد قُدومهم إلى مصر، فكان من نتيجة ذلك أن تترَّك هؤلاء لُغةً وثقافةً. من جهةٍ ثانية، فإنَّ الفترة التي عاشها العرب في ظل الدولة المملوكيَّة مع غيرهم من الأعراق كالتُرك والشركس والمغول والأرمن، أفضت إلى تأثُّرهم بِثقافهم هذه الأقوام مثلما تأثَّر هؤلاء بِالثقافة العربيَّة، وكان من نتائج هذا التأثير أن ألقت كُل ثقافة بِظلالها على الأُخرى فأوحت إليها ببعض الألفاظ والتعابير الاصطلاحيَّة التي كانت تنمو مع نُموِّ الأزمنة وتخضع لِتطوُّراتها، واستمرَّ بعضها صامدًا في مصر والشَّام إلى اليوم. ومن أبرز تلك المُصطلحات: الأعلام التي تُستخدم اليوم بِمعنى الرايات، ومعناها الأصلي الرَّاية العظيمة المصنوعة من الحرير الأصفر المُطرَّز بِالذهب وعليها ألقاب السُلطان واسمه. ومنها أيضًا الأوباش وهو لفظٌ أُطلق في العصر المملوكي والعُثماني على الجماعات المُثيرة لِلشغب والتي كانت تقوم بين الحين والآخر بِأعمال النهب والاعتداء على الآمنين وقطع الطُرق على التُجَّار والوافدين. وكذلك بقسماط، وهو ضربٌ من الخُبز الجاف المُقطَّع يُستعمل أثناء الطوارئ حين لا يتوفَّر الرغيف الطازج، وما زال هذا المُصطلح يُستخدم في مصر وشمال الشَّام. وغير ذلك كثير.

## العمارة
اهتم حُكَام الدَولة المَمْلُوكِية بالعِمَارة، وخَاصة الناصر محمد بن قلاوون والذي أَكثر مِنْ بِنَاء العَمائِر حَيْثُ يُعَد عصرُه من أزْهى عُصور الدَوْلة المَمْلُوكِيَة، ومِن أَهم مُنشآته في مَدينَة القَاهِرَة المَيدان العَظيم، والقصر الأَبْلق بالقَلْعة، والإيوان ومَسْجِد القَلْعَة، والمَيْدان الناصري، وبُسْتَان بَاب اللوق، وقَناطِر السباع، ومن بَيْن الأَعْمالِ العَظيمَة التَي أُنجزت في عَصْر الناصِر مُحَمَّد حَفْر قَناة مِنْ الإسكندرية إلى فوة، وبِذَلك أَعادَ وَصْلَ الإسْكَنَدَرِيَة بِالنيل، وبَلَغَ اهْتِمامُ النَاصِر بالعِمارَة أَنْ أَفْرَدَ لَها ديوانًا، وبَلَغَ مَصْروفُها كُل يَوْمٍ اثْني عشر أَلْف دِرْهَم، وقد تمثلت العمارة في الدولة المملوكية عامة في المساجد، والقبور، وبالنسبة لعمارة المساجد في الدولة المملوكية فقد احتفظت بالتقاليد السابقة الموجودة في الدول السابقة للدولة المملوكية؛ فهي مؤلَّفة من صحن مكشوف تحفُّ به أربعة أروقة، ومن حرم مغطى، وقد أخرجت لنا العمارة المملوكية العديد من المساجد الشهيرة منها: مسجد بيبرس الأوَّل، والذي تم إنشاؤه عام 667 هـ الموافق 1269م، وهو من أقدم المساجد المملوكية، وبالنسبة لآخر مسجد مملوكي هو مسجد السلطان مؤيد، والذي تم إنشاؤه 854 هـ الموافق 1450م، وقد أُنشئت العديد من المساجد المهمة، ومنها مسجد السلطان قلاوون، والذي تم إنشاؤه عام 684 هـ الموافق 1285م، وهذا المسجد يُعدُّ من أهمِّ المساجد المملوكيَّة وأجملها، وهو مجموعةٌ معماريَّةٌ تتضمَّن بيمارستانًا، ومسجدًا أُلحقت به مقصورات للطلاب، ثم ضريح السلطان، وتبدو واجهة هذه الأبنية شديدة الزخارف مؤلَّفة من مشاكٍ عالية ذات أقواسٍ منكسرة، وهناك أيضا مسجد ومدرسة السلطان حسن الذي أنشأ عام 764 هـ الموافق 1363م، والذي يعد نموذجًا معماريًّا متميِّزًا، حيث يقوم البناء على سطح منحدر، يبدو بمدخله الفخم وقد سبقه درج يوصل إلى دهليز يُؤدِّي إلى الصحن المربَّع الشكل، تنفتح من جهاته الأربع إيوانات ذات قبَّةٍ منكسرة، ولكن الإيوان المجابه للمدخل هو الأوسع، وفيه محراب القبلة، وفي وسطه مقصورة مرفوعة، وإلى جانبي المحراب بابان يصلان الحرم بصالةٍ كبرى ذات قبَّة؛ هي مدفن السلطان حسن، وتتَّصل الأواوين الجانبيَّة بغرفٍ ومقصوراتٍ تُشكِّل مدرسةً بذاتها، تسمح بإقامة الطلاب وبدراستهم، وتنهض في مقدِّمة البناء مئذنتان، وهناك في دمشق وحلب مساجد تعود إلى ذلك العصر أنشأها نوَّاب السلطان، منها جامعي تنكز ويلبغا في دمشق، وفي حلب جامع الطنبغا وجامع الأطروش (أقبغا)، وبالنسبة لمآذن الجوامع المملوكية فقد اهتمَّ المعمار عمومًا بتزيين المآذن بالمقرنصات أو بالقيشاني، وغيرها، وقد ظهرت المئذنة المزدوجة الرؤوس كما في مئذنة الغوري في الجامع الأزهر، وتُزيِّن المساجد المملوكية سقوف مدهونة وزجاج ملوَّن في النوافذ، وتنزيل الرخام في الجدران، مع تبليطات هندسيَّة، كما تُزيِّن واجهات هذه الأبنية كسوات رخامية أو حجرية حمراء أو بيضاء، ومحاريب شاقولية ومقرنصات، ويتميَّز مسجد قايتباي أيضا بمزايا زخرفيَّة متميِّزة. 

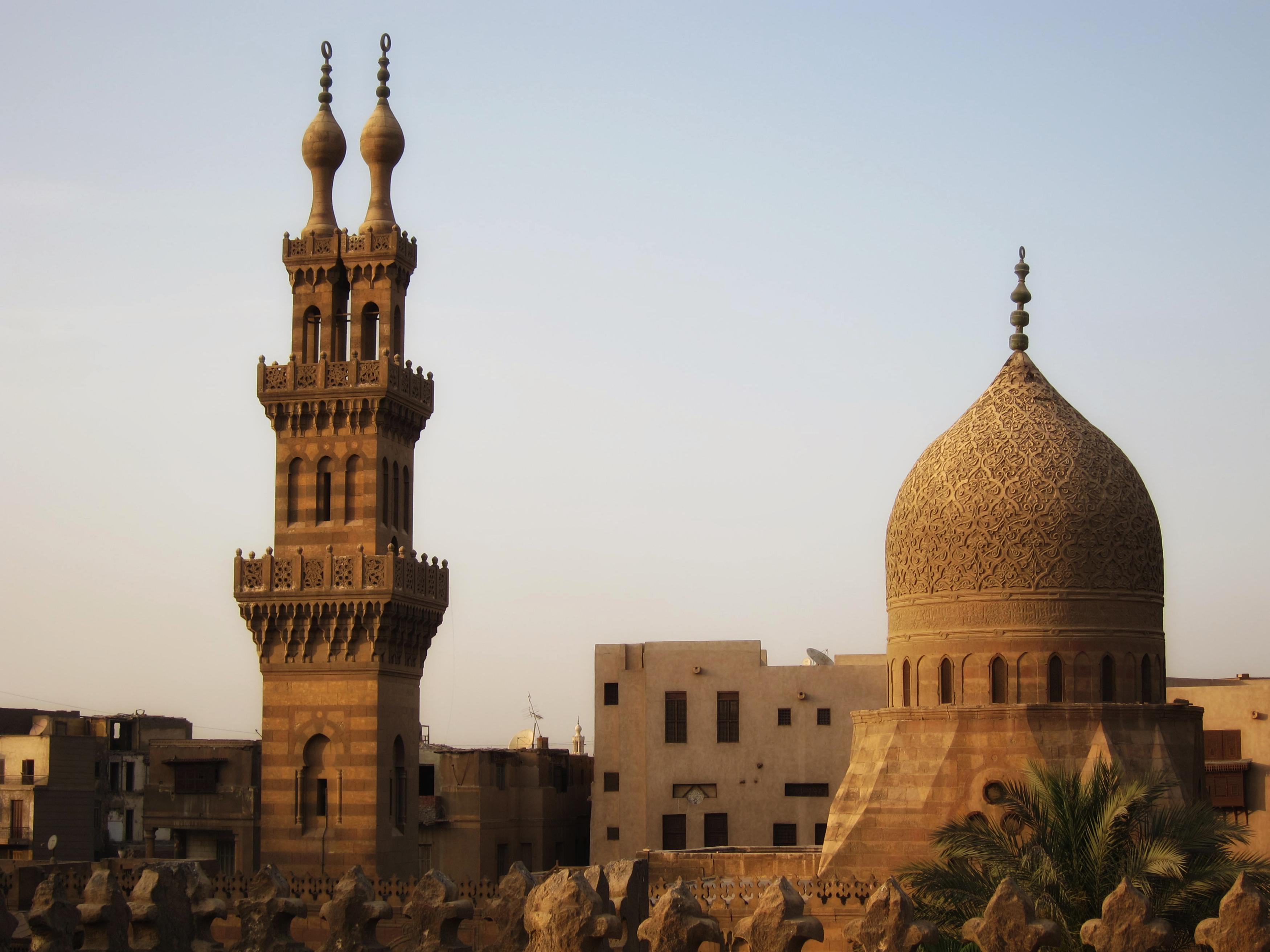
مسجد قاني باي الرمَّاح - القاهرة
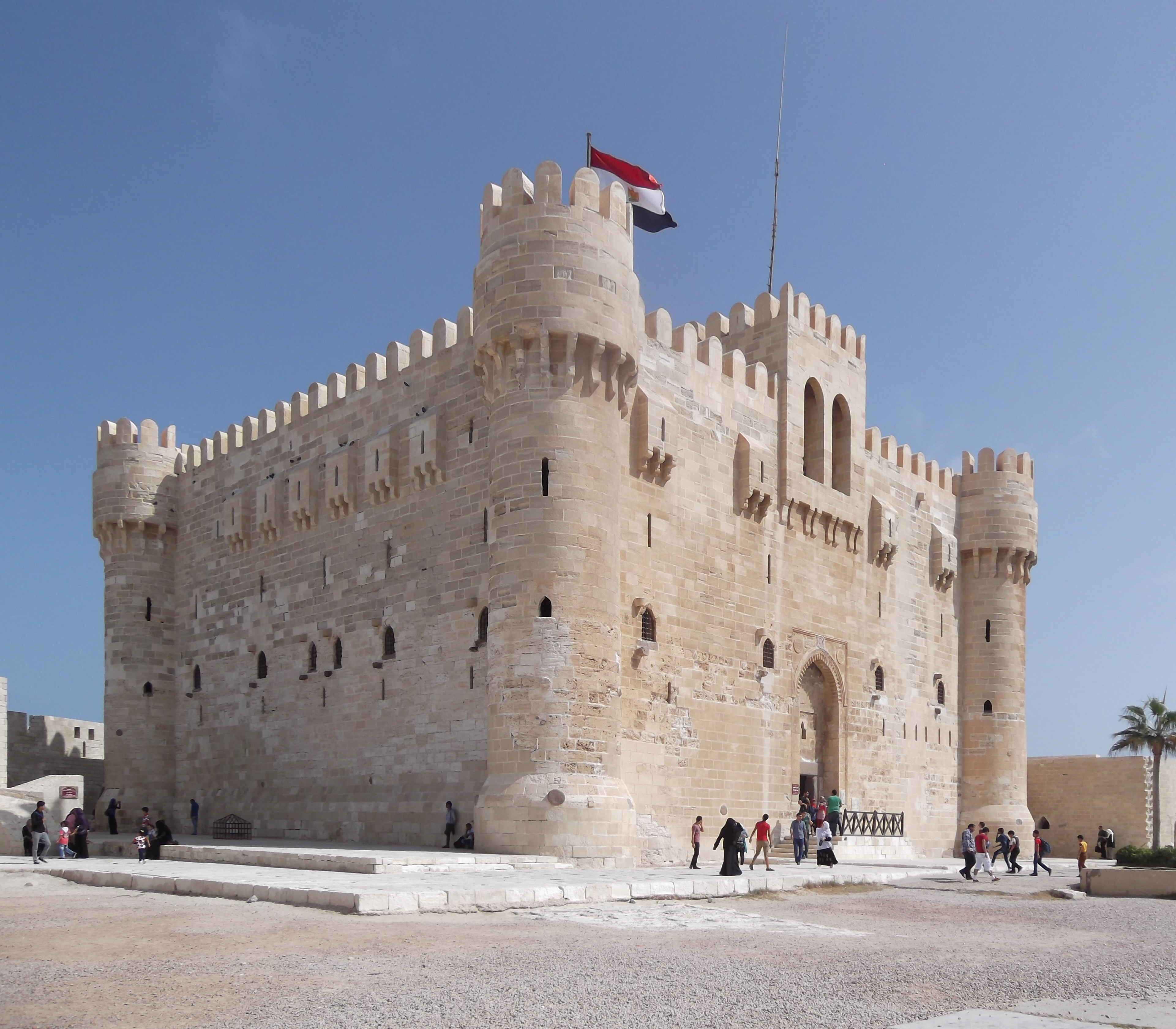
قلعة قايتباي - الإسكندريَّة
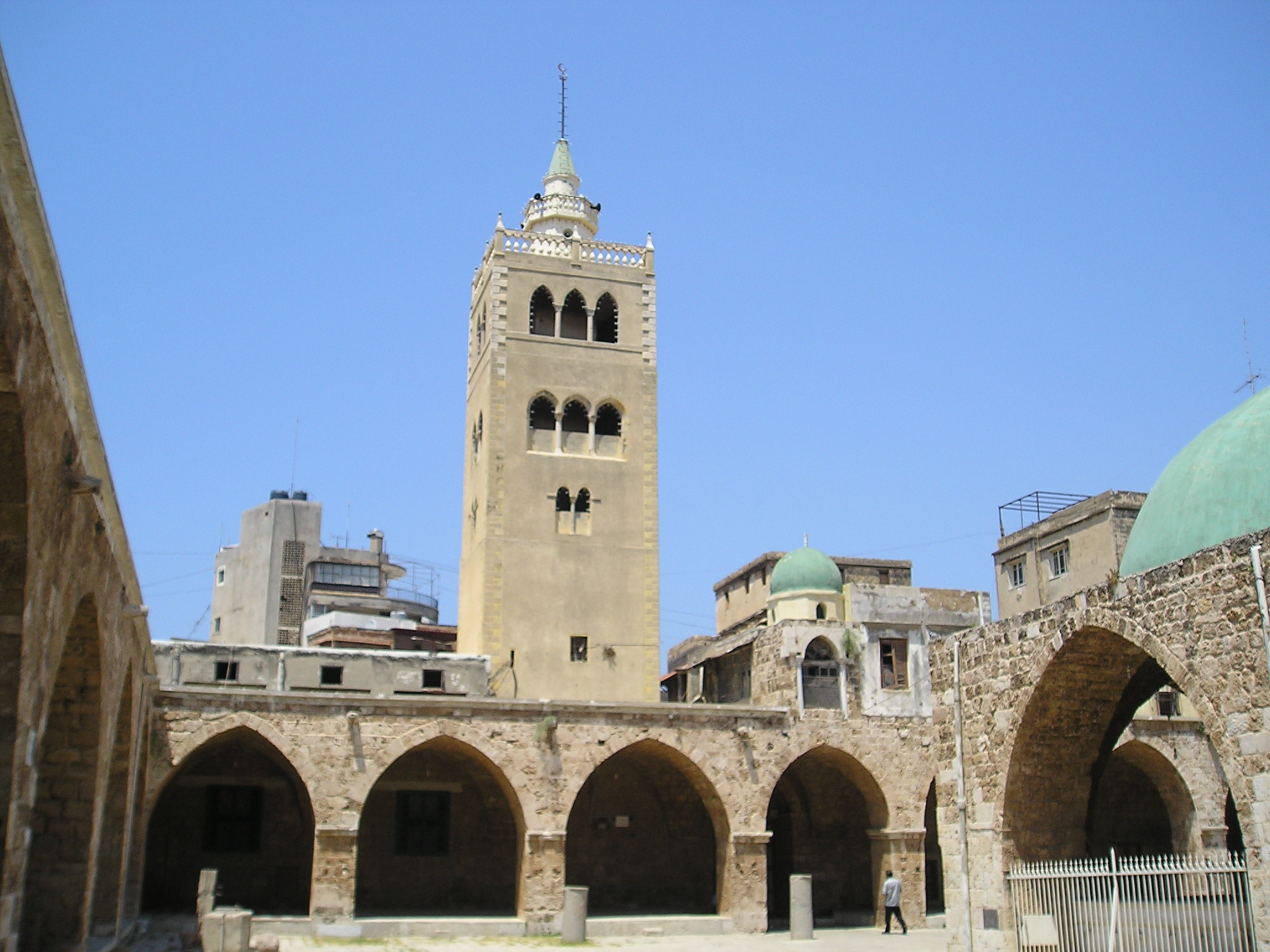
المسجد المنصوري الكبير - طرابُلس
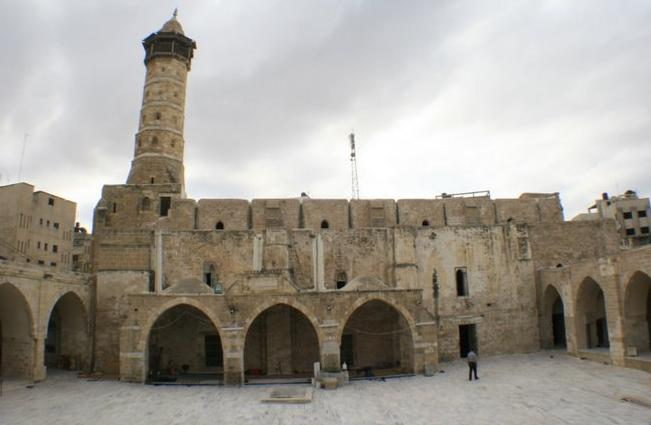
الجامع العُمري الكبير - غزَّة
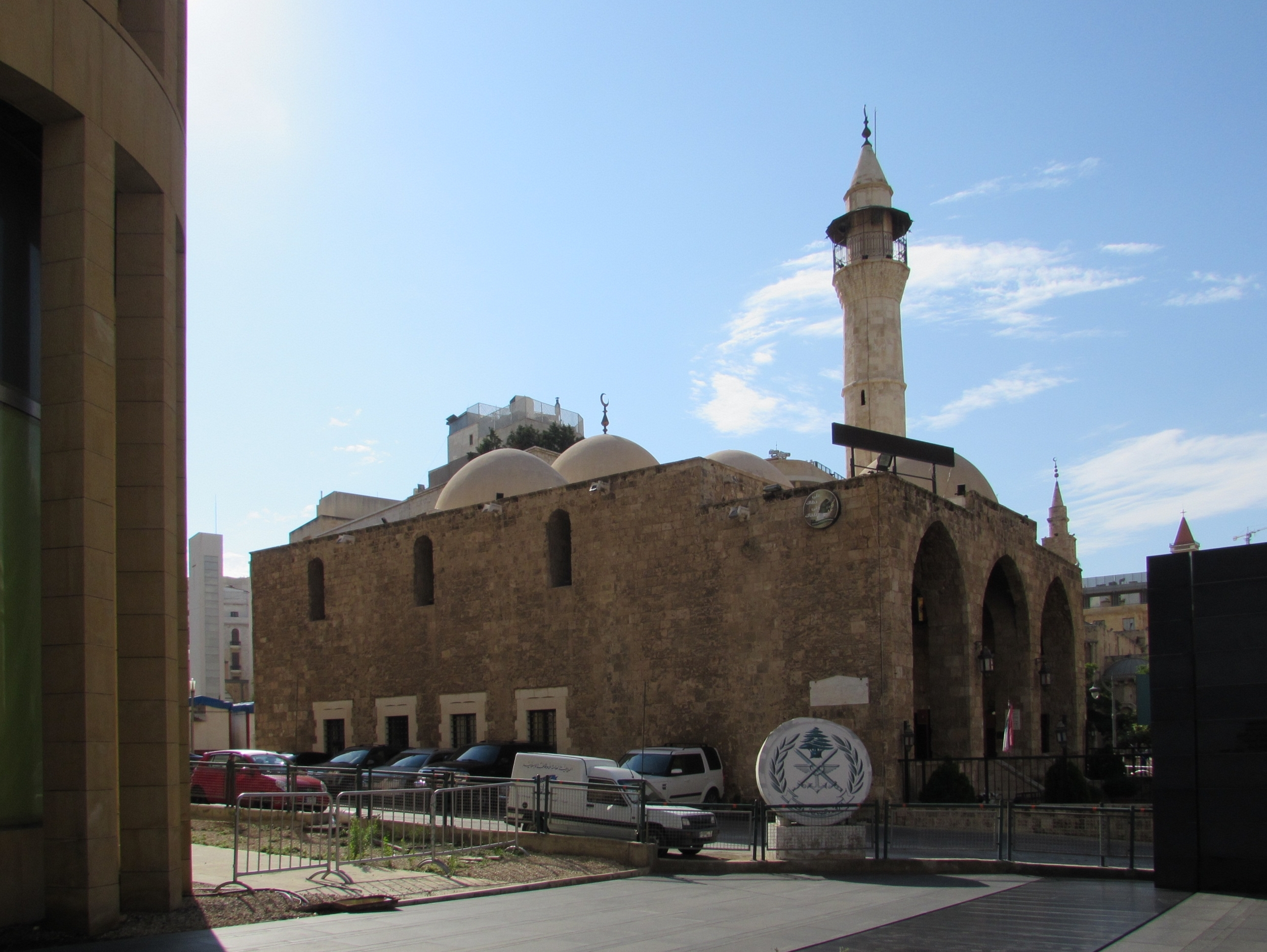
جامع الأمير منصور عسَّاف - بيروت

وهناك العديد من العمائر الأخرى التي اهتم المماليك بإنشائها، مثل: المدرسة وكانت مؤلَّفة من إيوانين متقابلين مفتوحين على صحن، وقد تلحق بالمدرسة -غالبًا- أضرحة ومصليَّات، وظهر في هذا العصر بناء الجامع والمدرسة، وأنشأ المماليك أيضا الخانقاه والتي كانت أشبه بمدرسة مخصَّصة للصوفيَّة أو للتجار؛ حيث يكون لهم جناح في هذا المبنى لمزاولة أعمالهم، والخانات هي فنادق للمسافرين والقوافل تتكون من طابقين أو أكثر، الطابق السفلي مخصَّص لحفظ البضائع والدواب، والطوابق العليا للسكن، والوكالات وكانَت مخصَّصة للتجار المسافرين، وبالنسبة لعمارة المدافن، والتي كانت من من أكثر المنشآت المعمارية انتشارًا في ذلك العصر، وفيها كانت القبة تأخذ شكل التربة، وكان بعضها مستقلًا، وبعضها الآخر ملحقًا بمنشآت أخرى، وتغطي الصالة المدفنية قبة ذات رقبة دائرية أو مضلعة تنفتح فيها نوافذ عدة، محمولة على عنق مثمن، وتبدو القبة شديدة الارتفاع مقطعها قوسي، مزينة بالمفصصات -حيث كانت زخرفة إهليلجية ناتئة أو غائرة- أو المِشْبَكات الهندسية أو النباتية، ومازال حتى اليوم ما يقرب من خمسة وخمسين مدفنًا متبقيا منهم، وللعمارة المملوكية مميزات مع أنها كانت محصلة الفنون المعمارية التي ظهرت قبل هذا العصر، إلا أنه امتاز بنضج الزخارف واستخدامها للحجر والآجر والإكساء بالرخام مع زيادة الاهتمام بطراز الأعمدة والدعامات من الرخام والغرانيت، واستعمال موفق لأعمدة قديمة، وأيضا فقد اهتم المعمار بواجهات المنشآت إذ ظهرت عناصر زخرفية جديدة بدت على شكل مقرنصات وشرّافات مسننة مع الاهتمام برشاقة المآذن وزخرفتها حجريًا، وازداد الاهتمام بالمداخل الشامخة التي تظهر واضحة في بناء مسجد السلطان حسن ومدرسته في القاهرة. إضافة إلى المشربيات والشناشيل في عمارة القصور والبيوت التي تحقق الإطلال الخارجي مع احتجاب النساء، كما تحقق تكييفًا هوائيًا، وبالنسبة للقصور في العصر المملوكي فقد اهتم المماليك بها، وقاموا بترميم بعض القصور، حيث هناك قصران من العصر الأيوبي رُمِّما في عصر بيبرس وقلاوون، وهما قصر الهواء في القلعة، وقصر نجم الدين في جزيرة الروضة، وقد أنشأوا أيضا بعض القصور، مثل: القصر الأبلق الذي أنشأه بيبرس في دمشق، وقصرٍ مماثلٍ له في القاهرة أنشأه قلاوون، وبالنسبة للعمارة العسكرية المملوكية، فأنشأ المماليك قلعة قايتباي في الإسكندرية، ومثلها في رشيد.

## الجيش

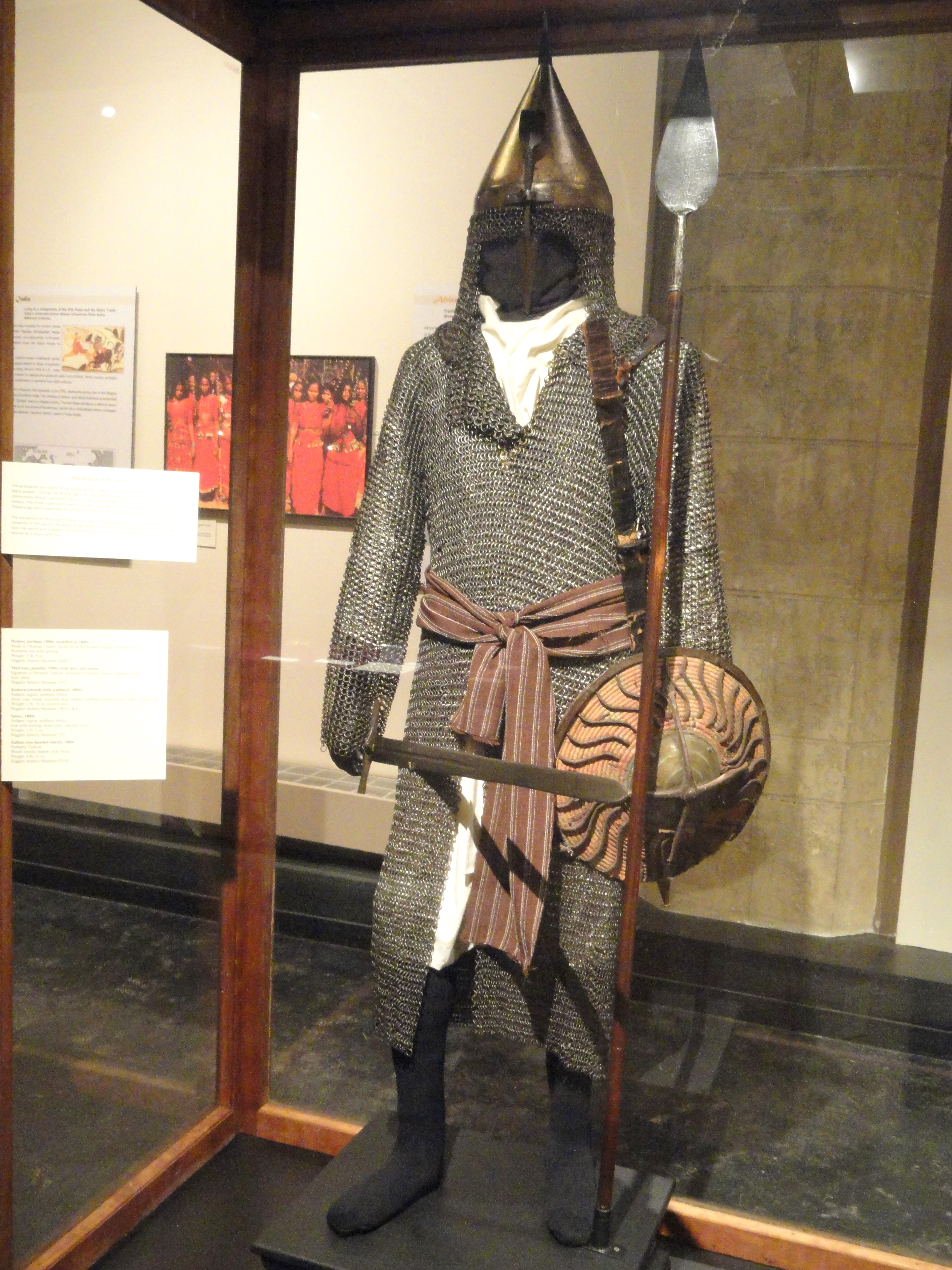
اللباس المُزركش لِلجُنُود المُسلمين في العصر المملوكي.

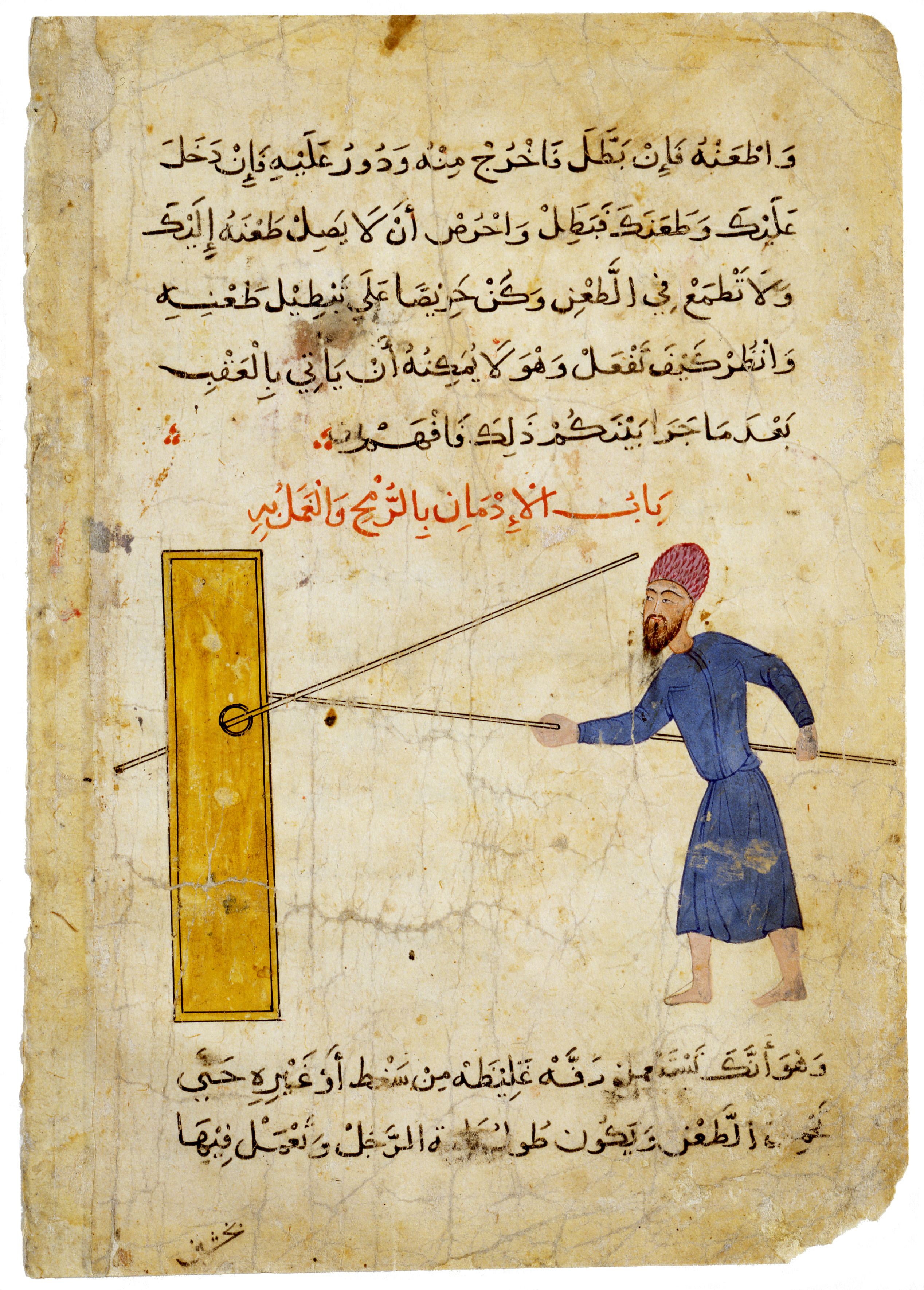
رسمٌ من أوائل القرن السادس عشر الميلاديّ يُصوِّرُ مملوكًا وهو يتمرَّن على الطعن بِالرمح.

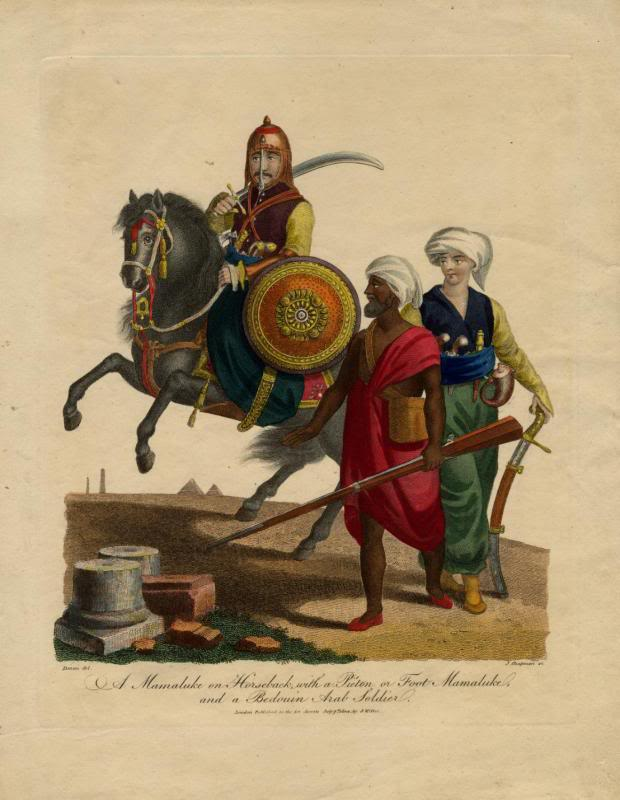
جُنُودٌ مماليك: فارسٌ بِدرعه وسلاحه الكامل، واثنان من الرجَّالة، أحدهما يحمل بُندُقيَّة، وهي من الأسلحة الناريَّة التي استخدمها المماليك نادرًا في أواخر عصر الدولة البُرجيَّة، قُبيل سُقُوط الدولة بِبضع سنوات.

وُصفت الدولة المملوكيَّة بِأنها «دولة إقطاعيَّة حربيَّة». فطبيعة المماليك ونظامهم والرغبة في اقتنائهم نبعت من فكرة أساسيَّة واحدة هي تكوين فئة من المُحاربين الأشدَّاء وإعدادهم لِيكونوا درعًا حاميًا لِأساتذتهم الذين قاموا بِشرائهم وتعهدوهم بِالتربية. ولا يكاد المملوك يُدرك سن البُلُوغ حتَّى يُشرع في تعليمه فُنُون الحرب، من الرمي بِالنشَّاب واللعب بِالرِّمح ورُكوب الخيل وأنواع الفُرُوسيَّة. وعندما ينتهي المملوك من هذه المرحلة التعليميَّة ينتقل إلى الخدمة ويمر بِأدوارها رُتبةً بعد رُتبة حتَّى يصير من الأُمراء. واعتبار الدولة المملوكيَّة دولة إقطاعيَّة حربيَّة يرجع إلى الارتباط الوثيق - كما أُسلف - بين ديوان الجيش والإقطاع الذي وصفه القلقشندي بِقوله أنَّهُ «مظنَّة الإقطاع»، أي سجلُّه ومركزه. وقد تكوَّن الجيش في عصر سلاطين المماليك من ثلاث فرق أساسيَّة، الفرقة الأولى كانت طائفة المماليك السُلطانيَّة - أي مماليك السُلطان القائم بِالحُكم - وقد وصفهم القلقشندي بِأنهم أعظم الأجناد شأنًا وأرفعهم قدرًا وأشدُّهم قُربًا وأوفرهم إقطاعًا، ومنهم تُؤمر الأُمراء رُتبةً بعد رُتبة. والفرقة الثانية تشمل طائفة مماليك الأُمراء، أي الذين اشتراهم الأُمراء المُحيطون بِالسُلطان، كُلٌ حسب درجته ورُتبته، وتعهدوهم بِالرعاية، ومن هؤلاء كانت تتكوَّن الوحدات الحربيَّة التي تُرافق السُلطان في حُرُوبه، وكُل واحدة تتألَّف من أمير على رأس مماليكه. وأخيرًا تأتي الفرقة الثالثة وهم طائفة أجناد الحلقة، وهُم مماليك السلاطين والأُمراء السابقين وأولادهم الذين احترفوا الجُنديَّة وأصبحوا بِمثابة جيش ثابت لِلدولة لا يتغيَّر بِتغيُّر السُلطان، ويُشرف على كُل ألفٍ منهم وقت الحرب أمير مائة مُقدَّم ألف، أي أمير لهُ الحق في امتلاك وشراء مائة مملوك لِنفسه ويقود في وقت الحرب ألف جُندي من أجناد الحلقة. وكان السُلطان لا يُقدم على حربٍ عادةً إلَّا بعد استشارة مجلس الجيش الي يضم كبار الأُمراء فضلًا عن الخليفة وقُضاة القضاء الأربعة، فإذا تقرَّرت الحرب جمع الجُند وأقسموا اليمين الطاعة والولاء لِلسُلطان، وعندئذٍ تفتح السلاح خانة أبوابها لِتوزيع السلاح على المُحاربين. أمَّا عن نظام الجيش وقت المعركة فكان يقوم على أساس ترتيب الجُند على هيئة صُفُوثٍ مُتراصَّة تُكوِّن أقسام الجيش الثلاثة - وهي القلب والميمنة والميسرة - فضلًا عن المُقدِّمة، ويكونُ القائد العام لِلحملة عادةً في قلب الجيش، ورُبما في مُقدمته لِيستثير روح الإقدام والشجاعة في الجُند. وكانت الطُبُول والمُوسيقى جُزءًا أساسيًّا في الجيش المماليكي، فكانت تُحملُ على عشرين بغلًا، ويُعتمدُ عليها في تنظيم الحركة وإعطاء الإشارات بِبدء القتال. هذا فضلًا عن الأعلام والرَّايات التي كانت تتقدَّم الجيش ويلتف حولها كُلُّ قسمٍ من أقسامه. ويُلاحظ أنَّ المماليك كانوا فُرسانًا قبل كُل شيء واعتمد نظامهم بِصفةٍ أساسيَّةٍ على الفُرُوسيَّة. لِذلك كان الجيش المماليكي يتألَّف أساسًا من الفُرسان، الأمر الذي جعلهم يهتمُّون بِالخُيُول اهتمامًا بالغًا، ويُعيِّنون كبار المُوظفين لِلإشراف عليها وعلى أدواتها وعددها كاللجم والسُرُوج وغيرها. فضلًا عن الإنفاق بِسخاءٍ على الإسطبلات الخاصَّة بِالخيل.
ليس معنى تغلُّب صفة الفُرُوسيَّة على المماليك أنهم أهملوا جانب البحر والأُسطول، فقد وصفها المُؤرخون المُعاصرون لها بأنها دولة البرَّين والبحرين، بِمعنى أنها ملك برَّ مصر وبرَّ الشَّام، وأطلَّت على البحرين: بحرُ الرُّوم (المُتوسِّط) والقلزم (الأحمر). ويُعزى إعلاء شأن الأُسطول الإسلامي زمن المماليك إلى السُلطان الظاهر بيبرس، إذ ما أن ارتقى دست السلطنة حتَّى نظر في أمر البحريَّة، فمنع الناس من التصرُّف في الأخشاب وتقدَّم بِعمارة السُفن في ثغريّ الإسكندريَّة ودُمياط، وصار ينزل بنفسه إلى دار الصناعة بِمصر ويُرتِّب ما يجب ترتيبه من عمل السُفن ومصالحها، واستدعى كبار الصنَّاعين إلى مصر، فصار لديه عدد ليس بِقليل من السُفن بِمختلف أنواعها، منها الشواني والحراريق والطرائد. وكان دافع المماليك لِلإهتمام بِالأُسطول هو أنَّ آخر ما استرجعوه من بلادٍ خاضعةٍ لِلصليبيين كانت ثُغُورًا ساحليَّة، كما أنَّ الحُرُوب الصليبيَّة تحوَّلت من معارك بريَّة إلى معارك بحريَّة بعد طرد الصليبيين نهائيًّا من بلاد الشَّام في أواخر القرن التاسع الهجري المُوافق لِلقرن الثالث عشر الميلادي. أمَّا أبرز أنواع السُفن الإسلاميَّة في الأُسطول المملوكي فهي: الشواني ومُفردها شيني وهي سفينة حربيَّة كبيرة ذات أبراج وقلاع تُستعمل لِلدفاع والهُجُوم، والحراريق أو الحرَّاقات وهي السُفُن التي كانت تحمل مرامي النيران مثل النار الإغريقيَّة وغيرها وتُلقي النار منها على سُفن العدو وأهدافه فتحرقها، والطرَّادات التي كانت تُستخدم عادةً في حمل الخُيُول، والأغربة التي تحمل الجُند، والبطس الكبيرة التي كانت تُستخدم في حمل أعداد عظيمة من الجُند تصل إلى سبعُمائة جُندي فضلًا عن المُحاربين والأسلحة والذخيرة والغلال والميرة. ولقد ظلَّ الأُسطُول في عصر سلاطين المماليك يقوم بِدوره كاملًا في الدفاع عن البلاد الإسلاميَّة ومُهاجمة الأعداء حتَّى نهاية تلك الدولة، ففي أواخر عصر المماليك تسرَّبت عوامل الضعف التي نخرت في عظام الدولة وبالعديد من أجهزتها إلى الأُسطُول، فتراجعت قُوَّته وسطوته على البحار، وتهاوى أمام الأساطيل الپُرتُغاليَّة التي كانت قد برزت على الساحة بِوصفها قُوَّة عالميَّة فتيَّة.

## العلاقات مع الدول الخارجية

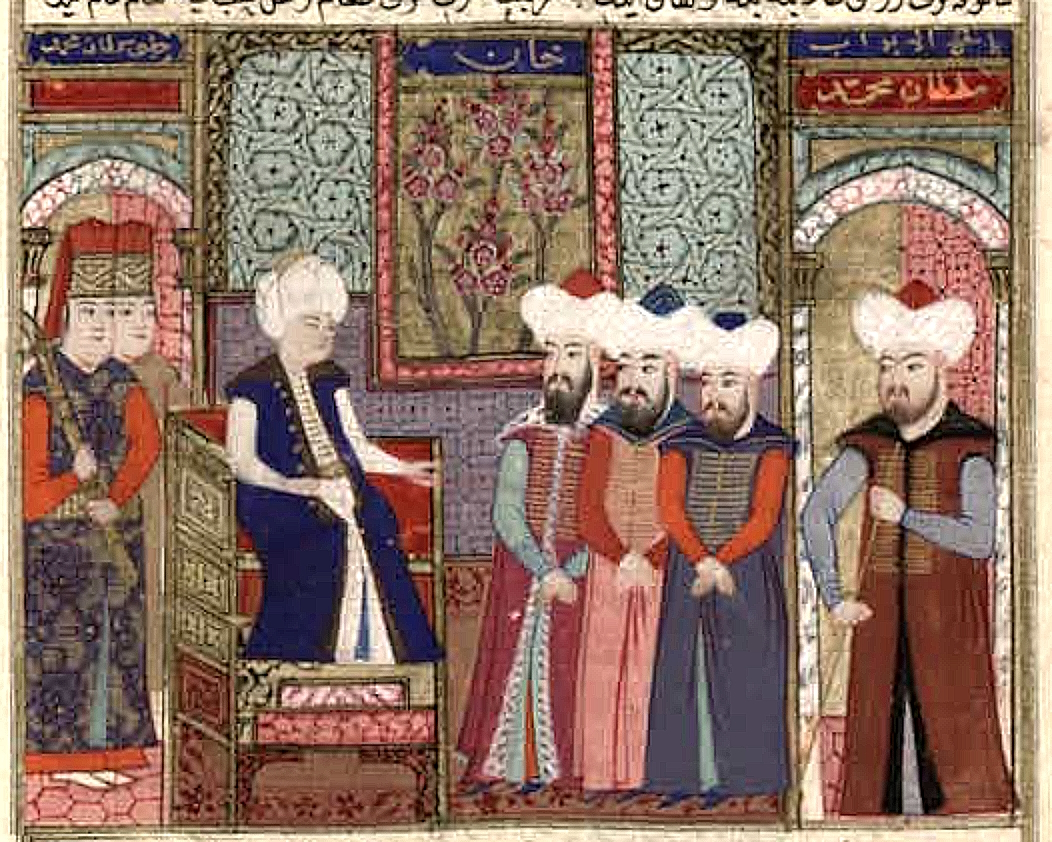
سُفراءٌ مماليك إلى السُلطان العُثماني مُحمَّد خان الأوَّل.

كان لدولة المماليك علاقات مع مختلف الدول القائمة آنذاك، فبالنسبة للعلاقات الصفوية المملوكية فإنها بدأت عدائية ثم تحولت إلى صداقة، حيث كان إسماعيل الصفوي شديد الكره للمسلمين السنة، وكان المذهب السني متمثل حينها في الدولتين المملوكية، والعثمانية، لذا قام إسماعيل الصفوي بمحاربتهم، بالإضافة إلى الاتفاق مع البرتغاليين، والصليبيين على حرب الدولة المملوكية عامة، والدولة العثمانية خاصة، وأيضا كان العداء موجود بين المماليك والصفويين عندما كانت الدولة الصفوية تتوسع على حساب الدولة المملوكية في بلاد الشَّام، حيث وقفت الدولة المملوكية منها موقفاً مناوئًا، وازداد هذا الموقف المناوئ بعد أن علم المماليك بوجود حلف عدائي بين الصفويين والقوى الأوروپية للقضاء على الدولة المملوكية. وقد أدى هذا الأمر إلى توقف الاتصالات الدبلوماسية بين هاتين الدولتين عام 1511م، ولم تتجاوز إلا في عام 1514م، وذلك عندما خسر الصفويون في نزاعهم مع العثمانيين فأرادوا أن يحسنوا في علاقاتهم مع المماليك.

راية الحفصيين، جيران المماليك في إفريقية.

وأيضًا فقد كانت العلاقات بين المماليك البحريَّة، والحفصيين في تونس جيدة، ووديَّة، وذلك لوجود أربعة عوامل مشتركة، أولها عامل الدين الإسلامي، حيث كانت كلتا الدولتين تدينان بالإسلام على مذهب أهل السنة، وثانيهما عامل الجوار، والعامل الثالث هو الخطر المشترك الذي هدد العالم الإسلامي آنذاك، ثم العامل الرابع وهو الحج على اعتبار أن مصر واقعة على الطريق البري للحجاج القادمين من شمالي إفريقيا، ولكن بالرغم من العلاقات الودية بين الدولتين إلا أنه قد شابها بعض الفتور؛ وذلك بسبب مشكلة الخلافة؛ لأن ملوك بني حفص تلقبوا بلقب الخلفاء، فلم يعترف المماليك بإمرة المؤمنين في السلالة الحفصية، وإنما لقبوا حاكمهم بـ«أمير المسلمين»، وهو لقب دون أمير المؤمنين في الرتبة، ويبدو أن مشكلة الخلافة لم تقف حائلًا بين الدولتين في التعاون لرد العدوان الخارجي، وبالنسبة لعلاقة المماليك ببعض القوى الأوربية، فقد اجتذبت موانئ مصر المدن التجارية الإيطالية، البندقية وجنوة وبيزا، بفضل التكاليف الزهيدة للبضائع القادمة من الشرق الأقصى عبر هذا البلد، إضافةً إلى ميزة الحصول على حاصلات الأراضي المصرية ومنتجاتها الصناعية، وكانت هناك من جهة أخرى أرباح كبيرة تتحقق بتوريد بعض السلع الأوروپية التي كانت الدولة المملوكية بحاجة إليها مثل الحديد والخشب، لكن توثيق العلاقات السلمية مع مصر لم يكن بالسهولة التي تبدو لأول وهلة؛ بسبب عداوة المماليك للصليبيين في بلاد الشام.

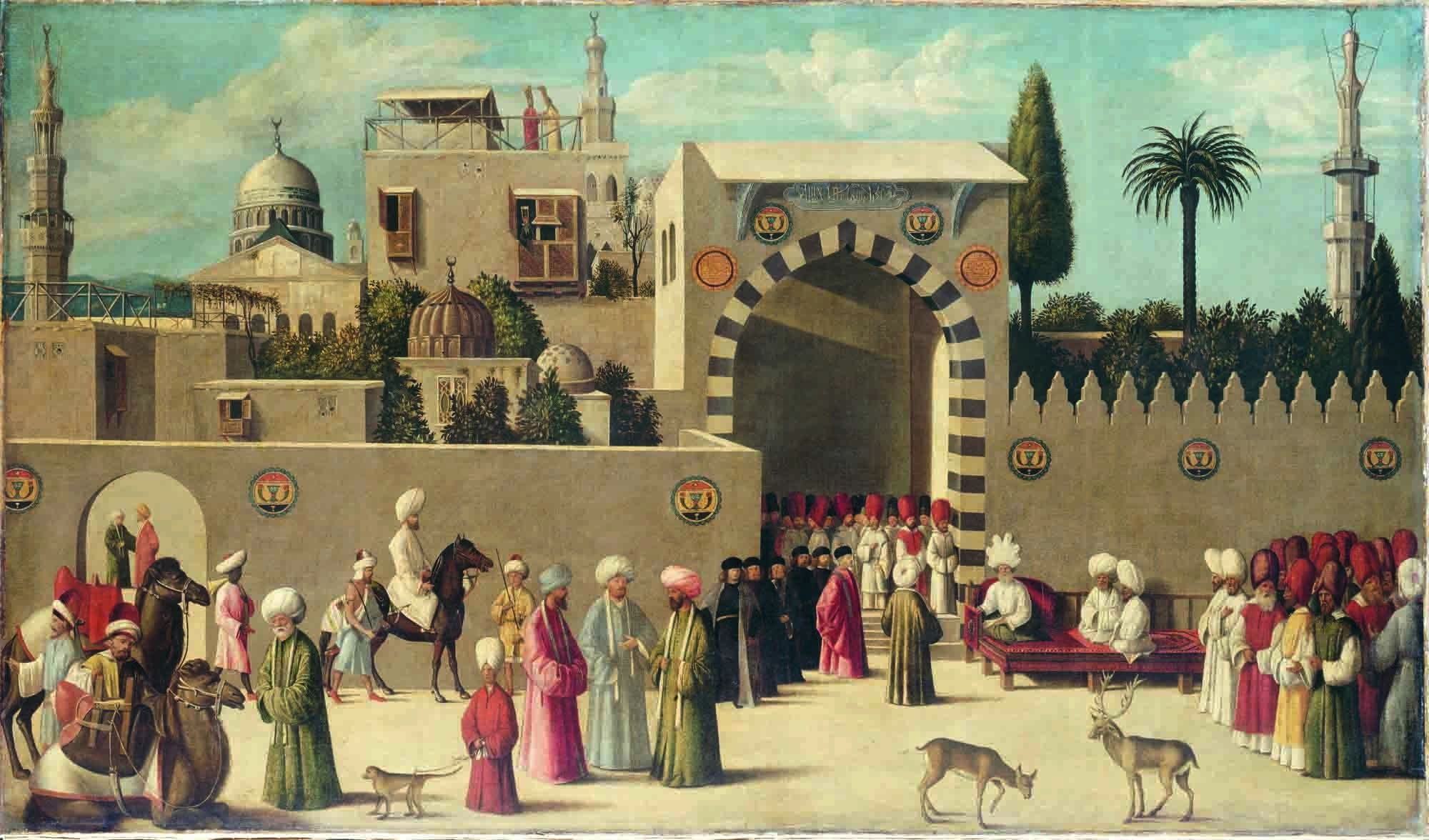
لوحة لِفنَّانٍ بُندُقيٍّ مجهول تُصوِّرُ نائب السلطنة في دمشق وهو يستقبل سفارةً بُندُقيَّة.

وكانت المدن الإيطالية خاصة تسأل قبل أن ترتبط بعلاقات تجارية مع دولة المماليك: هل تسيء بذلك إلى بقية العالم المسيحي؟ لأن تجار المماليك سوف يستفيدون حتمًا من جرَّاء المبادلات التجارية، كما تنتفع خزائن السلطان من حصيلة الرسوم الجمركية، ويترتب على ذلك تنامي قوة هذا البلد، مما يشكل ازديادًا في الخطر على المدن الصليبية في بلاد الشام، وكان التاجر الغربي الذي يتاجر مع المماليك يُوصَف بأنه مسيحي فاجر، في حين تعرَّض حكام المماليك الذين يتعاونون مع التجار الغربيين للانتقاد أيضًا، وبالرغم من أن العقبات على التجارة بين مصر والمدن الإيطالية تأتي من الطرفين، إلا أنها استمرت ناشطة أحيانًا وسط الأجواء العاصفة، وكان الأمل عند الطرفين في الحصول على أرباح ومنافع جسيمة يبدد الكثير من المخاوف، وإذا كانت العلاقات بين المدن الإيطالية التجارية وبين المماليك تأرجحت بين المشاحنات والهدوء وفقًا لتقلب الظروف السياسية، فإن الوضع اختلف مع الإمارات المسيحية في أوروپَّا الغربية مثل قشتالة وأرغونة وإشبيلية، ويبدو أن حرص الإمارات المسيحية في إسپانيا على عدم وصول نجدات من دولة المماليك إلى المسلمين في الأندلس دفع ملوكها إلى مسالمة المماليك، وتبادل الهدايا مع الأمراء في مصر، وإذا كانت التجارة مع المماليك مباحة بوجه عام لرعايا ملك أراغون فإنه كان محظورًا عليهم أن يبيعوا المسلمين مواد بناء السفن أو سفنًا مبنية، وفي عام 673هـ الموافق 1274م أصدر يعقوب الأوَّل ملك أراغون مرسومًا يحظر فيه تصدير المعادن والخشب والأسلحة والمواد الغذائية إلى المماليك، وبالنسبة للعلاقات مع صقلية، فقد ارتبطت صقلية بعلاقات طيبة مع حكام مصر منذ العهد الأيوبي، وقد تمتع الصقليون في مصر بتخفيض في التعريفات، واستمرت هذه العلاقة الطيبة في عهد دولة المماليك البحرية، إذ حرص مانفرد بن فريدريك الثاني على صداقة السلطان بيبرس، كما حرص هذا الأخير على الاحتفاظ بعلاقة الود التي ربطت مصر بمملكة صقلية، وقد جمعت الطرفين مصلحة مشتركة وهي العداء للصليبيين في بلاد الشام ومغول فارس، وتشير المراجع إلى تبادل الهدايا بين مانفرد وبيبرس، فأرسل هذا الأخير في عام 660 هـ الموافق 1261م، وفدًا برئاسة المؤرخ جمال الدين بن واصل إلى ملك صقلية، وحمله هدية جليلة منها بعض الزرافات، وبعض أسرى عين جالوت من المغول، وقد رد مانفرد بسفارة مشابهة تحمل الهدايا للسلطان.

### بِاللُغة العربيَّة
1. 1 2 3 4 5  جحا، شفيق؛ البعلبكي، مُنير؛ عُثمان، بهيج (1999م). المُصوَّر في التاريخ (ط. التاسعة عشرة). بيروت، لُبنان: دار العلم للملايين. ص. 97 - 103.
2. ↑  جحا، شفيق؛ البعلبكي، مُنير؛ عُثمان، بهيج (1999م). المُصوَّر في التاريخ (ط. التاسعة عشرة). بيروت، لُبنان: دار العلم للملايين. ص. 81 - 82.
3. 1 2  ابن عبد الظاهر، مُحيي الدين أبو الفضل عبد الله بن رشيد الدين السعدي المصري؛ تحقيق ونشر: عبدُ العزيز الخويطر (1976). الروض الزاهر في سيرة الملك الظاهر. ص. 99 - 100. {{استشهاد بكتاب}}: تحقق من التاريخ في: |سنة= (مساعدة)
4. ↑  جحا، شفيق؛ البعلبكي، مُنير؛ عُثمان، بهيج (1999م). المُصوَّر في التاريخ (ط. التاسعة عشرة). بيروت، لُبنان: دار العلم للملايين. ص. 110.
5. ↑  ابن منظور، أبو الفضل جمال الدين مُحمَّد بن مكرم بن منظور الإفريقي المصري. لسان العرب (PDF). بيروت - لُبنان: دار صادر. ج. الجُزء العاشر. ص. 493. مؤرشف من الأصل (PDF) في 2022-08-13. اطلع عليه بتاريخ 3 حُزيران (يونيو) 2017م. {{استشهاد بكتاب}}: تحقق من التاريخ في: |تاريخ الوصول= (مساعدة)
6. ↑  العبادي، أحمد مُختار (1969). قيام دولة المماليك الأولى في مصر والشَّام. بيروت - لُبنان: دار النهضة العربيَّة. ص. 11.
7. ↑  طقُّوش، مُحمَّد سُهيل (1436هـ - 2015م). تاريخ المماليك في مصر وبلاد الشَّام (ط. الرابعة). بيروت - لُبنان: دار النفائس. ص. 15 - 16. ISBN:9789953183206. {{استشهاد بكتاب}}: تحقق من التاريخ في: |سنة= (مساعدة)
8. ↑  اليعقوبي، أبو العبَّاس أحمد بن إسحٰق بن جعفر بن وهب بن واضح (1422هـ). كتابُ البُلدان (ط. الأولى). بيروت - لُبنان: دار الكُتُب العلميَّة. ص. 23. مؤرشف من الأصل في 2019-05-31. اطلع عليه بتاريخ 3 حُزيران (يونيو) 2017م. {{استشهاد بكتاب}}: تحقق من التاريخ في: |تاريخ الوصول= و|سنة= (مساعدة)
9. ↑  ابن تغري بردي، أبو المحاسن جمالُ الدين يُوسُف بن تغري بردي بن عبد الله الظاهري الحنفي؛ قدَّم لهُ وعلَّق عليه: مُحمَّد حُسين شمسُ الدين (1413هـ - 1992م). النُجوم الزاهرة في مُلوك مصر والقاهرة، الجُزء الثاني (ط. الأولى). بيروت - لُبنان: دار الكُتب العلميَّة. ص. 233. {{استشهاد بكتاب}}: تحقق من التاريخ في: |سنة= (مساعدة)
10. 1 2  طقُّوش، مُحمَّد سُهيل (1436هـ - 2015م). تاريخ المماليك في مصر وبلاد الشَّام (ط. الرابعة). بيروت - لُبنان: دار النفائس. ص. 17 - 18. ISBN:9789953183206. {{استشهاد بكتاب}}: تحقق من التاريخ في: |سنة= (مساعدة)
11. ↑  ابن الأثير الجزري، عزُّ الدين أبي الحسن عليّ بن أبي الكرم الشيباني؛ تحقيق: أبو الفداء عبدُ الله القاضي (1407هـ - 1987م). الكامل في التاريخ، الجُزء الخامس (ط. الأولى). بيروت - لُبنان: دار الكُتب العلميَّة. ص. 339. {{استشهاد بكتاب}}: تحقق من التاريخ في: |سنة= (مساعدة)
12. ↑  المقريزي، أبو العبَّاس تقيُّ الدين أحمد بن عليّ بن عبد القادر الحُسيني العُبيدي (1418هـ). المواعظ والاعتبار في ذكر الخطط والآثار، الجُزء الأوَّل (ط. الأولى). بيروت - لُبنان: دار الكُتُب العلميَّة. ص. 168. {{استشهاد بكتاب}}: تحقق من التاريخ في: |سنة= (مساعدة)
13. ↑  ابن إياس، أبو البركات زينُ العابدين مُحمَّد بن أحمد بن إياس الحنفي النَّاصري القاهري؛ تحقيق: خليل إبراهيم (1992). بدائعُ الزُّهور في وقائعُ الدُّهور، الجُزء الأوَّل (ط. الأولى). بيروت - لُبنان: دارُ الفكر اللُبناني. ص. 162. {{استشهاد بكتاب}}: تحقق من التاريخ في: |سنة= (مساعدة)
14. ↑  ابن تغري بردي، أبو المحاسن جمالُ الدين يُوسُف بن تغري بردي بن عبد الله الظاهري الحنفي؛ قدَّم لهُ وعلَّق عليه: مُحمَّد حُسين شمسُ الدين (1413هـ - 1992م). النُجوم الزاهرة في مُلوك مصر والقاهرة، الجُزء الثالث (ط. الأولى). بيروت - لُبنان: دار الكُتب العلميَّة. ص. 256. {{استشهاد بكتاب}}: تحقق من التاريخ في: |سنة= (مساعدة)
15. 1 2  ابن تغري بردي، أبو المحاسن جمالُ الدين يُوسُف بن تغري بردي بن عبد الله الظاهري الحنفي؛ قدَّم لهُ وعلَّق عليه: مُحمَّد حُسين شمسُ الدين (1413هـ - 1992م). النُجوم الزاهرة في مُلوك مصر والقاهرة، الجُزء الرَّابع (ط. الأولى). بيروت - لُبنان: دار الكُتب العلميَّة. ص. 117. {{استشهاد بكتاب}}: تحقق من التاريخ في: |سنة= (مساعدة)
16. ↑  العبادي، أحمد مُختار (1969). قيام دولة المماليك الأولى في مصر والشَّام. بيروت - لُبنان: دار النهضة العربيَّة. ص. 69.
17. 1 2  العبادي، أحمد مُختار (1969). قيام دولة المماليك الأولى في مصر والشَّام. بيروت - لُبنان: دار النهضة العربيَّة. ص. 73 - 74.
18. ↑  المقدسي، أبو شامة شهابُ الدين عبدُ الرحمٰن بن إسماعيل بن إبراهيم بن عُثمان (1422هـ - 2002م). الروضتين في أخبار الدولتين النُوريَّة والصلاحيَّة (PDF) (ط. الأولى). بيروت - لُبنان: دار الكُتُب العلميَّة. ج. الجُزء الأوَّل. ص. 155. مؤرشف من الأصل (PDF) في 2022-04-08. اطلع عليه بتاريخ 4 حُزيران (يونيو) 2017م. {{استشهاد بكتاب}}: تحقق من التاريخ في: |تاريخ الوصول= و|سنة= (مساعدة)
19. ↑  ابن الأثير الجزري، عزُّ الدين أبي الحسن عليّ بن أبي الكرم الشيباني؛ تحقيق: أبو الفداء عبدُ الله القاضي (1407هـ - 1987م). الكامل في التاريخ، الجُزء التاسع (ط. الأولى). بيروت - لُبنان: دار الكُتب العلميَّة. ص. 102. {{استشهاد بكتاب}}: تحقق من التاريخ في: |سنة= (مساعدة)
20. ↑  المقدسي، أبو شامة شهابُ الدين عبدُ الرحمٰن بن إسماعيل بن إبراهيم بن عُثمان (1422هـ - 2002م). الروضتين في أخبار الدولتين النُوريَّة والصلاحيَّة (PDF) (ط. الأولى). بيروت - لُبنان: دار الكُتُب العلميَّة. ج. الجُزء الثاني. ص. 102. مؤرشف من الأصل (PDF) في 2022-04-08. اطلع عليه بتاريخ 4 حُزيران (يونيو) 2017م. {{استشهاد بكتاب}}: تحقق من التاريخ في: |تاريخ الوصول= و|سنة= (مساعدة)
21. ↑  طقُّوش، مُحمَّد سُهيل (1436هـ - 2015م). تاريخ المماليك في مصر وبلاد الشَّام (ط. الرابعة). بيروت - لُبنان: دار النفائس. ص. 23 - 24. ISBN:9789953183206. {{استشهاد بكتاب}}: تحقق من التاريخ في: |سنة= (مساعدة)
22. ↑  المقريزي، أبو العبَّاس تقيُّ الدين أحمد بن عليّ بن عبد القادر الحُسيني العُبيدي (1997). السُلوك لِمعرفة دُول المُلوك، الجُزء الأوَّل (ط. الأولى). بيروت - لُبنان: دار الكُتُب العلميَّة. ص. 223. {{استشهاد بكتاب}}: تحقق من التاريخ في: |سنة= (مساعدة)
23. ↑  المقريزي، أبو العبَّاس تقيُّ الدين أحمد بن عليّ بن عبد القادر الحُسيني العُبيدي (1997). السُلوك لِمعرفة دُول المُلوك، الجُزء الأوَّل (ط. الأولى). بيروت - لُبنان: دار الكُتُب العلميَّة. ص. 295 - 296. {{استشهاد بكتاب}}: تحقق من التاريخ في: |سنة= (مساعدة)
24. ↑  ابن إياس، أبو البركات زينُ العابدين مُحمَّد بن أحمد بن إياس الحنفي النَّاصري القاهري؛ تحقيق: خليل إبراهيم (1992). بدائعُ الزُّهور في وقائعُ الدُّهور، الجُزء الأوَّل (ط. الأولى). بيروت - لُبنان: دارُ الفكر اللُبناني. ص. 269 - 270. {{استشهاد بكتاب}}: تحقق من التاريخ في: |سنة= (مساعدة)
25. ↑  ابن تغري بردي، أبو المحاسن جمالُ الدين يُوسُف بن تغري بردي بن عبد الله الظاهري الحنفي؛ قدَّم لهُ وعلَّق عليه: مُحمَّد حُسين شمسُ الدين (1413هـ - 1992م). النُجوم الزاهرة في مُلوك مصر والقاهرة، الجُزء الثالث (ط. الأولى). بيروت - لُبنان: دار الكُتب العلميَّة. ص. 173. {{استشهاد بكتاب}}: تحقق من التاريخ في: |سنة= (مساعدة)
26. ↑  الشيَّال، جمالُ الدين (1966). تاريخ مصر الإسلاميَّة. القاهرة - مصر: دار المعارف. ج. الجُزء الثاني. ص. 96. {{استشهاد بكتاب}}: تحقق من التاريخ في: |سنة= (مساعدة)
27. ↑  ابن تغري بردي، أبو المحاسن جمالُ الدين يُوسُف بن تغري بردي بن عبد الله الظاهري الحنفي؛ قدَّم لهُ وعلَّق عليه: مُحمَّد حُسين شمسُ الدين (1413هـ - 1992م). النُجوم الزاهرة في مُلوك مصر والقاهرة، الجُزء السادس (ط. الأولى). بيروت - لُبنان: دار الكُتب العلميَّة. ص. 328. {{استشهاد بكتاب}}: تحقق من التاريخ في: |سنة= (مساعدة)
28. ↑  قاسم، قاسم عبده (2007). عصر سلاطين المماليك: التاريخ السياسي والاجتماعي. القاهرة - مصر: عين للدراسات الإنسانية والاجتماعية. ص. 19. {{استشهاد بكتاب}}: تحقق من التاريخ في: |سنة= (مساعدة)
29. ↑  ابن تغري بردي، أبو المحاسن جمالُ الدين يُوسُف بن تغري بردي بن عبد الله الظاهري الحنفي؛ قدَّم لهُ وعلَّق عليه: مُحمَّد حُسين شمسُ الدين (1413هـ - 1992م). النُجوم الزاهرة في مُلوك مصر والقاهرة، الجُزء السادس (ط. الأولى). بيروت - لُبنان: دار الكُتب العلميَّة. ص. 362 - 364. {{استشهاد بكتاب}}: تحقق من التاريخ في: |سنة= (مساعدة)
30. ↑  طقُّوش، مُحمَّد سُهيل (1436هـ - 2015م). تاريخ المماليك في مصر وبلاد الشَّام (ط. الرابعة). بيروت - لُبنان: دار النفائس. ص. 32 - 33. ISBN:9789953183206. {{استشهاد بكتاب}}: تحقق من التاريخ في: |سنة= (مساعدة)
31. ↑  ابن تغري بردي، أبو المحاسن جمالُ الدين يُوسُف بن تغري بردي بن عبد الله الظاهري الحنفي؛ قدَّم لهُ وعلَّق عليه: مُحمَّد حُسين شمسُ الدين (1413هـ - 1992م). النُجوم الزاهرة في مُلوك مصر والقاهرة، الجُزء السادس (ط. الأولى). بيروت - لُبنان: دار الكُتب العلميَّة. ص. 371. {{استشهاد بكتاب}}: تحقق من التاريخ في: |سنة= (مساعدة)
32. ↑  العريني، السيِّد الباز (1989). الشرق الأدنى في العُصور الوُسطى، الأيُّوبيُّون (ط. الأولى). بيروت - لُبنان: دار النهضة العربيَّة. ص. 152. {{استشهاد بكتاب}}: تحقق من التاريخ في: |سنة= (مساعدة)
33. ↑  ابن عبد الظاهر، مُحيي الدين أبو الفضل عبد الله بن رشيد الدين السعدي المصري؛ تحقيق ونشر: عبدُ العزيز الخويطر (1976). الروض الزاهر في سيرة الملك الظاهر. ص. 48 - 50. {{استشهاد بكتاب}}: تحقق من التاريخ في: |سنة= (مساعدة)
34. ↑  المقريزي، أبو العبَّاس تقيُّ الدين أحمد بن عليّ بن عبد القادر الحُسيني العُبيدي (1997). السُلوك لِمعرفة دُول المُلوك، الجُزء الأوَّل (ط. الأولى). بيروت - لُبنان: دار الكُتُب العلميَّة. ص. 361. {{استشهاد بكتاب}}: تحقق من التاريخ في: |سنة= (مساعدة)
35. ↑  ابن إياس، أبو البركات زينُ العابدين مُحمَّد بن أحمد بن إياس الحنفي النَّاصري القاهري؛ تحقيق: خليل إبراهيم (1992). بدائعُ الزُّهور في وقائعُ الدُّهور، الجُزء الأوَّل (ط. الأولى). بيروت - لُبنان: دارُ الفكر اللُبناني. ص. 268. {{استشهاد بكتاب}}: تحقق من التاريخ في: |سنة= (مساعدة)
36. ↑  الدوادار، ركن الدين بيبرس المنصوري الناصري الخطائي (1407هـ - 1987م). التُحفة المملوكيَّة في الدولة التُركيَّة (ط. الأولى). القاهرة - مصر: الدار المصريَّة اللُبنانيَّة. ص. 26. مؤرشف من الأصل في 2019-02-02. اطلع عليه بتاريخ 6 حُزيران (يونيو) 2017م. {{استشهاد بكتاب}}: تحقق من التاريخ في: |تاريخ الوصول= و|سنة= (مساعدة)
37. 1 2  ابن إياس، أبو البركات زينُ العابدين مُحمَّد بن أحمد بن إياس الحنفي النَّاصري القاهري؛ تحقيق: خليل إبراهيم (1992). بدائعُ الزُّهور في وقائعُ الدُّهور، الجُزء الأوَّل (ط. الأولى). بيروت - لُبنان: دارُ الفكر اللُبناني. ص. 286. {{استشهاد بكتاب}}: تحقق من التاريخ في: |سنة= (مساعدة)
38. ↑  المقريزي، أبو العبَّاس تقيُّ الدين أحمد بن عليّ بن عبد القادر الحُسيني العُبيدي (1997). السُلوك لِمعرفة دُول المُلوك، الجُزء الأوَّل (ط. الأولى). بيروت - لُبنان: دار الكُتُب العلميَّة. ص. 363. {{استشهاد بكتاب}}: تحقق من التاريخ في: |سنة= (مساعدة)
39. ↑  ابن تغري بردي، أبو المحاسن جمالُ الدين يُوسُف بن تغري بردي بن عبد الله الظاهري الحنفي؛ قدَّم لهُ وعلَّق عليه: مُحمَّد حُسين شمسُ الدين (1413هـ - 1992م). النُجوم الزاهرة في مُلوك مصر والقاهرة، الجُزء السادس (ط. الأولى). بيروت - لُبنان: دار الكُتب العلميَّة. ص. 368 - 369. {{استشهاد بكتاب}}: تحقق من التاريخ في: |سنة= (مساعدة)
40. ↑  العيني الحنفي، أبو مُحمَّد بدرُ الدين محمود بن أحمد بن موسى بن أحمد (1431هـ - 2010م). عقد الجُمان في تاريخ أهل الزمان (ط. الثانية). القاهرة - مصر: دار الكُتُب والوثائق القوميَّة. ج. عصر سلاطين المماليك، الجُزء الأوَّل. ص. 31. ISBN:9771806785. مؤرشف من الأصل في 2023-04-25. اطلع عليه بتاريخ 7 حُزيران (يونيو) 2017م. {{استشهاد بكتاب}}: تحقق من التاريخ في: |تاريخ الوصول= و|سنة= (مساعدة)
41. ↑  طقُّوش، مُحمَّد سُهيل (1436هـ - 2015م). تاريخ المماليك في مصر وبلاد الشَّام (ط. الرابعة). بيروت - لُبنان: دار النفائس. ص. 40. ISBN:9789953183206. {{استشهاد بكتاب}}: تحقق من التاريخ في: |سنة= (مساعدة)
42. ↑  السُيُوطي، أبو الفضل جلالُ الدين عبدُ الرحمٰن بن أبي بكر (1387هـ - 1967م). حُسن المُحاضرة في تاريخ مصر والقاهرة (PDF) (ط. الأولى). القاهرة - مصر: دار إحياء الكُتُب العربيَّة. ج. الجُزء الثاني. ص. 36. ISBN:9781118014516. مؤرشف من الأصل (PDF) في 2022-04-08. اطلع عليه بتاريخ 8 حُزيران (يونيو) 2017م. {{استشهاد بكتاب}}: تحقق من التاريخ في: |تاريخ الوصول= و|سنة= (مساعدة)
43. ↑  الدوادار، ركن الدين بيبرس المنصوري الناصري الخطائي (1407هـ - 1987م). التُحفة المملوكيَّة في الدولة التُركيَّة (ط. الأولى). القاهرة - مصر: الدار المصريَّة اللُبنانيَّة. ص. 27. مؤرشف من الأصل في 2019-02-02. اطلع عليه بتاريخ 6 حُزيران (يونيو) 2017م. {{استشهاد بكتاب}}: تحقق من التاريخ في: |تاريخ الوصول= و|سنة= (مساعدة)
44. ↑  النُويري، شهابُ الدين أحمد بن عبد الوهَّاب (1424هـ - 2004م). نهاية الإرب في فنون الأدب (PDF) (ط. الأولى). بيروت - لُبنان: دار الكُتُب العلميَّة. ج. الجُزء التَّاسع والعُشرون. ص. 367. مؤرشف من الأصل (PDF) في 2022-04-08. اطلع عليه بتاريخ 6 حُزيران (يونيو) 2017م. {{استشهاد بكتاب}}: تحقق من التاريخ في: |تاريخ الوصول= و|سنة= (مساعدة)
45. 1 2  العيني الحنفي، أبو مُحمَّد بدرُ الدين محمود بن أحمد بن موسى بن أحمد (1431هـ - 2010م). عقد الجُمان في تاريخ أهل الزمان (ط. الثانية). القاهرة - مصر: دار الكُتُب والوثائق القوميَّة. ج. عصر سلاطين المماليك، الجُزء الأوَّل. ص. 32 - 33. ISBN:9771806785. مؤرشف من الأصل في 2023-04-25. اطلع عليه بتاريخ 7 حُزيران (يونيو) 2017م. {{استشهاد بكتاب}}: تحقق من التاريخ في: |تاريخ الوصول= و|سنة= (مساعدة)
46. ↑  "السلطانة الحكيمة". إسلام أونلاين. مؤرشف من الأصل في 2020-06-07. اطلع عليه بتاريخ 9 حُزيران (يونيو) 2017م. {{استشهاد ويب}}: تحقق من التاريخ في: |تاريخ الوصول= (مساعدة)
47. ↑  النُويري، شهابُ الدين أحمد بن عبد الوهَّاب (1424هـ - 2004م). نهاية الإرب في فنون الأدب (PDF) (ط. الأولى). بيروت - لُبنان: دار الكُتُب العلميَّة. ج. الجُزء التَّاسع والعُشرون. ص. 363 - 364. مؤرشف من الأصل (PDF) في 2022-04-08. اطلع عليه بتاريخ 6 حُزيران (يونيو) 2017م. {{استشهاد بكتاب}}: تحقق من التاريخ في: |تاريخ الوصول= و|سنة= (مساعدة)
48. ↑  العيني الحنفي، أبو مُحمَّد بدرُ الدين محمود بن أحمد بن موسى بن أحمد (1431هـ - 2010م). عقد الجُمان في تاريخ أهل الزمان (ط. الثانية). القاهرة - مصر: دار الكُتُب والوثائق القوميَّة. ج. عصر سلاطين المماليك، الجُزء الأوَّل. ص. 135. ISBN:9771806785. مؤرشف من الأصل في 2023-04-25. اطلع عليه بتاريخ 7 حُزيران (يونيو) 2017م. {{استشهاد بكتاب}}: تحقق من التاريخ في: |تاريخ الوصول= و|سنة= (مساعدة)
49. ↑  الدوادار، ركن الدين بيبرس المنصوري الناصري الخطائي (1407هـ - 1987م). التُحفة المملوكيَّة في الدولة التُركيَّة (ط. الأولى). القاهرة - مصر: الدار المصريَّة اللُبنانيَّة. ص. 28. مؤرشف من الأصل في 2019-02-02. اطلع عليه بتاريخ 6 حُزيران (يونيو) 2017م. {{استشهاد بكتاب}}: تحقق من التاريخ في: |تاريخ الوصول= و|سنة= (مساعدة)
50. ↑  ابن تغري بردي، أبو المحاسن جمالُ الدين يُوسُف بن تغري بردي بن عبد الله الظاهري الحنفي؛ قدَّم لهُ وعلَّق عليه: مُحمَّد حُسين شمسُ الدين (1413هـ - 1992م). النُجوم الزاهرة في مُلوك مصر والقاهرة، الجُزء السابع (ط. الأولى). بيروت - لُبنان: دار الكُتب العلميَّة. ص. 6. {{استشهاد بكتاب}}: تحقق من التاريخ في: |سنة= (مساعدة)
51. ↑  العيني الحنفي، أبو مُحمَّد بدرُ الدين محمود بن أحمد بن موسى بن أحمد (1431هـ - 2010م). عقد الجُمان في تاريخ أهل الزمان (ط. الثانية). القاهرة - مصر: دار الكُتُب والوثائق القوميَّة. ج. عصر سلاطين المماليك، الجُزء الأوَّل. ص. 40. ISBN:9771806785. مؤرشف من الأصل في 2023-04-25. اطلع عليه بتاريخ 7 حُزيران (يونيو) 2017م. {{استشهاد بكتاب}}: تحقق من التاريخ في: |تاريخ الوصول= و|سنة= (مساعدة)
52. ↑  الأيُّوبي، أبو الفداء عمادُ الدين إسماعيل بن عليَّ بن محمود بن مُحمَّد. المُختصر في أخبار البشر (ط. الأولى). القاهرة - مصر: المطبعة الحُسينيَّة المصريَّة. ج. الجُزء السادس. ص. 89. مؤرشف من الأصل في 2019-05-04. اطلع عليه بتاريخ 9 حُزيران (يونيو) 2017م. {{استشهاد بكتاب}}: تحقق من التاريخ في: |تاريخ الوصول= (مساعدة)
53. ↑  طقُّوش، مُحمَّد سُهيل (1436هـ - 2015م). تاريخ المماليك في مصر وبلاد الشَّام (ط. الرابعة). بيروت - لُبنان: دار النفائس. ص. 56 - 57. ISBN:9789953183206. {{استشهاد بكتاب}}: تحقق من التاريخ في: |سنة= (مساعدة)
54. ↑  الهمذاني، رشيدُ الدين فضل الله (1960م). جامع التواريخ، تاريخ المغول في إيران (ط. الأولى). القاهرة - مصر: دار إحياء الكُتب العربيَّة. ج. المُجلَّد الثاني، الجُزء الأوَّل. ص. 234. {{استشهاد بكتاب}}: تحقق من التاريخ في: |سنة= (مساعدة)
55. ↑  الهمذاني، رشيدُ الدين فضل الله (1960م). جامع التواريخ، تاريخ المغول في إيران (ط. الأولى). القاهرة - مصر: دار إحياء الكُتب العربيَّة. ج. المُجلَّد الثاني، الجُزء الأوَّل. ص. 236 - 237. {{استشهاد بكتاب}}: تحقق من التاريخ في: |سنة= (مساعدة)
56. ↑  طقُّوش، مُحمَّد سُهيل (1436هـ - 2015م). تاريخ المماليك في مصر وبلاد الشَّام (ط. الرابعة). بيروت - لُبنان: دار النفائس. ص. 67 - 68. ISBN:9789953183206. {{استشهاد بكتاب}}: تحقق من التاريخ في: |سنة= (مساعدة)
57. ↑  الهمذاني، رشيدُ الدين فضل الله (1960م). جامع التواريخ، الإيلخانيون، تاريخ هولاكو (ط. الأولى). القاهرة - مصر: دار إحياء الكُتب العربيَّة. ص. 286. {{استشهاد بكتاب}}: تحقق من التاريخ في: |سنة= (مساعدة)
58. ↑  البداية والنهاية لابن كثير - أحداث سنة 656 هـ نسخة محفوظة 29 يونيو 2017 على موقع واي باك مشين.
59. ↑  ابن كثير، أبو الفداء إسماعيل بن عُمر القُرشي البصري الدمشقي؛ تحقيق عبدُ الله بن عبد المُحسن التُركي (1418 هـ - 1997م). البداية والنهاية (ط. الأولى). القاهرة - مصر: دار هجر للطباعة والنشر والتوزيع والإعلان. ج. الجزء الثالث عشر. ص. 203. {{استشهاد بكتاب}}: تحقق من التاريخ في: |سنة= (مساعدة)
60. ↑  الصيَّاد، فُؤاد عبدُ المُعطي (1987). الشرق الإسلامي في عهد الإيلخانيين: أُسرة هولاكو خان (ط. الأولى). الكُويت العاصمة - الكُويت: مركز الوثائق والدراسات الإنسانيَّة، جامعة الكُويت. ص. 263. {{استشهاد بكتاب}}: تحقق من التاريخ في: |سنة= (مساعدة)
61. ↑  ابن كثير، أبو الفداء إسماعيل بن عُمر القُرشي البصري الدمشقي؛ تحقيق عبدُ الله بن عبد المُحسن التُركي (1418 هـ - 1997م). البداية والنهاية (ط. الأولى). القاهرة - مصر: دار هجر للطباعة والنشر والتوزيع والإعلان. ج. الجزء الثالث عشر. ص. 205. {{استشهاد بكتاب}}: تحقق من التاريخ في: |سنة= (مساعدة)
62. ↑  النُويري، شهابُ الدين أحمد بن عبد الوهَّاب (1424هـ - 2004م). نهاية الإرب في فنون الأدب (PDF) (ط. الأولى). بيروت - لُبنان: دار الكُتُب العلميَّة. ج. الجُزء التَّاسع والعُشرون. ص. 456. مؤرشف من الأصل (PDF) في 2022-04-08. اطلع عليه بتاريخ 6 حُزيران (يونيو) 2017م. {{استشهاد بكتاب}}: تحقق من التاريخ في: |تاريخ الوصول= و|سنة= (مساعدة)
63. ↑  المقريزي، أبو العبَّاس تقيُّ الدين أحمد بن عليّ بن عبد القادر الحُسيني العُبيدي (1997). السُلوك لِمعرفة دُول المُلوك، الجُزء الأوَّل (ط. الأولى). بيروت - لُبنان: دار الكُتُب العلميَّة. ص. 493 - 494. {{استشهاد بكتاب}}: تحقق من التاريخ في: |سنة= (مساعدة)
64. ↑  الدوادار، ركن الدين بيبرس المنصوري الناصري الخطائي (1407هـ - 1987م). التُحفة المملوكيَّة في الدولة التُركيَّة (ط. الأولى). القاهرة - مصر: الدار المصريَّة اللُبنانيَّة. ص. 39. مؤرشف من الأصل في 2019-02-02. اطلع عليه بتاريخ 6 حُزيران (يونيو) 2017م. {{استشهاد بكتاب}}: تحقق من التاريخ في: |تاريخ الوصول= و|سنة= (مساعدة)
65. ↑  النُويري، شهابُ الدين أحمد بن عبد الوهَّاب (1424هـ - 2004م). نهاية الإرب في فنون الأدب (PDF) (ط. الأولى). بيروت - لُبنان: دار الكُتُب العلميَّة. ج. الجُزء التَّاسع والعُشرون. ص. 468. مؤرشف من الأصل (PDF) في 2022-04-08. اطلع عليه بتاريخ 6 حُزيران (يونيو) 2017م. {{استشهاد بكتاب}}: تحقق من التاريخ في: |تاريخ الوصول= و|سنة= (مساعدة)
66. ↑  ابن العبري، أبو الفرج جمالُ الدين گريگوريوس بن هٰرون الملطي (1991). تاريخ الزمان (ط. الأولى). بيروت - لُبنان: دار المشرق العربي. ص. 308 - 309. {{استشهاد بكتاب}}: تحقق من التاريخ في: |سنة= (مساعدة)
67. ↑  عاشور، سعيد عبد الفتَّاح (1991). الحركة الصليبيَّة: صفحة مُشرِّفة في تاريخ الجهاد الإسلامي في العُصُور الوُسطى (ط. الأولى). القاهرة - مصر: مكتبة الأنجلو المصرية. ج. الجُزء الثاني. ص. 1128 - 1133. {{استشهاد بكتاب}}: تحقق من التاريخ في: |سنة= (مساعدة)
68. ↑  ابن تغري بردي، أبو المحاسن جمالُ الدين يُوسُف بن تغري بردي بن عبد الله الظاهري الحنفي؛ قدَّم لهُ وعلَّق عليه: مُحمَّد حُسين شمسُ الدين (1413 هـ - 1992م). النجوم الزاهرة في ملوك مصر والقاهرة|النُجوم الزاهرة في مُلوك مصر والقاهرة، الجُزء السابع (ط. الأولى). بيروت - لُبنان: دار الكُتب العلميَّة. ص. 76. {{استشهاد بكتاب}}: تحقق من التاريخ في: |سنة= (مساعدة)
69. ↑  الحفناوي، حُسام (7 رمضان 1436 هـ - 24 حُزيران (يونيو) 2015م). "أنتم سَبَبُ هَلاك المسلمين". شبكة الألوكة. مؤرشف من الأصل في 24 أكتوبر 2018. اطلع عليه بتاريخ 14 شُباط (فبراير) 2016م. {{استشهاد ويب}}: تحقق من التاريخ في: |تاريخ الوصول= و|تاريخ= (مساعدة)
70. ↑  محمد الياس أبو مصطفى: دور الخطر المغولي في توحيد الجبهة الداخلية للمماليك، رسالة ماجستير منشورة، الجامعة الإسلامية (غزة)، 2016م، ص 34-36
71. ↑  ابن واصل، أبو عبد الله مُحمَّد بن سالم بن نصر الله بن سالم المازني التميمي الحموي؛ تحقيق: د. جمالُ الدين الشيَّال (1377هـ - 1957م). مُفرِّج الكُروب في أخبار بني أيُّوب، الجُزء الثاني. القاهرة - مصر: دار الكُتب والوثائق القوميَّة. ص. 364. {{استشهاد بكتاب}}: تحقق من التاريخ في: |سنة= (مساعدة)
72. ↑  القلقشندي، أبو العبَّاس أحمد (1340هـ - 1922م). صُبح الأعشى في صناعة الإنشا، الجُزء الثامن (ط. الثانية). القاهرة - مصر: دار الكُتب المصريَّة. ص. 63. {{استشهاد بكتاب}}: تحقق من التاريخ في: |سنة= (مساعدة)
73. ↑  الصيَّاد، فُؤاد عبدُ المُعطي (1987). الشرق الإسلامي في عهد الإيلخانيين: أُسرة هولاكو خان (ط. الأولى). الكُويت العاصمة - الكُويت: مركز الوثائق والدراسات الإنسانيَّة، جامعة الكُويت. ص. 305. {{استشهاد بكتاب}}: تحقق من التاريخ في: |سنة= (مساعدة)
74. ↑  الصيَّاد، فُؤاد عبدُ المُعطي (1987). الشرق الإسلامي في عهد الإيلخانيين: أُسرة هولاكو خان (ط. الأولى). الكُويت العاصمة - الكُويت: مركز الوثائق والدراسات الإنسانيَّة، جامعة الكُويت. ص. 315 - 316. {{استشهاد بكتاب}}: تحقق من التاريخ في: |سنة= (مساعدة)
75. ↑  النُويري، شهابُ الدين أحمد بن عبد الوهَّاب (1424هـ - 2004م). نهاية الإرب في فنون الأدب (PDF) (ط. الأولى). بيروت - لُبنان: دار الكُتُب العلميَّة. ج. الجُزء التَّاسع والعُشرون. ص. 477 - 478. مؤرشف من الأصل (PDF) في 2022-04-08. اطلع عليه بتاريخ 6 حُزيران (يونيو) 2017م. {{استشهاد بكتاب}}: تحقق من التاريخ في: |تاريخ الوصول= و|سنة= (مساعدة)
76. ↑  الدوادار، ركن الدين بيبرس المنصوري الناصري الخطائي (1407هـ - 1987م). التُحفة المملوكيَّة في الدولة التُركيَّة (ط. الأولى). القاهرة - مصر: الدار المصريَّة اللُبنانيَّة. ص. 45. مؤرشف من الأصل في 2019-02-02. اطلع عليه بتاريخ 6 حُزيران (يونيو) 2017م. {{استشهاد بكتاب}}: تحقق من التاريخ في: |تاريخ الوصول= و|سنة= (مساعدة)
77. ↑  طقُّوش، مُحمَّد سُهيل (1436هـ - 2015م). تاريخ المماليك في مصر وبلاد الشَّام (ط. الرابعة). بيروت - لُبنان: دار النفائس. ص. 93. ISBN:9789953183206. {{استشهاد بكتاب}}: تحقق من التاريخ في: |سنة= (مساعدة)
78. ↑  السُيوطي، عبدُ الرحمٰن بن أبي بكر بن مُحمَّد سابق الدين خن الخُضيري؛ تحقيق: حمدي الدمرداش (1425 هـ - 2004م). تاريخ الخُلفاء (ط. الأولى). مكتبة نزار مُصطفى الباز. ص. 530 - 531. {{استشهاد بكتاب}}: تحقق من التاريخ في: |سنة= (مساعدة)
79. ↑  المقريزي، أبو العبَّاس تقيُّ الدين أحمد بن عليّ بن عبد القادر الحُسيني العُبيدي (1997). السُلوك لِمعرفة دُول المُلوك، الجُزء الأوَّل (ط. الأولى). بيروت - لُبنان: دار الكُتُب العلميَّة. ص. 450. {{استشهاد بكتاب}}: تحقق من التاريخ في: |سنة= (مساعدة)
80. ↑  ابن عبد الظاهر، مُحيي الدين أبو الفضل عبد الله بن رشيد الدين السعدي المصري؛ تحقيق ونشر: عبدُ العزيز الخويطر (1976). الروض الزاهر في سيرة الملك الظاهر. ص. 100. {{استشهاد بكتاب}}: تحقق من التاريخ في: |سنة= (مساعدة)
81. ↑  هايد، ف؛ تحقيق ونشر: أحمد مُحمَّد رضا (1985). تاريخ التجارة في الشرق الأدنى في العُصُور الوُسطى (ط. الأولى). القاهرة، مصر: الهيئة المصريَّة العامَّة لِلكتاب. ج. الجُزء الأوَّل. ص. 306. {{استشهاد بكتاب}}: تحقق من التاريخ في: |سنة= (مساعدة)
82. ↑  هايد، ف؛ تحقيق ونشر: أحمد مُحمَّد رضا (1985). تاريخ التجارة في الشرق الأدنى في العُصُور الوُسطى (ط. الأولى). القاهرة، مصر: الهيئة المصريَّة العامَّة لِلكتاب. ج. الجُزء الثاني. ص. 28 - 29. {{استشهاد بكتاب}}: تحقق من التاريخ في: |سنة= (مساعدة)
83. ↑  طقُّوش، مُحمَّد سُهيل (1436هـ - 2015م). تاريخ المماليك في مصر وبلاد الشَّام (ط. الرابعة). بيروت - لُبنان: دار النفائس. ص. 108. ISBN:9789953183206. {{استشهاد بكتاب}}: تحقق من التاريخ في: |سنة= (مساعدة)
84. ↑  ابن عبد الظاهر، مُحيي الدين أبو الفضل عبد الله بن رشيد الدين السعدي المصري؛ تحقيق ونشر: عبدُ العزيز الخويطر (1976). الروض الزاهر في سيرة الملك الظاهر. ص. 89. {{استشهاد بكتاب}}: تحقق من التاريخ في: |سنة= (مساعدة)
85. ↑  الدوادار، ركن الدين بيبرس المنصوري الناصري الخطائي (1407هـ - 1987م). التُحفة المملوكيَّة في الدولة التُركيَّة (ط. الأولى). القاهرة - مصر: الدار المصريَّة اللُبنانيَّة. ص. 66. مؤرشف من الأصل في 2019-02-02. اطلع عليه بتاريخ 6 حُزيران (يونيو) 2017م. {{استشهاد بكتاب}}: تحقق من التاريخ في: |تاريخ الوصول= و|سنة= (مساعدة)
86. ↑  المقريزي، أبو العبَّاس تقيُّ الدين أحمد بن عليّ بن عبد القادر الحُسيني العُبيدي (1997). السُلوك لِمعرفة دُول المُلوك، الجُزء الأوَّل (ط. الأولى). بيروت - لُبنان: دار الكُتُب العلميَّة. ص. 451. {{استشهاد بكتاب}}: تحقق من التاريخ في: |سنة= (مساعدة)
87. ↑  الدوادار، ركن الدين بيبرس المنصوري الناصري الخطائي (1407هـ - 1987م). التُحفة المملوكيَّة في الدولة التُركيَّة (ط. الأولى). القاهرة - مصر: الدار المصريَّة اللُبنانيَّة. ص. 50. مؤرشف من الأصل في 2019-02-02. اطلع عليه بتاريخ 6 حُزيران (يونيو) 2017م. {{استشهاد بكتاب}}: تحقق من التاريخ في: |تاريخ الوصول= و|سنة= (مساعدة)
88. ↑  طقُّوش، مُحمَّد سُهيل (1436هـ - 2015م). تاريخ المماليك في مصر وبلاد الشَّام (ط. الرابعة). بيروت - لُبنان: دار النفائس. ص. 120. ISBN:9789953183206. {{استشهاد بكتاب}}: تحقق من التاريخ في: |سنة= (مساعدة)
89. ↑  الصيَّاد، فُؤاد عبدُ المُعطي (1987). الشرق الإسلامي في عهد الإيلخانيين: أُسرة هولاكو خان (ط. الأولى). الكُويت العاصمة - الكُويت: مركز الوثائق والدراسات الإنسانيَّة، جامعة الكُويت. ص. 42 - 43. {{استشهاد بكتاب}}: تحقق من التاريخ في: |سنة= (مساعدة)
90. ↑  المقريزي، أبو العبَّاس تقيُّ الدين أحمد بن عليّ بن عبد القادر الحُسيني العُبيدي (1997). السُلوك لِمعرفة دُول المُلوك، الجُزء الأوَّل (ط. الأولى). بيروت - لُبنان: دار الكُتُب العلميَّة. ص. 550. {{استشهاد بكتاب}}: تحقق من التاريخ في: |سنة= (مساعدة)
91. ↑  ابن تغري بردي، أبو المحاسن جمالُ الدين يُوسُف بن تغري بردي بن عبد الله الظاهري الحنفي؛ قدَّم لهُ وعلَّق عليه: مُحمَّد حُسين شمسُ الدين (1413هـ - 1992م). النُجوم الزاهرة في مُلوك مصر والقاهرة، الجُزء السابع (ط. الأولى). بيروت - لُبنان: دار الكُتب العلميَّة. ص. 140. {{استشهاد بكتاب}}: تحقق من التاريخ في: |سنة= (مساعدة)
92. ↑  عاشور، سعيد عبد الفتَّاح (2002). قبرس والحُرُوب الصليبيَّة (PDF) (ط. الثانية). القاهرة - مصر: الهيئة المصريَّة العامَّة لِلكتاب. ص. 47 - 48. مؤرشف من الأصل (PDF) في 2022-04-08. {{استشهاد بكتاب}}: تحقق من التاريخ في: |سنة= (مساعدة)
93. ↑  العيني الحنفي، أبو مُحمَّد بدرُ الدين محمود بن أحمد بن موسى بن أحمد (1431هـ - 2010م). عقد الجُمان في تاريخ أهل الزمان (ط. الثانية). القاهرة - مصر: دار الكُتُب والوثائق القوميَّة. ص. 127. ISBN:9771806785. مؤرشف من الأصل في 2019-05-21. اطلع عليه بتاريخ 7 حُزيران (يونيو) 2017م. {{استشهاد بكتاب}}: تحقق من التاريخ في: |تاريخ الوصول= و|سنة= (مساعدة)
94. ↑  المقريزي، أبو العبَّاس تقيُّ الدين أحمد بن عليّ بن عبد القادر الحُسيني العُبيدي (1997). السُلوك لِمعرفة دُول المُلوك، الجُزء الأوَّل (ط. الأولى). بيروت - لُبنان: دار الكُتُب العلميَّة. ص. 557. {{استشهاد بكتاب}}: تحقق من التاريخ في: |سنة= (مساعدة)
95. ↑  المقريزي، أبو العبَّاس تقيُّ الدين أحمد بن عليّ بن عبد القادر الحُسيني العُبيدي (1997). السُلوك لِمعرفة دُول المُلوك، الجُزء الأوَّل (ط. الأولى). بيروت - لُبنان: دار الكُتُب العلميَّة. ص. 574. {{استشهاد بكتاب}}: تحقق من التاريخ في: |سنة= (مساعدة)
96. ↑  العيني الحنفي، أبو مُحمَّد بدرُ الدين محمود بن أحمد بن موسى بن أحمد (1431هـ - 2010م). عقد الجُمان في تاريخ أهل الزمان (ط. الثانية). القاهرة - مصر: دار الكُتُب والوثائق القوميَّة. ص. 134. ISBN:9771806785. مؤرشف من الأصل في 2019-02-28. اطلع عليه بتاريخ 7 حُزيران (يونيو) 2017م. {{استشهاد بكتاب}}: تحقق من التاريخ في: |تاريخ الوصول= و|سنة= (مساعدة)
97. ↑  المقريزي، أبو العبَّاس تقيُّ الدين أحمد بن عليّ بن عبد القادر الحُسيني العُبيدي (1997). السُلوك لِمعرفة دُول المُلوك، الجُزء الأوَّل (ط. الأولى). بيروت - لُبنان: دار الكُتُب العلميَّة. ص. 602. {{استشهاد بكتاب}}: تحقق من التاريخ في: |سنة= (مساعدة)
98. ↑  طقُّوش، مُحمَّد سُهيل (1436هـ - 2015م). تاريخ المماليك في مصر وبلاد الشَّام (ط. الرابعة). بيروت - لُبنان: دار النفائس. ص. 139. ISBN:9789953183206. {{استشهاد بكتاب}}: تحقق من التاريخ في: |سنة= (مساعدة)
99. ↑  الدوادار، ركن الدين بيبرس المنصوري الناصري الخطائي (1998). زُبدة الفكرة في تاريخ الهجرة (ط. الأولى). بيروت - لُبنان: منشورات المعهد الألماني للأبحاث. ص. 118. {{استشهاد بكتاب}}: تحقق من التاريخ في: |سنة= (مساعدة)
100. ↑  الدوادار، ركن الدين بيبرس المنصوري الناصري الخطائي (1407هـ - 1987م). التُحفة المملوكيَّة في الدولة التُركيَّة (ط. الأولى). القاهرة - مصر: الدار المصريَّة اللُبنانيَّة. ص. 86. مؤرشف من الأصل في 2019-02-02. اطلع عليه بتاريخ 6 حُزيران (يونيو) 2017م. {{استشهاد بكتاب}}: تحقق من التاريخ في: |تاريخ الوصول= و|سنة= (مساعدة)
101. ↑  ابن إياس، أبو البركات زينُ العابدين مُحمَّد بن أحمد بن إياس الحنفي النَّاصري القاهري؛ تحقيق: خليل إبراهيم (1992). بدائعُ الزُّهور في وقائعُ الدُّهور، الجُزء الأوَّل (ط. الأولى). بيروت - لُبنان: دارُ الفكر اللُبناني. ص. 114. {{استشهاد بكتاب}}: تحقق من التاريخ في: |سنة= (مساعدة)
102. ↑  المقريزي، أبو العبَّاس تقيُّ الدين أحمد بن عليّ بن عبد القادر الحُسيني العُبيدي (1997). السُلوك لِمعرفة دُول المُلوك، الجُزء الأوَّل (ط. الأولى). بيروت - لُبنان: دار الكُتُب العلميَّة. ص. 657. {{استشهاد بكتاب}}: تحقق من التاريخ في: |سنة= (مساعدة)
103. ↑  ابن تغري بردي، أبو المحاسن جمالُ الدين يُوسُف بن تغري بردي بن عبد الله الظاهري الحنفي؛ قدَّم لهُ وعلَّق عليه: مُحمَّد حُسين شمسُ الدين (1413هـ - 1992م). النُجوم الزاهرة في مُلوك مصر والقاهرة، الجُزء السابع (ط. الأولى). بيروت - لُبنان: دار الكُتب العلميَّة. ص. 287 - 289. {{استشهاد بكتاب}}: تحقق من التاريخ في: |سنة= (مساعدة)
104. ↑  عاشور، سعيد عبد الفتَّاح. مصر والشَّام في عصر الأيوبيين والمماليك (ط. الأولى). بيروت - لُبنان: دار النهضة العربيَّة. ص. 207 - 211.
105. ↑  ابن تغري بردي، أبو المحاسن جمالُ الدين يُوسُف بن تغري بردي بن عبد الله الظاهري الحنفي؛ قدَّم لهُ وعلَّق عليه: مُحمَّد حُسين شمسُ الدين (1413هـ - 1992م). النُجوم الزاهرة في مُلوك مصر والقاهرة، الجُزء السابع (ط. الأولى). بيروت - لُبنان: دار الكُتب العلميَّة. ص. 294. {{استشهاد بكتاب}}: تحقق من التاريخ في: |سنة= (مساعدة)
106. ↑  النُويري، شهابُ الدين أحمد بن عبد الوهَّاب (1424هـ - 2004م). نهاية الإرب في فنون الأدب (PDF) (ط. الأولى). بيروت - لُبنان: دار الكُتُب العلميَّة. ج. الجُزء الحادي والثلاثون. ص. 21 - 22. مؤرشف من الأصل (PDF) في 2022-04-08. اطلع عليه بتاريخ 6 حُزيران (يونيو) 2017م. {{استشهاد بكتاب}}: تحقق من التاريخ في: |تاريخ الوصول= و|سنة= (مساعدة)
107. ↑  ابن العسَّال، الشيخ الصفيّ مُفضَّل بن أبي الفضائل القبطي المصري (1930). النهج السديد والدُّر الفريد فيما بعد تاريخ ابن العميد (ط. الأولى). باريس - فرنسا: بلوشيه. ص. 323 - 324. {{استشهاد بكتاب}}: تحقق من التاريخ في: |سنة= (مساعدة)
108. ↑  طقُّوش، مُحمَّد سُهيل (1436هـ - 2015م). تاريخ المماليك في مصر وبلاد الشَّام (ط. الرابعة). بيروت - لُبنان: دار النفائس. ص. 175. ISBN:9789953183206. {{استشهاد بكتاب}}: تحقق من التاريخ في: |سنة= (مساعدة)
109. ↑  ابن تغري بردي، أبو المحاسن جمالُ الدين يُوسُف بن تغري بردي بن عبد الله الظاهري الحنفي؛ قدَّم لهُ وعلَّق عليه: مُحمَّد حُسين شمسُ الدين (1413هـ - 1992م). النُجوم الزاهرة في مُلوك مصر والقاهرة، الجُزء السابع (ط. الأولى). بيروت - لُبنان: دار الكُتب العلميَّة. ص. 299. {{استشهاد بكتاب}}: تحقق من التاريخ في: |سنة= (مساعدة)
110. ↑  عاشور، سعيد عبد الفتَّاح. مصر والشَّام في عصر الأيوبيين والمماليك (ط. الأولى). بيروت - لُبنان: دار النهضة العربيَّة. ص. 214.
111. ↑  الهمذاني، رشيدُ الدين فضل الله (1960م). جامع التواريخ، تاريخ المغول في إيران (ط. الأولى). القاهرة - مصر: دار إحياء الكُتب العربيَّة. ج. المُجلَّد الثاني، الجُزء الثاني. ص. 83. {{استشهاد بكتاب}}: تحقق من التاريخ في: |سنة= (مساعدة)
112. ↑  المقريزي، أبو العبَّاس تقيُّ الدين أحمد بن عليّ بن عبد القادر الحُسيني العُبيدي (1997). السُلوك لِمعرفة دُول المُلوك، الجُزء الأوَّل (ط. الأولى). بيروت - لُبنان: دار الكُتُب العلميَّة. ص. 728. {{استشهاد بكتاب}}: تحقق من التاريخ في: |سنة= (مساعدة)
113. ↑  ابن تغري بردي، أبو المحاسن جمالُ الدين يُوسُف بن تغري بردي بن عبد الله الظاهري الحنفي؛ قدَّم لهُ وعلَّق عليه: مُحمَّد حُسين شمسُ الدين (1413 هـ - 1992م). النجوم الزاهرة في ملوك مصر والقاهرة|النُجوم الزاهرة في مُلوك مصر والقاهرة، الجُزء السابع (ط. الأولى). بيروت - لُبنان: دار الكُتب العلميَّة. ص. 320 - 321. {{استشهاد بكتاب}}: تحقق من التاريخ في: |سنة= (مساعدة)
114. ↑  المقريزي، أبو العبَّاس تقيُّ الدين أحمد بن عليّ بن عبد القادر الحُسيني العُبيدي (1997). السُلوك لِمعرفة دُول المُلوك، الجُزء الأوَّل (ط. الأولى). بيروت - لُبنان: دار الكُتُب العلميَّة. ص. 746 - 747. {{استشهاد بكتاب}}: تحقق من التاريخ في: |سنة= (مساعدة)
115. 1 2  عاشور، سعيد عبد الفتَّاح (1991). الحركة الصليبيَّة: صفحة مُشرِّفة في تاريخ الجهاد الإسلامي في العُصُور الوُسطى (ط. الأولى). القاهرة - مصر: مكتبة الأنجلو المصرية. ج. الجُزء الثاني. ص. 1177. {{استشهاد بكتاب}}: تحقق من التاريخ في: |سنة= (مساعدة)
116. ↑  رونسيمان، ستيڤن؛ تحقيق: السيِّد الباز العريني (1993). تاريخ الحُروب الصليبيَّة والحرب الأولى وقيام مملكة بيت المقدس، الجُزء الثالث (ط. الثالثة). بيروت - لُبنان: دار الفكر العربي. ص. 690 - 691. {{استشهاد بكتاب}}: تحقق من التاريخ في: |سنة= (مساعدة)
117. ↑  المقريزي، أبو العبَّاس تقيُّ الدين أحمد بن عليّ بن عبد القادر الحُسيني العُبيدي (1997). السُلوك لِمعرفة دُول المُلوك، الجُزء الأوَّل (ط. الأولى). بيروت - لُبنان: دار الكُتُب العلميَّة. ص. 754. {{استشهاد بكتاب}}: تحقق من التاريخ في: |سنة= (مساعدة)
118. ↑  طقُّوش، مُحمَّد سُهيل (1436هـ - 2015م). تاريخ المماليك في مصر وبلاد الشَّام (ط. الرابعة). بيروت - لُبنان: دار النفائس. ص. 201. ISBN:9789953183206. {{استشهاد بكتاب}}: تحقق من التاريخ في: |سنة= (مساعدة)
119. ↑  رونسيمان، ستيڤن؛ تحقيق: السيِّد الباز العريني (1993). تاريخ الحُروب الصليبيَّة والحرب الأولى وقيام مملكة بيت المقدس، الجُزء الثالث (ط. الثالثة). بيروت - لُبنان: دار الفكر العربي. ص. 694 - 695. {{استشهاد بكتاب}}: تحقق من التاريخ في: |سنة= (مساعدة)
120. ↑  المقريزي، أبو العبَّاس تقيُّ الدين أحمد بن عليّ بن عبد القادر الحُسيني العُبيدي (1997). السُلوك لِمعرفة دُول المُلوك، الجُزء الأوَّل (ط. الأولى). بيروت - لُبنان: دار الكُتُب العلميَّة. ص. 762. {{استشهاد بكتاب}}: تحقق من التاريخ في: |سنة= (مساعدة)
121. ↑  الأيُّوبي، أبو الفداء عمادُ الدين إسماعيل بن عليَّ بن محمود بن مُحمَّد. المُختصر في أخبار البشر (ط. الأولى). القاهرة - مصر: المطبعة الحُسينيَّة المصريَّة. ج. الجُزء السابع. ص. 31. مؤرشف من الأصل في 2019-05-04. اطلع عليه بتاريخ 9 حُزيران (يونيو) 2017م. {{استشهاد بكتاب}}: تحقق من التاريخ في: |تاريخ الوصول= (مساعدة)
122. ↑  ابن تغري بردي، أبو المحاسن جمالُ الدين يُوسُف بن تغري بردي بن عبد الله الظاهري الحنفي؛ قدَّم لهُ وعلَّق عليه: مُحمَّد حُسين شمسُ الدين (1413هـ - 1992م). النُجوم الزاهرة في مُلوك مصر والقاهرة، الجُزء الثامن (ط. الأولى). بيروت - لُبنان: دار الكُتب العلميَّة. ص. 6. {{استشهاد بكتاب}}: تحقق من التاريخ في: |سنة= (مساعدة)
123. ↑  ابن تغري بردي، أبو المحاسن جمالُ الدين يُوسُف بن تغري بردي بن عبد الله الظاهري الحنفي؛ قدَّم لهُ وعلَّق عليه: مُحمَّد حُسين شمسُ الدين (1413هـ - 1992م). النُجوم الزاهرة في مُلوك مصر والقاهرة، الجُزء الثامن (ط. الأولى). بيروت - لُبنان: دار الكُتب العلميَّة. ص. 6 - 7. {{استشهاد بكتاب}}: تحقق من التاريخ في: |سنة= (مساعدة)
124. ↑  النُويري، شهابُ الدين أحمد بن عبد الوهَّاب (1424هـ - 2004م). نهاية الإرب في فنون الأدب (PDF) (ط. الأولى). بيروت - لُبنان: دار الكُتُب العلميَّة. ج. الجُزء الحادي والثلاثون. ص. 195 - 199. مؤرشف من الأصل (PDF) في 2022-04-08. اطلع عليه بتاريخ 6 حُزيران (يونيو) 2017م. {{استشهاد بكتاب}}: تحقق من التاريخ في: |تاريخ الوصول= و|سنة= (مساعدة)
125. ↑  عاشور، سعيد عبد الفتَّاح (1991). الحركة الصليبيَّة: صفحة مُشرِّفة في تاريخ الجهاد الإسلامي في العُصُور الوُسطى (ط. الأولى). القاهرة - مصر: مكتبة الأنجلو المصرية. ج. الجُزء الثاني. ص. 1183 - 1184. {{استشهاد بكتاب}}: تحقق من التاريخ في: |سنة= (مساعدة)
126. ↑  النُويري، شهابُ الدين أحمد بن عبد الوهَّاب (1424هـ - 2004م). نهاية الإرب في فنون الأدب (PDF) (ط. الأولى). بيروت - لُبنان: دار الكُتُب العلميَّة. ج. الجُزء الحادي والثلاثون. ص. 259 - 262. مؤرشف من الأصل (PDF) في 2022-04-08. اطلع عليه بتاريخ 6 حُزيران (يونيو) 2017م. {{استشهاد بكتاب}}: تحقق من التاريخ في: |تاريخ الوصول= و|سنة= (مساعدة)
127. ↑  الدوادار، ركن الدين بيبرس المنصوري الناصري الخطائي (1407هـ - 1987م). التُحفة المملوكيَّة في الدولة التُركيَّة (ط. الأولى). القاهرة - مصر: الدار المصريَّة اللُبنانيَّة. ص. 136 - 137. مؤرشف من الأصل في 2019-02-02. اطلع عليه بتاريخ 6 حُزيران (يونيو) 2017م. {{استشهاد بكتاب}}: تحقق من التاريخ في: |تاريخ الوصول= و|سنة= (مساعدة)
128. ↑  ابن العسَّال، الشيخ الصفيّ مُفضَّل بن أبي الفضائل القبطي المصري (1930). النهج السديد والدُّر الفريد فيما بعد تاريخ ابن العميد (ط. الأولى). باريس - فرنسا: بلوشيه. ص. 575. {{استشهاد بكتاب}}: تحقق من التاريخ في: |سنة= (مساعدة)
129. ↑  المقريزي، أبو العبَّاس تقيُّ الدين أحمد بن عليّ بن عبد القادر الحُسيني العُبيدي (1997). السُلوك لِمعرفة دُول المُلوك، الجُزء الأوَّل (ط. الأولى). بيروت - لُبنان: دار الكُتُب العلميَّة. ص. 797 - 801. {{استشهاد بكتاب}}: تحقق من التاريخ في: |سنة= (مساعدة)
130. ↑  ابن إياس، أبو البركات زينُ العابدين مُحمَّد بن أحمد بن إياس الحنفي النَّاصري القاهري؛ تحقيق: خليل إبراهيم (1992). بدائعُ الزُّهور في وقائعُ الدُّهور، الجُزء الأوَّل (ط. الأولى). بيروت - لُبنان: دارُ الفكر اللُبناني. ص. 132. {{استشهاد بكتاب}}: تحقق من التاريخ في: |سنة= (مساعدة)
131. ↑  المقريزي، أبو العبَّاس تقيُّ الدين أحمد بن عليّ بن عبد القادر الحُسيني العُبيدي (1997). السُلوك لِمعرفة دُول المُلوك، الجُزء الأوَّل (ط. الأولى). بيروت - لُبنان: دار الكُتُب العلميَّة. ص. 813 - 814. {{استشهاد بكتاب}}: تحقق من التاريخ في: |سنة= (مساعدة)
132. ↑  الأيُّوبي، أبو الفداء عمادُ الدين إسماعيل بن عليَّ بن محمود بن مُحمَّد. المُختصر في أخبار البشر (ط. الأولى). القاهرة - مصر: المطبعة الحُسينيَّة المصريَّة. ج. الجُزء الرَّابع. ص. 33. مؤرشف من الأصل في 2019-05-04. اطلع عليه بتاريخ 9 حُزيران (يونيو) 2017م. {{استشهاد بكتاب}}: تحقق من التاريخ في: |تاريخ الوصول= (مساعدة)
133. ↑  ابن العسَّال، الشيخ الصفيّ مُفضَّل بن أبي الفضائل القبطي المصري (1930). النهج السديد والدُّر الفريد فيما بعد تاريخ ابن العميد (ط. الأولى). باريس - فرنسا: بلوشيه. ص. 614. {{استشهاد بكتاب}}: تحقق من التاريخ في: |سنة= (مساعدة)
134. ↑  عاشور، سعيد عبد الفتَّاح. مصر والشَّام في عصر الأيوبيين والمماليك (ط. الأولى). بيروت - لُبنان: دار النهضة العربيَّة. ص. 225.
135. ↑  الدوادار، ركن الدين بيبرس المنصوري الناصري الخطائي (1998). زُبدة الفكرة في تاريخ الهجرة (ط. الأولى). بيروت - لُبنان: منشورات المعهد الألماني للأبحاث. ج. الجُزء التاسع. ص. 226 - 230. {{استشهاد بكتاب}}: تحقق من التاريخ في: |سنة= (مساعدة)
136. ↑  المقريزي، أبو العبَّاس تقيُّ الدين أحمد بن عليّ بن عبد القادر الحُسيني العُبيدي (1997). السُلوك لِمعرفة دُول المُلوك، الجُزء الأوَّل (ط. الأولى). بيروت - لُبنان: دار الكُتُب العلميَّة. ص. 938. {{استشهاد بكتاب}}: تحقق من التاريخ في: |سنة= (مساعدة)
137. ↑  ابن تغري بردي، أبو المحاسن جمالُ الدين يُوسُف بن تغري بردي بن عبد الله الظاهري الحنفي؛ قدَّم لهُ وعلَّق عليه: مُحمَّد حُسين شمسُ الدين (1413هـ - 1992م). النُجوم الزاهرة في مُلوك مصر والقاهرة، الجُزء الثامن (ط. الأولى). بيروت - لُبنان: دار الكُتب العلميَّة. ص. 173. {{استشهاد بكتاب}}: تحقق من التاريخ في: |سنة= (مساعدة)
138. ↑  المقريزي، أبو العبَّاس تقيُّ الدين أحمد بن عليّ بن عبد القادر الحُسيني العُبيدي (1997). السُلوك لِمعرفة دُول المُلوك، الجُزء الأوَّل (ط. الأولى). بيروت - لُبنان: دار الكُتُب العلميَّة. ص. 46. {{استشهاد بكتاب}}: تحقق من التاريخ في: |سنة= (مساعدة)
139. ↑  عاشور، سعيد عبد الفتَّاح. مصر والشَّام في عصر الأيوبيين والمماليك (ط. الأولى). بيروت - لُبنان: دار النهضة العربيَّة. ص. 228 - 230.
140. ↑  ابن إياس، أبو البركات زينُ العابدين مُحمَّد بن أحمد بن إياس الحنفي النَّاصري القاهري؛ تحقيق: خليل إبراهيم (1992). بدائعُ الزُّهور في وقائعُ الدُّهور، الجُزء الأوَّل (ط. الأولى). بيروت - لُبنان: دارُ الفكر اللُبناني. ص. 486. {{استشهاد بكتاب}}: تحقق من التاريخ في: |سنة= (مساعدة)
141. ↑  المقريزي، أبو العبَّاس تقيُّ الدين أحمد بن عليّ بن عبد القادر الحُسيني العُبيدي (1997). السُلوك لِمعرفة دُول المُلوك، الجُزء الثاني (ط. الأولى). بيروت - لُبنان: دار الكُتُب العلميَّة. ص. 161 - 162. {{استشهاد بكتاب}}: تحقق من التاريخ في: |سنة= (مساعدة)
142. ↑  مسعد، مُصطفى مُحمَّد (1960). الإسلام والنوبة في العُصُور الوُسطى: بحث في تاريخ السودان وحضارته حتى أوائل القرن السادس عشر الميلادي (ط. الأولى). القاهرة - مصر: مكتبة الأنجلو المصرية. ص. 96 وما بعدها. {{استشهاد بكتاب}}: تحقق من التاريخ في: |سنة= (مساعدة)
143. ↑  المقريزي، أبو العبَّاس تقيُّ الدين أحمد بن عليّ بن عبد القادر الحُسيني العُبيدي (1418هـ). المواعظ والاعتبار في ذكر الخطط والآثار، الجُزء الثاني (ط. الأولى). بيروت - لُبنان: دار الكُتُب العلميَّة. ص. 306. {{استشهاد بكتاب}}: تحقق من التاريخ في: |سنة= (مساعدة)
144. ↑  ابن بطُّوطة مُحمَّد بن عبد الله بن مُحمَّد اللواتي الطنجي (1407هـ - 1987م). تُحفة النُظَّار في غرائب الأمصار وعجائب الأسفار (PDF) (ط. الأولى). بيروت - لُبنان: دار إحياء العُلُوم. ج. الجُزء الأوَّل. ص. 23. مؤرشف من الأصل (PDF) في 2017-09-06. {{استشهاد بكتاب}}: تحقق من التاريخ في: |سنة= (مساعدة)
145. ↑  المشهداني، أكرم عبدُ الرزَّاق (السبت 8 آب (أغسطس) 2015م). "أيَّامٌ في مصر". الگاردينيا - مجلَّة ثقافيَّة عامة. مؤرشف من الأصل في 28 أبريل 2019. اطلع عليه بتاريخ 26 حُزيران (يونيو) 2017م. {{استشهاد ويب}}: تحقق من التاريخ في: |تاريخ الوصول= و|تاريخ= (مساعدة)
146. ↑  المقريزي، أبو العبَّاس تقيُّ الدين أحمد بن عليّ بن عبد القادر الحُسيني العُبيدي (1997). السُلوك لِمعرفة دُول المُلوك، الجُزء الثاني (ط. الأولى). بيروت - لُبنان: دار الكُتُب العلميَّة. ص. 770 - 785. {{استشهاد بكتاب}}: تحقق من التاريخ في: |سنة= (مساعدة)
147. ↑  عاشور، سعيد عبد الفتَّاح (1976). العصر المماليكي في مصر والشَّام (ط. الثانية). القاهرة - مصر: دار النهضة العربيَّة. ص. 121 وما بعدها. {{استشهاد بكتاب}}: تحقق من التاريخ في: |سنة= (مساعدة)
148. ↑  عاشور، سعيد عبد الفتَّاح (2002). قبرس والحُرُوب الصليبيَّة (PDF) (ط. الثانية). القاهرة - مصر: الهيئة المصريَّة العامَّة لِلكتاب. ص. 52 - 53. مؤرشف من الأصل (PDF) في 2022-04-08. {{استشهاد بكتاب}}: تحقق من التاريخ في: |سنة= (مساعدة)
149. ↑  النُويري، شهابُ الدين أحمد بن عبد الوهَّاب (1388هـ - 1968م). كتاب الإلمام بالإعلام فيما جرت به الأحكام والأُمُور المقضيَّة في وقعة الإسكندريَّة (ط. الأولى). حيدر آباد - الهند: مطبعة مجلس دائرة المعارف العُثمانيَّة. ج. الجُزء الأوَّلة. ص. 286 - 294. مؤرشف من الأصل في 2019-02-02. اطلع عليه بتاريخ 26 حُزيران (يونيو) 2017م. {{استشهاد بكتاب}}: تحقق من التاريخ في: |تاريخ الوصول= و|سنة= (مساعدة)
150. ↑  المقريزي، أبو العبَّاس تقيُّ الدين أحمد بن عليّ بن عبد القادر الحُسيني العُبيدي (1997). السُلوك لِمعرفة دُول المُلوك، الجُزء الرابع (ط. الأولى). بيروت - لُبنان: دار الكُتُب العلميَّة. ص. 46. {{استشهاد بكتاب}}: تحقق من التاريخ في: |سنة= (مساعدة)
151. ↑  النُويري الإسكندرانيّ، مُحمَّد بن القاسم بن مُحمَّد المالكي؛ تحقيق سُهيل زكَّار (2008). وقعة الإسكندريَّة. دمشق - سوريا: دار التكوين للطباعة والنشر. ص. 82. {{استشهاد بكتاب}}: تحقق من التاريخ في: |سنة= (مساعدة)
152. ↑  المقريزي، أبو العبَّاس تقيُّ الدين أحمد بن عليّ بن عبد القادر الحُسيني العُبيدي (1997). السُلوك لِمعرفة دُول المُلوك، الجُزء الثالث (ط. الأولى). بيروت - لُبنان: دار الكُتُب العلميَّة. ص. 375. {{استشهاد بكتاب}}: تحقق من التاريخ في: |سنة= (مساعدة)
153. ↑  عاشور، سعيد عبد الفتَّاح. مصر والشَّام في عصر الأيوبيين والمماليك (ط. الأولى). بيروت - لُبنان: دار النهضة العربيَّة. ص. 246 - 247.
154. 1 2  دولة المماليك البرجية - د. محمد الرفاعي - قصة دولة المماليك - قصة الإسلام | بوابة التاريخ الإسلامي .. إشراف الدكتور راغب السرجاني. نسخة محفوظة 2020-06-07 على موقع واي باك مشين.
155. ↑  عاشور، سعيد عبد الفتَّاح. مصر والشَّام في عصر الأيوبيين والمماليك (ط. الأولى). بيروت - لُبنان: دار النهضة العربيَّة. ص. 248 - 249.
156. ↑  العيني الحنفي، أبو مُحمَّد بدرُ الدين محمود بن أحمد بن موسى بن أحمد (1431هـ - 2010م). عقد الجُمان في تاريخ أهل الزمان (ط. الثانية). القاهرة - مصر: دار الكُتُب والوثائق القوميَّة. ج. عصر سلاطين المماليك، الجُزء الأوَّل. ص. 289. ISBN:9771806785. مؤرشف من الأصل في 2023-04-25. اطلع عليه بتاريخ 7 حُزيران (يونيو) 2017م. {{استشهاد بكتاب}}: تحقق من التاريخ في: |تاريخ الوصول= و|سنة= (مساعدة)
157. ↑  ابن تغري بردي، أبو المحاسن جمالُ الدين يُوسُف بن تغري بردي بن عبد الله الظاهري الحنفي؛ قدَّم لهُ وعلَّق عليه: مُحمَّد حُسين شمسُ الدين (1413هـ - 1992م). النُجوم الزاهرة في مُلوك مصر والقاهرة، الجُزء الحادي عشر (ط. الأولى). بيروت - لُبنان: دار الكُتب العلميَّة. ص. 275 - 289. {{استشهاد بكتاب}}: تحقق من التاريخ في: |سنة= (مساعدة)
158. ↑  ابن حجر العسقلاني، شهابُ الدين أبو الفضل أحمد بن عليّ بن مُحمَّد (1349هـ). الدُرر الكامنة في أعيان المائة الثامنة (PDF) (ط. الأولى). حيدر آباد - الهند: دائرة المعارف العُثمانيَّة. ج. الجُزء الرابع. ص. 365. مؤرشف من الأصل (PDF) في 2022-04-08. {{استشهاد بكتاب}}: تحقق من التاريخ في: |سنة= (مساعدة)
159. ↑  ابن عربشاه، شهابُ الدين أبو مُحمَّد أحمد بن مُحمَّد بن عبدُ الله بن إبراهيم (1285هـ). عجائب المقدور في أخبار تيمور (ط. الأولى). القاهرة - مصر: مطبعة وادي النيل. ص. 70. مؤرشف من الأصل في 2019-02-14. {{استشهاد بكتاب}}: تحقق من التاريخ في: |سنة= (مساعدة)
160. ↑  ابن عربشاه، شهابُ الدين أبو مُحمَّد أحمد بن مُحمَّد بن عبدُ الله بن إبراهيم (1285هـ). عجائب المقدور في أخبار تيمور (ط. الأولى). القاهرة - مصر: مطبعة وادي النيل. ص. 107 وما بعدها. مؤرشف من الأصل في 2019-02-14. {{استشهاد بكتاب}}: تحقق من التاريخ في: |سنة= (مساعدة)
161. ↑  راغب السرجاني (يناير 2014). الموسوعة الميسرة في التاريخ الإسلامي، الجزء الأول (ط. السابعة والعشرون). مؤسسة اقرأ. ص. 462. ISBN:977-6119-63-8. {{استشهاد بكتاب}}: تحقق من التاريخ في: |سنة= (مساعدة)
162. ↑  ابن إياس، أبو البركات زينُ العابدين مُحمَّد بن أحمد بن إياس الحنفي النَّاصري القاهري؛ تحقيق: خليل إبراهيم (1992). بدائعُ الزُّهور في وقائعُ الدُّهور، الجُزء الأوَّل (ط. الأولى). بيروت - لُبنان: دارُ الفكر اللُبناني. ص. 353 - 355. {{استشهاد بكتاب}}: تحقق من التاريخ في: |سنة= (مساعدة)
163. ↑  العيني الحنفي، أبو مُحمَّد بدرُ الدين محمود بن أحمد بن موسى بن أحمد (1966). السيف المُهنَّد في سيرة الملك المُؤيَّد "شيخ المحمودي" (ط. الثانية). القاهرة - مصر: دار الكتاب العربي. ص. 259. مؤرشف من الأصل في 2019-02-02. {{استشهاد بكتاب}}: تحقق من التاريخ في: |سنة= (مساعدة)
164. ↑  عاشور، سعيد عبد الفتَّاح (1976). العصر المماليكي في مصر والشَّام (ط. الثانية). القاهرة - مصر: دار النهضة العربيَّة. ص. 163. {{استشهاد بكتاب}}: تحقق من التاريخ في: |سنة= (مساعدة)
165. ↑  المقدسي، أبو اليمن مُجيرُ الدين عبدُ الرحمٰن بن مُحمَّد بن عبدُ الرحمٰن العليمي الحنبلي. الأُنس الجليل بتاريخ القُدس والخليل (PDF). ج. الجُزء الثاني. ص. 443. مؤرشف من الأصل (PDF) في 2013-03-19. اطلع عليه بتاريخ 2 تمُّوز (يوليو) 2017م. {{استشهاد بكتاب}}: تحقق من التاريخ في: |تاريخ الوصول= (مساعدة)
166. ↑  راغب السرجاني (يناير 2014). الموسوعة الميسرة في التاريخ الإسلامي، الجزء الأول (ط. السابعة والعشرون). مؤسسة اقرأ. ص. 463-464. ISBN:977-6119-63-8. {{استشهاد بكتاب}}: تحقق من التاريخ في: |سنة= (مساعدة)
167. ↑  ابن تغري بردي، أبو المحاسن جمالُ الدين يُوسُف بن تغري بردي بن عبد الله الظاهري الحنفي؛ قدَّم لهُ وعلَّق عليه: مُحمَّد حُسين شمسُ الدين (1413هـ - 1992م). النُجوم الزاهرة في مُلوك مصر والقاهرة، الجُزء السادس عشر (ط. الأولى). بيروت - لُبنان: دار الكُتب العلميَّة. ص. 70 - 71. {{استشهاد بكتاب}}: تحقق من التاريخ في: |سنة= (مساعدة)
168. ↑  ابن إياس، أبو البركات زينُ العابدين مُحمَّد بن أحمد بن إياس الحنفي النَّاصري القاهري؛ تحقيق: خليل إبراهيم (1992). بدائعُ الزُّهور في وقائعُ الدُّهور، الجُزء الثاني (ط. الأولى). بيروت - لُبنان: دارُ الفكر اللُبناني. ص. 245 - 246. {{استشهاد بكتاب}}: تحقق من التاريخ في: |سنة= (مساعدة)
169. ↑  طقُّوش، مُحمَّد سُهيل (1436هـ - 2015م). تاريخ المماليك في مصر وبلاد الشَّام (ط. الرابعة). بيروت - لُبنان: دار النفائس. ص. 485. ISBN:9789953183206. {{استشهاد بكتاب}}: تحقق من التاريخ في: |سنة= (مساعدة)
170. ↑  إيڤانوڤ، نيقولاي؛ ترجمة وتحقيق: يُوسُف عطا الله (2004). الفتح العُثماني للأقطار العربيَّة 1516-1574 (ط. الثانية). بيروت - لُبنان: دار الفارابي. ص. 56. ISBN:9953710120. {{استشهاد بكتاب}}: تحقق من التاريخ في: |سنة= (مساعدة)
171. ↑  ابن إياس، أبو البركات زينُ العابدين مُحمَّد بن أحمد بن إياس الحنفي النَّاصري القاهري؛ تحقيق: خليل إبراهيم (1992). بدائعُ الزُّهور في وقائعُ الدُّهور، الجُزء الرابع (ط. الأولى). بيروت - لُبنان: دارُ الفكر اللُبناني. ص. 118. {{استشهاد بكتاب}}: تحقق من التاريخ في: |سنة= (مساعدة)
172. ↑  ابن إياس، أبو البركات زينُ العابدين مُحمَّد بن أحمد بن إياس الحنفي النَّاصري القاهري؛ تحقيق: خليل إبراهيم (1992). بدائعُ الزُّهور في وقائعُ الدُّهور، الجُزء الرابع (ط. الأولى). بيروت - لُبنان: دارُ الفكر اللُبناني. ص. 270. {{استشهاد بكتاب}}: تحقق من التاريخ في: |سنة= (مساعدة)
173. ↑  طقّوش، مُحمَّد سُهيل (1429هـ - 2008م). تاريخ العثمانيين: من قيام الدولة إلى الانقلاب على الخلافة (ط. الثانية). بيروت - لُبنان: دار النفائس. ص. 142 - 146. ISBN:9789953184432. {{استشهاد بكتاب}}: تحقق من التاريخ في: |سنة= (مساعدة)
174. ↑  ابن إياس، أبو البركات زينُ العابدين مُحمَّد بن أحمد بن إياس الحنفي النَّاصري القاهري؛ تحقيق: خليل إبراهيم (1992). بدائعُ الزُّهور في وقائعُ الدُّهور، الجُزء الرابع (ط. الأولى). بيروت - لُبنان: دارُ الفكر اللُبناني. ص. 372 - 373. {{استشهاد بكتاب}}: تحقق من التاريخ في: |سنة= (مساعدة)
175. ↑  ابن إياس، أبو البركات زينُ العابدين مُحمَّد بن أحمد بن إياس الحنفي النَّاصري القاهري؛ تحقيق: خليل إبراهيم (1992). بدائعُ الزُّهور في وقائعُ الدُّهور، الجُزء الخامس (ط. الأولى). بيروت - لُبنان: دارُ الفكر اللُبناني. ص. 28 - 31. {{استشهاد بكتاب}}: تحقق من التاريخ في: |سنة= (مساعدة)
176. ↑  ابن إياس، أبو البركات زينُ العابدين مُحمَّد بن أحمد بن إياس الحنفي النَّاصري القاهري؛ تحقيق: خليل إبراهيم (1992). بدائعُ الزُّهور في وقائعُ الدُّهور، الجُزء الخامس (ط. الأولى). بيروت - لُبنان: دارُ الفكر اللُبناني. ص. 76. {{استشهاد بكتاب}}: تحقق من التاريخ في: |سنة= (مساعدة)
177. ↑  طقُّوش، مُحمَّد سُهيل (1436هـ - 2015م). تاريخ المماليك في مصر وبلاد الشَّام (ط. الرابعة). بيروت - لُبنان: دار النفائس. ص. 496 - 499. ISBN:9789953183206. {{استشهاد بكتاب}}: تحقق من التاريخ في: |سنة= (مساعدة)
178. ↑  معركة مرج دابق "معارك إسلامية"-مقال على موقع قصة الإسلام نسخة محفوظة 22 يونيو 2017 على موقع واي باك مشين.
179. ↑  إيڤانوڤ، نيقولاي؛ ترجمة وتحقيق: يُوسُف عطا الله (2004). الفتح العُثماني للأقطار العربيَّة 1516-1574 (ط. الثانية). بيروت - لُبنان: دار الفارابي. ص. 63 - 64. ISBN:9953710120. {{استشهاد بكتاب}}: تحقق من التاريخ في: |سنة= (مساعدة)
180. ↑  سعد الدين أفندي، خواجه مُحمَّد (1862 - 1863). تاج التواريخ، الجُزء الثاني (بالتُركيَّة العُثمانيَّة). إستانبول - دولت عليَّة عثمانيه: طبعخانۀ عامره. p. 339 - 342. {{استشهاد بكتاب}}: تحقق من التاريخ في: |سنة= (help)صيانة الاستشهاد: لغة غير مدعومة (link)
181. ↑  راغب السرجاني (يناير 2014). الموسوعة الميسرة في التاريخ الإسلامي، الجزء الثاني (ط. السابعة والعشرون). مؤسسة اقرأ. ص. 153. ISBN:977-6119-63-8. {{استشهاد بكتاب}}: تحقق من التاريخ في: |سنة= (مساعدة)
182. ↑  جحا، شفيق؛ البعلبكي، مُنير؛ عُثمان، بهيج (1999م). المُصوَّر في التاريخ (ط. التاسعة عشرة). بيروت، لُبنان: دار العلم للملايين. ص. 135 - 140.
183. ↑  بقاعي، إيمان (8 رجب 1435هـ - 8 أيَّار (مايو) 2014م). "أُدباء عصر سلاطين الشراكسة: ابن إياس". شبكة الألوكة. مؤرشف من الأصل في 9 أغسطس 2018. اطلع عليه بتاريخ 2 تمُّوز (يوليو) 2017م. {{استشهاد ويب}}: تحقق من التاريخ في: |تاريخ الوصول= و|تاريخ= (مساعدة)
184. 1 2  القلقشندي، أبو العبَّاس أحمد (1340هـ - 1922م). صُبح الأعشى في صناعة الإنشا، الجُزء الرابع (ط. الثانية). القاهرة - مصر: دار الكُتب المصريَّة. ص. 16 - 17. {{استشهاد بكتاب}}: تحقق من التاريخ في: |سنة= (مساعدة)
185. ↑  ابن شاهين الظاهري المصري، غرس الدين خليل (1894م). زبدة كشف الممالك وبيان الطُرق والمسالك (PDF) (ط. الأولى). باريس - فرنسا: المطبعة الجمهورية. ص. 106. مؤرشف من الأصل (PDF) في 2020-05-19. {{استشهاد بكتاب}}: تحقق من التاريخ في: |سنة= (مساعدة)
186. ↑  عاشور، سعيد عبد الفتَّاح. مصر والشَّام في عصر الأيوبيين والمماليك (ط. الأولى). بيروت - لُبنان: دار النهضة العربيَّة. ص. 300 - 301.
187. ↑  المقريزي، أبو العبَّاس تقيُّ الدين أحمد بن عليّ بن عبد القادر الحُسيني العُبيدي (1997). السُلوك لِمعرفة دُول المُلوك، الجُزء الأوَّل (ط. الأولى). بيروت - لُبنان: دار الكُتُب العلميَّة. ص. 22. {{استشهاد بكتاب}}: تحقق من التاريخ في: |سنة= (مساعدة)
188. ↑  القلقشندي، أبو العبَّاس أحمد (1340هـ - 1922م). صُبح الأعشى في صناعة الإنشا، الجُزء الثالث (ط. الثانية). القاهرة - مصر: دار الكُتب المصريَّة. ص. 275 و401. {{استشهاد بكتاب}}: تحقق من التاريخ في: |سنة= (مساعدة)
189. ↑  ابن تغري بردي، أبو المحاسن جمالُ الدين يُوسُف بن تغري بردي بن عبد الله الظاهري الحنفي؛ قدَّم لهُ وعلَّق عليه: مُحمَّد حُسين شمسُ الدين (1413هـ - 1992م). النُجوم الزاهرة في مُلوك مصر والقاهرة، الجُزء الثامن (ط. الأولى). بيروت - لُبنان: دار الكُتب العلميَّة. ص. 262. {{استشهاد بكتاب}}: تحقق من التاريخ في: |سنة= (مساعدة)
190. ↑  عبد الله، زكي مُحمَّد جميل (2004). "مؤسسة الخِلافة في العهد المملوكي (659هـ / 1260م - 923هـ / 1517م)" (PDF). جامعة النجاح الوطنيَّة، كُليَّة الدراسات العُليا. نابلس - فلسطين. ص. 52–53. مؤرشف من الأصل (PDF) في 28 مارس 2014. اطلع عليه بتاريخ 6 تمُّوز (يوليو) 2017م. {{استشهاد ويب}}: تحقق من التاريخ في: |تاريخ الوصول= و|تاريخ= (مساعدة) والوسيط author-name-list parameters تكرر أكثر من مرة (مساعدة)
191. ↑  القلقشندي، أبو العبَّاس أحمد (1340هـ - 1922م). صُبح الأعشى في صناعة الإنشا، الجُزء الرابع (ط. الثانية). القاهرة - مصر: دار الكُتب المصريَّة. ص. 17. {{استشهاد بكتاب}}: تحقق من التاريخ في: |سنة= (مساعدة)
192. ↑  النجيدي، حمُّود بن مُحمَّد (ذو القعدة 1417 هـ). "نيابة السلطنة في مصر المملوكية". مجلة جامعة الإمام بن سعود الإسلامية ع. العدد 18: صفحة 375 - 442. {{استشهاد بدورية محكمة}}: تحقق من التاريخ في: |تاريخ= (مساعدة)
193. ↑  العُمري، أبو العبَّاس شهابُ الدين أحمد بن فضل الله بن يحيى بن أحمد القُرشي العدوي (1408هـ - 1988م). التعريف بِالمُصطلح الشريف (ط. الأولى). بيروت - لُبنان: دار الكُتُب العلميَّة. ص. 65 - 66. مؤرشف من الأصل في 2019-05-04. اطلع عليه بتاريخ 6 تمُّوز (يوليو) 2017م. {{استشهاد بكتاب}}: تحقق من التاريخ في: |تاريخ الوصول= و|سنة= (مساعدة)
194. ↑  القلقشندي، أبو العبَّاس أحمد (1340هـ - 1922م). صُبح الأعشى في صناعة الإنشا، الجُزء الرابع (ط. الثانية). القاهرة - مصر: دار الكُتب المصريَّة. ص. 64. {{استشهاد بكتاب}}: تحقق من التاريخ في: |سنة= (مساعدة)
195. 1 2  ابن كثير، عماد الدين أبو الفداء إسماعيل بن عمر بن كثير القرشي الدمشقي (1401هـ/1981م). البداية والنهاية، الجزء الثالث عشر. مكتبة المعارف. ص. 245 و248. {{استشهاد بكتاب}}: تحقق من التاريخ في: |سنة= (مساعدة)
196. ↑  المقريزي، تقي الدين أبو العبَّاس أحمد بن علي. المواعظ والاعتبار في ذكر الخطط والآثار، الجزء الرابع، طبعة بولاق. القاهرة-مصر. ص. 161.
197. ↑  شبارو، عصام محمد (1987). تاريخ بيروت منذ أقدم العصور حتى القرن العشرين. بيروت-لبنان: دار مصباح الفكر. ص. 114. {{استشهاد بكتاب}}: تحقق من التاريخ في: |سنة= (مساعدة)
198. ↑  القلقشندي، أبو العبَّاس أحمد (1340هـ - 1922م). صُبح الأعشى في صناعة الإنشا، الجُزء الرابع (ط. الثانية). القاهرة - مصر: دار الكُتب المصريَّة. ص. 36. {{استشهاد بكتاب}}: تحقق من التاريخ في: |سنة= (مساعدة)
199. 1 2  د. زيادة، نقولا (1966م). دمشق في عصر المماليك. ترجمة: د. نقولا زيادة (ط. الأولى). بيروت-لبنان: مكتبة لبنان بالاشتراك مع مؤسسة فرانكلين للطباعة والنشر-نيويورك. ص. 64. {{استشهاد بكتاب}}: تحقق من التاريخ في: |سنة= (مساعدة)
200. 1 2 3 4 5  القلقشندي، أبو العبَّاس أحمد (1340هـ - 1922م). صُبح الأعشى في صناعة الإنشا، الجُزء الرابع عشر (ط. الثانية). القاهرة - مصر: دار الكُتب المصريَّة. ص. 411 - 419، و435 - 439. {{استشهاد بكتاب}}: تحقق من التاريخ في: |سنة= (مساعدة)
201. ↑  آرنولد، طوماس ووكر؛ باسيه، رينيه (1418هـ - 1998م). دائرة المعارف الإسلامية (PDF) (ط. الأولى). الشارقة - الإمارات العربية المتحدة: مركز الشارقة للإبداع الفكري. ج. الجُزء الرابع. ص. 366. مؤرشف من الأصل (PDF) في 2022-04-08. {{استشهاد بكتاب}}: تحقق من التاريخ في: |سنة= (مساعدة)
202. ↑  عاشور، سعيد عبد الفتَّاح (1976). العصر المماليكي في مصر والشَّام (ط. الثانية). القاهرة - مصر: دار النهضة العربيَّة. ص. 352. {{استشهاد بكتاب}}: تحقق من التاريخ في: |سنة= (مساعدة)
203. ↑  "في ذكرى افتتاحه.. "الأزهر" أنشئ لنشر المذهب الشيعي فأصبح رمزًا للوسطية". بوَّابة مصراوي. الجمعة 9 حُزيران (يونيو) 2017م. مؤرشف من الأصل في 14 تمُّوز (يوليو) 2017م. اطلع عليه بتاريخ 14 تمُّوز (يوليو) 2017م. {{استشهاد ويب}}: تحقق من التاريخ في: |تاريخ الوصول=، |تاريخ=، و|تاريخ أرشيف= (مساعدة)
204. ↑  الدغلي، عماد (31 آب (أغسطس) 2015م). "الجامع الأموي الكبير بدمشق أسطورة الماضي و الحاضر". الوكالة العربيَّة السوريَّة لِلأنباء. مؤرشف من الأصل في 13 أكتوبر 2017. اطلع عليه بتاريخ 14 تمُّوز (يوليو) 2017م. {{استشهاد ويب}}: تحقق من التاريخ في: |تاريخ الوصول= و|تاريخ= (مساعدة)
205. ↑  "مسجد سيد ابراهيم الدسوقي". كنانة: بوَّابة التنمية المُجتمعيَّة. 2006م. مؤرشف من الأصل في 15 تمُّوز (يوليو) 2017م. اطلع عليه بتاريخ 15 تمُّوز (يوليو) 2017م. {{استشهاد ويب}}: تحقق من التاريخ في: |تاريخ الوصول=، |تاريخ=، و|تاريخ أرشيف= (مساعدة)
206. ↑  منصور، أحمد صُبحي (2000). العقائد الدينيَّة في مصر المملوكيَّة بين الإسلام والتصوُّف. القاهرة - مصر: الهيئة المصريَّة العامَّة لِلكتاب. ص. 37. {{استشهاد بكتاب}}: تحقق من التاريخ في: |سنة= (مساعدة)
207. ↑  ابن كثير، أبو الفداء إسماعيل بن عُمر القُرشي البصري الدمشقي؛ تحقيق عبدُ الله بن عبد المُحسن التُركي (1418 هـ - 1997م). البداية والنهاية (ط. الأولى). القاهرة - مصر: دار هجر للطباعة والنشر والتوزيع والإعلان. ج. الجزء الثالث عشر. ص. 178 و265. {{استشهاد بكتاب}}: تحقق من التاريخ في: |سنة= (مساعدة)
208. ↑  ابن تغري بردي، أبو المحاسن جمالُ الدين يُوسُف بن تغري بردي بن عبد الله الظاهري الحنفي؛ قدَّم لهُ وعلَّق عليه: مُحمَّد حُسين شمسُ الدين (1413 هـ - 1992م). النجوم الزاهرة في ملوك مصر والقاهرة|النُجوم الزاهرة في مُلوك مصر والقاهرة، الجُزء الثالث عشر (ط. الأولى). بيروت - لُبنان: دار الكُتب العلميَّة. ص. 10. {{استشهاد بكتاب}}: تحقق من التاريخ في: |سنة= (مساعدة)
209. ↑  ابن حجر العسقلاني، شهابُ الدين أبو الفضل أحمد بن عليّ بن مُحمَّد بن مُحمَّد بن عليّ الكناني المصري الشافعي (1415هـ - 1994م). إنباء الغمر بأنباء العمر (ط. الثانية). القاهرة - مصر: وزارة الأوقاف المصريَّة، المجلس الأعلى لِلشؤون الإسلاميَّة. ج. الجُزء الثاني. ص. 57. مؤرشف من الأصل في 2022-04-11. اطلع عليه بتاريخ 15 تمُّوز (يوليو) 2017م. {{استشهاد بكتاب}}: تحقق من التاريخ في: |تاريخ الوصول= و|سنة= (مساعدة)
210. ↑  ابن إياس، أبو البركات زينُ العابدين مُحمَّد بن أحمد بن إياس الحنفي النَّاصري القاهري؛ تحقيق: خليل إبراهيم (1992). بدائعُ الزُّهور في وقائعُ الدُّهور، الجُزء الأوَّل (ط. الأولى). بيروت - لُبنان: دارُ الفكر اللُبناني. ص. 373. {{استشهاد بكتاب}}: تحقق من التاريخ في: |سنة= (مساعدة)
211. ↑  أبو زيد، فوزي مُحمَّد (1429هـ - 2008م). شيخ الإسلام السيِّد إبراهيم الدُسُوقي (PDF) (ط. الأولى). القاهرة - مصر: دار الإيمان في الحياة. ص. 19. ISBN:9771757067. مؤرشف من الأصل (PDF) في 2017-12-09. اطلع عليه بتاريخ 15 تمُّوز (يوليو) 2017م. {{استشهاد بكتاب}}: تحقق من التاريخ في: |تاريخ الوصول= و|سنة= (مساعدة)
212. ↑  عاشور، سعيد عبد الفتَّاح (1992). المُجتمع المصري في عصر سلاطين المماليك (ط. الأولى). القاهرة - مصر: دار النهضة العربية (القاهرة). ص. 49. {{استشهاد بكتاب}}: تحقق من التاريخ في: |سنة= (مساعدة)
213. ↑  رزق، يواقيم. "الأقباط في عصر السلاطين المماليك 1250م – 1587: وضع الأقباط". موقع الأنبا تكلا هيمانوت الحبشي القس. الإسكندريَّة - مصر. مؤرشف من الأصل في 16 تمُّوز (يوليو) 2017م. اطلع عليه بتاريخ 16 تمُّوز (يوليو) 2017م. {{استشهاد ويب}}: تحقق من التاريخ في: |تاريخ الوصول= و|تاريخ أرشيف= (مساعدة)
214. ↑  عاشور، سعيد عبد الفتَّاح (1992). المُجتمع المصري في عصر سلاطين المماليك (ط. الأولى). القاهرة - مصر: دار النهضة العربية (القاهرة). ص. 51. {{استشهاد بكتاب}}: تحقق من التاريخ في: |سنة= (مساعدة)
215. ↑  عاشور، سعيد عبد الفتَّاح (1992). المُجتمع المصري في عصر سلاطين المماليك (ط. الأولى). القاهرة - مصر: دار النهضة العربية (القاهرة). ص. 63-66. {{استشهاد بكتاب}}: تحقق من التاريخ في: |سنة= (مساعدة)
216. 1 2 3  رزق، يُواقيم. "الأقباط في عصر السلاطين المماليك 1250م – 1587: الأقباط في الحُكُومة بين الأخذ والرد". موقع الأنبا تكلا هيمانوت الحبشي القس. الإسكندريَّة - مصر. مؤرشف من الأصل في 16 تمُّوز (يوليو) 2017م. اطلع عليه بتاريخ 16 تمُّوز (يوليو) 2017م. {{استشهاد ويب}}: تحقق من التاريخ في: |تاريخ الوصول= و|تاريخ أرشيف= (مساعدة)
217. 1 2  "نشأة الكنيسة المارونيّة". المركز الدائم لِلتنشئة المسيحيَّة. مؤرشف من الأصل في 16 تمُّوز (يوليو) 2017م. اطلع عليه بتاريخ 16 تمُّوز (يوليو) 2017م. {{استشهاد ويب}}: تحقق من التاريخ في: |تاريخ الوصول= و|تاريخ أرشيف= (مساعدة)
218. ↑  ضو، بُطرُس (1977). تاريخ الموارنة الديني والسياسي والحضاري (ط. الأولى). بيروت - لُبنان: دار النهار للطباعة والنشر والتوزيع. ج. الجُزء الرابع. ص. 87. {{استشهاد بكتاب}}: تحقق من التاريخ في: |سنة= (مساعدة)
219. ↑  ضنَّاوي، مُحمَّد علي (1985). قراءة إسلاميَّة في تاريخ لُبنان والمنطقة من الفتح الإسلامي ونشأة المارونيَّة حتَّى 1840 (ط. الأولى). بيروت - لُبنان: دار الإيمان لِلطباعة والنشر. ص. 133 - 134. {{استشهاد بكتاب}}: تحقق من التاريخ في: |سنة= (مساعدة)
220. ↑  ضو، بُطرُس (1977). تاريخ الموارنة الديني والسياسي والحضاري (ط. الأولى). بيروت - لُبنان: دار النهار للطباعة والنشر والتوزيع. ج. الجُزء الرابع. ص. 80 و87. {{استشهاد بكتاب}}: تحقق من التاريخ في: |سنة= (مساعدة)
221. ↑  العُمري، أبو العبَّاس شهابُ الدين أحمد بن فضل الله بن يحيى بن أحمد القُرشي العدوي (1408هـ - 1988م). التعريف بِالمُصطلح الشريف (ط. الأولى). بيروت - لُبنان: دار الكُتُب العلميَّة. ص. 183 - 185. مؤرشف من الأصل في 2017-09-06. اطلع عليه بتاريخ 6 تمُّوز (يوليو) 2017م. {{استشهاد بكتاب}}: تحقق من التاريخ في: |تاريخ الوصول= و|سنة= (مساعدة)
222. ↑  ضو، بُطرُس (1977). تاريخ الموارنة الديني والسياسي والحضاري (ط. الأولى). بيروت - لُبنان: دار النهار للطباعة والنشر والتوزيع. ج. الجُزء الرابع. ص. 118 - 119. {{استشهاد بكتاب}}: تحقق من التاريخ في: |سنة= (مساعدة)
223. ↑  ضنَّاوي، مُحمَّد علي (1985). قراءة إسلاميَّة في تاريخ لُبنان والمنطقة من الفتح الإسلامي ونشأة المارونيَّة حتَّى 1840 (ط. الأولى). بيروت - لُبنان: دار الإيمان لِلطباعة والنشر. ص. 137. {{استشهاد بكتاب}}: تحقق من التاريخ في: |سنة= (مساعدة)
224. ↑  الريمي، جمال بن فرحان (6 رجب 1436هـ - 25 نيسان (أبريل) 2015م). "الطبقات التي تكون منها المجتمع المصري في عصر المماليك". مؤرشف من الأصل في 16 تمُّوز (يوليو) 2017م. اطلع عليه بتاريخ 16 تمُّوز (يوليو) 2017م. {{استشهاد ويب}}: تحقق من التاريخ في: |تاريخ الوصول=، |تاريخ=، و|تاريخ أرشيف= (مساعدة)
225. ↑  المقدسي، أبو اليمن مُجيرُ الدين عبدُ الرحمٰن بن مُحمَّد بن عبدُ الرحمٰن العليمي الحنبلي. الأُنس الجليل بتاريخ القُدس والخليل (PDF). ج. الجُزء الثاني. ص. 52 و56. مؤرشف من الأصل (PDF) في 2013-03-19. اطلع عليه بتاريخ 2 تمُّوز (يوليو) 2017م. {{استشهاد بكتاب}}: تحقق من التاريخ في: |تاريخ الوصول= (مساعدة)
226. 1 2  أبوشلوف، نسيم زريق جُمُعة (رجب 1436هـ \ مايو 2015م). "أوضاع اليهود في بلاد الشام خلال حكم المماليك (648هـ/922هـ - 1250/1517م)" (PDF). مجلة الحجاز العالمية المحكمة للدراسات الإسلامية والعربية. العدد الحادي عشر ع. 123: صفحة 128 - 131؛ 137. ISSN:1658-7138. مؤرشف من الأصل (PDF) في 16 تمُّوز (يوليو) 2017م. اطلع عليه بتاريخ 16 تمُّوز (يوليو) 2017م. {{استشهاد بدورية محكمة}}: تحقق من التاريخ في: |تاريخ الوصول=، |تاريخ=، و|تاريخ أرشيف= (مساعدة)
227. ↑  جحا، شفيق؛ البعلبكي، مُنير؛ عُثمان، بهيج (1999م). المُصوَّر في التاريخ (ط. التاسعة عشرة). بيروت، لُبنان: دار العلم للملايين. ص. 66.
228. ↑  "تاريخ التشيُّع في لُبنان (3) - بلاد كسروان". المعارف الشاملة: منارُ الهُدى. مؤرشف من الأصل في 21 تمُّوز (يوليو) 2017م. اطلع عليه بتاريخ 21 تمُّوز (يوليو) 2017م. {{استشهاد ويب}}: تحقق من التاريخ في: |تاريخ الوصول= و|تاريخ أرشيف= (مساعدة)
229. ↑  لُويس، برنارد؛ ترجمة وتحقيق سُهيل زكَّار (2006). الحشيشيَّة: الاغتيال الطُقُوسي عند الإسماعيليَّة النزاريَّة (ط. الثانية). دمشق - سوريا: دار قُتيبة للطباعة والنشر. ص. 153. {{استشهاد بكتاب}}: تحقق من التاريخ في: |سنة= (مساعدة)
230. ↑  عاشور، سعيد عبد الفتَّاح (1991). الحركة الصليبيَّة: صفحة مُشرِّفة في تاريخ الجهاد الإسلامي في العُصُور الوُسطى (ط. الأولى). القاهرة - مصر: مكتبة الأنجلو المصرية. ج. الجُزء الثاني. ص. 1046. {{استشهاد بكتاب}}: تحقق من التاريخ في: |سنة= (مساعدة)
231. ↑  القلقشندي، أبو العبَّاس أحمد (1340هـ - 1922م). صُبح الأعشى في صناعة الإنشا، الجُزء الثالث عشر (ط. الثانية). القاهرة - مصر: دار الكُتب المصريَّة. ص. 248. {{استشهاد بكتاب}}: تحقق من التاريخ في: |سنة= (مساعدة)
232. ↑  مكِّي، مُحمَّد عليّ (2006). لُبنان من الفتح العربي إلى الفتح العُثماني 635 - 1516 (ط. الخامسة). بيروت - لُبنان: دار النهار للنشر. ص. 153. مؤرشف من الأصل في 2020-01-02. اطلع عليه بتاريخ 21 تمُّوز (يوليو) 2017م. {{استشهاد بكتاب}}: تحقق من التاريخ في: |تاريخ الوصول= و|سنة= (مساعدة)
233. ↑  التنُّوخي، صالح بن يحيى (1927). كتاب تاريخ بيروت وأخبار الأُمراء البُحتريين من بني الغرب (ط. الثانية). بيروت - لُبنان: المطبعة الكاثوليكيَّة. ص. 195. مؤرشف من الأصل في 2020-01-02. اطلع عليه بتاريخ 21 تمُّوز (يوليو) 2017م. {{استشهاد بكتاب}}: تحقق من التاريخ في: |تاريخ الوصول= و|سنة= (مساعدة)
234. ↑  أبو عزّ الدين، نجلاء. الدُرُوز في التاريخ. الطبعة الأولى (1990). دار العلم لِلملايين، بيروت - لُبنان. صفحة 205 - 210
235. 1 2 3  جحا، شفيق؛ البعلبكي، مُنير؛ عُثمان، بهيج. المُصوَّر في التاريخ. الجُزء السَّادس. الطبعة التاسعة عشرة (1999). دار العلم للملايين. بيروت، لُبنان. صفحة 107 - 109
236. ↑  ابن تغري بردي، أبو المحاسن جمالُ الدين يُوسُف بن تغري بردي بن عبد الله الظاهري الحنفي؛ قدَّم لهُ وعلَّق عليه: مُحمَّد حُسين شمسُ الدين. النُجوم الزاهرة في مُلوك مصر والقاهرة. الجُزء الثاني. الطبعة الأولى (1413هـ - 1992م). صفحة 233. دار الكُتب العلميَّة. بيروت - لُبنان
237. ↑  القلقشندي، أبو العبَّاس أحمد. صُبح الأعشى في صناعة الإنشا. الجُزء الثامن. الطبعة الثانية (1340هـ - 1922م). دار الكُتب المصريَّة. القاهرة - مصر. صفحة 63
238. ↑  عاشور، سعيد عبد الفتَّاح. مصر والشَّام في عصر الأيوبيين والمماليك. الطبعة الأولى. صفحة 283 . دار النهضة العربيَّة، بيروت - لُبنان
239. ↑  المقريزي، أبو العبَّاس تقيُّ الدين أحمد بن عليّ بن عبد القادر الحُسيني العُبيدي. السُلوك لِمعرفة دُول المُلوك، الجُزء الأوَّل. (1997). الطبعة الأولى. صفحة 842 - 844. دار الكُتُب العلميَّة، بيروت - لُبنان
240. ↑  المقريزي، أبو العبَّاس تقيُّ الدين أحمد بن عليّ بن عبد القادر الحُسيني العُبيدي. إغاثة الأُمَّة بِكشف الغمَّة. (1427هـ - 2007م). الطبعة الأولى. صفحة 36 - 40. عين لِلدراسات والبحوث الإنسانيَّة والاجتماعيَّة، القاهرة - مصر
241. ↑  عاشور، سعيد عبد الفتَّاح. العصر المماليكي في مصر والشَّام. الطبعة الثانية (1976). صفحة 275. دار النهضة العربيَّة. القاهرة - مصر
242. ↑  المقريزي، أبو العبَّاس تقيُّ الدين أحمد بن عليّ بن عبد القادر الحُسيني العُبيدي. المواعظ والاعتبار في ذكر الخطط والآثار، الجُزء الثاني. الطبعة الأولى (1418هـ). صفحة 105. دار الكُتُب العلميَّة، بيروت - لُبنان
243. ↑  حسن، زكي مُحمَّد. فُنُون الإسلام. الطبعة الأولى (1981). صفحة 319. دار الرَّئد العربي، بيروت - لُبنان
244. ↑  جحا، شفيق؛ البعلبكي، مُنير؛ عُثمان، بهيج. المُصوَّر في التاريخ. الجُزء السَّادس. الطبعة التاسعة عشرة (1999). دار العلم للملايين. بيروت، لُبنان. صفحة 110
245. ↑  جحا، شفيق؛ البعلبكي، مُنير؛ عُثمان، بهيج. المُصوَّر في التاريخ. الجُزء السَّادس. الطبعة التاسعة عشرة (1999). دار العلم للملايين. بيروت، لُبنان. صفحة 111
246. ↑  ابن الفُرات، ناصرُ الدين مُحمَّد بن عبد الرحيم. تاريخ ابن الفُرات. الجُزء السابع. (1943). المطبعة الأميركانيَّة. بيروت، لُبنان. صفحة 198
247. ↑  القلقشندي، أبو العبَّاس أحمد. صُبح الأعشى في صناعة الإنشا. الجُزء الثالث عشر. الطبعة الثانية (1340هـ - 1922م). دار الكُتب المصريَّة. القاهرة - مصر. صفحة 340 - 341
248. 1 2  عاشور، سعيد عبد الفتَّاح. مصر والشَّام في عصر الأيوبيين والمماليك. الطبعة الأولى. صفحة 286 - 287. دار النهضة العربيَّة، بيروت - لُبنان
249. ↑  عاشور، سعيد عبد الفتَّاح. العصر المماليكي في مصر والشَّام. الطبعة الثانية (1976). صفحة 290. دار النهضة العربيَّة. القاهرة - مصر
250. ↑  المقريزي، أبو العبَّاس تقيُّ الدين أحمد بن عليّ بن عبد القادر الحُسيني العُبيدي. المواعظ والاعتبار في ذكر الخطط والآثار، الجُزء الثاني. الطبعة الأولى (1418هـ). صفحة 92. دار الكُتُب العلميَّة. بيروت - [[لبنان|لُبنان
251. ↑  السخَّاوي، مُحمَّد بن عبد الرحمٰن. التبر المسبوك في ذيل المُلُوك. (1423هـ - 2002م). صفحة 260. دار الكُتُب والوثائق القوميَّة. القاهرة - مصر
252. ↑  ابن تغري بردي، أبو المحاسن جمالُ الدين يُوسُف بن تغري بردي بن عبد الله الظاهري الحنفي؛ قدَّم لهُ وعلَّق عليه: مُحمَّد حُسين شمسُ الدين. النُجوم الزاهرة في مُلوك مصر والقاهرة. الجُزء الخامس. الطبعة الأولى (1413هـ - 1992م). صفحة 401. دار الكُتب العلميَّة. بيروت - لُبنان
253. ↑  المقريزي، أبو العبَّاس تقيُّ الدين أحمد بن عليّ بن عبد القادر الحُسيني العُبيدي. السُلوك لِمعرفة دُول المُلوك، الجُزء الأوَّل. (1997). الطبعة الأولى. صفحة 507 - 508. دار الكُتُب العلميَّة، بيروت - لُبنان
254. 1 2  الحضارة في عصر المماليك - قصة الإسلام | بوابة التاريخ الإسلامي .. إشراف الدكتور راغب السرجاني نسخة محفوظة 29 يونيو 2017 على موقع واي باك مشين.
255. 1 2  14 قرن من الصراع بين الشرق والغرب. عبد الحميد شرف. تاريخ الوصول 27 يوليو 2017 نسخة محفوظة 28 يوليو 2017 على موقع واي باك مشين.
256. ↑  الحياة العلمية عند المماليك، شبكة الألوكة. تاريخ الوصول 27 يوليو 2017 العلمية عند المماليك/ نسخة محفوظة 2019-11-14 على موقع واي باك مشين.
257. ↑  عاشور، سعيد عبد الفتَّاح. المُجتمع المصري في عصر سلاطين المماليك. الطبعة الأولى (1992). صفحة 49. دار النهضة العربية (القاهرة). القاهرة - مصر
258. ↑  المقريزي، أبو العبَّاس تقيُّ الدين أحمد بن عليّ بن عبد القادر الحُسيني العُبيدي. السُلوك لِمعرفة دُول المُلوك، الجُزء الأوَّل. (1997). الطبعة الأولى. صفحة 138. دار الكُتُب العلميَّة، بيروت - لُبنان
259. ↑  عاشور، سعيد عبد الفتَّاح: المُجتمع المصري في عصر سلاطين المماليك، الطبعة الأولى (1992)، صفحة 16، دار النهضة العربية (القاهرة)، القاهرة - مصر
260. ↑  عاشور، سعيد عبد الفتَّاح. المُجتمع المصري في عصر سلاطين المماليك. الطبعة الأولى (1992). صفحة 37 و48. دار النهضة العربية (القاهرة). القاهرة - مصر
261. ↑  ابن تغري بردي، أبو المحاسن جمالُ الدين يُوسُف بن تغري بردي بن عبد الله الظاهري الحنفي؛ قدَّم لهُ وعلَّق عليه: مُحمَّد حُسين شمسُ الدين، النُجوم الزاهرة في مُلوك مصر والقاهرة، الجُزء التاسع، الطبعة الأولى (1413هـ - 1992م)، صفحة 136، دار الكُتب العلميَّة، بيروت - لُبنان
262. ↑  ابن بطُّوطة مُحمَّد بن عبد الله بن مُحمَّد اللواتي الطنجي (1407هـ - 1987م). تُحفة النُظَّار في غرائب الأمصار وعجائب الأسفار (PDF) (ط. الأولى). بيروت - لُبنان: دار إحياء العُلُوم. ج. الجُزء الأوَّل. ص. 65. مؤرشف من الأصل (PDF) في 2017-09-06. {{استشهاد بكتاب}}: تحقق من التاريخ في: |سنة= (مساعدة)
263. ↑  الغيطاني، جمال، سيرة الظاهر بيبرس (1996)، صفحة 6-7، الهيئة المصريَّة العامَّة لِلكتاب، القاهرة - مصر.
264. ↑  القَلْقَشَنْدِيّ، ابو العباس القلقشندي (١٤٠٧ هـ - ١٩٨٧ م). صبح الاعشى في صناعة الانشا (ط. 1st). بيروت: دار الكتب العلمية. ج. 1. ص. 203. مؤرشف من الأصل في 2022-12-03. {{استشهاد بكتاب}}: تحقق من التاريخ في: |سنة= (مساعدة)
265. ↑  القلقشندي، أبو العبَّاس أحمد. صُبح الأعشى في صناعة الإنشا. الجُزء الرابع. الطبعة الثانية (1340هـ - 1922م). دار الكُتب المصريَّة. القاهرة - مصر. صفحة 8
266. ↑  الخطيب، مُصطفى عبد الكريم. مُعجم المُصطلحات والألقاب التاريخيَّة. الطبعة الأولى (1416هـ - 1996م). صفحة 52 و82 - 83. مُؤسسة الرسالة. بيروت - لُبنان
267. 1 2 3 4  العمارة والفنون في عهد المماليك، موقع قصة الإسلام نسخة محفوظة 2020-06-07 على موقع واي باك مشين.
268. ↑  المقريزي، أبو العبَّاس تقيُّ الدين أحمد بن عليّ بن عبد القادر الحُسيني العُبيدي. السُلوك لِمعرفة دُول المُلوك، الجُزء الثاني. (1997). الطبعة الأولى. صفحة 524. دار الكُتُب العلميَّة، بيروت - لُبنان
269. ↑  المقريزي، أبو العبَّاس تقيُّ الدين أحمد بن عليّ بن عبد القادر الحُسيني العُبيدي. المواعظ والاعتبار في ذكر الخطط والآثار، الجُزء الثالث. الطبعة الأولى (1418هـ). صفحة 347. دار الكُتُب العلميَّة، بيروت - لُبنان
270. ↑  القلقشندي، أبو العبَّاس أحمد. صُبح الأعشى في صناعة الإنشا. الجُزء الثالث عشر. الطبعة الثانية (1340هـ - 1922م). دار الكُتب المصريَّة. القاهرة - مصر. صفحة 153
271. ↑  القلقشندي، أبو العبَّاس أحمد. صُبح الأعشى في صناعة الإنشا. الجُزء الرابع. الطبعة الثانية (1340هـ - 1922م). دار الكُتب المصريَّة. القاهرة - مصر. صفحة 15
272. ↑  العُمري، أبو العبَّاس شهابُ الدين أحمد بن فضل الله بن يحيى بن أحمد القُرشي العدوي (2010). مسالك الأبصار في ممالك الأمصار (PDF) (ط. الأولى). بيروت - لُبنان: دار الكُتُب العلميَّة. ج. الجُزء الخامس. ص. 166. مؤرشف من الأصل (PDF) في 2022-04-07. اطلع عليه بتاريخ 25 تمُّوز (يوليو) 2017م. {{استشهاد بكتاب}}: تحقق من التاريخ في: |تاريخ الوصول= و|سنة= (مساعدة)
273. ↑  القلقشندي، أبو العبَّاس أحمد. صُبح الأعشى في صناعة الإنشا. الجُزء الثالث. الطبعة الثانية (1340هـ - 1922م). دار الكُتب المصريَّة. القاهرة - مصر. صفحة 475
274. ↑  المقريزي، أبو العبَّاس تقيُّ الدين أحمد بن عليّ بن عبد القادر الحُسيني العُبيدي ، المواعظ والاعتبار في ذكر الخطط والآثار، الجُزء الثاني. الطبعة الأولى (1418هـ)، صفحة 194، دار الكُتُب العلميَّة، بيروت - لُبنان
275. ↑  عاشور، سعيد عبد الفتَّاح. مصر والشَّام في عصر الأيوبيين والمماليك. الطبعة الأولى. صفحة 307 - 311. دار النهضة العربيَّة، بيروت - لُبنان
276. ↑  راغب السرجاني. الموسوعة الميسرة في التاريخ الإسلامي، الجزء الثاني. (الطبعة السابعة والعشرون)، يناير 2014. صفحة 48. مؤسسة اقرأ. ISBN 977-6119-63-8
277. 1 2  العلاقات الخارجية وسقوط دولة المماليك - قصة الإسلام | بوابة التاريخ نسخة محفوظة 02 يوليو 2017 على موقع واي باك مشين.

### بِلُغاتٍ أجنبيَّة
1. ↑  "Mamluk | Islamic dynasty". Encyclopædia Britannica. مؤرشف من الأصل في 2019-05-28. اطلع عليه بتاريخ 2015-11-13.
2. ↑  Setton، Kenneth M. (1969). The Later Crusades, 1189-1311. Wisconsin, USA: Univ of Wisconsin Press. ص. 757. ISBN:978-0-299-04844-0.
3. ↑  Hillenbrand، Carole (2007). Turkish Myth and Muslim Symbol: The Battle of Manzikert. Edinburg: Edinburgh University Press. ص. 164–165. ISBN:9780748625727.
4. ↑  Yosef، Koby (2013). "The Term Mamlūk and Slave Status during the Mamluk Sultanate". Al-Qanṭara. Consejo Superior de Investigaciones Científicas. ج. 34 ع. 1: 8. DOI:10.3989/alqantara.2013.001. ISSN:0211-3589. مؤرشف من الأصل في 2019-12-03.
5. ↑  Nicolle، David (2014). Mamluk 'Askari 1250–1517. Osprey Publishing. ص. 4. ISBN:9781782009290. مؤرشف من الأصل في 2016-05-13.
6. ↑  Northrup، Linda S. (1998). "The Bahri Mamluk sultanate". في Petry، Carl F. (المحرر). The Cambridge History of Egypt, Vol. 1: Islamic Egypt 640-1517. Cambridge University Press. ص. 250. ISBN:9780521068857.
7. ↑  Yosef، Koby (2013). "The Term Mamlūk and Slave Status during the Mamluk Sultanate". Al-Qanṭara. Consejo Superior de Investigaciones Científicas. ج. 34 ع. 1: 8. DOI:10.3989/alqantara.2013.001. مؤرشف من الأصل في 2019-12-03.
8. ↑  Clifford، Winslow William (2013). Conermann، Stephan (المحرر). State Formation and the Structure of Politics in Mamluk Syro-Egypt, 648-741 A.H./1250-1340 C.E. Bonn University Press. ص. 65. ISBN:9783847100911. مؤرشف من الأصل في 2020-02-12.
9. ↑  Runciman, Steven, A history of the Crusades 3. Penguin Books, 2002. p. 262
10. ↑  Wedgwood, Ethel (trans.) The Memoirs of the Lord of Joinville: A New English Version Ethel Wedgwood, E.P. Dutton and Co., New York 1906, Chapter XV p. 172
11. ↑  Stevenson، William Barron (1907). The Crusaders in the East: A Brief History of the Wars of Islam with the Latins in Syria During the Twelfth and Thirteenth Centuries. Cambridge University Press. ص. 339. مؤرشف من الأصل في 2013-11-02.
12. ↑  Stevenson، William Barron (1907). The Crusaders in the East: A Brief History of the Wars of Islam with the Latins in Syria During the Twelfth and Thirteenth Centuries. Cambridge University Press. ص. 343. مؤرشف من الأصل في 2013-11-02.
13. ↑  King، E. J. (1931). The Knights hospitallers in the Holy Land. Methuen & Co. Ltd. ص. 282.
14. ↑  Runciman, Steven, A history of the Crusades 3. Penguin Books, 2002. p. 402 - 403
15. ↑  Grousset, René. Histoire des Croisades et du royaume franc de Jérusalem , vol III. Paris: Plon. (1934-1936) p.145 37267632 نسخة محفوظة 02 أغسطس 2016 على موقع واي باك مشين.
16. ↑  King، E. J. (1931). The Knights hospitallers in the Holy Land. Methuen & Co. Ltd. ص. 291 - 292.
17. ↑  Wiet, Gaston. L'Égypte arabe, de la conquête arabe à la conquête ottomane (642–1517), Paris, Société d'histoire nationale, 1937. p. 499
18. ↑  Runciman, Steven. A history of the Crusades. Penguin Books, 2002. p. 446
19. ↑  Wiet, Gaston. L'Égypte arabe, de la conquête arabe à la conquête ottomane (642–1517), Paris, Société d'histoire nationale, 1937. p. 510
20. ↑  Poole، Austin Lane [بالإنجليزية] (1895). textsA history of Egypt. London, Methuen & co. ص. 325. مؤرشف من الأصل في 2021-02-23.
21. ↑  Wiet, Gaston. L'Égypte arabe, de la conquête arabe à la conquête ottomane (642–1517), Paris, Société d'histoire nationale, 1937. p. 518 - 519
22. ↑  Stanford Jay Shaw؛ Ezel Kural. Shaw (1977). History of the Ottoman Empire and Modern Turkey:. Cambridge University Press. ص. 90. ISBN:978-0-521-29166-8. مؤرشف من الأصل في 2013-12-03. اطلع عليه بتاريخ 2013-05-28.
23. ↑  Stilt، Kristen (2011). Islamic Law in Action: Authority, Discretion, and Everyday Experiences in Mamluk Egypt. Oxford University Press. ص. 31. ISBN:9780199602438. مؤرشف من الأصل في 2020-02-16.
24. ↑  Northrup، Linda S. (1998). "The Bahri Mamluk sultanate". في Petry، Carl F. (المحرر). The Cambridge History of Egypt, Vol. 1: Islamic Egypt 640-1517. Cambridge University Press. ص. 266. ISBN:9780521068857.
25. ↑  Northrup، Linda S. (1998). "The Bahri Mamluk sultanate". في Petry، Carl F. (المحرر). The Cambridge History of Egypt, Vol. 1: Islamic Egypt 640-1517. Cambridge University Press. ص. 268–269. ISBN:9780521068857.
26. ↑  Northrup، Linda S. (1998). "The Bahri Mamluk sultanate". في Petry، Carl F. (المحرر). The Cambridge History of Egypt, Vol. 1: Islamic Egypt 640-1517. Cambridge University Press. ص. 267. ISBN:9780521068857.
27. ↑  Stilt، Kristen (2011). Islamic Law in Action: Authority, Discretion, and Everyday Experiences in Mamluk Egypt. Oxford University Press. ص. 109. ISBN:9780199602438. مؤرشف من الأصل في 2020-02-16.
28. ↑  Teule، Herman G. B. (2013). "Introduction: Constantinople and Granada, Christian-Muslim Interaction 1350-1516". في Thomas، David؛ Mallett، Alex (المحررون). Christian-Muslim Relations. A Bibliographical History, Volume 5 (1350-1500). Brill. ص. 11. ISBN:9789004252783. مؤرشف من الأصل في 2020-02-05.
29. ↑  Demurger, Alain (2007). Jacques de Molay (بالفرنسيَّة). Editions Payot&Rivages. p. 142. ISBN:2-228-90235-7.{{استشهاد بكتاب}}:  صيانة الاستشهاد: لغة غير مدعومة (link)
30. ↑  van Steenbergen، Jo (2005). "Identifying a Late Medieval Cadastral Survey of Egypt". في Vermeulen، Urbain؛ van Steenbergen، Jo (المحررون). Egypt and Syria in the Fatimid, Ayyubid and Mamluk Eras IV. Peeters Publishers. ص. 475. ISBN:9789042915244. مؤرشف من الأصل في 2020-02-02.
31. ↑  Ahmad DARRAG. L'Egypte sous le règne de Barsbay (826-841, 1422-1438). Damas, 1961. (Institut français de Damas.) pp. 96 - 100
32. ↑  Schefer, C., ed. "Le Voyage d’Outremer de Bertrandon de la Broquière premier écuyer tranchant et conseiller de Philippe le Bon, duc de Bourgogne (1432–1433)", Recueil de voyages et de documents pour servir à l’histoire de la géographie depuis le XIIIe siècle jusqu'à la fin du XVIe siècle, (Paris, 1892). p. X
33. ↑  Winter، Michael؛ Levanoni، Amalia، المحررون (2004). The Mamluks in Egyptian and Syrian Politics and Society. Brill. ص. 96. ISBN:9789004132863. مؤرشف من الأصل في 2020-02-16.
34. ↑  Rabbat، Nasser (2001). "Representing the Mamluks in Mamluk Historical Writing". في Kennedy، Hugh N. (المحرر). The Historiography of Islamic Egypt: (c. 950 - 1800). Brill. ص. 60. ISBN:9789004117945. مؤرشف من الأصل في 2020-02-13.

## وصلات خارجيَّة
- سفارات الدولة الأيوبيَّة ودولة المماليك مع أوروپَّا. بِقلم أنيس الأبيض، جريدة الحياة. تاريخ النشر: السبت، 16 نيسان (أبريل) 2016م.
- إمارة الحج في عصر الدولة المملوكيَّة وأثرها على الأوضاع الداخليَّة بِمكَّة المُكرَّمة (648- 923هـ= 1258- 1517م). رسالة ماجستير من جامعة أُم القُرى، إعداد عائشة مانع عُبيد العبدلي، إشراف الدكتور جميل عبدُ الله المصري.
- العسكريَّة المملوكيَّة: الجُزء الأوَّل، الجُزء الثاني، الجُزء الثالث، الجُزء الرَّابع. بِقلم مُحمَّد شعبان أيُّوب، من ساسة بوست.